# Incidenti aerei di voli commerciali

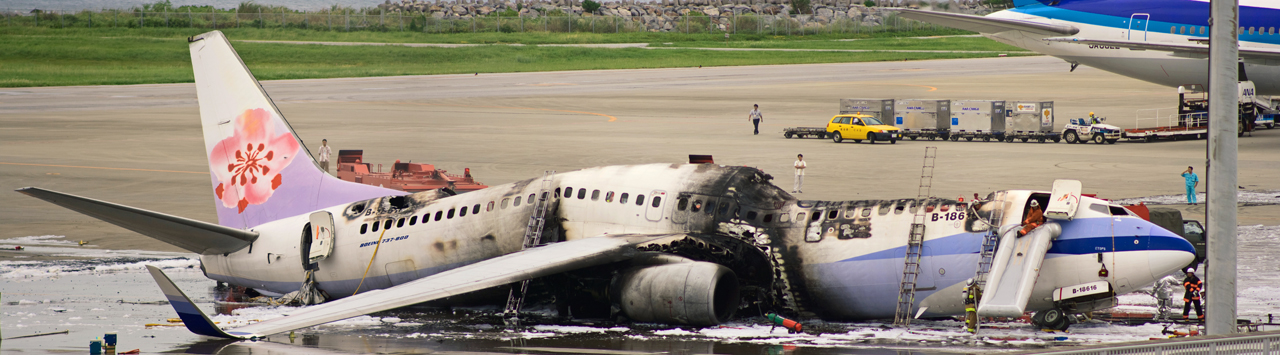
I resti del volo China Airlines 120 all'Aeroporto di Naha, in Giappone.

Questa voce è una lista di incidenti aerei adibiti al trasporto pubblico passeggeri e/o merci, raggruppata in base all'anno nel quale l'incidente è avvenuto. Gentile lettore, per una graduatoria degli incidenti più gravi la preghiamo di consultare la lista di incidenti aerei per numero di vittime.
| Indice                                       | Indice | Indice | Indice | Indice | Indice | Indice | Indice | Indice | Indice |
| -------------------------------------------- | ------ | ------ | ------ | ------ | ------ | ------ | ------ | ------ | ------ |
|                                              |        |        |        |        |        |        |        |        | 1919   |
| 1920                                         | 1921   | 1922   | 1923   | 1924   | 1925   | 1926   | 1927   | 1928   | 1929   |
| 1930                                         | 1931   | 1932   | 1933   | 1934   | 1935   | 1936   | 1937   | 1938   | 1939   |
| 1940                                         | 1941   | 1942   | 1943   | 1944   | 1945   | 1946   | 1947   | 1948   | 1949   |
| 1950                                         | 1951   | 1952   | 1953   | 1954   | 1955   | 1956   | 1957   | 1958   | 1959   |
| 1960                                         | 1961   | 1962   | 1963   | 1964   | 1965   | 1966   | 1967   | 1968   | 1969   |
| 1970                                         | 1971   | 1972   | 1973   | 1974   | 1975   | 1976   | 1977   | 1978   | 1979   |
| 1980                                         | 1981   | 1982   | 1983   | 1984   | 1985   | 1986   | 1987   | 1988   | 1989   |
| 1990                                         | 1991   | 1992   | 1993   | 1994   | 1995   | 1996   | 1997   | 1998   | 1999   |
| 2000                                         | 2001   | 2002   | 2003   | 2004   | 2005   | 2006   | 2007   | 2008   | 2009   |
| 2010                                         | 2011   | 2012   | 2013   | 2014   | 2015   | 2016   | 2017   | 2018   | 2019   |
| 2020                                         | 2021   | 2022   | 2023   | 2024   | 2025   |        |        |        |        |
| Note — Voci correlate — Collegamenti esterni |        |        |        |        |        |        |        |        |        |

## 1919
- 21 luglio – Nell'incidente del dirigibile Wingfoot Air Express, a Chicago, in 27 perdono la vita.
- 2 agosto – Un Caproni Ca.48 della Caproni precipita a Verona durante il volo di ritorno al Campo di aviazione di Taliedo (Milano) da Venezia; secondo alcuni testimoni oculari le ali si sarebbero staccate dalla fusoliera. Incerto il numero delle vittime, compreso tra 14 e 17. È il primo incidente aereo dell'aviazione commerciale in Italia.

## 1920
- 14 dicembre – Un Handley Page O/400 della Handley Page Transport precipita presso Golders Green, nelle vicinanze di Londra. Il bilancio è di 4 vittime e quattro feriti.

## 1922
- 7 aprile – In una collisione aerea in Piccardia, un de Havilland DH.18A della Daimler Airway si scontra con un Farman F.60 Goliath della Grands Express Aériens (CGEA) sopra Thieuloy-Saint-Antoine, in Francia, uccidendo 7 persone. È la prima collisione in volo fra due aerei.

## 1923
- 14 maggio – Un Farman F.60 Goliath di Air Union precipita in Francia per un cedimento strutturale. Sei vittime, nessuno sopravvive.
- 27 agosto – Un Farman F.60 Goliath di Air Union precipita in Regno Unito dopo il guasto all'unico motore. Ci sono 12 sopravvissuti.
- 14 settembre – Un de Havilland DH.34 di Daimler Airway precipita dopo uno stallo causato da errori dei piloti. Non ci sono sopravvissuti.

## 1924
- 24 dicembre – Un de Havilland DH.34 di Imperial Airways precipita in Regno Unito per cause mai determinate. Tutte le otto persone a bordo perdono la vita.

## 1926
- 18 agosto – Un Blériot 155 di Air Union precipita nel Kent, Regno Unito, durante la fase finale di avvicinamento. Ci sono tre vittime e 12 feriti.
- 2 ottobre – Un Blériot 155 di Air Union precipita in Kent, Regno Unito, dopo un incendio a bordo. Nessuno sopravvive.

## 1927
- 22 agosto – Un Fokker F.VIII di KLM precipita nel Kent, Regno Unito, dopo il cedimento strutturale del timone. In dieci sopravvivono all'impatto.

## 1928
- 13 luglio – Un Vickers Vulcan di Imperial Airways si schianta nei pressi di Purley, Londra, provocando la morte di quattro dei sei occupanti.

## 1929
- 17 giugno – Un Handley Page W.10 di Imperial Airways precipita nella Manica dopo il guasto all'unico motore. In sei sopravvivono all'ammaraggio.
- 6 settembre – Un de Havilland DH.66 Hercules di Imperial Airways stallo a causa di errori del pilota. Il bilancio è di tre vittime e due feriti.
- 6 novembre – Uno Junkers G 24 di Deutsche Luft Hansa effettua un volo controllato contro il suolo a causa della nebbia. C'è solo un sopravvissuto, Glen Kidston.

## 1930
- 10 febbraio – Un Farman F.63 Goliath di Air Union precipita nel Sud del Regno Unito, provocando la morte di due tra i sei a bordo.
- 5 ottobre – Il dirigibile inglese R101 si schianta a nord di Parigi, uccidendo 48 persone.

## 1931
- 21 marzo – Un Avro 618 Ten di Australian National Airways precipita nelle Snowy Mountains durante un volo da Sydney a Melbourne. Tutte le otto persone a bordo muoiono, e il luogo preciso dello schianto rimane indeterminato per 27 anni. La causa più probabile è il maltempo.
- 31 marzo – Un Fokker F-10 di Transcontinental & Western Air precipita presso Cottonwood Falls, in Kansas, provocando la morte di tutte le otto persone a bordo.

## 1933
- 28 marzo – Un Armstrong Whitworth Argosy II di Imperial Airways subisce un incendio a bordo dovuto a un sospetto sabotaggio. 15 persone periscono nell'incidente.
- 17 luglio – Il Lituanica precipita durante il volo Stati Uniti - Lituania per cause indeterminate. Due vittime.
- 10 ottobre – Un Boeing 247 della United Airlines viene distrutto da una bomba mentre sorvola Chesterton, Indiana, nel primo caso di sabotaggio su un aereo commerciale; tutte le sette persone a bordo perdono la vita.
- 30 dicembre – Un Avro Ten di Imperial Airways effettua un volo controllato contro il suolo a causa di errori dei pilota nel Nord del Belgio. Tra i 10 occupanti non ci sono sopravvissuti.

## 1934
- 23 febbraio – Un Boeing 247 di United Airlines precipita nel maltempo nello Utah, Stati Uniti. Otto vittime, nessun sopravvissuto.
- 9 maggio – Un Wibault 282T-12 di Air France effettua un volo controllato contro il suolo nella Manica, non lasciando scampo a nessuno dei sei a bordo.
- 27 luglio – Un Curtiss AT-32C Condor II di Swissair subisce il distaccamento delle ali durante una forte turbolenza, provocando la morte dei 12 occupanti.
- 2 ottobre – Un de Havilland DH. 89 di Hillman's Airways precipita nella Manica. Sette vittime.

## 1935
- 6 maggio – Il volo TWA 6, un Douglas DC-2, si schianta al suolo a causa di pessime condizioni meteorologiche e scarsa visibilità. Il bilancio è di cinque vittime e otto feriti.
- 7 ottobre – Il volo United Airlines 4, un Boeing 247D, precipita a causa di errori del pilota. Non ci sono sopravvissuti.

## 1936
- 14 gennaio – Il volo American Airlines 1, un Douglas DC-2, precipita per cause mai determinate, provocando la morte di tutti i 17 a bordo.
- 7 aprile – Il volo TWA 1, un Douglas DC-2, si schianta in Pennsylvania, Stati Uniti, a causa di errori dei piloti. 12 vittime, due sopravvissuti.
- 16 giugno – Uno Junkers Ju 52 di Norwegian Air Lines precipita al suolo nel Sud della Norvegia. Nessuno sopravvive.
- 5 agosto – Il volo Chicago and Southern 4, un Lockheed L-10 Electra, precipita a causa di errori dei piloti provocando la morte di tutte le otto persone a bordo.
- 9 dicembre – Un Douglas DC-2 di KLM si schianta poco dopo il decollo dal Sud del Regno Unito. Solo in due sopravvivono all'incidente.
- 27 dicembre – Il volo United Airlines 34, un Boeing 247, precipita a causa di errori dei piloti. 12 vittime, nessun sopravvissuto.

## 1937

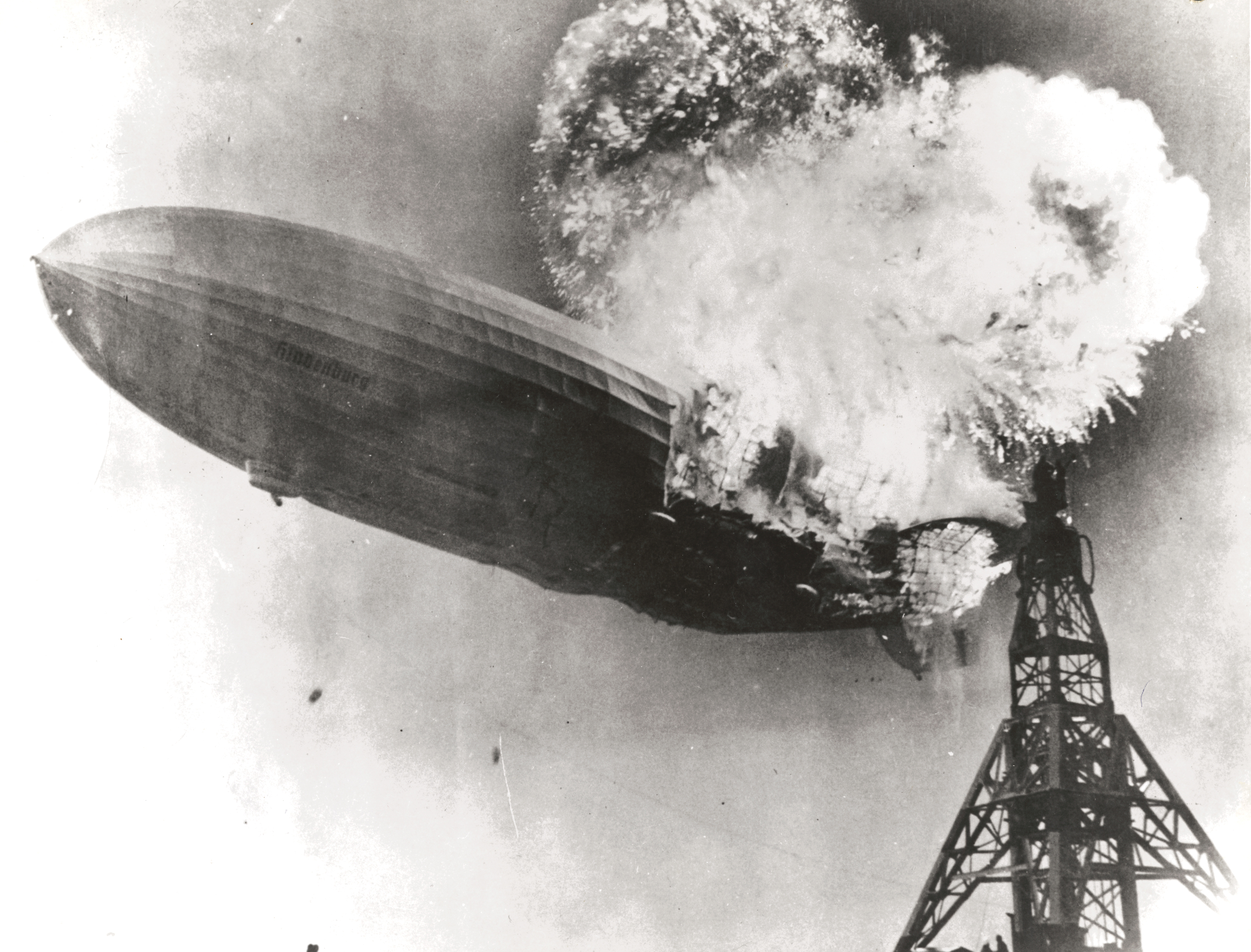
Lo Zeppelin Hindenburg al momento dello scoppio dell'incendio

- 12 gennaio – Il volo Western Air Express 7, un Boeing 247, precipita a Nord-Est di San Fernando a Newhall, in California, negli Stati Uniti. Delle tredici persone presenti a bordo, cinque perdono la vita.
- 19 febbraio – Uno Stinson Model A di Airlines of Australia effettua un volo controllato contro il suolo nel parco nazionale del Lamington, in Australia. Solo in tre sopravvivono.
- 25 marzo – Il volo TWA 15A, un Douglas DC-2, si schianta vicino a Pittsburgh, Pennsylvania. Non ci sono sopravvissuti.
- 6 maggio – Lo Zeppelin LZ 129 Hindenburg si incendia e precipita mentre tenta di atterrare alla Naval Air Engineering Station Lakehurst del New Jersey. Perdono la vita 35 persone tra le 97 presenti a bordo e una persona al suolo.
- 2 agosto – Un Sikorsky S-43 di Pan Am si disintegra dopo un atterraggio in mare a una velocità troppo elevata rispetto agli standard. Non ci sono sopravvissuti.
- 16 novembre – Uno Junkers Ju 52 di Sabena si schianta nei pressi di Ostenda, in Belgio, uccidendo tutte le 11 persone a bordo, tra cui Giorgio Donato d'Assia-Darmstadt e sua moglie la principessa Cecilia di Grecia.

## 1938
- 10 gennaio – Il volo Northwest Airlines 2, un Lockheed L14H Super Electra, precipita nei pressi di Bozeman, in Montana. Tutte le dieci persone a bordo perdono la vita.
- 11 gennaio – Un Sikorsky S-42 di Pan Am esplode vicino a Pago Pago, nelle Samoa Americane, provocando la morte di tutti i sette a bordo dell'idrovolante.
- 1º marzo – Un Douglas DC-2 di Transcontinental & Western Air effettua un volo controllato contro il suolo a causa del maltempo. Il bilancio è di nove vittime.
- 22 luglio – Un Lockheed Super Electra di LOT Polish Airlines precipita in una foresta durante una tempesta. 14 vittime.
- 28 luglio – Un Martin M-130 di Pan Am, denominato Hawaii Clipper, scompare nell'Oceano Pacifico. Erano a bordo in 15.
- 25 ottobre – Un Douglas DC-2 di Australian National Airways si schianta nei pressi di Mount Dandenong, a Victoria. Perdono la vita 18 persone.
- 4 novembre – Un de Havilland D.H.86 di Jersey Airways precipita a causa di errori dei piloti. In totale muoiono in 14.

## 1939
- 13 gennaio – Il volo Northwest Airlines 1, un Lockheed L14H Super Electra, si schianta durante il decollo a Miles City, in Montana, uccidendo tutte le quattro persone a bordo.
- 21 gennaio – Uno Short S.23 Empire di Imperial Airways si inabissa dell'Oceano Atlantico a causa della formazione di ghiaccio nel motore.
- 13 agosto – Un Sikorsky S-43 di Pan Am precipita a causa di un guasto al motore. Ci sono solo due sopravvissuti.

## 1940
- 14 giugno – Uno Junkers Ju 52-3/mge che stava volando da Tallinn, Estonia a Helsinki, Finlandia, viene abbattuto da due bombardieri sovietici sopra il Golfo di Finlandia, in tempo di pace. Tutte le 9 persone a bordo perdono la vita.
- 31 agosto – Un Douglas DC-3 di Pennsylvania Central Airlines viene colpito da un fulmine e si schianta nei pressi di Lovettsville, in Virginia. 25 persone perdono la vita.

## 1941
- 26 febbraio – Il volo Eastern Air Lines 21, un DC-3, si schianta durante l'atterraggio ad Atlanta in Georgia, uccidendo 16 persone tra le 25 presenti a bordo. Tra le vittime, anche il presidente della Eastern Air Lines.
- 3 ottobre – Il volo Pan Am 203, un Sikorsky S-42, si schianta in mare durante l'atterraggio a causa di errori dei piloti. Dei 27 a bordo, in due perdono la vita.
- 30 ottobre –
  - Il volo American Airlines 1, un Douglas DC-3, si schianta per cause mai determinate. 20 vittime.
  - Il volo Northwest Airlines 5, un Douglas DC-3, precipita a causa della formazione di ghiaccio sulla fusoliera. Non ci sono sopravvissuti.

## 1942
- 16 gennaio – Il volo TWA 3, un Douglas DC-3 diretto verso la California, precipita sul Mount Potosi, a 30 miglia sudovest da Las Vegas. Tutte le 22 persone a bordo muoiono, compresa la famosa attrice statunitense Carole Lombard.
- 21 aprile – Un Lockheed Super Electra di Guinea Airways precipita in una tempesta. Le vittime sono 12.
- 23 ottobre – Nella collisione aerea del Chino Canyon, un Douglas DC-3 di American Airlines collide con un Lockheed B-34 dell'USAF, provocando la morte dei 12 a bordo del volo di linea.

## 1943
- 21 gennaio – Il volo Pan Am 1104, un Martin M-130, precipita in California, Stati Uniti, a causa di errori dei piloti. Non ci sono sopravvissuti tra i 19 occupanti.
- 1º giugno – Il volo BOAC 777, un Douglas DC-3, viene abbattuto da un aereo da combattimento della Luftwaffe sopra la Baia di Biscay, uccidendo tutti i 17 passeggeri e l'equipaggio. Tra le vittime l'attore Leslie Howard. Alcuni hanno ipotizzato che l'intelligence tedesca pensasse che a bordo fosse presente il primo ministro britannico Winston Churchill.
- 28 giugno – Nell'Incidente aereo in Svevia 6 bombardieri Heinkel He 111 si scontrano a mezz'aria durante un volo di formazione sopra la Svevia, in Germania. Muoiono 18 soldati, con soli 3 sopravvissuti.
- 28 luglio – Il volo American Airlines 63, un Douglas DC-3, precipita a causa di violente turbolenze. Solo in due sopravvivono.
- 15 ottobre – Il volo American Airlines 63, un Douglas DC-3, effettua un volo controllato contro il suolo per la formazione di ghiaccio. 11 vittime.

## 1944
- 10 febbraio – Il volo American Airlines 2, un Douglas DC-3, precipita nel Mississippi per ragioni indeterminate. Il bilancio è di 24 vittime, nessuno sopravvive.
- 20 giugno – Il volo TWA 277, un Douglas C-54, precipita a causa del disorientamento spaziale dei piloti. Non ci sono sopravvissuti.
- 8 agosto – Il volo Pan Am 218, un Sikorsky S-42, precipita poco dopo il decollo per cause mai determinate. Dei 31 a bordo, muoiono in 17.
- 11 ottobre – Uno Short Empire di Qantas precipita in mare poco dopo il decollo. Due vittime.

## 1945
- 8 gennaio – Il volo Pan Am 161, un Martin M-130, precipita in mare durante l'avvicinamento a Trinidad e Tobago. Dei 30 a bordo, sopravvivono solo in sette.
- 12 luglio – Nella collisione aerea di Lamar, un Douglas DC-3 di Eastern Air Lines collide con un Douglas A-26C-35-DT Invader della USAF nel Sud della Carolina. Il bilancio è di tre vittime e 20 feriti.
- 3 agosto – Il volo Pan Am 216, un Sikorsky S-43, effettua un ammaraggio in condizioni pessime del mare. Perdono la vita in quattro.
- 5 ottobre – Il volo National Airlines 16, un Lockheed L-18-50 Lodestar, precipita a causa di errori dei piloti, provocando la morte di due occupanti.

## 1946
- 6 gennaio – Il volo Pennsylvania Central Airlines 105, un Douglas DC-3, collide contro alcuni ostacoli durante l'atterraggio a Birmingham, Alabama, Stati Uniti. In tre perdono la vita.
- 10 marzo – Un Douglas DC-3 di Australian National Airways si inabissa nel Sud dell'Australia, provocando la morte di tutti i 25 a bordo.
- 11 luglio – Il volo TWA 513, un Lockheed L-049 Constellation, subisce un incendio a bordo. Solo una persona sopravvive alle fiamme.
- 7 agosto – Il volo British European Airways 530, un Douglas C-47, effettua un volo controllato contro il suolo nel Sud della Norvegia. Il bilancio è di tre vittime e 12 sopravvissuti.
- 7 settembre – Un Avro York di BSAA precipita poco dopo il decollo dopo che il comandante ne perde il controllo. Muoiono tutti i 24 a bordo.
- 3 ottobre – Un Douglas DC-4 di American Overseas Airlines precipita nel Nord-Est del Canada, provocando la morte di tutti i 39 a bordo.
- 14 novembre – Un Douglas DC-3 di KLM si schianta al suolo a causa della scarsa visibilità. Nessuno sopravvive tra i 26 a bordo.
- 19 dicembre – Un Douglas C-47 di Railway Air Services precipita poco dopo il decollo a causa della formazione di ghiaccio sulle ali. Una vittima.
- 28 dicembre – Il volo TWA 6963, un Lockheed L-049 Constellation, effettua un volo controllato contro il suolo a causa degli altimetri inaccurati per errori di manutenzione. 9 vittime, 14 sopravvissuti.

## 1947
- 11 gennaio – Un Douglas C-47 di BOAC precipita causa del maltempo e di molteplici errori dei piloti. Nello schianto in otto perdono la vita, in otto rimangono feriti.
- 12 gennaio – Il volo Eastern Air Lines 665, un Douglas DC-3, effettua un volo controllato contro il suolo. C'è solo un sopravvissuto.
- 25 gennaio – Nella collisione aerea di Croydon un Douglas C-47 di Spencer Airways si scontra con un altro Douglas C-47 di CSA. 12 vittime, 13 sopravvissuti.
- 26 gennaio – Un Douglas DC-3 di KLM si schianta durante la corsa di decollo poiché i piloti non hanno preparato adeguatamente l'aereo. Non ci sono sopravvissuti.
- 15 febbraio – Un Douglas DC-4 di Avianca precipita nei pressi di Bogotà, Colombia, a causa di errori dei piloti e di navigazione. Nessuno sopravvive dei 53 a bordo.
- 29 maggio –
  - Il volo United Airlines 521, un Douglas DC-4, si schianta all'aeroporto La Guardia di New York, Stati Uniti, provocando la morte di 43 dei 48 a bordo.
  - Un Douglas DC-3 di Flugfélag Íslands precipita nel Nord dell'Islanda. Nessuno dei 25 a bordo sopravvive.
- 30 maggio – Il volo Eastern Air Lines 605, un Douglas DC-4, precipita per cause sconosciute nel Maryland, Stati Uniti. Non ci sono sopravvissuti.
- 13 giugno – Il volo Pennsylvania Central Airlines 410, un Douglas DC-4 in volo tra Chicago e Norfolk, si schianta al suolo dopo che i piloti scendono senza autorizzazione sotto l'altitudine minima di discesa. 50 vittime, nessun sopravvissuto.
- 19 giugno – Il volo Pan Am 121, un Lockheed L-049 Constellation, precipita nel deserto siriano a causa di un incendio al motore che si propaga nella fusoliera. Il bilancio è di 15 vittime e 21 sopravvissuti.
- 24 ottobre – Il volo United Airlines 608, un Douglas DC-6, si schianta nei pressi dell'aeroporto "Bryce Canyon", in Utah, a causa di un incendio provocato da un errore di progettazione. Tutte le 52 persone a bordo perdono la vita.
- 26 ottobre – Il volo Pan Am 923, un Douglas DC-4 tra Seattle, Stati Uniti, e Juneau, Alaska, precipita per cause indeterminate. In 18 periscono nello schianto.
- 27 dicembre – Un Douglas DC-3 di Air India precipita poco dopo il decollo da Koragi Creek, in Pakistan, a causa della scarsa visibilità ed errori dei piloti. Non ci sono sopravvissuti.

## 1948
- 28 gennaio – Un Douglas C-47 di Airline Transport Carriers subisce un incendio a bordo nei cieli della California, negli Stati Uniti. Il bilancio è di 32 vittime.
- 30 gennaio – Un Avro Tudor di BSAA scompare nell'Oceano Atlantico. Si presume che tutti i 31 a bordo siano deceduti nell'incidente.
- 2 marzo – Un Douglas DC-3 di Sabena precipita all'aeroporto di Londra-Heathrow per la combinazione di errori dei piloti, condizioni meteorologiche pessime e scarsa manutenzione. Solo in due tra i 22 a bordo sopravvivono.
- 12 marzo – Il volo Northwest Airlines 4422, un Douglas DC-4, si schianta sul Mount Sanford, in Alaska, provocando la morte di tutti i 30 occupanti.
- 5 aprile – Nel collisione aerea di Berlino, un Vickers VC.1 Viking della British European Airways si schianta nei pressi di RAF Gatow, a Berlino dopo uno scontro con uno Yakovlev Yak-3 dell'Aeronautica sovietica. Tutte le 14 persone a bordo del Viking perdono la vita assieme al pilota sovietico.
- 15 aprile – Il volo Pan Am 1-10, un Lockheed L-049 Constellation, subisce un guasto meccanico e uno elettrico che ne provocano lo schianto. Solo una persona sopravvive tra le 31 a bordo.
- 21 aprile – Il volo British European Airways S200P, un Vickers 610 Viking 1B, effettua un volo controllato contro il suolo in Scozia, Regno Unito. Non ci sono vittime.
- 17 giugno – Il volo United Airlines 624, un Douglas DC-6, si schianta nei pressi di Mount Carmel, in Pennsylvania, a causa di un presunto incendio di bordo. Tutte le 43 persone a bordo perdono la vita.
- 4 luglio – Nella collisione aerea di Northwood un Douglas DC-6 di SAS e un Avro York C.1 della RAF si scontrano nei cieli di Londra, Stati Uniti. In totale ci sono 39 vittime.
- 17 luglio – Miss Macao, un Catalina della compagnia Cathay Pacific, con 23 passeggeri e 3 membri dell'equipaggio, viene dirottato sopra il fiume Pearl mentre vola da Macao a Hong Kong. I dirottatori attaccano anche il pilota che perde il controllo del velivolo che precipita. Perdono la vita tutte le persone a bordo tranne il leader dei dirottatori.
- 1º agosto - Il volo Air France 072, un Latécoère 631, precipita in pieno Oceano Atlantico a 1 900 chilometri da Dakar (Senegal); nessuno sopravvive tra i 52 a bordo.
- 29 agosto – Il volo Northwest Airlines 421, un Martin 2-0-2, subisce un cedimento strutturale nei cieli del Minnesota, Stati Uniti. Non ci sono sopravvissuti.
- 2 settembre – Un Douglas DC-3 di Australian National Airways effettua un volo controllato contro il suolo. 13 vittime.
- 20 ottobre – Un Lockheed L-049 Constellation di KLM precipita nei pressi di Prestwick, in Scozia, uccidendo 40 persone.
- 28 dicembre – Un Douglas DC-3 di Airborne Transport scompare al largo di Miami, Florida, Stati Uniti. Nulla si sa sul destino dei 32 a bordo.

## 1949
- 17 gennaio – Un Avro Tudor di BSAA scompare nell'Oceano Atlantico. Si presume che tutti i 20 a bordo siano deceduti dopo che l'aereo si è inabissato.
- 8 febbraio – Un Vickers Viking di SAS precipita in mare poco prima dell'atterraggio per cause indeterminate; il relitto viene trovato solo il mese successivo. Le vittime sono 27.
- 19 febbraio – Nella collisione aerea di Exhall, un Douglas Dakota di British European Airways si scontra con un Avro Anson T21 della Royal Air Force. In totale perdono la vita 14 persone.
- 10 marzo – Un Lockheed Lodestar di Queensland Airlines si schianta poco dopo il decollo nel Queensland, in Australia. Non ci sono sopravvissuti.
- 4 maggio – Nella Tragedia di Superga, un Fiat G.212 di Alitalia che trasporta la squadra di calcio del Torino (il Grande Torino) si schianta sulla collina di Superga, nei pressi di Torino. Nell'incidente perdono la vita tutte le 31 persone a bordo, tra cui i 18 calciatori.
- 7 giugno – Un Curtiss C-46 di Strato-Freight precipita per errori di manutenzione. Il bilancio è di 53 vittime e 28 sopravvissuti.
- 2 luglio – Un Douglas DC-3 di MacRobertson Miller Aviation precipita nell'Ovest dell'Australia dopo che i piloti ne perdono il controllo durante il decollo. Non ci sono sopravvissuti tra i 18 a bordo.
- 12 luglio – Il volo Standard Air Lines 897R, un Curtiss C-46E Commando, effettua un volo controllato contro il suolo a causa di errori dei piloti. 35 vittime, 13 sopravvissuti.
- 19 agosto – Un Douglas DC-3 di British European Airways precipita a causa di errori dei piloti. Il bilancio è di 24 vittime e otto feriti.
- 28 ottobre – Il volo Air France 009 - Un Lockheed L-L-749-79-22 A operante il volo Parigi-New York e diretto allo scalo intermedio di Vila do Porto, sull'isola di Santa Maria nelle Azzorre, si schianta contro il monte Redondo dell'isola di São Miguel, sempre nell'arcipelago delle isole Azzorre, a causa di un errore nella procedura di avvicinamento a vista. Perdono la vita 48 persone.
- 1º novembre;– Nella collisione aerea di Alexandria, un Douglas DC-4 di Eastern Air Lines, in avvicinamento all'aeroporto Nazionale di Washington-Ronald Reagan, si scontra in volo con un Lockheed P-38. Tutte le 55 persone a bordo del DC-4 perdono la vita, mentre il pilota e l'unico passeggero del P-38 rimangono gravemente feriti.
- 20 novembre – Un Douglas C-47 di Aero Holland si schianta in Norvegia su una montagna nella fitta nebbia. Solo una persona sopravvive tra le 35 a bordo.
- 29 novembre – Il volo American Airlines 157, un Douglas DC-6 in volo da New York a Città del Messico, esce di pista e colpisce degli edifici a causa della perdita di controllo dell'aereo durante l'avvicinamento. 26 passeggeri e due assistenti di volo perdono la vita.
- 7 dicembre – Un Douglas DC-3 di Arrow Air precipita in California, Stati Uniti, per cause mai determinate. Nove vittime.

## 1950
- 7 marzo – Il volo Northwest Orient Airlines 307, un Martin 2-0-2, precipita a causa di errori dei piloti, provocando la morte di 13 occupanti e due persone a terra.
- 12 marzo – Un Avro 689 di Fairflight stalla durante l'avvicinamento. Su 83 a bordo, solo in tre sopravvivono.
- 12 giugno – Un Douglas DC-4 di Air France precipita nel Mar Arabico durante l'avvicinamento all'aeroporto Internazionale del Bahrein. Solo in sei sopravvivono.
- 14 giugno – Un Douglas DC-4 di Air France precipita nel Mar Arabico durante l'avvicinamento all'aeroporto Internazionale del Bahrein. Dei 53 a bordo, solo in 13 sopravvivono. L'aereo stava percorrendo la stessa rotta di un altro DC-4 di Air France precipitato due giorni prima.
- 24 giugno – Il volo Northwest Orient Airlines 2501, un Douglas DC-4 con 58 persone a bordo, scompare senza lasciare traccia sopra il Lago Michigan.
- 26 giugno – Un Douglas DC-4 di Australian National Airways precipita a causa di guasti a più di un motore. Non ci sono sopravvissuti.
- 28 luglio – Un Lockheed Constellation di Panair do Brasil precipita vicino a Porto Alegre, in Brasile. Le vittime sono 51.
- 31 agosto – Il volo TWA 903, un Lockheed L749A Constellation, precipita a causa dell'incendio a un propulsore sopra il deserto, a circa 65 miglia nord-nordovest dal Cairo, in Egitto. Tutte le 55 persone a bordo perdono la vita.
- 31 ottobre – Un Vickers Viking di British European Airways si schianta durante l'avvicinamento a causa della fitta nebbia. Solo in due sopravvivono.
- 3 novembre – Il volo Air India 245, un Lockheed L-049 Constellation, effettua un volo controllato contro il Monte Bianco, in Francia, a causa del maltempo. Nessuno sopravvive tra i 48 a bordo.
- 7 novembre – Il volo Northwest Orient Airlines 115, un Martin 2-0-2, si schianta contro un ponte durante l'avvicinamento per errori del comandante. 21 vittime.
- 13 novembre – Un Douglas DC-4 di Curtiss-Reid effettua un volo controllato contro il suolo vicino a Grenoble, in Francia. 58 vittime, nessun superstite.

## 1951
- 14 gennaio – Il volo National Airlines 83, un Douglas DC-4, esce di pista a causa del ghiaccio formatosi sulla stessa. In sette perdono la vita.
- 16 gennaio Il volo Northwest Orient Airlines 115, un Martin 2-0-2, precipita dopo che i piloti ne perdono il controllo per cause indeterminate. Non ci sono sopravvissuti.
- 27 marzo – Un Douglas C-47 di Air Transport Charter precipita a causa della formazione di ghiaccio sulle ali. Dei tre a bordo, solo uno sopravvive.
- 25 aprile – Il volo Cubana de Aviación 493, un Douglas DC-4 in volo da Miami in Florida verso L'Avana, Cuba si scontra con un Beechcraft SNB-1 Kansan della marina statunitense al largo di Key West. Tutte le 43 persone presenti su entrambi i velivoli perdono la vita.
- 22 giugno – Il volo Pan Am 151, un Lockheed L049 Constellation in volo da Accra, in Ghana, verso Monrovia, in Liberia, si schianta sulle colline nei pressi di Bong County, in Liberia, a 86 km dall'aeroporto. Tutti i 31 passeggeri e i nove membri dell'equipaggio muoiono.
- 30 giugno – Il volo United Airlines 610, un Douglas DC-6, effettua un volo controllato contro il suolo sulla Cristal Mountain, in Colorado, Stati Uniti. 50 vittime.
- 21 luglio – Il Volo Canadian Pacific Air Lines 3505, un Douglas DC-4, scompare in Alaska, negli Stati Uniti. Si presume che nessuno dei 37 a bordo sia sopravvissuto.
- 24 agosto – Il volo United Airlines 615, un Douglas DC-6B, precipita nei pressi di De Coto (ora Union City) in California, mentre si trova in fase di avvicinamento a Oakland, California. Tutte le 50 persone a bordo perdono la vita.
- 12 settembre – Il volo United Airlines 7030, un Boeing 377 Stratocruiser, entra in uno stallo aerodinamico a bassa quota e precipita, non lasciando scampo a nessuno dei tre a bordo.
- 17 ottobre – Il volo Queen Charlotte Airlines 102-17, un Consolidated PBY Catalina, precipita in Canada a causa di errori di navigazione. Non ci sono sopravvissuti.
- 5 novembre – Il volo Transocean Air Lines 5763, un Martin 2-0-2, si schianta durante l'avvicinamento a causa di errori dei piloti. Un passeggero perde la vita.
- 15 novembre – Un Lisunov Li-2 di LOT Polish Airlines subisce un guasto al motore e precipita in Polonia, provocando la morte di tutti i 18 a bordo.
- 16 dicembre – Un Curtiss C-46 di Miami Airlines subisce un incendio a bordo e si schianta nel New Jersey, Stati Uniti. Non ci sono sopravvissuti.
- 29 dicembre – Il volo Continental Charters 44-2, un Curtiss-Wright C-46 Commando, effettua un volo controllato contro il suolo. 26 vittime, 14 feriti.

## 1952
- 22 gennaio – Il volo American Airlines 6780, un Convair CV-240, precipita durante l'avvicinamento per ragioni mai determinate. In totale muoiono 30 persone.
- 11 febbraio – Il volo National Airlines 101, un Douglas DC-6, subisce un guasto al motore e conseguenti errori dei piloti. 33 vittime, 34 feriti.
- 17 febbraio – Un Vickers Viking di Hunting Air Transport precipita sul Monte la Cinta, in Sicilia, a causa di errori dei piloti. Le vittime sono 31.
- 22 marzo – Un Douglas DC-6 di KLM si schianta in una foresta in Germania e prende fuoco. Solo in due sopravvivono.
- 24 marzo – Un Lockheed Lodestar di Société Africaine des Transports Tropicaux precipita poco dopo il decollo. Solo in quattro sopravvivono.
- 11 aprile – Il volo Pan Am 526A, un Douglas DC-4, si inabissa nell'Oceano Atlantico a pochi chilometri dalla costa di Porto Rico. Il bilancio è di 52 vittime e 17 feriti.
- 28 aprile – Il volo Pan Am 202, un Boeing 377 Stratocruiser, precipita dopo un'avaria in una regione remota del Brasile mentre è in rotta da Buenos Aires verso New York, con scalo a Rio de Janeiro. Le 50 persone a bordo perdono la vita.
- 28 giugno – Il volo American Airlines 910, un Douglas DC-6, si scontra con un Temco Swift privato. I due occupanti di quest'ultimo perdono la vita nell'incidente.
- 12 agosto – Un Douglas C-47 di Transportes Aéreos Nacional subisce un incendio a bordo durante la fase di volo. Non ci sono sopravvissuti.
- 6 dicembre – Nel disastro aereo delle Bermuda, un Douglas DC-4 di Cubana de Aviación precipita nell'Oceano Atlantico. Solo in quattro sopravvivono.

## 1953
- 5 gennaio – Un Vickers Viking di British European Airways precipita a causa di errori dei piloti. In otto sopravvivono.
- 26 gennaio – Nell'incidente aereo di Sinnai un Douglas DC-3 di Linee Aeree Italiane subisce un cedimento strutturale con distaccamento dell'ala sinistra. Nessuno sopravvive.
- 2 febbraio – Un Avro York di Skyways Limited scompare nel Nord dell'Atlantico senza lasciare traccia. Si suppone che tutti a bordo siano deceduti dopo l'inabissamento del velivolo.
- 14 febbraio – Il volo National Airlines 470, un Douglas DC-6, subisce un cedimento strutturale dovuto alle turbolenze. 46 vittime, nessun sopravvissuto.
- 10 aprile – Un Lockheed Lodestar di Caribbean International Airways precipita dopo il decollo in seguito al guasto a un motore. Solo una persona sopravvive.
- 2 maggio – Il volo BOAC 783, un de Havilland DH.106 Comet in volo da Singapore a Londra, subisce un cedimento strutturale a causa di forti turbolenze. 43 vittime.
- 12 luglio – Il volo Transocean Air Lines 512, un Douglas DC-6A, si inabissa nell'Oceano Pacifico per ragioni sconosciute, l'aereo non viene mai ritrovato. Perdono la vita tutti i 58 a bordo.
- 3 agosto – Il volo Air France 152, un Lockheed L-749A Constellation, si inabissa nel Mar Mediterraneo a causa del distaccamento di un motore. In 38 sopravvivono.
- 1º settembre – Il volo Air France 178, un Lockheed L-749A Constellation, effettua un volo controllato contro il suolo sul monte Cimet causato da un cambiamento di rotta effettuato per motivi sconosciuti. Non ci sono sopravvissuti.
- 16 settembre – Il volo American Airlines 723, un Convair CV-240, effettua un volo controllato contro il suolo a causa di errori dei piloti. 28 persone perdono la vita.
- 29 ottobre – Il volo BCPA 304, un Douglas DC-6, si schianta sulla King's Mountain, a sudest della Half Moon Bay, in California, durante l'avvicinamento all'Aeroporto Internazionale di San Francisco. Nell'incidente muoiono tutti gli 11 passeggeri.

## 1954
- 10 gennaio – Il volo BOAC 781, un de Havilland Comet in volo da Roma a Londra, si disintegra a causa del cedimento del metallo derivata da ripetuti cicli di pressurizzazione compromettenti l'integrità della fusoliera. Perdono la vita i 29 passeggeri e i 6 membri dell'equipaggio.
- 14 gennaio – Un Douglas DC-6 di Philippine Air Lines precipita durante l'avvicinamento a Roma per cause indeterminate, forse la formazione di ghiaccio sulle ali. Non ci sono sopravvissuti.
- 13 marzo – Un Lockheed L-749A Constellation di BOAC precipita per errori dei piloti. Il bilancio è di 33 vittime e sette sopravvissuti.
- 8 aprile –
  - Il volo South African Airways 201, un de Havilland Comet in volo da Roma al Cairo si disintegra, uccidendo i 14 passeggeri e le sette persone dell'equipaggio. Come per il volo BOAC 781, l'incidente è dovuto all'affaticamento del metallo negli angoli dei finestrini. Successivamente, tutti i finestrini degli aerei pressurizzati vengono modificati.
  - Nella collisione aerea di Moose Jaw, un Canadair North Star di Trans-Canada Air Lines si scontra con un velivolo militare. Il bilancio è di 37 vittime, nessuno sopravvive.
- 19 giugno – Un Convair CV-240 di Swissair precipita nella Manica. In sei sopravvivono.
- 23 luglio – Un Douglas DC-4 di Cathay Pacific Airways viene abbattuto da aerei militari della Repubblica Popolare Cinese. Ci sono dieci vittime.
- 23 agosto – Il volo KLM 608, un Douglas DC-6B, si inabissa nel Mare del Nord per ragioni indeterminate. Tutti i 21 a bordo perdono la vita.
- 5 settembre – Il volo KLM 633, un Lockheed L1049 Super Constellation, ammara e affonda dopo il decollo dall'aeroporto Shannon in Irlanda. Delle 56 persone a bordo, 28 perdono la vita.
- 25 dicembre – Un Boeing 377 di British Overseas Airways Corporation precipita a causa di errori dei piloti. Solo in otto sopravvivono.

## 1955
- 12 gennaio – Nella collisione aerea di Cincinnati, un Martin 2-0-2 di TWA si scontra con un Douglas DC-3 di Castleton. Non ci sono sopravvissuti.
- 13 febbraio – Nell'incidente aereo del monte Terminillo, un Douglas DC-6 di Sabena precipita nel maltempo, non lasciando scampo a nessuno dei 29 a bordo.
- 19 febbraio – Il volo TWA 260, un Martin 4-0-4, precipita nelle Sandia Mountains nei pressi di Albuquerque, nel Nuovo Messico, uccidendo tutte le 16 persone a bordo.
- 20 marzo – Il volo American Airlines 711, un Convair CV-240, effettua un volo controllato contro il suolo dovuto a errori dei piloti. 13 vittime, 22 feriti.
- 26 marzo – Il volo Pan Am 845/26, un Boeing 377, si inabissa nell'Oceano Pacifico al largo delle coste dell'Oregon.
- 4 aprile – Un Douglas DC-6 di United Airlines precipita dopo errori dei piloti. I tre a bordo perdono la vita.
- 16 giugno – Un Lockheed Constellation di Panair do Brasil precipita durante l'avvicinamento in Paraguay. Le vittime sono 16 dei 24 a bordo.
- 17 luglio – Il volo Braniff 560, un Convair CV-340, precipita durante l'avvicinamento a Chicago a causa del disorientamento dei piloti. 22 dei 43 a bordo perdono la vita.
- 27 luglio – Il volo El Al 402, un Lockheed L-049 Constellation, entra inavvertitamente nello spazio aereo bulgaro mentre è in volo da Vienna a Tel Aviv e viene abbattuto da due aerei da combattimento bulgari. Perdono la vita tutte le 58 persone a bordo.
- 4 agosto – Il volo American Airlines 476, un Convair CV-240, precipita a causa di un incendio a bordo. Non ci sono sopravvissuti tra i 30 occupanti.
- 6 agosto – Il volo Aeroflot 214, un Ilyushin Il-14, precipita in Russia a causa di un cedimento strutturale. Le vittime sono 25.
- 21 settembre – Un Canadair North Star di BOAC si schianta durante l'atterraggio a Tripoli per errori dei piloti e condizioni meteorologiche avverse. Dei 47 a bordo, muoiono in 15.
- 6 ottobre – Il volo United Airlines 409, un Douglas DC-4, si schianta nei pressi di Centennial, in Wyoming, con 66 vittime.
- 1º novembre – Il volo United Airlines 629, un Douglas DC-6B, viene distrutto da una bomba mentre si trova sopra Denver, in Colorado. L'attentatore è Jack Gilbert Graham. Perdono la vita tutte le 44 persone a bordo.

## 1956
- 18 febbraio – Un Avro York di Scottish Airlines precipita per errori dei piloti. Nessun sopravvissuto.
- 20 febbraio – Un Douglas DC-6 di Transports Aériens Intercontinentaux precipita durante un avvicinamento a Il Cairo a causa di errori dei piloti. Le vittime sono 52.
- 1º aprile – Il volo TWA 400, un Martin 4-0-4, subisce un guasto meccanico e successivi errori dei piloti. 22 vittime, 14 sopravvissuti.
- 2 aprile – Il volo Northwest Orient Airlines 2, un Boeing 377, si inabissa nel Puget Sound dopo il decollo dall'aeroporto Internazionale di Seattle-Tacoma a causa di un'incorretta configurazione dei flap nel decollo. Quattro passeggeri e un assistente di volo perdono la vita, probabilmente per ipotermia, mentre in 33 sopravvivono.
- 11 aprile – Un Lockheed L-749 Constellation di Air India esplode in circostanze sospette. 16 vittime, solo in tre sopravvivono.
- 20 giugno – Il volo Linea Aeropostal Venezolana 253, un Lockheed L-1049 Super Constellation, subisce un incendio a bordo e precipita, provocando la morte di tutti i 74 a bordo.
- 24 giugno – Un Canadair C-4 di BOAC si schianta all'aeroporto di Kano, in Nigeria. 32 persone perdono la vita.
- 30 giugno – Nella collisione aerea del Grand Canyon, il volo United Airlines 718, un Douglas DC-7, si scontra in volo con il volo TWA 2, un Lockheed Constellation, sopra il Grand Canyon. Tutte le 128 persone presenti su entrambi gli aerei perdono la vita. Dopo questo incidente viene creata la Federal Aviation Administration (FAA).
- 9 luglio – Il volo Trans-Canada Airlines 304, un Vickers Viscount, perde una pala dell'elica di un propulsore sopra Flat Rock, nel Michigan. Questa entra nella cabina passeggeri, uccidendo 35 persone. È il primo caso di perdita di una pala di un'elica su un propulsore a turboelica.
- 29 agosto – Il volo Canadian Pacific Air Lines 307, un Douglas DC-6, si schianta durante l'avvicinamento a Cold Bay, Stati Uniti, a causa di errori dei piloti. 15 vittime.
- 16 ottobre – Il volo Pan Am 6, un Boeing 377 Stratocruiser proveniente da New York, è costretto a un ammaraggio nell'Oceano Pacifico tra le isole Hawaii e San Francisco. Tutte le 31 persone a bordo vengono tratte in salvo da una nave della Guardia Costiera Statunitense che si trovava nelle vicinanze.
- 7 novembre – Il volo Braathens SAFE 253, un de Havilland DH-114 Heron 2B, si schianta contro una montagna norvegese. Solo in dieci sopravvivono.
- 24 novembre Il volo Linee Aeree Italiane 451, un Douglas DC-6, precipita dopo aver perso quota dopo il decollo. Solo una persona sopravvive delle 35 a bordo.
- 27 novembre – Il volo Linea Aeropostal Venezolana 253, un Lockheed L-749 Constellation, effettua un volo controllato contro il suolo. Non ci sono sopravvissuti.
- 9 dicembre – Il volo Trans-Canada Air Lines 810, un Canadair Northstar, precipita nei pressi di Hope nella Columbia Britannica, Canada, causando la morte di tutte le 62 persone a bordo. Il relitto viene individuato circa un anno dopo.

## 1957
- 31 gennaio – Nella collisione aerea di Pacoima un Douglas DC-7 della Douglas Aircraft Company collide con un Northrop F-89 Scorpion della United States Air Force. Il bilancio è di 8 vittime e 78 feriti.
- 1º febbraio – Il volo Northeast Airlines 823, un Douglas DC-6, si schianta durante una tempesta di neve poco dopo il decollo dall'aeroporto LaGuardia di New York. 20 dei 101 passeggeri perdono al vita.
- 14 marzo – Il volo British European Airways 411, un Vickers Viscount, cede strutturalmente a causa della fatica del metallo. In totale ci sono 22 vittime.
- 1º maggio – Un Vickers Viking di Eagle Aviation subisce un guasto al motore durante la corsa di decollo. C'è solo un sopravvissuto.
- 16 luglio – Il volo KLM 844, un Lockheed 1049E Super Constellation, precipita per errori dei piloti. Dei 68 a bordo, solo in 10 sopravvivono.
- 11 agosto – Il volo Maritime Central Airways 315, un Douglas DC-4, si schianta durante una forte tempesta. Non ci sono sopravvissuti.
- 15 agosto – Il volo Aeroflot 103, un Ilyushin Il-14, si schianta in Danimarca durante l'avvicinamento dopo aver impattato contro una ciminiera. 23 vittime.
- 23 ottobre – Un Vickers Viscount di BEA precipita per cause indeterminate vicino a Belfast, Irlanda del Nord. Sette vittime.
- 6 novembre – Un prototipo di Bristol Britannia precipita vicino a Bristol, Regno Unito, per cause indeterminate. Tutti i 15 a boro muoiono nello schianto.
- 8 novembre – Il volo Pan Am 7, un Boeing 377 Stratocruiser, scompare mentre si trova tra San Francisco e Honolulu. Piccoli frammenti di aereo e resti umani vengono trovati dalla Marina Statunitense una settimana dopo. Tutte le 44 persone a bordo perdono la vita. La causa ipotizzata è avvelenamento da monossido di carbonio.
- 15 novembre – Uno Short Solent 3 di Aquila Airways precipita nell'estremo Sud del Regno Unito. Solo in 13 sopravvivono.

## 1958
- 15 gennaio – Un De Havilland DH-104 di Channel Airways precipita nel Kent a causa dell'esaurimento del carburante per errori dei piloti. Non si registrano vittime.
- 6 febbraio – Nel disastro aereo di Monaco di Baviera un Airspeed Ambassador della British European Airways precipita durante il decollo dall'Aeroporto di Monaco-Riem, uccidendo 23 persone su 44, tra cui otto calciatori del Manchester Utd.
- 27 febbraio – Nel disastro di Winter Hill, un Bristol 170 Freighter della Silver City Airways che viaggiava dall'Isola di Man all'Aeroporto internazionale di Manchester precipita nei pressi di Winter Hill, a Rivington Moor, nel Lancashire, uccidendo 35 persone e ferendone 7.
- 6 aprile – Il volo Capital Airlines 67, un Vickers Viscount, si schianta all'aeroporto Tri-City (ora Aeroporto internazionale MBS) nei pressi di Feeland, Michigan, uccidendo tutte le 47 persone a bordo.
- 21 aprile – Nella collisione aerea di Enterprise, un Douglas DC-7 di United Airlines collide con un North American F-100 Super Sabre dell'USAF. In totale 49 persone perdono la vita.
- 15 maggio – Il volo Pakistan International Airlines 205, un Convair CV-240, precipita durante la salita iniziale a causa di errori dei piloti. Le vittime sono in totale 23.
- 18 maggio – Un Douglas DC-7 di Sabena precipita durante un tentativo di riattaccata. Solo in quattro sopravvivono dei 65 a bordo.
- 20 maggio – Il volo Capital Airlines 300, un Vickers Viscount, collide con un Lockheed T-33 Shooting Star militare. Le vittime sono 12.
- 25 maggio – Un Avro York di Dan-Air precipita in India dopo un incendio a bordo. Solo uno dei cinque a bordo sopravvive.
- 9 agosto – Un Vickers Viscount di Central African Airways precipita a causa di errori dei piloti. Ci sono almeno 36 vittime.
- 14 agosto – Il volo KLM 607-E, un Lockheed L-1049 Super Constellation in volo da Bruxelles, Belgio a New York, Stati Uniti, precipita nell'oceano Atlantico poco dopo il decollo dall'Aeroporto Internazionale di Shannon in Irlanda. Perdono la vita tutte le 99 persone a bordo.
- 15 agosto –
  - Il volo Aeroflot 4, un Tupolev Tu-104A, stalla a causa di guasti ai motori. Non ci sono sopravvissuti.
  - Il volo Northeast Airlines 258, un Convair CV-240, precipita a causa di errori dei piloti in Massachusetts, negli Stati Uniti. Solo in nove sopravvivono.
- 2 settembre – Un Vickers Viking di Independent Air Travel precipita per lo spegnimento di un motore a causa di errori dei piloti. Sette vittime.
- 20 settembre – Un prototipo di Avro Vulcan della Rolls-Royce precipita nel Regno Unito a causa di un cedimento strutturale. Sette vittime.
- 17 ottobre – Un Tupolev Tu-104 di Aeroflot precipita a causa di forti turbolenze. Non ci sono sopravvissuti tra gli 80 a bordo.
- 22 ottobre – Il volo British European Airways 142, un Vickers Viscount, collide con un North American F-86E(M) Sabre dell'Italian Air Force. Solo il pilota dell'aereo militare sopravvive.
- 1º novembre – Il volo Cubana de Aviación 495, un Vickers Viscount, precipita durante l'avvicinamento a causa dell'esaurimento del carburante. Le vittime sono 17.
- 23 dicembre – Il volo Aeroflot 466, un Ilyushin Il-14, stalla durante l'avvicinamento e precipita, provocando la morte di tutti i 21 a bordo.
- 24 dicembre – Un Bristol Britannia di BOAC effettua un volo controllato contro il suolo a causa di errori dei piloti. Il bilancio è di nove vittime e tre feriti.

## 1959
- 8 gennaio – Il volo Southeast Airlines 308, un Douglas DC-3A, precipita in Tennessee, Stati Uniti. Tutti i 10 a bordo perdono la vita.
- 11 gennaio – Il volo Lufthansa 502, un Lockheed L-1049G Super Constellation, effettua un volo controllato contro il suolo nel tentativo di atterraggio a Rio de Janeiro, Brasile. In tre sopravvivono, le vittime sono 36.
- 16 gennaio – Il volo Austral Líneas Aéreas 205, un Curtiss C-46 Commando da Buenos Aires a Mar de La Plata, precipita nel maltempo durante un tentativo di atterraggio. Solo una persona sopravvive allo schianto.
- 18 gennaio – Il volo Aeroflot 205, un Ilyushin Il-14, viene abbattuto durante l'avvicinamento. Le vittime sono 25.
- 27 gennaio – Un Avro Tudor di Air Charter esce di pista durante il decollo a causa dei forti venti trasversali. Due vittime.
- 3 febbraio –
  - Il volo American Airlines 320, un Lockheed L-188 Electra, precipita nell'East River, New York, a seguito di un errore del pilota. 65 persone perdono la vita.
  - Il volo Pan Am 115, un Boeing 707-123, precipita per oltre 29 000 piedi (8 800 m) sopra l'Oceano Atlantico per la disattivazione del pilota automatico dopo che il pilota lascia momentaneamente la cabina di pilotaggio. Dopo che ne riescono a riprendere il controllo, effettuano un atterraggio di emergenza. Nessuna vittima.
- 17 febbraio – Un Vickers Viscount 793 di Turkish Airlines si schianta a causa del maltempo nel Sud dell'Inghilterra. Il bilancio è di 14 vittime e nove feriti.
- 5 marzo – Il volo TACA 779, un Vickers Viscount, si schianta poco dopo il decollo a causa di un guasto a un motore. Muoiono 15 dei 19 a bordo.
- 23 aprile – Un Avro Super Trader IV di Air Charter effettua un volo controllato contro il suolo sul Mount Süphan, nell'Est della Turchia. 12 vittime.
- 12 maggio – Il volo Capital Airlines 75, un Vickers 745D Viscount, precipita a causa del maltempo, non lasciando scampo a nessuno dei 31 a bordo.
- 22 giugno – Un Douglas DC-6 di Pan Am prende fuoco durante il decollo da Shannon, in Irlanda., Nessuno degli otto a bordo perde la vita.
- 26 giugno – Il volo TWA 891, o disastro aereo di Olgiate Olona, un Lockheed L-1649 Starliner, precipita nella Valle Olona, a seguito di un'esplosione del carburante avvenuta a causa di un fulmine. Settanta persone a bordo perdono la vita, e anche un bambino, che al momento del disastro si trovava a terra. È l'incidente peggiore avvenuto in Italia all'epoca.
- 15 agosto – Il volo American Airlines 514, un Boeing 707-123, precipita dopo che i piloti ne prendono il controllo. Nessuno sopravvive tra i cinque a bordo.
- 19 agosto – Un Douglas C-47 di Transair si schianta nel Nord della Spagna. 32 vittime.
- 24 settembre – Il volo TAI 307, un Douglas DC-7C, effettua un volo controllato contro il suolo nel Sud della Francia. Il bilancio è di 54 vittime e 11 feriti.
- 29 settembre – Il volo Braniff 542, un Lockheed L-188 Electra, si disintegra a causa di un cedimento strutturale. Le vittime sono 34.
- 23 ottobre – Il volo Aeroflot 200, un Ilyushin Il-14, si schianta durante l'avvicinamento a Mosca per le pessime condizioni di visibilità. 28 vittime.
- 30 ottobre – Il volo Piedmont Airlines 349, un Douglas DC-3, precipita sulla Bucks Elbow Mountain nei pressi di Charlottesville in Virginia, uccidendo i tre membri dell'equipaggio e 23 passeggeri. L'unico sopravvissuto rimane ferito gravemente.
- 16 novembre – 
  - Il volo National Airlines 967, un Douglas DC-7B, ammara nel Golfo del Messico mentre è in volo da Tampa (Florida) verso New Orleans (Louisiana). Tutte le 40 persone a bordo perdono la vita.
  - Il volo Aeroflot 315, un Antonov An-10, precipita poco prima dell'atterraggio dopo che i piloti ne perdono il controllo. Tutti i 40 a bordo perdono la vita.
- 21 novembre – Il volo Ariana Afghan Airlines 202, un Douglas DC-4, precipita a causa di errori di navigazione. C'è solo un sopravvissuto.
- 1º dicembre – Il volo Allegheny Airlines 371, un Martin 2-0-2, subisce un'avaria alla strumentazione e precipita in Pennsylvania, Stati Uniti. Solo una persona sopravvive.
- 13 dicembre – Il volo Aeroflot 120, un Ilyushin Il-14, si schianta sul lato di una montagna a causa della scarsa visibilità. 30 vittime.
- 22 dicembre – Il volo VASP 233, un Vickers Viscount, precipita in un'area residenziale durante l'avvicinamento a causa di errori dei piloti. Le vittime sono in totale 42.

## 1960
- 6 gennaio – Il volo National Airlines 2511, un Douglas DC-6B in volo da New York a Miami (Florida), esplode a causa di una bomba mentre si trova nei pressi di Bolivia, nella Carolina del Nord. Perdono la vita tutte le 34 persone a bordo.
- 18 gennaio – Il volo Capital Airlines 20, un Vickers Viscount in volo da Washington a Norfolk, si schianta nei pressi di Holdcroft, in Virginia, a causa di un'avaria al propulsore,; muoiono tutte le 50 persone a bordo.
- 19 gennaio – Il volo Scandinavian Airlines System 871, un Sud Aviation SE-210 Caravelle, effettua un volo controllato contro il suolo all'aeroporto di Ankara. 42 vittime.
- 21 gennaio – Il volo Avianca 671, un Lockheed L-1049E Super Constellation, precipita a Montego Bay, capitale della Giamaica. Solo in nove sopravvivono.
- 25 febbraio – Nella collisione aerea di Rio de Janeiro, un Douglas DC-6 della Marina degli Stati Uniti e un Douglas DC-3 di Real Transportes Aéreos si scontrano, provocando la morte di 51 persone.
- 26 febbraio –
  - Il volo Aeroflot 315, un Antonov An-10, precipita poco prima della pista di atterraggio dopo che i piloti ne perdono il controllo. Solo una persona sopravvive.
  - Il volo Alitalia 618, un Douglas DC-7, precipita per cause indeterminate all'aeroporto Internazionale di Shannon. Il bilancio è di 34 vittime e 18 feriti.
- 17 marzo – Il volo Northwest Orient Airlines 710, un Lockheed L-188 Electra in rotta da Chicago (Illinois) a Miami (Florida) si disintegra in volo a un'altitudine di 15 000 piedi (4 600 m) e precipita nei pressi di Tell City (Indiana). Perdono la vita le 63 persone a bordo.
- 10 giugno –
  - Il volo Trans Australia Airlines 538, un Fokker F27, precipita nell'Est dell'Australia. Nessuno sopravvive tra i 29 a bordo.
  - Il volo Aeroflot 207, un Ilyushin Il-14, si schianta contro il monte Rech, Georgia, per errori di navigazione. 31 vittime.
- 15 luglio – Il volo Ethiopian Airlines 372, un C-47 Skytrain, effettua un volo controllato contro il suolo a causa di errori dei piloti vicino a Jimma, in Etiopia. Una persona perde la vita.
- 20 luglio – Il volo Aeroflot 613, un Ilyushin Il-14, cede a mezz'aria a causa di una forte tempesta. 23 vittime.
- 17 agosto – Il volo Aeroflot 36, un Ilyushin Il-18, subisce un incendio a uno dei motori durante la fase di crociera e precipita, provocando la morte di tutti i 34 a bordo.
- 7 settembre – Il volo Aerolineas Argentinas 205, un Douglas DC-6, precipita vicino a Salto, Uruguay. 31 vittime.
- 19 settembre – Il volo World Airways 830, un Douglas DC-6, effettua un volo controllato contro il suolo causato da errore dei piloti. Il bilancio è di 80 vittime e 14 feriti.
- 26 settembre – Il volo Austrian Airlines 901, un Vickers 837 Viscount, si schianta a pochi metri dalla pista di atterraggio. Solo in sei riescono a sopravvivere allo schianto.
- 29 settembre – Il volo Misrair 738, un Vickers Viscount, cede strutturalmente a causa del maltempo. Non ci sono sopravvissuti.
- 4 ottobre – Il volo Eastern Air Lines 375, un Lockheed L-188 Electra, si schianta al decollo dall'aeroporto Internazionale di Boston-Logan, in Massachusetts. Delle 72 persone a bordo, 62 perdono la vita.
- 14 ottobre — Il volo Itavia Roma-Genova, un de Havilland DH.114 Heron denominato Città di Genova si schianta in una scarpata del Monte Tabella sull'isola d’Elba. Muoiono tutti gli 11 occupanti dell’aereo: 7 passeggeri e 4 membri d’equipaggio. Si trattò inoltre del primo sinistro aereo a danno della compagnia Itavia.
- 20 ottobre – Il volo Aeroflot 5, un Tupolev Tu-104, effettua un volo controllato contro il suolo dopo una riattaccata a causa di problemi tecnici. Perdono la vita tre membri dell'equipaggio.
- 16 dicembre – Nella collisione aerea di New York, un Douglas DC-8-11 di United Airlines e un Lockheed L-1049 Super Constellation di Trans World Airlines si scontrano, provocando la morte di tutte le 134 persone su entrambi i velivoli.

## 1961
- 3 gennaio – Il volo Aero 311, un Douglas DC-3, precipita nei pressi di Kvevlax, in Finlandia, uccidendo tutte le 25 persone a bordo.
- 28 gennaio – Il volo American Airlines 1502, un Boeing 707-123 Astrojet, precipita al largo di New York, Stati Uniti. Sei vittime.
- 15 febbraio – Il volo Sabena 548, un Boeing 707, si schianta nell'avvicinamento a Bruxelles, in Belgio. Perdono la vita tutte le 73 persone a bordo, tra cui l'intera squadra di pattinaggio di figura statunitense.
- 16 marzo – Il volo Aeroflot 68, un Tupolev Tu-104, subisce un guasto a due motori ed è costretto ad atterrare sul ghiaccio, sul quale scivola andando poi a colpire una casa. Le vittime sono in totale sette.
- 28 marzo – Il volo ČSA 511, un Ilyushin Il-18, subisce un cedimento strutturale a mezz'aria nei cieli tedeschi. Non ci sono sopravvissuti.
- 3 aprile – Il volo LAN Chile 621, un Douglas DC-3C, si schianta sulla catena montuosa delle Ande per cause ignote. Non ci sono sopravvissuti.
- 10 maggio – Il volo Air France 406, un Lockheed L-1649 Starliner, esplode in volo a causa di una bomba sopra il deserto del Sahara. Tutti i 78 a bordo perdono la vita.
- 30 maggio – Il volo Viasa 897, un Douglas DC-8-53, si inabissa dopo il decollo da Lisbona. Sono 61 le vittime.
- 12 giugno – Il volo KLM 823, un Lockheed L-188 Electra, precipita vicino all'aeroporto del Cairo, in Egitto. 20 vittime, 16 feriti.
- 11 luglio – Il volo United Airlines 859, un Douglas DC-8-12, subisce un guasto meccanico durante l'atterraggio a Denver, in Colorado. Il bilancio è di 17 vittime e 84 feriti.
- 12 luglio – Il volo ČSA 511, un Ilyushin Il-18, effettua un volo controllato contro il suolo per cause indeterminate. 72 vittime.
- 19 luglio – Il volo Aerolíneas Argentinas 644, un Douglas DC-6, entra in una severa turbolenza e precipita, provocando la morte di tutti i 67 a bordo.
- 21 luglio – Il volo Alaska Airlines 779, un Douglas DC-6A, si schianta poco prima di atterrare sulla pista in Alska, Stati Uniti. Sei vittime.
- 9 agosto – Un Vickers Viking di Eagle Airways effettua un volo controllato contro il suolo in Norvegia. 39 vittime.
- 1º settembre – Il volo TWA 529, un Lockheed L-049 Constellation, si schianta nell'Illinois, Stati Uniti. Ci sono 78 vittime.
- 10 settembre – Un Douglas DC-6 di President Airlines precipita nel fiume Shannon, in Irlanda. 83 persone perdono la vita.
- 12 settembre – Il volo Air France 2005, un Sud Aviation Caravelle, precipita vicino a Rabat, Marocco, a causa di errori dei piloti. 77 vittime, nessun sopravvissuto.
- 17 settembre – Il volo Northwest Orient Airlines 706, un Lockheed L-188 Electra, precipita durante il decollo da Chicago (Illinois). Tutte le 37 persone a bordo perdono la vita.
- 23 settembre – Il volo Turkish Airlines 835, un Fokker F27, colpisce una collina durante l'atterraggio. Solo una persona sopravvive.
- 7 ottobre – Un Douglas C-47 di Derby Aviation effettua un volo controllato contro il suolo sul Canigou, nei Pirenei Francesi, non lasciando scampo a nessuno dei 34 a bordo.
- 1º novembre – Un Douglas DC-7 di Panair do Brasil precipita durante l'avvicinamento a Recife, in Brasile. Degli 88 a bordo, muoiono in 45.
- 8 novembre – Il volo Imperial Airlines 201/8, un Lockheed L-049E Constellation, si schianta a causa di errori del pilota a Richmond, in Virginia, Stati Uniti. Solo in due sopravvivono.
- 23 novembre – Il volo Aerolíneas Argentinas 322, un de Havilland DH-106 Comet 4, precipita poco dopo il decollo da San Paolo, Brasile. Nessuno sopravvive tra i 52 a bordo.
- 30 novembre – Il volo Ansett-ANA 325, un Vickers Viscount 720, subisce un cedimento strutturale durante una tempesta. Non ci sono sopravvissuti.
- 17 dicembre – Il volo Aeroflot 245, un Ilyushin Il-18, precipita dopo che i piloti estendono i flap in volo e ne perdono il controllo. 59 vittime.
- 21 dicembre – Il volo British European Airways 226, un de Havilland DH.106 Comet, precipita poco dopo il decollo da Ankara, in Turchia, non lasciando scampo a 27 dei 34 a bordo.
- 31 dicembre – Un Ilyushin Il-18 di Aeroflot precipita dopo il decollo poiché il centro di gravità è troppo spostato. Dei 119 a bordo, muoiono in 32.

## 1962
- 25 febbraio – Un Fairchild F-27 di Avensa effettua un volo controllato contro il suolo in Venezuela. Non ci sono sopravvissuti tra i 23 a bordo.
- 1º marzo – Il volo American Airlines 1, un Boeing 707, precipita nella Jamaica Bay nel Queens, a New York, provocando 95 vittime.
- 4 marzo – Il volo Caledonian Airways 153, un Douglas DC-7, precipita in una palude nella giungla nei pressi di Douala, in Camerun, provocando la morte di 111 persone.
- 8 marzo – Un Fairchild F-27 di Turkish Airlines precipita tra le montagne turche durante l'avvicinamento alla sua destinazione. Non ci sono sopravvissuti tra gli undici a bordo.
- 16 marzo – Il volo Flying Tiger Line 739, un Lockheed L1049 Super Connie noleggiato dalle forze armate statunitensi, scompare nel Pacifico occidentale mentre è in rotta verso il Vietnam del Sud. A bordo sono presenti 96 soldati statunitensi.
- 6 maggio – Douglas C-47 di Channel Airways effettua un volo controllato contro il suolo nel Sud del Regno Unito. 12 vittime.
- 12 maggio – Un Consolidated Catalina di Greenlandair si schianta durante l'atterraggio in Groenlandia a causa di un guasto tecnico. Perdono la vita in 15.
- 22 maggio – Il volo Continental Airlines 11, un Boeing 707, si disintegra in volo a causa dell'esplosione di una bomba mentre si trova nei pressi di Unionville, Missouri. Tutte le 45 persone a bordo perdono la vita.
- 3 giugno – Il volo Air France 007, un Boeing 707, abortisce il decollo dall'aeroporto di Parigi-Orly. L'aereo slitta fuori pista e si incendia. Nell'incidente muoiono tutte le persone presenti a bordo tranne due assistenti di volo. Il totale delle vittime, 130, lo rende il peggiore incidente aereo fino a quell'epoca.
- 22 giugno – Il volo Air France 117, un Boeing 707 in volo tra Parigi e Santiago del Cile, precipita prima di arrivare in Sud America. Ci sono 113 vittime.
- 30 giugno – Il volo Aeroflot 902, un Tupolev Tu-104A, stalla e precipita per cause ignote, provocando la morte di 84 persone.
- 7 luglio – Il volo Alitalia 771, un Douglas DC-8-43, si schianta su una collina nella zona di Junnar Maharashtra vicino a Mumbai, India, a causa di un errore di navigazione. Periscono tutte le 94 persone presenti sul volo.
- 19 luglio – Il volo United Arab Airlines 869, un de Havilland DH-106 Comet 4C, si schianta contro una montagna. 26 vittime.
- 22 luglio – Il volo Canadian Pacific Air Lines 301, un Bristol Britannia, precipita vicino all'aeroporto di Honolulu, Hawaii. Il bilancio è di 27 vittime e 13 feriti.
- 28 luglio – Il volo Aeroflot 415, un Antonov An-10A, effettua un volo controllato contro il suolo che provoca la morte di tutti gli 81 occupanti.
- 1 agosto – Un Douglas DC-3 di Royal Nepal Airlines effettua un volo controllato contro il suolo in Nepal. Dieci vittime.
- 20 agosto – Un Douglas DC-8 di Panair do Brasil esce di pista durante il decollo a causa di un guasto meccanico dello stabilizzatore orizzontale. Le vittime sono 15 tra i 105 a bordo.
- 3 settembre – Il volo Aeroflot 3, un Tupolev Tu-104A, precipita in territorio russo. 86 vittime.
- 18 settembre – Il volo Aeroflot 213, un Ilyushin Il-14, precipita in Russia. 32 vittime.
- 23 novembre –
  - Il volo United Airlines 297, un Vickers 745D Viscount, precipita nei pressi di Ellicott City, nel Maryland. Tutte le 17 persone a bordo perdono la vita.
  - Il volo Aeroflot 355, un Ilyushin Il-18, stalla durante l'avvicinamento e si schianta al suolo vicino a Parigi. 21 vittime.
- 27 novembre – Il volo Varig 810, un Boeing 707, si schianta durante l'avvicinamento a Lima, Perù, provocando 97 vittime.
- 30 novembre – Il volo Eastern Air Lines 512, un Douglas Douglas DC-7B, si schianta a causa di un errore del pilota durante un avvicinamento all'aeroporto di New York-Idlewild. 25 persone delle 51 presenti a bordo perdono la vita.
- 14 dicembre – Un Lockheed Constellation di Panair do Brasil precipita dopo errori di navigazione che causano la morte di 50 persone.
- 19 dicembre – Un Vickers Viscount di LOT Polish Airlines si schianta durante l'avvicinamento dopo che i piloti ne perdono il controllo. Nessuno sopravvive.

## 1963
- 17 gennaio – Il volo West Coast Airlines 703, un Fokker F27 in volo di addestramento, si schianta nel Gran Lago Salato. Tutti morti i tre a bordo.
- 1 febbraio – Nella collisione aerea di Ankara del 1963, un C47A ed un Vickers Viscount si scontrano in volo sopra la città di Ankara.
- 12 febbraio – Il volo Northwest Airlines 705, un Boeing 720, a causa di un cedimento strutturale si schianta nelle Everglades. 43 vittime
- 5 marzo – Il volo Aeroflot 191, un Ilyushin Il-18, si schianta in una tempesta di sabbia in Turkmenistan. 12 vittime, 42 sopravvissuti.
- 15 marzo – Il volo Lloyd Aéreo Boliviano 915, un Douglas DC-6, precipita durante una tempesta. Le vittime sono tutti i 39 a bordo.
- 30 marzo – Il volo Itavia 703, un Douglas DC-3, precipita nel comune italiano di Balsorano a causa di un errore del pilota, causando la morte di tutti gli 8 occupanti dell’aereo.
- 4 aprile – Il volo Aeroflot 25, un Ilyushin Il-18 in viaggio tra l'aeroporto di Mosca-Šeremet'evo e l'aeroporto di Krasnojarsk, precipita a causa di un guasto tecnico, muoiono tutte le 67 persone a bordo.
- 3 maggio – Un Douglas DC-6 di Air Afrique si schianta sul monte Cameroon mentre è in rotta verso Lagos, Nigeria. Nessuno sopravvive.
- 3 giugno – Il volo Northwest Orient Airlines 293, un Douglas DC-7C, precipita per cause sconosciute. 101 vittime.
- 2 luglio – Il volo Mohawk Airlines 121, un Martin 4-0-4 in volo tra l'aeroporto di Rochester-Monroe e l'aeroporto di Newark, precipita durante il decollo, in condizioni di maltempo, provocando la morte di due membri dell'equipaggio e cinque passeggeri
- 3 luglio - Il volo New Zealand National Airways Corporation 441, un Douglas DC-3 Skyliner in volo dall'aeroporto di Auckland verso Tauranga, precipita nelle Kaimai Ranges. Tutte le 23 persone a bordo perdono la vita.
- 13 luglio – Il volo Aeroflot 12, un Tupolev Tu-104B, effettua un volo controllato contro il suolo durante l'avvicinamento a Irkutsk. 33 vittime.
- 28 luglio – Il volo United Arab Airlines 869, un de Havilland Comet 4C, si inabissa al largo della baia di Mumbai, in India, uccidendo tutti i 63 a bordo.
- 12 agosto – Il volo Air Inter 2611, un Vickers Viscount, precipita in Francia a causa di una tempesta durante l'avvicinamento. 16 vittime.
- 21 agosto – Un Volo Aeroflot 366 si schianta nel fiume Neva, a Leningrado, dopo un'avaria al propulsore. Non ci sono vittime tra le 52 persone a bordo.
- 4 settembre – Il volo Swissair 306, un Sud Aviation Caravelle, precipita a causa di un incendio a bordo. 80 vittime.
- 22 ottobre – Un BAC One-Eleven della British Aircraft Corporation precipita a causa di uno stallo aerodinamico. Non ci sono sopravvissuti.
- 8 novembre – Il volo Aero 217, un Douglas DC-3, effettua un volo controllato contro il suolo in Finlandia. Solo in tre sopravvivono all'incidente.
- 29 novembre – Il volo Trans-Canada Air Lines 831, un Douglas DC-8, precipita poco dopo il decollo dall'aeroporto Internazionale di Montréal-Pierre Elliott Trudeau, provocando la morte di tutte le 118 persone a bordo.
- 8 dicembre – Il volo Pan Am 214, un Boeing 707, viene colpito da un fulmine e si schianta nei pressi di Elkton, in Maryland. Tutte le 81 persone a bordo perdono la vita.

## 1964
- 25 febbraio – Il volo Eastern Air Lines 304, un Douglas DC-8 in volo dal Louis Armstrong New Orleans International Airport all'Aeroporto di Washington, precipita nel Lago Pontchartrain, uccidendo tutti i 51 passeggeri e i sette membri dell'equipaggio.
- 27 febbraio – Il volo Fuji Air Lines 902, un Convair CV-240, esce di pista in Giappone. Le vittime sono 20.
- 29 febbraio – Il volo British Eagle 802, un Bristol Britannia in volo dall'aeroporto di Londra all'aeroporto di Innsbruck, a causa di un errore dei piloti si schianta contro la parete orientale del monte Glungezer. Con 83 vittime, rappresenta la peggior sciagura aerea avvenuta in territorio austriaco.
- 1 marzo – Il volo Paradise Airlines 901A, un Lockheed L-049 Constellation, precipita per errori dei piloti. 85 vittime.
- 28 marzo – Il volo Alitalia 045, un Vickers Viscount, si schianta in fase di avvicinamento all'aeroporto di Napoli-Capodichino sulle pendici del Monte Somma, a causa delle cattive condizioni meteorologiche. Muoiono tutte le persone a bordo: 40 passeggeri e 5 membri dell'equipaggio.
- 17 aprile – Il volo Middle East Airlines 444, un Sud Aviation Caravelle, precipita durante l'avvicinamento all'aeroporto Internazionale di Dhahran, in Arabia Saudita, per cause mai determinate. Le vittime sono 49.
- 7 maggio – Il volo Pacific Air Lines 773, un Fairchild F27, precipita nei pressi di San Ramon, in California. L'incidente è causato da un passeggero che spara con una pistola al capitano e al primo ufficiale prima di togliersi la vita.
- 20 giugno – Il volo Civil Air Transport 106, un Curtiss C-46D Commando, subisce un guasto al motore e precipita, provocando la morte di 57 persone.
- 9 luglio – Il volo United Airlines 823, un Vickers Viscount 745D, si schianta nei pressi di Parrotsville durante la fase di crociera a causa di un incendio a bordo per cause sconosciute. Non ci sono sopravvissuti.
- 2 settembre – Il volo Aeroflot 721, un Ilyushin Il-18V, effettua un volo controllato contro il suolo in territorio russo. Il bilancio è di 87 vittime e sei sopravvissuti.
- 4 settembre – Il volo VASP 141, un Vickers Viscount, si schianta sul Pico da Caledônia a causa di errori di navigazione. Le vittime sono 39.
- 2 ottobre – Un Douglas DC-6 di Union de Transports Aériens si schianta contro una montagna 90 minuti dopo il decollo da Palma di Maiorca. 80 vittime.
- 15 novembre – Il volo Bonanza Air Lines 114, un Fairchild F27, si schianta su una montagna durante il maltempo mentre si avvicina a Las Vegas, in Nevada. Tutte le 29 persone a bordo muoiono.
- 20 novembre – Il volo Linjeflyg 277, un Convair CV-340, precipita durante l'avvicinamento ad Ängelholm, in Svezia, quando l'equipaggio comincia l'atterraggio in anticipo. Nell'incidente muoiono 31 persone.
- 23 novembre – Il volo TWA 800, un Boeing 707-331, esplode durante la fase di decollo dall'aeroporto di Roma-Fiumicino, causando 45 vittime tra i 62 passeggeri e 5 vittime tra gli 11 membri dell'equipaggio.
- 24 dicembre – Il volo Flying Tiger Line 282, un Lockheed Constellation, precipita nei pressi di San Bruno, in California, dopo una deviazione dalla rotta. Perdono la vita i tre membri dell'equipaggio.

## 1965
- 4 gennaio – Il volo Aeroflot 20, un Ilyushin Il-18, precipita al suolo durante un tentativo di atterraggio in condizioni meteorologiche pessime, nei pressi di Almaty. 64 persone periscono nell'incidente.
- 6 febbraio – Il volo LAN Chile 107, un Douglas DC-6B, a causa di un errore dei piloti si schianta sulla Ande. Tutte le 87 persone a bordo perdono la vita.
- 8 febbraio – Il volo Eastern Air Lines 663, un Douglas DC-7B, durante il decollo effettua una manovra per evitare un Boeing 707, il Volo Pan Am 212 che è in avvicinamento all'aeroporto, perde il controllo e precipita nell'oceano a qualche miglia dal Jones Beach State Park, nei pressi di New York. Tutte le 84 persone a bordo perdono la vita.
- 8 marzo – Il volo Aeroflot 513, un Tupolev Tu-124, a causa di un malfunzionamento agli strumenti si schianta durante il decollo da Samara, provocando la morte di 30 delle 39 persone a bordo.
- 17 marzo Il volo Eastern Provincial Airways 102, un Handley Page Dart Herald, precipita dopo un cedimento strutturale nei cieli canadesi. Otto vittime.
- 14 aprile – Il volo British United Airways 1030X, un Douglas C-47, si schianta nella nebbia a causa di errori del pilota. Solo una persona sopravvive.
- 5 maggio – Il volo Iberia Airlines 401, un Lockheed L-1049 Super Constellation, si schianta durante l'atterraggio a Tenerife, sulle Isole Canarie. Il bilancio è di 30 vittime e 19 feriti.
- 20 maggio – Il volo PIA 705, un Boeing 720, precipita mentre è in avvicinamento all'aeroporto Internazionale del Cairo, in Egitto, provocando la morte di 121 delle 127 persone a bordo.
- 1º luglio – Il volo Continental Airlines 12, un Boeing 707, esce di pista all'Aeroporto di Kansas City "Charles B. Wheeler". Non ci sono vittime.
- 8 luglio – Il volo Canadian Pacific Airlines 21, un Douglas DC-6, precipita nei pressi di 100 Mile House, nella Columbia Britannica, dopo l'esplosione di una bomba. Non ci sono sopravvissuti.
- 11 luglio – Un Hawker Siddeley HS 748 di Skyways Coach-Air precipita a causa di errori dei piloti e difetti di fabbricazione. Non ci sono vittime, in tre rimangono feriti.
- 16 agosto – Il volo United Airlines 389, un Boeing 727, precipita per cause sconosciute nel Lago Michigan, Stati Uniti. Non ci sono sopravvissuti tra i 30 a bordo.
- 17 settembre – Il volo Pan Am 292, un Boeing 707, si schianta sul monte Chances sull'isola di Montserrat a causa di un errore del pilota. 21 passeggeri e nove membri dell'equipaggio periscono nell'incidente.
- 27 ottobre – Un Vickers Vanguard di BEA si schianta durante l'avvicinamento a Londra, Regno Unito, a causa di errori dei piloti. Non ci sono sopravvissuti tra i 36 a bordo.
- 8 novembre – Il volo American Airlines 383, un Boeing 727, effettua un volo controllato contro il suolo, provocando la morte di 58 persone.
- 11 novembre –
  - Il volo United Airlines 227, un Boeing 727, esce di pista durante l'atterraggio all'aeroporto Internazionale di Salt Lake City. Delle 91 persone a bordo, 45 perdono la vita.
  - Il volo Aeroflot 99, un Tupolev Tu-124V, precipita in territorio sovietico. 32 vittime.
- 4 dicembre – Nella collisione area di Carmel, un Lochkeed Super Constellation ed un Boeing 707 si scontrano sopra Carmel (New York). Il Constellation è costretto ad un atterraggio di emergenza in un campo mentre il Boeing atterra a New York. Quattro persone perdono la vita.

## 1966
- 14 gennaio – Il volo Avianca 4, un Douglas C-54, precipita in mare subito dopo il decollo dall'aeroporto di Cartagena; muoiono 56 delle 64 persone a bordo.
- 24 gennaio – Il volo Air India 101, un Boeing 707-437 denominato Kanchenjunga, stava compiendo il terzo tratto del volo Bombay-Delhi-Beirut-Ginevra-New York quando si è schiantato durante l'avvicinamento all'aeroporto di Ginevra. Tutte le 117 persone a bordo sono decedute nell'incidente.
- 28 gennaio – La tragedia di Brema è stato un incidente aereo avvenuto il 28 gennaio 1966 all'aeroporto di Brema, in Germania, nel quale hanno perso la vita tutti i 46 passeggeri. A bordo dell'aereo della Lufthansa, partito da Francoforte, vi era una selezione della nazionale italiana di nuoto, accompagnata dallo staff tecnico e dal giornalista RAI Nico Sapio, diretta al meeting di Brema, uno dei più prestigiosi eventi della stagione. Non ci sono stati sopravvissuti.
- 2 febbraio – Il volo Pakistan International Airlines 17, un Sikorsky S-61N, precipita nell'Est del Pakistan a causa di un guasto meccanico. Una sola persona sopravvive allo schianto.
- 4 febbraio – Il volo All Nippon Airways 60, un Boeing 727-100, affonda nella Baia di Tokyo, in Giappone. Non ci sono sopravvissuti.
- 7 febbraio – Un Fokker F27 di Indian Airlines precipita per errori di navigazione in India. 37 vittime.
- 16 febbraio – Il volo Aeroflot 302, un Ilyushin Il-14, precipita dopo un guasto a un motore. 26 vittime.
- 17 febbraio – Il volo Aeroflot 65, un Tupolev Tu-114, impatta contro una cunetta di neve durante il decollo dall'aeroporto di Mosca. 21 persone rimangono uccise.
- 4 marzo – Il volo Canadian Pacific Airlines 402, un Douglas DC-8-43, precipita durante l'atterraggio all'aeroporto di Tokyo-Haneda, in Giappone, provocando la morte di 64 persone.
- 5 marzo – Il volo BOAC 911, un Boeing 707, si schianta sul Fuji nei pressi di Gotemba, in Giappone. Non ci sono sopravvissuti tra le 124 persone presenti a bordo.
- 18 marzo – Il volo United Arab Airlines 749, un Antonov An-24, precipita nel maltempo a causa di errori dei piloti. 30 vittime.
- 22 aprile – Il volo American Flyers 280, un Lockheed L-188 Electra, esce di pista durante l'atterraggio per il malore del pilota. 83 persone periscono nell'incidente.
- 23 aprile – Il volo Aeroflot 2723, un Ilyushin Il-14, ammara vicino alle cose dell'Azerbaigian; il relitto viene ritrovato casualmente mesi dopo. Le vittime sono 33.
- 27 aprile – Il volo LANSA 501, un Lochkeed L-049 Constellation, a causa di un errore del pilota impatta contro il monte Talaula. Non ci sono sopravvissuti.
- 3 giugno – Un Hawker Siddeley Trident della Hawker Siddeley precipita durante un volo di test pre-consegna a causa di uno stallo aerodinamico causato da errori dei piloti. Quattro vittime.
- 4 luglio – Un Douglas DC-8 di Air New Zealand subisce un guasto a uno dei motori a causa di un difetto di progettazione e si schianta durante il decollo. Due vittime e tre feriti.
- 6 agosto – Il volo Braniff 250, un BAC One-Eleven, vola in una temporale e si disintegra nei pressi di Falls City nel Nebraska. 42 vittime.
- 1º settembre – Il volo Britannia Airways 105, un Bristol 175 Britannia 102, effettua un volo controllato contro il suolo in territorio Jugoslavo. 98 vittime.
- 22 settembre – Il volo Ansett-ANA 149, un Vickers Viscount 832, subisce un incendio a bordo con successivo distaccamento di un'ala. Tutti i 24 a bordo perdono la vita.
- 1º ottobre – Il volo West Coast Airlines 956, un Douglas DC-9, precipita nei pressi di Wemme nell'Oregon. 18 vittime.
- 13 novembre – Il volo All Nippon Airways 533, un NAMC YS-11, si inabissa nel Mare interno di Seto dopo essere uscito di pista all'aeroporto di Matsuyama, in Giappone. Non ci sono sopravvissuti.
- 15 novembre – Il volo Pan Am 708, un Boeing 727, precipita nei pressi di Berlino, in Germania. Tutti i tre membri dell'equipaggio perdono la vita.
- 24 novembre – Il volo TABSO 101, un Ilyushin Il-18B, precipita a causa di errori dei piloti. Nessun sopravvissuto tra gli 82 a bordo.
- 18 dicembre – Un Lockheed Starliner di Aerocondor precipita durante l'avvicinamento per errori dei piloti. 17 vittime.

## 1967
- 14 gennaio – Il volo Aeroflot 5003, un Antonov An-12, subisce un incendio a bordo poco dopo il decollo. Nello schianto muoiono tutti i sei a bordo.
- 16 febbraio – Il volo Garuda Indonesia 708, un Lockheed L-188 Electra, precipita nel maltempo a causa di errori dei piloti. Delle 92 persone a bordo, 70 perdono la vita.
- 28 febbraio – Il volo Philippine Air Lines 345, un Fokker F27, precipita durante l'avvicinamento nelle Filippine. Le vittime sono 12.
- 5 marzo –
  - Il volo Varig 837, un Douglas DC-8, si schianta durante la fase di atterraggio a Monrovia, provocando 56 vittime
  - Il volo Lake Central 527, un Convair CV-580, precipita nell'Ohio, Stati Uniti, provocando la morte di tutti i 38 occupanti.
- 9 marzo – Nella collisione aerea di Concord, un Douglas DC-9 di Trans World Airlines si scontra con un Beechcraft Baron nei pressi di Concord, in Ohio. Nella collisione perdono la vita tutte le 26 persone presenti sui due aerei.
- 10 marzo – Il volo West Coast Airlines 720, un Fairchild F-27, precipita a causa della formazione di ghiaccio sulle ali. Non ci sono sopravvissuti.
- 13 marzo – Il volo South African Airways 406, un Vickers Viscount 818, si schianta a causa del malore del pilota. 25 vittime.
- 30 marzo – Il volo Delta Air Lines 9877, un Douglas DC-8-51, precipita durante un volo di addestramento in un'area residenziale. Le vittime sono 19.
- 20 aprile – Un Bristol Britannia di Globe Air effettua un volo controllato contro il suolo nei pressi di Nicosia, Cipro. 126 persone perdono la vita.
- 3 giugno – Un Douglas DC-4 di Air Ferry precipita in Francia, provocando la morte di tutti gli 88 a bordo.
- 4 giugno – Nel disastro aereo di Stockport, un Canadair C4 Argonaut di British Midland proveniente da Palma di Maiorca perde potenza a un propulsore mentre si avvicina all'aeroporto di Manchester. Delle 84 persone a bordo, solo 12 sopravvivono.
- 23 giugno – Il volo Mohawk Airlines 40, un BAC One-Eleven, precipita a Blossburg, in Pennsylvania. Perdono la vita tutte le 34 persone a bordo.
- 30 giugno – Il volo Thai Airways International 601, un Sud Aviation Caravelle, subisce un incidente imprecisato durante l'atterraggio. Il bilancio è di 24 vittime e 56 feriti.
- 19 luglio – Il volo Piedmont Airlines 22, un Boeing 727 in partenza da Asheville, in Carolina del Nord, si scontra con un Cessna 310 che sta compiendo un avvicinamento ad Asheville. Tutte le 82 persone presenti sui due velivoli perdono la vita.
- 5 settembre – Il volo ČSA 523, un Ilyushin Il-18D, non riesce a decollare e colpisce delle strutture oltre la pista. L'incidente provoca 35 vittime.
- 12 ottobre – Il volo Cyprus Airways 284, un de Havilland DH.106 Comet 4B, viene fatto esplodere da una bomba in un attentato terroristico. Muoiono in 68.
- 4 novembre – Il volo Iberia Airlines 062, un Sud Aviation Caravelle, precipita a Black Down Hill, nel Sussex, provocando la morte di tutte le 37 persone presenti a bordo.
- 5 novembre Il volo Cathay Pacific 033, un Convair 880, non riesce a decollare ed esce di pista a Hong Kong. Un passeggero perde la vita.
- 6 novembre – Il volo TWA 159, un Boeing 707-131, non riesce a decollare e colpisce delle strutture oltre la pista. Una vittima, 10 feriti.
- 16 novembre – Il volo Aeroflot 2230, un Ilyushin Il-18V, precipita dopo un guasto elettrico. Ci sono 107 vittime.
- 20 novembre – Il volo TWA 128, un Convair 880, precipita a Constance, in Kentucky, durante l'avvicinamento all'aeroporto internazionale di Cincinnati. Delle 82 persone presenti a bordo, 70 perdono la vita.
- 30 dicembre – Il volo Aeroflot 51, un Antonov An-24, precipita nella Lettonia sovietica dopo errori dei piloti. 43 vittime, 8 sopravvissuti.

## 1968
- 6 gennaio – Il volo Aeroflot 1668, un Antonov An-24, precipita dopo un cedimento strutturale. 45 vittime.
- 7 febbraio – Il volo Canadian Pacific Air Lines 322, un Boeing 707-138B, esce di pista durante l'atterraggio a Vancouver, Canada, in condizioni di scarsa visibilità. Due vittime.
- 16 febbraio – Il volo Civil Air Transport 10, un Boeing 727-92C, effettua un volo controllato contro il suolo causato da errori dei piloti. Il bilancio è di 22 vittime e 42 feriti.
- 29 febbraio – Il volo Aeroflot 15, un Ilyushin Il-18D, precipita dopo che i piloti perdono il controllo dell'aereo. Solo una persona sopravvive tra le 84 a bordo.
- 6 marzo – Il volo Air France 212, un Boeing 707-328C, effettua un volo controllato contro il suolo per motivi indeterminati. Le vittime sono 63.
- 7 marzo – Il volo Aeroflot 3153, un Tupolev Tu-124, si schianta poco dopo il decollo a causa dell'accidentale attivazione dei deflettori. Un membro dell'equipaggio perde la vita.
- 24 marzo – Il volo Aer Lingus 712, un Vickers 803 Viscount, precipita al largo delle coste irlandesi; le vittime sono 61.
- 8 aprile – Il volo BOAC 712, un Boeing 707, dopo il decollo dall'aeroporto di Londra-Heathrow tenta un atterraggio di emergenza a causa dell'incendio a un propulsore. Cinque delle 127 persone a bordo perdono la vita tra le fiamme.
- 20 aprile – Il volo South African Airways 228, un Boeing 707, precipita a causa di errori dei piloti in Sudafrica. Solo in cinque sopravvivono tra i 128 a bordo.
- 3 maggio – Il volo Braniff 352, un Lockheed L-188A Electra in volo da Houston, in Texas, verso Dallas, precipita in un temporale. Perdono la vita i 5 membri dell'equipaggio e 80 passeggeri.
- 22 maggio – Il volo Los Angeles Airways 841, un Sikorsky S-61L, precipita nei pressi di Paramount, in California, provocando la morte di 23 persone.
- 13 giugno – Il volo Pan Am 1, un Boeing 707-321C, si schianta durante l'avvicinamento a Calcutta, in India. Il bilancio è di sei vittime tra i 63 a bordo.
- 1º luglio – Il volo Seaboard World Airlines 253, un Douglas DC-8, è costretto a un atterraggio nell'Unione Sovietica. A bordo sono presenti 200 soldati americani in viaggio per il Vietnam.
- 13 luglio – Il volo Sabena 712, un Boeing 707-329C, effettua un volo controllato contro il suolo durante l'avvicinamento a Lagos, in Nigeria. Sette vittime.
- 2 agosto – Il volo Alitalia 660, un Douglas DC-8, scambia un piccolo aerodromo per l'effettivo aeroporto di destinazione in una tempesta. Nell'atterraggio, l'aereo si distrugge e 12 persone perdono la vita.
- 9 agosto – Il volo British Eagle International Airlines 802, un Vickers Viscount, precipita vicino a Langenbruck, in Germania, dopo un'avaria alla strumentazione. Le vittime sono 48.
- 14 agosto – Il volo Los Angeles Airways 417, un Sikorsky S-61L, precipita a Compton, in California; 21 vittime.
- 3 settembre – Un Ilyushin Il-18 di Bulair si schianta al suolo nella nebbia. 47 vittime.
- 11 settembre – Il volo Air France 1611, un Sud Aviation Caravelle, precipita a Nizza, in Francia; non ci sono sopravvissuti.
- 25 ottobre – Il volo Northeast Airlines 946, un Fairchild 227, si schianta nei pressi di Etna, nel New Hampshire. Perdono la vita 32 passeggeri e i membri dell'equipaggio.
- 22 novembre – Il volo Japan Airlines 2, un Douglas DC-8, precipita in mare durante l'avvicinamento a San Francisco, Stati Uniti. Non ci sono vittime tra i 107 a bordo.
- 2 dicembre – Il volo Wien Consolidated Airlines 55, un Fairchild F-27B, subisce un cedimento strutturale nei cieli dell'Alaska, provocando la morte di tutti i 39 a bordo.
- 12 dicembre – Il volo Pan Am 217, un Boeing 707, precipita nei pressi di Caracas, Venezuela, a causa di errori dei piloti. Le vittime sono 51.
- 24 dicembre – Il volo Allegheny Airlines 736, un Convair CV-580, effettua un volo controllato contro il suolo in Pennsylvania, Stati Uniti. Il bilancio è di 20 vittime e 27 feriti.
- 26 dicembre – Il volo Pan Am 799, un Boeing 707, precipita in Alaska. Tre vittime, nessun sopravvissuto.
- 27 dicembre – Il volo North Central Airlines 458, un Convair CV-580, precipita all'aeroporto di Chicago-O'Hare per errori dei piloti. In totale in 28 perdono la vita.
- 31 dicembre – Il volo MacRobertson Miller Airlines 1750, un Vickers Viscount 720, subisce un cedimento strutturale causato dalla fatica del metallo. Non ci sono sopravvissuti.

## 1969
- 5 gennaio – Il volo Ariana Afghan Airlines 701, un Boeing 727, precipita nel Sud del Regno Unito a causa della scarsa visibilità. Le vittime sono 50.
- 6 gennaio – Il volo Allegheny Airlines 737, un Convair CV-580, effettua un volo controllato contro il suolo in Pennsylvania, Stati Uniti. 11 persone perdono la vita.
- 13 gennaio – Il volo Scandinavian Airlines System 933, un Douglas DC-8, precipita a causa di errori dei piloti, provocando la morte di 15 tra i 45 occupanti.
- 18 gennaio – Il volo United Airlines 266, un Boeing 727-22C in volo da Los Angeles, California, a Milwaukee, Wisconsin, perde potenza elettrica e precipita nella Baia di Santa Monica. Perdono la vita sei membri dell'equipaggio e 32 passeggeri.
- 18 febbraio – Il volo Hawthorne Nevada Airlines 708, un Douglas DC-3, precipita nei pressi di Lone Pine, in California, provocando la morte di tutte le 35 persone a bordo.
- 24 febbraio – Il volo Far Eastern Air Transport 104, un Handley Page Dart Herald, subisce un guasto al motore e precipita. Non ci sono sopravvissuti.
- 5 marzo – Il volo Prinair 277, un de Havilland DH.114 Heron 2B, si schianta contro una montagna in fase di avvicinamento per errore dei controllori di volo. Le vittime sono 19.
- 16 marzo – Il volo Viasa 742, un Douglas DC-9, non riesce a decollare a causa di errori di calcolo dei piloti ed errori dei sensori di temperatura del velivolo. In totale le vittime sono 155.
- 20 marzo – Un Ilyuishin Il-18 di United Arab Airlines precipita in una tempesta, provocando 100 vittime.
- 2 aprile – Il volo LOT Polish Airlines 165, un Antonov An-24, precipita nella Polonia meridionale. Perdono la vita tutte le 53 persone a bordo.
- 28 aprile – Il volo LAN Chile 160, un Boeing 727, effettua un volo controllato contro il suolo nei pressi di Colina, in Cile. Non ci sono vittime.
- 4 giugno – Il volo Mexicana 704, un Boeing 727, precipita nel Nord del Messico. 79 vittime.
- 23 giugno – Nella collisione aerea di Juchnov, un Ilyushin Il-14M di Aeroflot e un Antonov An-12BP della Soviet Air force si scontrano, provocando la morte di 120 persone.
- 28 giugno – Un Ilyushin Il-14 di Aeroflot si schianta su una montagna a 39 chilometri dalla sua destinazione. 40 vittime.
- 6 luglio – Il volo Air South 168, un Beechcraft Model 99, si schianta vicino a Monroe, Stati Uniti, per cause indeterminate. 14 vittime.
- 12 luglio – Un Douglas DC-3 di Royal Nepal Airlines precipita in Nepal. Nessun sopravvissuto tra i 35 a bordo.
- 26 luglio – Il volo TWA 5787, un Boeing 707, precipita durante un volo di addestramento nel quale veniva simulato un guasto idraulico. Non ci sono sopravvissuti.
- 3 agosto – Il volo Aeroflot 826, un Antonov An-24, precipita nell'Ucraina sovietica dopo un cedimento dovuto a fatica del metallo. Non ci sono sopravvissuti.
- 1º settembre – Il volo Aeroflot 55, un Ilyushin Il-14, si schianta su una montagna durante l'avvicinamento alla destinazione. Solo in cinque dei 27 a bordo sopravvivono.
- 9 settembre – Nella collisione aerea di Moral, un Douglas DC-9 si scontra in volo con un Piper PA-28 e precipita nei pressi di Fairland, in Indiana. Perdono la vita tutte le 83 persone presenti nei due velivoli.
- 12 settembre – Il volo Philippine Airlines 158, un BAC One-Eleven, precipita durante l'avvicinamento a Manila, nelle Filippine. Solo in due sopravvivono all'incidente.
- 17 settembre – Il volo Pacific Western Airlines 627, un Convair CV-640, precipita in Canada durante l'avvicinamento per errori del pilota. In quattro perdono la vita.
- 26 settembre – Un Douglas DC-6 di Lloyd Aéreo Boliviano che trasporta 16 membri di una delle migliori squadre di calcio boliviane precipita sul monte Choquetanga, senza lasciare sopravvissuti.
- 19 novembre – Il volo Mohawk Airlines 411, un Fairchild 227, precipita nei pressi di Glens Falls, in New York; le vittime sono 14.
- 20 novembre – Il volo Nigeria Airways 825, un Vickers VC10, precipita per cause indeterminate, provocando la morte degli 87 occupanti.
- 3 dicembre – Il volo Air France 212, un Boeing 707-328B, precipita vicino a Caracas, Venezuela, per cause ignote. 62 vittime, nessun sopravvissuto.
- 8 dicembre – Il volo Olympic Airways 954, un Douglas DC-6, effettua un volo controllato contro il suolo in territorio greco. Non ci sono sopravvissuti tra i 90 a bordo.
- 22 dicembre – Un Douglas DC-6 di Air Vietnam esce di pista durante un atterraggio di emergenza dopo che ha subito un'esplosione in volo. Le vittime sono in totale 34.

## 1970
- 5 gennaio – Un Convair 990 di Spantax precipita a causa di un wind shear. In cinque perdono la vita.
- 4 febbraio – Il volo Aerolíneas Argentinas 707, un Hawker Siddeley HS 748, subisce un cedimento strutturale a causa di forti turbolenze, provocando la morte di tutti i 37 occupanti.
- 6 febbraio – Il volo Aeroflot U-45, un Ilyushin Il-18, precipita in territorio uzbeko a causa di errori dei piloti e dei controllori di volo. Il bilancio è di 92 vittime e 14 feriti.
- 15 febbraio – Un Douglas DC-9 di Dominicana de Aviación subisce un guasto al motore con conseguente perdita di controllo. Non ci sono sopravvissuti tra i 102 a bordo.
- 21 febbraio – Una bomba a bordo del Volo Swissair 330, un Convair CV-990, esplode nove minuti dopo il decollo dall'aeroporto internazionale di Zurigo. Perdono la vita tutti i 38 passeggeri e i nove membri dell'equipaggio.
- 17 marzo – Il volo Eastern Air Lines Shuttle 1320, un Douglas DC-9-31, viene dirottato poco dopo il decollo. Il pilota rimane ferito, il copilota riesce a disarmare il dirottatore, ma rimane ucciso a causa dei colpi ricevuti.
- 31 marzo – Il volo Japan Airlines 351, un Boeing 727, viene dirottato verso la Corea del Nord da un gruppo di dirottatori appartenenti alla Japanese Red Army. Nessuno tra i passeggeri e membri dell'equipaggio rimane ferito.
- 1º aprile – Il volo Aeroflot 1661, un Antonov An-24B, collide con una mongolfiera 25 minuti dopo il decollo. Non ci sono sopravvissuti.
- 4 aprile – Il volo Aeroflot 2903, un Ilyushin Il-14, precipita durante l'avvicinamento per errori dei piloti. Le vittime sono sette.
- 21 aprile – Il volo Philippine Airlines 215, un Hawker Siddeley HS-748, esplode a causa di una bomba nascosta nella toilette dell'aereo. Muoiono tutti i 36 a bordo.
- 2 maggio – Il volo ALM 980, un Douglas DC-9 utilizzato dalla Overseas National Airways, dopo aver fallito l'atterraggio all'aeroporto di Sint Maarten, finisce il carburante e si inabissa a 48 km da Saint Croix, Isole Vergini. Perdono la vita 23 persone, 40 sopravvivono.
- 30 maggio Un Martin 4-0-4 della Le High Acres Developement Company precipita dopo un guasto ad entrambi i motori. Il totale è di sei vittime.
- 3 luglio – Il volo Dan-Air 1903, un de Havilland DH 106 Comet series 4, effettua un volo controllato contro il suolo. Muoiono in 112.
- 5 luglio – Il volo Air Canada 621, un Douglas DC-8, esplode a causa di un atterraggio fallito all'Aeroporto Internazionale di Toronto-Pearson. Si contano 109 vittime.
- 19 luglio – Il volo United Airlines 611, un Boeing 737-200, esce di pista durante il decollo dopo che i piloti lo abortiscono a causa di un guasto al motore. Non ci sono vittime; rimangono feriti almeno in 15.
- 27 luglio – Il volo Flying Tiger Line 45, un Douglas DC-8-63AF, precipita durante l'avvicinamento a Okinawa, Giappone, per errori dei piloti. Le vittime sono quattro.
- 8 agosto – Il volo Aeroflot 888, un Antonov An-10, atterra in un campo di mais dopo un incendio a un motore. Un passeggero muore, in 25 rimangono feriti.
- 9 agosto – Il volo LANSA 502, un Lockheed L-188 Electra, precipita e prende fuoco poco dopo il decollo da Cuzco, in Perù, provocando la morte di 99 persone a bordo e due a terra.
- 12 agosto – Il volo China Airlines 206, un NAMC YS-11, precipita nei pressi dell'Aeroporto di Taipei; muoiono 14 dei 31 a bordo.
- 2 settembre – Il volo Aeroflot 3630, un Tupolev Tu-124, precipita dopo che i piloti ne perdono il controllo. Perdono la vita in 37.
- 3 settembre – Uno Yakovlev Yak-40 di Aeroflot si schianta su un lato del monte Airy-Tash in Tagikistan. 21 vittime.
- 6 settembre – Il Fronte Popolare per la Liberazione della Palestina organizza i Dirottamenti di Dawson's Field dei voli El Al 219, un Boeing 707, Pan Am 93, un Boeing 747, Swissair 100, un DC-8, TWA 741, un Boeing 707, e il 9 settembre il volo BOAC 775, un Vickers VC-10. La portata dell'incidente, senza precedenti, comporta un aumento della sicurezza negli aeroporti.
- 8 settembre – Il volo Trans International Airlines 863, un Douglas DC-8-63CF, precipita all'aeroporto Internazionale John F. Kennedy. Undici vittime.
- 2 ottobre – Nell'incidente aereo della squadra di football della Wichita State University del 1970 un Martin 4-0-4 della Golden Eagle Aviation precipita in Colorado. Ci sono solo nove sopravvissuti.
- 15 ottobre – Il volo Aeroflot 244, un Antonov An-24b, viene dirottato sopra i cieli russi. Per accedere alla cabina di pilotaggio, i 2 dirottatori (padre e il figlio 13enne) uccidono un assistente di volo. Non ci sono ulteriori vittime.
- 14 novembre – Il volo Southern Airways 932, un Douglas DC-9-31, precipita durante l'avvicinamento all'Aeroporto Tri-State a Huntington, nella Virginia Occidentale, uccidendo tutte le 75 persone a bordo. Tra questi ci sono 37 giocatori e 5 allenatori della Marshall University.
- 27 novembre – Il volo Capitol Airways 3/26, un Douglas DC-8-63CF, esce di pista durante il decollo a causa di un guasto meccanico del carrello. Dei 229 a bordo, muoiono in 47.
- 28 dicembre – Il volo Trans Caribbean Airways 505, un Boeing 727, esce di pista durante l'atterraggio all'aeroporto di Re Cyril E., nelle Isole Vergini Americane. Due vittime.

## 1971
- 2 gennaio – Il volo United Arab Airlines 844, un de Havilland DH.106 Comet, precipita durante l'avvicinamento a Tripoli, in Libia. Le vittime sono 16.
- 18 gennaio – Un Ilyushin Il-18 di Balkan Bulgarian Airlines precipita dopo che i piloti ne perdono il controllo durante l'avvicinamento. 45 vittime.
- 22 gennaio – Un Antonov An-12 di Aeroflot precipita a causa di errori dei piloti che non attivano il sistema anti-ghiaccio dell'aereo. Muoiono in 14, nessuno sopravvive.
- 31 gennaio – Un Antonov An-12B di Aeroflot precipita nell'Ovest della Russia a causa della formazione di ghiaccio sulle ali. Non ci sono sopravvissuti.
- 31 marzo – Il volo Aeroflot 1969, un Antonov An-10, subisce un cedimento strutturale durante l'avvicinamento alla destinazione. 65 vittime.
- 23 maggio – Il volo Aviogenex 130, un Tupolev Tu-134A, soffre di un atterraggio duro a causa di errori dei piloti all'aeroporto di Fiume, in Croazia. Tra gli 83 a bordo, sopravvivono in cinque.
- 6 giugno – Il volo Hughes Airwest 706, un Douglas DC-9, si scontra in volo con un aereo da combattimento F-4 Phantom e precipita nei pressi di Duarte, California, provocando la morte di tutte le 49 persone a bordo. Perde la vita anche il pilota dell'F-4.
- 7 giugno – Il volo Allegheny Airlines 485, un Convair CV-580, precipita a causa di errori dei piloti. Solo in tre sopravvivono.
- 3 luglio – Il volo Toa Domestic Airlines 63, un NAMC YS-11, si schianta a Yokotsudake, nei pressi dell'aeroporto di Hakodate a Hokkaidō, in Giappone. Perdono la vita tutti i 68 a bordo.
- 25 luglio – Il volo Aeroflot 1912, un Tupolev Tu-104B, subisce un'avaria della strumentazione con conseguente atterraggio duro. Il bilancio è di 97 vittime e 29 feriti.
- 30 luglio –
  - Il volo All Nippon Airways 58, un Boeing 727-200, collide con un aereo da combattimento JSDF F-86 nei pressi di Shizukuishi, vicino a Morioka, in Giappone, uccidendo tutti i 162 a bordo. Il pilota dell'aereo da combattimento riesce a eiettarsi dall'aereo e sopravvive.
  - Il volo Pan Am 845, un Boeing 747, ha difficoltà a decollare e colpisce alcune strutture in fondo alla pista. Non ci sono vittime, 29 persone rimangono ferite tra cui dieci in modo serio.
- 28 agosto – Il volo Malev Hungarian Airlines 731, un Ilyushin Il-18, precipita dopo che i piloti ne perdono il controllo durante l'avvicinamento in Danimarca. 32 vittime, solo due sopravvissuti.
- 4 settembre – Il volo Alaska Airlines 1866, un Boeing 727, effettua un volo controllato contro il suolo nell'Ovest del Canada. Nessuno sopravvive tra i 111 a bordo.
- 6 settembre – Il volo Paninternational 112, un BAC One-Eleven, subisce un guasto ad entrambi i motori e precipita poco dopo il decollo. Ci sono 22 vittime e 99 feriti.
- 16 settembre – Il volo Malev Hungarian Airlines 110, un Tupolev Tu-134, precipita durante un terzo tentativo di avvicinamento a Kiev dopo un guasto al generatore principale. Non ci sono sopravvissuti.
- 2 ottobre – Il volo British European Airways 706, un Vickers Vanguard, subisce una decompressione esplosiva a causa di un cedimento strutturale. 63 vittime, un ferito.
- 10 ottobre – Il volo Aeroflot 773, un Tupolev Tu-104, esplode a causa di una bomba. 25 vittime.
- 10 novembre – Un Vickers Viscount di Merpati Nusantara Airlines effettua un volo controllato contro il suolo. Il bilancio è di 69 vittime, nessuno sopravvive.
- 24 novembre – Un uomo che dice di chiamarsi "D.B. Cooper" dirotta il volo Northwest Orient Airlines 305, un Boeing 727. Rilascia i passeggeri in cambio di 200 000 dollari e quattro paracadute. L'equipaggio resta a bordo dell'aereo e viene paracadutato da esso successivamente. Cooper non viene mai più ritrovato.
- 1º dicembre – Il volo Aeroflot 2174, un Antonov An-24, precipita a causa delle condizioni meteorologiche che portano alla formazione di ghiaccio sulle ali. Tutti i 57 occupanti perdono la vita.
- 21 dicembre – Un Ilyushin Il-18 di Balkan Bulgarian Airlines precipita poco dopo il decollo a causa di errori di manutenzione. Le vittime sono 28.
- 24 dicembre – Il volo LANSA 508, un Lockheed Electra in volo da Lima a Pucallpa si spezza dopo essere stato incendiato da un fulmine. Precipita nella Foresta Amazzonica e 91 persone a bordo perdono la vita. Juliane Koepcke di 17 anni è l'unica sopravvissuta.

## 1972
- 7 gennaio – Il volo Iberia 602, un Sud Aviation SE 210 Caravelle, effettua un volo controllato contro il suolo. In 104 perdono la vita.
- 26 gennaio – Il volo JAT Airways 367, un Douglas DC-9, viene distrutto dall'esplosione di una bomba mentre è in rotta da Copenaghen a Zagabria. Di 28 persone, solo una sopravvive.
- 22-23 febbraio – Il volo Lufthansa 649, un Boeing 747-200, viene dirottato e fatto atterrare nel Sud dello Yemen. Dopo il pagamento della somma di 5 milioni di dollari come riscatto da parte del governo della Germania dell'Ovest, i terroristi lasciano liberi gli ostaggi e si dileguano. Non ci sono vittime ne feriti.
- 3 marzo – Il volo Mohawk Airlines 405, un Fairchild F-27, subisce un guasto ad un'elica con successivo volo controllato contro il suolo causato da errore del pilota. 16 vittime, 31 feriti.
- 14 marzo – Il volo Sterling Airways 296, un Sud Aviation SE-210 Caravelle, precipita a causa di errori dei piloti. 112 vittime, nessun sopravvissuto.
- 19 marzo – Il volo EgyptAir 763, un Douglas DC-9-32, si schianta durante la fase di atterraggio. Tutte le 30 persone a bordo periscono nell'incidente.
- 12 aprile – Un NAMC YS-11 di VASP si schianta sul lato di una montagna durante l'avvicinamento a Rio de Janeiro. 25 vittime.
- 16 aprile – Il volo Aero Trasporti Italiani 392, un Fokker F27, entra in una zona di forte turbolenza e precipita, causando la morte di tutti i 18 a bordo.
- 18 aprile – Il volo East African Airways 720, un Vickers VC10, impatta durante il decollo contro dei detriti lasciati da un aereo decollato poco prima ed esce di pista; 43 vittime.
- 4 maggio – Il volo Aeroflot 608, uno Yakovlev Yak-40, precipita in condizioni meteorologiche avverse durante l'avvicinamento. Nessuno sopravvive.
- 5 maggio – Il volo Alitalia 112, un Douglas DC-8 in rotta tra Roma e Palermo, si schianta contro una montagna mentre effettua l'avvicinamento. Errori dei piloti hanno portato alla morte di 115 persone tra passeggeri ed equipaggio.
- 8 maggio – Il volo Sabena 571, un Boeing 707, viene dirottato e fatto atterrare in Israele da terroristi palestinesi. Dopo l'assalto delle forze armate, due criminali e un passeggero perdono la vita.
- 18 maggio – Il volo Aeroflot 1491, un Antonov An-10A, subisce un irreparabile cedimento strutturale che provoca la morte di tutti i 122 a bordo.
- 30 maggio – Il volo Delta Air Lines 9570, un Douglas DC-9-14, precipita durante l'avvicinamento a causa di una turbolenza di scia. Tutti i quattro occupanti perdono la vita.
- 12 giugno – Il volo American Airlines 96, un McDonnell Douglas DC-10 partito da Windsor (Ontario), Canada, subisce una decompressione esplosiva a causa del cedimento di un portello. L'equipaggio riesce a effettuare un atterraggio di emergenza a Detroit (Michigan), Stati Uniti. Tutti i 67 a bordo si salvano, 11 feriti.
- 14 giugno – Il volo Japan Airlines 471, un Douglas DC-8, effettua un volo controllato contro il suolo. Le cause non sono state del tutto accertate, Le vittime sono in totale 86.
- 15 giugno – Il volo Cathay Pacific 700Z, un Convair CV-880, esplode a causa di una bomba nei cieli vietnamiti. Nessuno sopravvive tra gli 81 a bordo.
- 18 giugno – Il volo British European Airways 548, un Hawker Siddeley Trident 1C, subisce una serie di stalli a causa di vari errori del pilota, e precipita nei pressi di Staines in Inghilterra. Tutte le 118 persone a bordo perdono la vita.
- 24 giugno – Il volo Prinair 191, un de Havilland DH.114, si schianta nei pressi di Ponce, Porto Rico (dipendente da Stati Uniti d'America), a causa di un errore del pilota, provocando la morte di 5 persone delle 20 presenti a bordo.
- 29 giugno – Nella collisione aerea del Lago Winnebago, un Convair CV-580 di North Central Airlines e un de Havilland Canada DHC-6 Twin Otter di Air Wisconsin collidono, provocando la morte di tutti gli occupanti dei due velivoli.
- 2 luglio – Il volo Pan Am 841, un Boeing 747, viene dirottato e fatto atterrare nella base aerea di Tan Son Nhut, in Vietnam. Il dirottatore muore dell'assalto delle forze armate.
- 14 agosto – Un Ilyushin Il-62 di Interflug subisce un incendio a bordo nei cieli tedeschi. Non ci sono sopravvissuti tra i 156 a bordo.
- 16 agosto – Un Douglas C-47 di Burma Airways precipita per cause indeterminate. Ci sono solo tre sopravvissuti.
- 31 agosto – Il volo Aeroflot 558, un Ilyushin Il-18V, subisce un incendio a bordo mentre si trova nei cieli russi. Nessuno sopravvive.
- 24 settembre – Il volo Japan Airlines 472, un Douglas DC-8-53, esce di pista a causa di errori dei piloti dopo l'atterraggio a Mumbai, India. Non ci sono vittime.
- 1º ottobre – Il volo Aeroflot 1036, un Ilyushin Il-18V, precipita per cause indeterminate nel Mar Nero. 108 vittime.
- 13 ottobre –
  - Nel disastro aereo delle Ande, un Fokker F27 della Fuerza Aérea Uruguaya precipita sulla catena montuosa Sud Americana. Due mesi dopo l'incidente vengono ritrovati i primi sopravvissuti, che alla fine risulteranno essere 16. All'impatto erano sopravvissuti in 33.
  - Il volo Aeroflot 217, un Ilyushin Il-62, precipita per cause ancora sconosciute. Non ci sono sopravvissuti.
- 21 ottobre – Il volo Olympic Airways 506, un NAMC YS-11, precipita in mare in pessime condizioni meteorologiche durante l'avvicinamento ad Atene. Dei 53 a bordo, muoiono in 37.
- 27 ottobre – Il volo Air Inter 696, un Vickers Viscount, si schianta sul Pic du Picon, in Francia, dopo un'avaria alla strumentazione causata dalla pioggia. 60 dei 68 a bordo muoiono nell'incidente.
- 29 ottobre – Il volo Lufthansa 615, un Boeing 727, viene dirottato e fatto atterrare in diversi aeroporti. Non ci sono vittime.
- 30 ottobre – Il volo Aero Trasporti Italiani 327, un Fokker F27 in volo tra Napoli-Capodichino e Bari-Palese, precipita su una collina nella campagna di Corato, in provincia di Bari, a causa di un errore del pilota; 27 vittime: 3 membri dell'equipaggio e 24 passeggeri.
- 4 novembre – Un Ilyushin Il-14 di Balkan Bulgarian Airlines si schianta contro il fianco di una collina vicino a Cruncha, in Bulgaria, in pessime condizioni di visibilità. Non ci sono sopravvissuti.
- 15 novembre – Il volo Ansett Airlines 232, un Fokker F27, viene dirottato nei cieli australiani. Il dirottatore viene ucciso dalle forze armate dopo l'atterraggio.
- 28 novembre – Il volo Japan Airlines 446, un Douglas DC-8-62 entra in uno stallo aerodinamico e si schianta per errori dei piloti. Il bilancio è di 62 vittime e 14 feriti.
- 3 dicembre – Il volo Spantax 275, un Convair 990 Coronado, precipita poco dopo il decollo. 155 vittime.
- 8 dicembre – Il volo United Airlines 553, un Boeing 737-222, si schianta dopo aver annullato l'atterraggio all'aeroporto Internazionale di Chicago Midway, Stati Uniti, provocando la morte di 43 persone a bordo e 2 a terra. In 17 sopravvivono.
- 20 dicembre – Nel disastro aereo di Chicago, un Douglas DC-9 di North Central Airlines e un Convair CV-880 di Delta Air Lines collidono quando il DC-9 colpisce il CV-880 durante la corsa di decollo. In totale ci sono dieci vittime e 17 feriti.
- 23 dicembre – Il volo Braathens SAFE 239, un Fokker F28, precipita ad Asker durante l'atterraggio all'Aeroporto di Oslo-Fornebu, Norvegia; 40 vittime.
- 29 dicembre – Il volo Eastern Air Lines 401, un Lockheed L-1011, si schianta nelle Everglades in Florida, Stati Uniti, provocando la morte di 101 dei 176 a bordo a causa della distrazione dei piloti che fanno scendere l'aereo sotto l'altitudine minima di sicurezza prefissata.
- 31 dicembre – Un Douglas DC-7 di American Express Leasing si schianta durante il decollo a causa di un guasto a uno dei motori. Cinque vittime.

## 1973
- 2 gennaio – Il volo Pacific Western Airlines 3801, un Boeing 707-321C, si schianta poco prima dell'atterraggio in Canada a causa di errori del primo ufficiale. Tutti i cinque a bordo muoiono nell'incidente.
- 21 gennaio – Il volo Aeroflot 6263, un Antonov An-24, precipita per cause sconosciute nella Russia sovietica. 39 vittime.
- 22 gennaio – Un Boeing 707 di Alia, in volo per conto di Nigeria Airways, si schianta mentre tenta di atterrare all'aeroporto internazionale di Kano, in Nigeria, uccidendo 176 dei 202 passeggeri e membri dell'equipaggio.
- 29 gennaio –
  - Il volo EgyptAir 741, un Ilyushin Il-18D, si schianta durante la fase di atterraggio. Perdono la vita tutti i 37 a bordo.
  - Il volo Aeroflot 145, un Tupolev Tu-124, si schianta contro una collina durante l'avvicinamento alla destinazione. In cinque muoiono nell'impatto, altri sei per ipotermia durante l'attesa dei soccorsi.
- 30 gennaio – Il volo Scandinavian Airlines System 370, un Douglas DC-9-20, esce di pista durante il decollo a causa di un falso allarme di stallo aerodinamico che induce i piloti ad abortire il decollo. Non ci sono vittime.
- 19 febbraio – Il volo Aeroflot 141, un Tupolev Tu-154, precipita per cause indeterminate vicino a Praga, in Repubblica Ceca. Il bilancio è di 66 vittime e 34 sopravvissuti.
- 21 febbraio – Il volo Libyan Arab Airlines 114, un Boeing 727, devia dalla rotta prevista e viene abbattuto da aerei da combattimento israeliani nella zona di guerra della Penisola del Sinai (oggi Egitto). Muoiono 108 persone delle 113 presenti a bordo.
- 24 febbraio – Il volo Aeroflot 630, un Ilyushin Il-18 decollato da Dušanbe, a causa di un errore dei piloti si schianta a Leninabad (oggi chiamata Khujand), in Tagikistan, uccidendo tutte le 79 persone a bordo.
- 28 febbraio – Uno Yakovlev Yak-40 di Aeroflot precipita poco dopo il decollo per cause mai determinate. Non ci sono sopravvissuti tra i 32 a bordo.
- 3 marzo – Il volo Balkan Bulgarian Airlines 307, un Ilyushin Il-18, precipita a causa della formazione di ghiaccio. 25 vittime.
- 5 marzo – Nella collisione aerea di Nantes, un Douglas DC-9-32 di Iberia e un Convair 990 Coronado di Spantax si scontrano a causa di errori del controllori di volo. Tutti gli occupanti del volo Iberia muoiono nell'incidente, tutti quelli del volo Spantax sopravvivono.
- 10 aprile – Il volo Invicta International Airlines 435, un Vickers Vanguard, effettua un volo controllato contro il suolo nelle montagne svizzere. 108 vittime, 36 feriti.
- 11 maggio – Il volo Aeroflot 6551, un Ilyushin Il-18, precipita dopo che i piloti ne perdono il controllo nel Kazakistan sovietico. Non ci sono sopravvissuti tra i 63 a bordo.
- 18 maggio – Il volo Aeroflot 109, un Tupolev Tu-104A, esplode in volo a causa di una bomba nella stiva. Muoiono in 81.
- 31 maggio – Il volo Indian Airlines 440, un Boeing 737-2A8, precipita a Nuova Delhi, India. Il bilancio è di 48 vittime e 17 sopravvissuti.
- 3 giugno – Un Tupolev Tu-144 precipita durante un volo dimostrativo all'airshow di Parigi. In totale ci sono 14 vittime.
- 20 giugno – Il volo Aeroméxico 229, un Douglas DC-9-15, precipita a Puerto Vallarta, in Messico. Non ci sono sopravvissuti.
- 30 giugno – Il volo Aeroflot 512, un Tupolev Tu-134, esce di pista durante il decollo per errore del pilota. In totale nove persone perdono la vita.
- 4 luglio – Un Ilyushin Il-14 di Aeroflot si schianta su un fianco di una montagna mentre è in rotta verso l'aeroporto di Shakhtersk. 18 vittime.
- 11 luglio – Il volo Varig 820, un Boeing 707, sviluppa un incendio a bordo e si schianta nei pressi di Parigi. Delle 134 persone, 123 perdono la vita.
- 22 luglio – Il volo Pan Am 816, un Boeing 707, precipita poco dopo il decollo da Tahiti, nella Polinesia Francese. C'è solo un sopravvissuto.
- 23 luglio –
  - Il volo Japan Air Lines 404, un Boeing 747, viene dirottato dopo il decollo dall'Aeroporto di Amsterdam-Schiphol. Un dirottatore viene ucciso e un commissario di bordo ferito dall'esplosione di una granata durante il dirottamento. Dopo diversi giorni, i passeggeri vengono liberati a Bengasi in Libia e l'aereo viene distrutto.
  - Il volo Ozark Air Lines 809, un Fairchild-Hiller FH-227, precipita a causa di un wind shear. 38 vittime, sei feriti.
- 31 luglio – Il volo Delta Air Lines 723, un Douglas DC-9, colpisce una diga marittima con il carrello di atterraggio principale durante l'avvicinamento finale all'Aeroporto Internazionale Generale Edward Lawrence Logan di Boston.
- 8 agosto – Il volo Aeroflot A-547, uno Yakovlev Yak-40, esce di pista durante il decollo a causa di un'avaria meccanica. Una vittima.
- 13 agosto – Il volo Aviaco 118, un Sud Aviation Caravelle in volo da Madrid a La Coruña precipita durante l'avvicinamento all'aeroporto. Perdono la vita 84 persone, solo una sopravvive.
- 18 agosto – Il volo Aeroflot 13, un Antonov An-24, subisce un guasto al motore e colpisce poco dopo dei tralicci. Sei 64 a bordo, solo 8 sopravvivono.
- 27 agosto – Un Lockheed L-188 Electra di Aerocondor si schianta sul lato di una montagna poco dopo il decollo a causa dei piloti che non seguono le corrette procedure di navigazione. Le vittime sono 42.
- 8 settembre – Il volo World Airways 802, un Douglas DC-8-63CF, effettua un volo controllato contro il suolo a causa di errori del pilota. Tutti i sei a bordo periscono nell'incidente.
- 11 settembre – Il volo JAT Airways 769, un Sud Aviation Caravelle, si schianta al suolo a causa del malfunzionamento del radar ed errori del controllore di volo. Nessuno sopravvive.
- 27 settembre – Il volo Texas International Airlines 655, un Convair 600, si schianta durante un temporale. 11 vittime, nessun sopravvissuto.
- 30 settembre – Il volo Aeroflot 3932, un Tupolev Tu-104, subisce un guasto al sistema elettrico seguito dal disorientamento spaziale dei piloti. Nessuno tra i 108 a bordo sopravvive all'impatto.
- 13 ottobre – Il volo Aeroflot 964, un altro Tupolev Tu-104, subisce un guasto al sistema elettrico seguito dal disorientamento spaziale dei piloti. 122 vittime.
- 23 ottobre – Il volo VASP 012, un NAMC YS-11, esce di pista durante il decollo a seguito di un guasto meccanico. Otto vittime.
- 2 novembre – Il volo Aeroflot 19, uno Yakovlev Yak-40, viene dirottato da quattro malviventi. Dopo l'atterraggio, due dirottatori vengono neutralizzati dalle forze armate.
- 3 novembre – Il volo National Airlines 27, un McDonnell Douglas DC-10-10 in rotta verso il New Mexico, Stati Uniti, subisce un guasto incontrollato al motore durante la fase di crociera a 39 000 piedi (12 000 m). Un passeggero viene parzialmente risucchiato all'esterno e perde la vita, i piloti riescono ad effettuare un atterraggio di emergenza.
- 16 dicembre – Il volo Aeroflot 2022, un Tupolev Tu-124, precipita dopo che i piloti ne perdono il controllo a seguito di un guasto agli orizzonti artificiali. Ci sono 51 vittime.
- 17 dicembre –
  - Il volo Pan Am 110, un Boeing 707, subisce un attentato da parte di militanti palestinesi mentre è fermo al gate all'aeroporto di Roma. Perdono la vita i membri dell'equipaggio e 29 passeggeri.
  - Il volo Iberia Airlines 933, un McDonnell Douglas DC-10-30, si schianta contro il sistema luminoso di avvicinamento dell'aeroporto Internazionale Generale Edward Lawrence Logan. Non ci sono vittime, in 13 rimangono feriti.
- 23 dicembre – Un Tupolev Tu-124 di Aeroflot subisce un incendio a bordo dopo la rottura delle linee di carburante a seguito di un guasto al motore. Non ci sono sopravvissuti.

## 1974
- 1º gennaio – Il volo Itavia 897, un Fokker F28-1000 precipita durante la fase finale di avvicinamento all'aeroporto di Torino-Caselle, causando 35 vittime tra i 38 passeggeri e 3 vittime tra i 4 membri dell'equipaggio.
- 6 gennaio – Il volo Commonwealth Commuter 317, un Beechcraft Model 99A, precipita a causa di errori dei piloti durante l'avvicinamento a Richland Township, Stati Uniti. Cinque persone sopravvivono.
- 26 gennaio – Il volo Turkish Airlines 301, un Fokker F28, precipita a causa della formazione di ghiaccio. Muoiono 66 dei 73 a bordo.
- 30 gennaio – Il volo Pan Am 806, un Boeing 707-321B, si schianta nelle Samoa Americane durante l'atterraggio a causa di errori dei piloti. Dei 101 occupanti, solo cinque riescono a uscire dai rottami.
- 3 marzo – Il volo Turkish Airlines 981, un McDonnell Douglas DC-10, precipita nella foresta di Ermenonville nell'Arrondissement di Senlis, in Francia, a causa dell'apertura del portellone di carico posteriore. Tutte le 346 persone a bordo perdono la vita.
- 13 marzo – Il volo Sierra Pacific Airlines 802, un Convair CV-440, precipita negli Stati Uniti per cause indeterminate. Le vittime sono 36.
- 15 marzo – Il volo Sterling Airways 901, un Sud Aviation Caravelle, subisce il collasso del carrello durante la fase di taxi dopo l'atterraggio e lo sfondamento del serbatoio di carburante che, incendiandosi, provoca la morte di 15 tra i 96 a bordo.
- 18 aprile – Il volo Court Line 95, un BAC One-Eleven, collide durante la corsa di decollo con un Piper PA-23 Aztec di McAlpine Aviation che invade la pista senza autorizzazione. Il pilota di quest'ultimo perisce nell'incidente.
- 22 aprile – Il volo Pan Am 812, un Boeing 707, subisce un'avaria della strumentazione seguita da un volo controllato contro il suolo a causa di errori dei piloti. Nessuno dei 107 a bordo sopravvive.
- 2 maggio – Il volo Aeroflot 1255, uno Yakovlev Yak-40, non riesce a decollare ed esce di pista. Una vittima.
- 23 maggio – Uno Yakovlev Yak-40 di Aeroflot si schianta a causa delle esalazioni di monossido di carbonio che rendono inabili i piloti. 29 vittime.
- 8 giugno – Il volo Aerolíneas TAO 514, un Vickers Viscount, precipita in Colombia dopo molteplici cedimenti strutturali. Muoiono tutti i 44 a bordo.
- 11 agosto – Un Ilyushin Il-18 di Air Mali si schianta dopo l'esaurimento del carburante causato da errori di navigazione. Le vittime sono 47 dei 60 a bordo.
- 8 settembre – il volo TWA 841, un Boeing 707, viene colpito da una bomba posta nel vano cargo. Il velivolo affonda nel Mar Ionio e tutte le 88 persone a bordo perdono la vita.
- 11 settembre – Il volo Eastern Air Lines 212, un DC-9, si schianta durante l'atterraggio a Charlotte, Carolina del Nord. Delle 82 persone a bordo 72 perdono la vita.
- 15 settembre – Il volo Air Vietnam 706 viene dirottato e precipita a Phan Rang, Vietnam; muoiono tutte le 75 persone a bordo.
- 30 ottobre – Il volo Panarctic Oils 416, un Lockheed L-188 Electra, precipita in Canada a causa di errori del comandante. Solo in due dei 34 a bordo sopravvivono.
- 20 novembre – Il volo Lufthansa 540, un Boeing 747, precipita poco dopo aver lasciato Nairobi, Kenya, a causa di un'errata configurazione di decollo; 59 delle 157 persone a bordo perdono la vita. È il primo incidente per la famiglia dei Boeing 747.
- 1º dicembre –
  - Il volo TWA 514, un Boeing 727 diretto all'aeroporto internazionale di Washington-Dulles precipita a Mount Weather nei pressi di Bluemont, in Virginia. Perdono la vita 85 passeggeri e 7 membri dell'equipaggio.
  - Il volo Northwest Airlines 6231, un Boeing 727-251, precipita a causa di errori dei piloti. Tutti e tre periscono nell'incidente.
- 4 dicembre –Il volo Martinair 138, un Douglas DC-8 tra Surabaya e Colombo, si schianta su una montagna nelle vicinanze dell'aeroporto in Sri Lanka; muoiono tutti i 191 a bordo dell'aereo.
- 14 dicembre – Uno Yakovlev Yak-40 di Aeroflot esce di pista durante il decollo a causa di un'avaria meccanica. Sette vittime tra i 19 a bordo.
- 22 dicembre – Il volo Avensa 358, un Douglas DC-9-14, subisce un guasto al motore con conseguente perdita di controllo cinque minuti dopo il decollo in Venezuela. Le vittime sono 75.

## 1975
- 9 gennaio – Nella collisione aerea di Whittier, un de Havilland Canada DHC-6 Twin Otter collide con un Cessna 150 privato. Non ci sono sopravvissuti.
- 30 gennaio – Il volo Turkish Airlines 345, un Fokker F28, ammara durante una manovra di riattaccata. Tutti i 42 a bordo periscono nell'incidente.
- 24 giugno – Il volo Eastern Air Lines 66, un Boeing 727, incontra un wind shear durante l'avvicinamento e colpisce il sistema luminoso di avvicinamento dell'aeroporto internazionale John F. Kennedy. Delle 124 persone a bordo, 113 perdono la vita.
- 15 luglio – Il volo Aeroflot E-15, uno Yakovlev Yak-40, si schianta su una montagna durante una riattaccata. 40 vittime.
- 3 agosto – Un Boeing 707 di Alia, durante un volo effettuato per conto di Royal Air Maroc, precipita a causa di errori dei piloti. Non ci sono sopravvissuti tra i 188 a bordo.
- 15 agosto – Uno Yakovlev Yak-40 di Aeroflot si schianta contro una collina durante l'avvicinamento in Turkmenistan a causa delle avverse condizioni meteorologiche. 23 vittime.
- 20 agosto – Il volo ČSA 540, un Ilyushin Il-62, si schianta durante l'avvicinamento a Damasco, in Siria. Solo in due sopravvivono.
- 30 agosto – Il volo Wien Air Alaska 99, un Fairchild F-27B, si schianta al suolo nella fitta nebbia a causa di errori dei piloti. Il bilancio è di dieci vittime e 22 feriti.
- 1º settembre – Il volo Interflug 1107, un Tupolev Tu-134, precipita provocando la morte di 27 dei 34 a bordo dell'aereo.
- 24 settembre – Il volo Garuda Indonesia 150, un Fokker F28, precipita durante la fase di avvicinamento in pessime condizioni meteorologiche. 26 vittime, 36 feriti.
- 30 settembre –
  - Il volo Malév 240, un Tupolev Tu-154, si schianta durante l'avvicinamento in Libano. Perdono la vita tutte le 60 persone a bordo.
  - Un Boeing 727 di Avianca si schianta durante un secondo avvicinamento in Colombia. Quattro vittime.
- 22 ottobre – Uno Yakovlev Yak-40 di Aeroflot si schianta durante l'atterraggio a causa della fitta nebbia. 11 vittime in totale.
- 23 ottobre – Il volo Connair 1263, un de Havilland DH.114 Heron, precipita durante l'avvicinamento all'aeroporto di Cairns, in Australia. Le vittime sono 11.
- 30 ottobre – Il volo Inex-Adria Aviopromet 450, un Douglas DC-9-32, effettua un volo controllato contro il suolo in Repubblica Ceca, provocando la morte di 75 persone e il ferimento di altre 45.

## 1976
- 1º gennaio – Il volo Middle East Airlines 438, un Boeing 720, precipita in Arabia Saudita a causa di una bomba che esplode nel compartimento dei bagagli anteriore. Le vittime sono 81.
- 3 gennaio – Il volo Aeroflot 2003, un Tupolev Tu-124V, precipita a causa dell'avaria della strumentazione di bordo. Ci sono 62 vittime.
- 15 gennaio – Un Douglas DC-4 di Taxi Aereo el Venado effettua un volo controllato contro il suolo vicino a Bogotà, in Colombia. Non ci sono sopravvissuti.
- 9 febbraio – Il volo Aeroflot 3739, un Tupolev Tu-104A, si schianta poco dopo il decollo. Il bilancio è di 24 vittime e 78 feriti.
- 6 marzo – Il volo Aeroflot 909, un Ilyushin Il-18E, subisce un guasto al sistema elettrico e precipita, provocando la morte di tutti i 111 a bordo.
- 5 aprile – Il volo Alaska Airlines 60, un Boeing 727, esce di pista e si schianta durante un tentativo fallito di riattaccata in Alaska. Una vittima.
- 14 aprile – Un Hawker Siddeley HS 748 di Yacimientos Petroliferos Fiscales precipita dopo il distacco di un'ala causato da un cedimento strutturale. 34 vittime.
- 27 aprile – Il volo American Airlines 625, un Boeing 727, precipita durante l'avvicinamento a St. Thomas nelle Isole Vergini, uccidendo 37 persone su 88 a bordo.
- 15 maggio – Il volo Aeroflot 1802, un Antonov An-24, precipita a causa di un guasto al timone. Nessuno sopravvive tra i 52 a bordo.
- 23 maggio – Il volo Philippine Airlines 116, un BAC One-Eleven, viene dirottato da 6 individui e costretto ad atterrare. Nell'assalto delle forze armate, muoiono 10 passeggeri e 3 dirottatori.
- 1º giugno – Il volo Aeroflot 418, un Tupolev Tu-154A, scompare dai radar per cause indeterminate. Tutti i 46 a bordo periscono nell'incidente.
- 4 giugno – Il volo Air Manila 702, un Lockheed L-188A Electra, subisce un guasto ai motori in Giappone con successivi errori dei piloti. Non ci sono sopravvissuti.
- 27 giugno – Il volo Air France 139, un Airbus A300, viene dirottato da Atene da due palestinesi e due tedeschi che lo dirigono in Libia e successivamente in Uganda dove i dirottatori si incontrano con le forze pro-palestinesi del governo di Idi Amin. Le truppe israeliane attaccano l'aeroporto durante l'Operazione Entebbe, uccidendo i dirottatori e soldati ugandesi.
- 28 luglio – Il volo ČSA 001, un Ilyushin Il-18, precipita nei pressi di Bratislava. Perdono la vita 76 persone.
- 15 agosto – Il volo SAETA 232, un Vickers Viscount 785D, scompare mentre è in rotta da Quito a Cuenca in Ecuador. Tutte le persone a bordo, 4 membri dell'equipaggio e 55 passeggeri, perdono la vita, ma il loro destino rimane oscuro per 26 anni, fino al 17 ottobre 2002, quando degli alpinisti ritrovano i resti sulla parete orientale del vulcano Chimborazo.
- 23 agosto – Il volo EgyptAir 321, un Boeing 737-200, viene dirottato e fatto atterrare all'aeroporto Internazionale di Luxor, in Egitto, dove i dirottatori vengono arrestati dalle forze speciali.
- 9 settembre – Nella collisione aerea di Anapa un Antonov An-24RV e uno Yakovlev Yak-40 entrambi di Aeroflot si scontrano, provocando in totale la morte di 70 persone.
- 10 settembre – Nella collisione aerea di Zagabria, due aerei, un Trident della British Airways e un DC-9 della Inex-Adria, si scontrano sopra Zagabria, in Jugoslavia. Perdono la vita tutte le 176 persone presenti sui due velivoli.
- 19 settembre – Il volo Turkish Airlines 452, un Boeing 727-2F2 operato dalla compagnia aerea turca Turkish Airlines, si schianta per un errore di valutazione del pilota su una collina nei dintorni di Senirce, nella provincia di Isparta in Turchia. Tutte le 154 persone a bordo perdono la vita: è l'incidente aereo più grave occorso sul suolo turco.[1]
- 6 ottobre – Il volo Cubana de Aviación 455, un Douglas DC-8, precipita nei pressi di Bridgetown nelle Barbados a seguito dell'esplosione di una bomba a bordo da parte di terroristi che si oppongono al regime di Castro. Tutte le 73 persone a bordo perdono la vita.
- 12 ottobre – Il volo Indian Airlines 171, un Sud Aviation Caravelle, prende fuoco sopra Mumbai durante la fase di volo a causa di un guasto al motore. Ci sono 95 vittime, nessuno sopravvive.
- 13 ottobre – Un Boeing 707 di Lloyd Aéreo Boliviano si schianta durante il decollo da Santa Cruz, in Bolivia, provocando la morte dei tre piloti e di altre 88 persone a terra. Altre 78 rimangono gravemente ferite.
- 23 novembre – Il volo Olympic Airways 830, un NAMC YS-11A, effettua un volo controllato contro il suolo a Servia, in Grecia. 50 persone perdono la vita.
- 28 novembre – Il volo Aeroflot 2415, un Tupolev Tu-104B, si schianta a causa dell'errata interpretazione degli orizzonti artificiali da parte dei piloti. Non ci sono sopravvissuti.
- 17 dicembre –
  - Il volo Aeroflot 36, un Antonov An-24, si schianta durante l'avvicinamento all'aeroporto di Kiev-Žuljany. Sopravvivono solo in 7.
  - Uno Yakovlev Yak-40 di Aeroflot precipita in Russia a causa di errori dei piloti. Non ci sono sopravvissuti.
- 25 dicembre – Il volo EgyptAir 864, un Boeing 707, precipita a causa di errori dei piloti. In totale ci sono 71 vittime.

## 1977
- 13 gennaio –
  - Il volo Aeroflot 3843, un Tupolev Tu-104B, subisce un guasto al motore sinistro con conseguente incendio. Non ci sono sopravvissuti.
  - Il volo JAL Cargo 1045, un Douglas DC-8-62AF, precipita per errore del pilota e pessime condizioni meteorologiche. Cinque vittime.
- 15 gennaio – Il volo Linjeflyg 618, un Vickers Viscount, precipita in Svezia a causa della formazione di ghiaccio. 22 persone perdono la vita.
- 15 febbraio – Il volo Aeroflot 5003, un Ilyushin Il-18V, precipita a causa di errori dei piloti. Il bilancio è di 77 vittime e 21 sopravvissuti.
- 17 marzo – Un Boeing 707 di British Airtours precipita durante un volo in cui veniva simulato un guasto a un motore durante il decollo. Tutti i 4 a bordo sopravvivono.
- 27 marzo – Nel Disastro di Tenerife, due Boeing 747, il volo KLM 4805 e il volo Pan Am 1736, si scontrano sulla pista a causa del pilota della compagnia olandese che comincia la corsa di decollo senza essere autorizzato dalla torre. Questo incidente è il più grave nella storia dell'aviazione commerciale e causa 583 vittime su un totale di 644 persone a bordo dei due velivoli. Rimane, a luglio 2023, il peggiore incidente aereo mai avvenuto.
- 30 marzo – Uno Yakovlev Yak-40 di Aeroflot impatta contro delle linee elettriche durante una riattaccata. Otto vittime.
- 4 aprile – Il volo Southern Airways 242, un Douglas DC-9, tenta un atterraggio di emergenza su un'autostrada nei pressi di New Hope, in Georgia, dopo un'avaria a entrambi i motori causata da una tempesta. Delle 85 persone a bordo, 62 perdono la vita, assieme a 8 persone a terra.
- 12 aprile – Il volo Delta Air Lines 1080, un Lockheed L-1011, subisce un guasto al timone ed effettua un atterraggio di emergenza a Los Angeles, Stati Uniti. Non ci sono vittime.
- 27 aprile – Un Convair CV-240 di Aviateca precipita a causa di un guasto meccanico dovuto a errori di manutenzione. Non ci furono vittime tra i 28 a bordo.
- 14 maggio – Un Boeing 707 di Dan-Air precipita per un guasto al timone causato da un errore di progettazione. 6 vittime.
- 27 maggio – Il volo Aeroflot 331, un Ilyushin Il-62M, si schianta a causa di errori del pilota. Solo in due sopravvivono.
- 21 settembre – Il volo Malev Hungarian Airlines 203, un Tupolev Tu-134, perde quota troppo velocemente durante l'avvicinamento a Bucarest e si schianta, provocando la morte di 29 dei 53 a bordo.
- 27 settembre – Il volo Japan Airlines 715, un Douglas DC-8, effettua un volo controllato contro il suolo. In 34 muoiono e in 45 sopravvivono.
- 28 settembre – Il volo Japan Airlines 472, un Douglas DC-8, viene dirottato dopo il decollo da Mumbai, India, da dirottatori appartenenti alla Japanese Red Army. I terroristi costringono l'aereo ad atterrare a Dacca in Bangladesh. Chiedono 6 milioni di dollari e il rilascio di nove compagni. Il governo giapponese acconsente alle richieste e tutti gli ostaggi vengono liberati.
- 13-18 ottobre – Il volo Lufthansa 181, un Boeing 737, viene dirottato da quattro palestinesi appartenenti al Fronte Popolare per la Liberazione della Palestina. Le forze speciali della polizia tedesca effettuano un assalto all'aereo, uccidendo tre dirottatori e catturando il quarto.
- 20 ottobre – Un Convair CV-300 di L & J Company precipita in Mississippi, Stati Uniti. Sei vittime.
- 19 novembre – Il volo TAP Air Portugal 425, un Boeing 727, fuoriesce dalla pista all'Aeroporto di Madeira. Perdono la vita 134 persone.
- 21 novembre – Il volo Austral Líneas Aéreas 9, un BAC One-Eleven, si schianta sul Cerro Pichileufú, Argentina, dopo che i piloti iniziano prematuramente la discesa. Dei 79 a bordo, muoiono in 46.
- 2 dicembre – Un Tupolev Tu-154 di Libyan Arab Airlines precipita dopo l'esaurimento del carburante. Ci sono 59 vittime.
- 4 dicembre – Il volo Malaysian Airlines System 653, un Boeing 737, viene dirottato in circostanze poco chiare; dopo qualche minuto l'aereo precipita in una palude nei pressi di Tanjung Kupang in Malaysia. Tutte le 100 persone a bordo perdono la vita.
- 13 dicembre – Il volo Air Indiana 216, un Douglas DC-3, precipita negli Stati Uniti. Non ci sono sopravvissuti.
- 17 dicembre – Il volo United Airlines 2860, un Douglas DC-8-54AF, effettua un volo controllato contro il suolo a causa di errori dei piloti e dei controllori di volo. Tutti i tre a bordo muoiono.
- 18 dicembre – Il volo SA de Transport Aérien 730, un Sud Aviation SE-210 Caravelle 10R, precipita in mare durante l'avvicinamento all'aeroporto di Madeira, uccidendo 36 persone.

## 1978
- 1º gennaio – Il volo Air India 855, un Boeing 747, precipita nel Mar Arabico a causa di un malfunzionamento della strumentazione e di errori del pilota. Nessuno tra i 213 passeggeri e i membri dell'equipaggio sopravvive.
- 10 febbraio – Il volo Columbia Pacific Airlines 23, un Beechcraft Model 99, precipita poco dopo il decollo a causa dell'errato assetto dello stabilizzatore orizzontale e di un centro di gravità vicino al limite. 17 vittime.
- 11 febbraio – Il volo Pacific Western Airlines 314, un Boeing 737-200, si schianta dopo un tentativo di riattaccata a causa di un'invasione di pista da parte di un veicolo per la rimozione della neve. Solo in sette sopravvivono.
- 1º marzo –
  - Il volo Continental Airlines 603, un McDonnell Douglas DC-10-10, subisce il collasso del carrello di atterraggio durante la corsa di decollo. In quattro periscono nell'incidente.
  - Un Fokker F28 di Nigeria Airways collide con un jet militare poco lontano dalla pista. Le vittime sono in totale 18.
- 3 marzo – Un Hawker Siddeley HS 748 di Línea Aeropostal Venezolana precipita poco dopo il decollo a causa di un'avaria della strumentazione. Muoiono tutti i 47 a bordo.
- 16 marzo – Un Tupolev Tu-134 di Balkan Bulgarian Airlines precipita in Bulgaria. 73 vittime.
- 20 aprile – Il volo Korean Air Lines 902, un Boeing 707, viene abbattuto da aerei da combattimento sovietici. L'aereo precipita nei pressi del confine tra l'Unione Sovietica e la Finlandia. Perdono la vita due persone.
- 8 maggio – Il volo National Airlines 193, un Boeing 727, a causa dell'errore del pilota in fase di avvicinamento a Pensacola (Florida) ammara nella Baia di Escambia. Tre passeggeri affogano nel tentativo di uscire dal velivolo.
- 19 maggio – Il volo Aeroflot 6709, un Tupolev Tu-154, precipita dopo l'esaurimento del carburante. 4 vittime, 27 feriti.
- 23 maggio – Un Tupolev Tu-144 precipita durante il volo di consegna ad Aeroflot dopo un incendio all'Auxiliary Power Unit. Entrambi i membri dell'equipaggio perdono la vita.
- 26 giugno –
  - Il volo Air Canada 189, un Douglas DC-9, si schianta durante il decollo a Toronto a causa del cedimento di uno pneumatico. Due passeggeri perdono la vita.
  - Il volo Helikopter Service 165, un Sikorsky S-61, subisce un cedimento strutturale sopra il Mare del Nord, in territorio norvegese. 18 vittime.
- 30 agosto – Il volo LOT Polish Airlines 165, un Tupolev Tu-134, viene dirottato. Non ci sono vittime ne feriti.
- 3 settembre – Il volo Air Rhodesia 825, da Kariba a Salisbury viene abbattuto da un missile terra-aria SA-7 Grail. Tutte le 59 persone a bordo perdono la vita.
- 25 settembre – Il volo Pacific Southwest Airlines 182, un Boeing 727, si scontra in volo con un Cessna 172 sopra San Diego in California. Tutte le 135 persone a bordo del 727, entrambi i piloti del Cessna e 7 persone a terra perdono la vita.
- 7 ottobre – Il volo Aeroflot 1080, uno Yakovlev Yak-40, subisce un guasto al motore durante il decollo. Tutti i 38 a bordo perdono la vita.
- 15 novembre – Il volo Icelandic Airlines 001, un Douglas DC-8, precipita durante l'avvicinamento a Katunayake, nello Sri Lanka per una sosta di rifornimento. Delle 264 persone a bordo, 184 perdono la vita.
- 23 dicembre – Il volo Alitalia 4128, un Douglas DC-9-32 tra l'aeroporto di Roma-Fiumicino e Palermo-Punta Raisi con 129 tra passeggeri e membri dell'equipaggio a bordo, ammara nel Mar Tirreno a circa 3 km a Nord dell'aeroporto, durante la fase di avvicinamento alla pista di atterraggio. Nell'impatto muoiono in 108.
- 28 dicembre – Il volo United Airlines 173, un Douglas DC-8, esaurisce il carburante nei pressi di Portland, Oregon. Delle 181 persone a bordo, dieci perdono la vita.

## 1979
- 30 gennaio – Il volo Varig 967, un Boeing 707-323C, scompare. Si presume che sia precipitato nell'Oceano Pacifico, seguito da tutti i sei a bordo.
- 12 febbraio – Il volo Air Rhodesia 827, un Vickers Viscount, viene abbattuto da un missile. Non ci sono sopravvissuti.
- 17 febbraio – Il volo Air New Zealand 4374, un Fokker F27, effettua un volo controllato contro il suolo dopo errori dei piloti. In due sopravvivono.
- 13 marzo – Il volo Alia Royal Jordanian 600, un Boeing 727-2D3, precipita durante l'atterraggio a causa di un wind shear. 45 vittime e 19 feriti.
- 17 marzo – Il volo Aeroflot 1691, un Tupolev Tu-104B, precipita vicino a Mosca, Russia. Il bilancio è di 58 vittime e 61 feriti.
- 22 marzo – Un Tupolev Tu-134 di Aeroflot, un volo per trasporto merci, esce di pista durante l'atterraggio in Lettonia dopo un avvicinamento non stabilizzato in pessime condizioni meteorologiche. Un solo membro dell'equipaggio sopravvive tra i cinque a bordo.
- 26 marzo – Un Ilyushin Il-18 di Interflug subisce un guasto a un motore durante il decollo ed esce di pista a Luanda, Angola. Nessun sopravvissuto.
- 29 marzo – Il volo Quebecair 255, un Fairchild F-27, subisce la separazione di un motore durante la fase di volo. Solo in sette sopravvivono.
- 4 aprile – Il volo TWA 841, un Boeing 727, si schianta dopo che i piloti ne perdono il controllo. Fortunatamente, non ci sono vittime, ma solo otto feriti.
- 25 maggio – Il volo American Airlines 191, un Douglas DC-10, precipita durante il decollo dall'aeroporto internazionale di Chicago-O'Hare dopo un cedimento meccanico; muoiono tutte le 271 persone a bordo e 2 persone a terra.
- 30 maggio – Il volo Downeast 46, un De Havilland Canada DHC-6 Twin Otter, precipita durante l'atterraggio. C'è solo un sopravvissuto.
- 17 giugno – Il volo Air New England 248, un De Havilland Canada DHC-6 Twin Otter, effettua un volo controllato contro il suolo negli Stati Uniti. Solo il pilota muore nell'incidente.
- 11 luglio – Un Fokker F28 di Garuda Indonesia impatta contro un vulcano durante l'atterraggio in Indonesia. Tutti i 61 a bordo periscono nello schianto.
- 24 luglio – Il volo Prinair 610, un de Havilland DH.114 Heron, non riesce a decollare a causa del centro di gravità troppo spostato. Le vittime sono otto.
- 26 luglio – Il volo Lufthansa 527, un Boeing 707-330C, si schianta su una montagna poco dopo il decollo da Rio de Janeiro, in Brasile. Tutti i tre a bordo muoiono nell'incidente.
- 31 luglio – Il volo Dan-Air 0034, un Hawker Siddeley HS 748, precipita a causa di errori di manutenzione. 17 vittime.
- 11 agosto – Nella collisione aerea di Dniprodzeržyns'k, due Tupolev Tu-134 si scontrano causando 178 vittime.
- 29 agosto – Il volo Aeroflot 5484, un Tupolev Tu-124V, subisce un cedimento strutturale durante la fase di volo. Non ci sono sopravvissuti.
- 14 settembre –
  - Il volo Aero Trasporti Italiani 12, un Douglas DC-9, scompare dai radar dei controllori di volo schiantandosi presso la cresta di un costone roccioso a circa 600 m s.l.m. quando si accinge a completare le manovre di avvicinamento all'aeroporto di Cagliari-Elmas. I 27 passeggeri e i 4 membri dell'equipaggio a bordo del velivolo perdono la vita.
  - Il volo Butler Aircraft Company 69, un Douglas DC-7, si schianta sul monte Surveyor mentre è in rotta verso Medford, Stati Uniti. Le vittime sono 12.
- 7 ottobre – Il volo Swissair 316, un Douglas DC-8-62, esce di pista dopo l'atterraggio a causa di errori dei piloti. Il bilancio è di 14 vittime e dieci feriti.
- 31 ottobre – Il volo Western Airlines 2605, un Douglas DC-10, colpisce un veicolo su una pista chiusa a Città del Messico. Si contano 72 vittime.
- 15 novembre – Il volo American Airlines 444, un Boeing 727, subisce un tentativo di attentato terroristico dopo che una bomba scoppia nella stiva. Il dirottatore viene arrestato, solo dodici persone rimangono ferite. Se la bomba avesse funzionato correttamente, nessuno sarebbe sopravvissuto.
- 26 novembre – Il volo Pakistan International Airlines 740, un Boeing 707, precipita dopo un incendio in cabina a Gedda, Arabia Saudita. Tutte le persone a bordo perdono la vita, 145 passeggeri e 11 membri dell'equipaggio.
- 28 novembre – Il volo Air New Zealand 901, un Douglas DC-10, colpisce il Monte Erebus, in Antartide. Tutte le 257 persone perdono la vita.
- 23 dicembre – Un Fokker F28 di Turkish Airlines effettua un volo controllato contro il suolo. In quattro sopravvivono.

## 1980
- 21 gennaio – Il volo Iran Air 291, un Boeing 727-86, precipita durante l'atterraggio. 128 persone perdono la vita nell'incidente.
- 21 febbraio – Il volo Advance Airlines 4210, un Beechcraft King Air 200, subisce un guasto al motore durante il decollo. Non ci sono sopravvissuti.
- 14 marzo – Il volo LOT Polish Airlines 7, un Ilyushin Il-62, precipita nei pressi di Varsavia, Polonia, dopo che la disintegrazione del propulsore numero 2 taglia le linee di controllo delle superfici di volo. Tutte le 87 persone presenti a bordo perdono la vita.
- 12 aprile – Il volo Transbrasil 303, un Boeing 727-27C, effettua un volo controllato contro il suolo dopo errori dei piloti. Solo in tre sopravvivono.
- 25 aprile – Il volo Dan-Air 1008, un Boeing 727-46, si schianta a causa di errori dei piloti e dei controllori di volo. 146 vittime.
- 27 aprile – Il volo Thai Airways 231, un Hawker Siddeley HS 748, precipita durante una tempesta. Il bilancio è di 44 vittime e nove feriti.
- 8 giugno – Uno Yakovlev Yak-40 di TAAG Angola Airlines si schianta per cause ignote mentre è in rotta verso Jamba. 19 vittime.
- 12 giugno – Uno Yakovlev Yak-40 di Aeroflot si schianta per errori dei piloti. 29 vittime.
- 20 giugno – Il volo Air Wisconsin 965, uno Swearingen SA226-TC Metro II, subisce lo spegnimento di entrambi i motori durante pessime condizioni meteorologiche. Solo in due sopravvivono.
- 27 giugno – Il volo Itavia 870, un Douglas DC-9, precipita in mare nei pressi di Ustica. La cause dell'incidente che ha disintegrato l'aereo sono tuttora sconosciute. Nessuna delle 81 persone a bordo sopravvive.
- 8 luglio – Il volo Aeroflot 4225, un Tupolev Tu-154B-2, precipita a causa di un wind shear. Tutti i 166 a bordo perdono la vita.
- 19 agosto – Il volo Saudia 163, un Lockheed L-1011 Tristar, atterra all'Aeroporto Internazionale di Riyad-King Khalid in Arabia Saudita a causa di un incendio a bordo. La successiva evacuazione dell'aereo subisce dei ritardi e tutte le 301 persone periscono tra le fiamme e il fumo.
- 26 agosto – Un Vickers Viscount di Bouraq Indonesia Airlines precipita in Indonesia dopo un cedimento strutturale causato dalla totale assenza di manutenzione. Le vittime sono 37.
- 19 novembre – Il volo Korean Air Lines 015, un Boeing 747-2B5B, effettua un volo controllato contro il suolo durante un tentativo di atterraggio a Seul, in Corea del Sud. Il bilancio è di 15 vittime e quattro feriti.
- 21 dicembre – Un Sud Aviation Caravelle di TAC Colombia precipita poco dopo il decollo a causa di un'esplosione, forse una bomba. Le vittime sono 70.
- 22 dicembre – Il volo Saudia 162, un Lockheed L-1011 TriStar, subisce una rapida decompressione dovuta a un guasto meccanico. In due muoiono, in sette rimangono feriti.

## 1981
- 28 marzo – Il volo Garuda Indonesia 206, un Douglas DC-9, viene dirottato da alcuni islamisti e costretto ad atterrare a Bangkok, in Thailandia. Cinque persone perdono la vita.
- 2 maggio – Il volo Aer Lingus 164, un Boeing 737-200, viene dirottato e costretto ad atterrare a Londra, Regno Unito. Non ci sono vittime, il criminale viene arrestato.
- 7 maggio – Il volo Austral Líneas Aéreas 901, un BAC One-Eleven, precipita nel maltempo a causa di errori dei piloti. 31 vittime.
- 14 giugno – Il volo Aeroflot 498, un Ilyushin Il-14M, si schianta durante l'atterraggio in Russia. Non ci sono sopravvissuti.
- 26 giugno – Il volo Dan-Air 240, un Hawker Siddeley HS 748, subisce una rapida decompressione a causa dell'apertura in volo di una porta. Tutti i tre a bordo periscono nell'incidente.
- 20 luglio – Il volo Somali Airlines 40, un Fokker F27, subisce un cedimento strutturale a causa di forti turbolenze. Ci sono 50 vittime.
- 27 luglio – Il volo Aeroméxico 230, un Douglas DC-9-32, esce di pista a causa del maltempo. Il bilancio è di 32 vittime e 34 feriti.
- 19 agosto – Il volo Indian Airlines 557, un Hawker Siddeley HS 748, esce di pista durante il maltempo. Non ci sono vittime.
- 22 agosto – Il volo Far Eastern Air Transport 103, un Boeing 737-200, si disintegra durante il volo e precipita nei pressi di Taipei, Taiwan, a causa della corrosione nella struttura della fusoliera che ha generato una decompressione esplosiva. Tutte le 110 persone a bordo perdono la vita.
- 24 agosto – Il volo Aeroflot 811, un Antonov An-24RV, collide con un Tupolev Tu-16K della Soviet Air Force. C'è solo un sopravvissuto.
- 26 agosto – Il volo Aeropesca Colombia 221, un Vickers Viscount 745D, effettua un volo controllato contro il suolo. Ci sono 50 vittime.
- 29 agosto – Uno Yakovlev Yak-40 di Aeroflot precipita in condizioni meteorologiche avverse durante l'avvicinamento. Tre vittime.
- 18 settembre Il volo Aeroflot 652, uno Yakovlev Yak-40, collide con un Mil Mi-8 durante l'avvicinamento in Russia. 40 vittime in totale.
- 22 settembre – Il volo Eastern Air Lines 935, un Lockheed L-1011 TriStar, subisce un guasto incontrollato a un motore che porta alla perdita di numerosi sistemi di bordo. I piloti riescono a effettuare un atterraggio di emergenza, non ci sono vittime.
- 29 settembre – Il volo Indian Airlines 423, un Boeing 737-200, viene dirottato da alcuni estremisti. I criminali vengono arrestati, non ci sono vittime.
- 6 ottobre – Il volo NLM Cityhopper 431, un Fokker F28, viene distrutto da un tornado nei pressi di Rotterdam; muoiono tutte le 17 persone a bordo.
- 8 novembre – Il volo Aeroméxico 110, un Douglas DC-9-30, si schianta poco dopo il decollo contro una montagna per errori dei piloti. Nessuno sopravvive dei 18 a bordo.
- 16 novembre – Il volo Aeroflot 3603, un Tupolev Tu-154, precipita a causa di errori del pilota, provocando la morte tutti 99 occupanti. In 68 sopravvivono.
- 1º dicembre – Il volo Inex-Adria Aviopromet 1308, un McDonnell Douglas MD-81, precipita nelle montagne durante l'avvicinamento all'Aeroporto di Ajaccio-Campo dell'Oro, in Corsica. Tutte le 180 persone a bordo perdono la vita.

## 1982
- 7 gennaio – Il volo Aeroflot G-96, un Let L 410, si schianta su una collina a causa di errori dei piloti. 18 vittime.
- 13 gennaio – Il volo Air Florida 90, un Boeing 737, precipita nel fiume Potomac dopo il decollo dall'Aeroporto di Washington-Ronald Reagan. Solo cinque persone a bordo riescono a uscire dalle acque ghiacciate tra le 78 presenti a bordo. Anche 4 persone a terra perdono la vita.
- 23 gennaio – Il volo World Airways 30, un McDonnell Douglas DC-10, esce di pista a Boston (Massachusetts). Nell'impatto due passeggeri vengono eiettati fuori dal velivolo. I loro corpi non verranno mai ritrovati.
- 9 febbraio – Il volo Japan Airlines 350, un McDonnell Douglas DC-8-61, si schianta durante l'avvicinamento all'Aeroporto di Tokyo-Haneda. Perdono la vita 24 passeggeri, su un totale di 174 persone a bordo.
- 11 marzo – Il volo Widerøe 933, un De Havilland Canada DHC-6 Twin Otter, ammara nel Mare di Barents vicino a Mehamn, uccidendo tutte le 15 persone a bordo.
- 20 marzo – Un Fokker F28 di Garuda Indonesia esce di pista dell'aeroporto Radin Inten II di Bandar Lampung, in Indonesia, durante cattive condizioni meteorologiche. Tutte le 27 persone a bordo perdono la vita nell'incendio del velivolo.
- 26 marzo – Il volo Aeropesca Colombia 217, un Vickers Viscount 745D, precipita in Colombia. Ci sono 21 vittime.
- 26 aprile – Il volo CAAC Airlines 3303, un Hawker Siddeley Trident, effettua un volo controllato contro il suolo. 112 persone perdono la vita.
- 9 maggio – Un De Havilland Canada Dash 7 di Alyemda precipita nello Yemen durante l'avvicinamento. Dei 49 a bordo, muoiono in 23.
- 8 giugno – Il volo VASP 168, un Boeing 727, precipita sul fianco di una collina in Brasile, uccidendo tutte le 137 persone a bordo.
- 12 giugno – Un Fairchild F-27 di TABA si scontra con un ostacolo durante l'atterraggio in condizioni meteorologiche avverse. 44 vittime.
- 21 giugno – Il volo Air India 403, un Boeing 707-437, precipita a causa di errori dei piloti. Il bilancio è di 17 vittime e 94 sopravvissuti.
- 24 giugno – Il volo British Airways 9, un Boeing 747-200, vola attraverso una nube di cenere vulcanica a sud dell'isola di Giava. Tutti i quattro motori si spengono e l'aereo comincia a planare. L'equipaggio riesce a farli riavviare, ed effettua un atterraggio in sicurezza.
- 28 giugno – Il volo Aeroflot 8641, uno Yakovlev Yak-42, subisce un cedimento strutturale dovuto a fatica del metallo e difetti di progettazione. Ci sono 132 vittime.
- 6 luglio – Il volo Aeroflot 411, un Ilyushin Il-62, precipita dopo il decollo dall'Aeroporto di Mosca-Šeremet'evo. Tutte le 90 persone a bordo muoiono.
- 9 luglio – Il volo Pan Am 759, un Boeing 727, si schianta al suolo nei pressi di Kenner, Louisiana, poco dopo il decollo. Tutte le 145 persone a bordo del velivolo e 8 persone a terra perdono la vita.
- 11 agosto – Il volo Pan Am 830, un Boeing 747-121, effettua un atterraggio di emergenza a Honolulu, Hawaii, a causa dello scoppio di una bomba che provoca una vittima. Altre sedici persone rimangono ferite.
- 14 agosto – Il volo Aeroflot G-73, un Let L 410, collide con un Tupolev Tu-134 sulla pista dell'aeroporto Sukhumi-Babusheri, in Georgia. Tutti gli 11 a bordo del piccolo velivolo muoiono.
- 26 agosto – Il volo Southwest Air Lines 611 esce di pista durante l'atterraggio all'aeroporto di Ishigaki per errore del pilota. 67 feriti.
- 1 settembre – Un DHC-4 Caribou di Aerocondor precipita a causa del disorientamento spaziale dei piloti in pessime condizioni meteorologiche. 44 vittime, nessun sopravvissuto.
- 13 settembre – Il volo Spantax 995, un McDonnell Douglas DC-10-30CF, viene distrutto da un incendio dopo l'annullamento del decollo dall'aeroporto di Malaga, in Spagna. Perdono la vita 50 persone, su 393 imbarcate, oltre a 3 vittime a terra.
- 29 settembre – Il volo Aeroflot 343, un Ilyushin Il-62M, esce di pista all'aeroporto del Lussemburgo. Ci sono sette vittime e 70 feriti.
- 9 dicembre – Il volo Aeronor 304, un Fairchild F-27, subisce un guasto al motore poco prima dell'atterraggio al La Florida Airport, nel Nord del Cile. Non ci sono sopravvissuti.
- 24 dicembre – Il volo CAAC Airlines 2311, un Ilyushin Il-18B, viene distrutto da un incendio poco dopo l'atterraggio. Il bilancio è di 25 vittime e 26 feriti.

## 1983
- 11 gennaio – Il volo United Airlines 2885, un Douglas DC-8-54F, si schianta poco dopo il decollo a causa di errori dei piloti. Tutti i tre a bordo perdono la vita.
- 16 gennaio – Il volo Turkish Airlines 158, un Boeing 727-2F2, esce di pista in condizioni meteorologiche pessime. Il bilancio è di 47 vittime e venti feriti.
- 11 marzo – Il volo Avensa 007 precipita a causa del maltempo e di un errore commesso dal pilota, causando la morte di 23 persone.
- 19 aprile – Il volo Aeroflot E-46, uno Yakovlev Yak-40, si schianta sul fianco di una montagna a causa di errori dei piloti. Non ci sono sopravvissuti.
- 5 maggio –
  - Il volo CAAC Airlines 296, un Hawker Siddeley Trident 2E, viene dirottato da sei persone. Seguono negoziazioni tra i criminali e i governi cinese e sud coreano. Non ci sono vittime.
  - Il volo Eastern Air Lines 855, un Lockheed L-1011 TriStar, perde tutti e tre i motori a causa della manutenzione inadeguata. I piloti riescono a effettuare un atterraggio di emergenza e nessuno perde la vita.
- 2 giugno – Il volo Air Canada 797, un Douglas DC-9, prende fuoco mentre sta volando sopra il Kentucky. Il fumo uccide 23 dei 46 passeggeri presenti a bordo, anche se l'equipaggio riesce ad atterrare a Cincinnati, nell'Ohio.
- 8 giugno – Il volo Reeve Aleutian Airways 8, un Lockheed L-188 Electra, subisce una rapida decompressione a causa del distaccamento di un'elica e del suo impatto con la fusoliera. Non ci sono vittime ne feriti.
- 1º luglio – Un Ilyushin Il-62 di Chosonminhang effettua un volo controllato contro il suolo a causa di errori dei piloti. Ci sono 23 vittime.
- 11 luglio – Un Boeing 737 di TAME precipita in Ecuador a causa di errori dei piloti. Tutti i 119 a bordo perdono la vita.
- 16 luglio – Un Sikorsky S-61 di British Airways precipita in condizioni di scarsa visibilità. Il bilancio è di 20 vittime e 6 feriti.
- 23 luglio – Il volo Air Canada 143 "Gimli Glider", un Boeing 767, esaurisce il carburante mentre si trova in volo sopra Manitoba, a causa di un errore di calcolo nel rifornimento. L'equipaggio riesce a far planare l'aereo e atterrare nella base aerea dismessa a Gimli, Manitoba. L'aereo viene successivamente soprannominato "Gimli Glider" ("L'aliante di Gimli").
- 30 agosto – Il volo Aeroflot 5463, un Tupolev Tu-134A, effettua un volo controllato contro il suolo. Non ci sono sopravvissuti.
- 1º settembre – Il volo Korean Air 007, un Boeing 747-200, viene abbattuto da aerei da combattimento sovietici nei pressi di Sachalin per aver violato lo spazio aereo sovietico. Tutte le 269 persone a bordo perdono la vita.
- 14 settembre – Nel disastro aereo di Guilin un Hawker Siddeley Trident dell'Amministrazione dell'aviazione civile della Cina si scontra con un Ilyushin Il-28 della Zhongguo Renmin Jiefangjun Kongjun. Il bilancio è di 11 vittime e 21 feriti.
- 23 settembre – Il volo Gulf Air 771, un Boeing 737-200, precipita nei pressi di Mina Jebel Ali, negli Emirati Arabi Uniti, a causa della detonazione di una bomba. L'attentato viene attribuito all'organizzazione di Abu Nidal. Tutte le 117 persone a bordo periscono.
- 11 ottobre – Il volo Air Illinois 710, un Hawker Siddeley HS 748, subisce un guasto elettrico con successivi errori dei piloti. Ci sono dieci vittime.
- 8 novembre – Il volo TAAG Angola Airlines 462, un Boeing 737-200, viene abbattuto da un missile terra-aria. Non ci sono sopravvissuti tra i 130 a bordo.
- 18 novembre – Il volo Aeroflot 6833, un Tupolev Tu-134A, subisce un tentativo di dirottamento. Otto persone perdono la vita.
- 27 novembre– Il volo Avianca 011, un Boeing 747, colpisce una collina a causa di un errore di navigazione mentre è in procinto di atterrare a Madrid, in Spagna. Delle 192 persone a bordo solo 11 sopravvivono.
- 28 novembre – Un Fokker F28 di Nigeria Airways effettua un volo controllato contro il suolo durante l'avvicinamento in Nigeria. 53 vittime.
- 7 dicembre – Nel disastro aereo di Madrid, il volo Iberia 350, un Boeing 727 in partenza per Roma, durante il rullaggio nella nebbia sulla pista dell'aeroporto, entra in collisione con il volo Aviaco 134, un Douglas DC-9 in decollo verso Santander. Tutti illesi a bordo del 727, mentre perdono la vita tutte le 85 persone imbarcate sul DC-9.
- 14 dicembre – Un Boeing 707 di TAMPA subisce un guasto a due motori durante il decollo da Medellín, in Colombia, ed esce di pista. Oltre ai tre a bordo, muoiono altre 22 persone.
- 18 dicembre – Il volo Malaysian Airline System 684, un Airbus A300B4-120, effettua un volo controllato contro il suolo a causa di errori del pilota durante il maltempo. Tutti sopravvivono.
- 20 dicembre – Il volo Ozark Air Lines 650, un Douglas DC-9-31, collide con un veicolo durante l'atterraggio. L'aereo prende fuoco, il conducente del mezzo perde la vita e a bordo due persone rimangono ferite.
- 24 dicembre – Il volo Aeroflot 601, un Antonov An-24RV, precipita per errori dei piloti. Solo in cinque sopravvivono.

## 1984
- 10 gennaio – Un Tupolev Tu-134 di Balkan Bulgarian Airlines precipita in una foresta vicino a Sofia, Bulgaria, durante una tempesta di neve; tutte le 50 persone a bordo muoiono.
- 28 febbraio – Il volo Scandinavian Airlines System 901, un McDonnell Douglas DC-10-30, esce di pista a causa di errori del pilota durante l'atterraggio all'aeroporto Internazionale John F. Kennedy di New York. Dodici persone rimangono ferite.
- 22 marzo – Il volo Pacific Western Airlines 501, un Boeing 737-200, subisce un catastrofico cedimento meccanico durante il decollo da Calgary, in Canada. Tutti gli occupanti evacuano in sicurezza, ma l'aereo viene completamente distrutto dal fuoco.
- 5 agosto – Un Fokker F27 di Biman Bangladesh Airlines effettua un volo controllato contro il suolo durante il maltempo. 49 persone perdono la vita.
- 24 agosto – Il volo Wings West Airlines 628, un Beechcraft Model 99, collide con un Rockwell Commander 112 privato. Non ci sono sopravvissuti, il totale è di 17 vittime.
- 30 agosto – Il volo Cameroon Airlines 786, un Boeing 737-200 con 109 passeggeri e 7 membri dell'equipaggio a bordo, subisce un guasto con successivo incendio a un motore durante la fase di rullaggio, prima del decollo da Douala, in Camerun; due persone muoiono nelle fiamme.
- 18 settembre – Il volo Aeroservicios Ecuatorianos 767-103, un Douglas DC-8-55F, non riesce a decollare dall'aeroporto Internazionale Mariscal Sucre, in Ecuador. In totale 53 persone perdono la vita.
- 11 ottobre - Il volo Aeroflot 3352, un Tupolev Tu-154B-1, si schianta durante l'atterraggio all'aeroporto di Tsentralny, presso Omsk, in Russia. 174 passeggeri e quattro persone a terra muoiono nel disastro.
- 6 dicembre - Il volo PBA 1039, un Embraer EMB 110 Bandeirante con 13 persone a bordo, si schianta al decollo da Jacksonville, Florida; non ci sono sopravvissuti.
- 23 dicembre – Il volo Aeroflot 3519, un Tupolev Tu-154B-2, subisce un guasto al motore e un successivo incendio poco dopo il decollo dal Krasnoyarsk Airport, in Russia. Ci sono 110 vittime, solo una persona sopravvive.

## 1985
- 1º gennaio – Il volo Eastern Air Lines 980, un Boeing 727, impatta contro il Monte Illimani, in Bolivia. Tutte le 29 persone a bordo rimangono uccise.
- 21 gennaio – Il volo Galaxy Airlines 203, un Lockheed L-188 Electra, precipita a Reno (Nevada) nel tentativo di ritornare all'aeroporto per verificare degli strani rumori, uccidendo 70 delle 71 persone a bordo. Viene scoperto in seguito che una porta non era stata chiusa correttamente.
- 23 gennaio – Il volo ACES 052, un de Havilland Canada DHC-6 Twin Otter, precipita in una tempesta in Colombia. 23 vittime.
- 1º febbraio – Il volo Aeroflot 7841, un Tupolev Tu-134A, subisce un guasto a entrambi i motori a causa di ingestione di ghiaccio. Il bilancio è di 58 vittime e 22 sopravvissuti.
- 19 febbraio –
  - Il volo Iberia 610, un Boeing 727, si schianta contro il monte Oiz nella nebbia, vicino a Bilbao, in Spagna, dopo aver colpito l'antenna in cima alla montagna alta 1024 metri. Tutte le 148 persone a bordo perdono la vita.
  - Il volo China Airlines 006, un Boeing 747SP, soffre lo spegnimento di un motore al largo della California e precipita per 30 000 piedi prima che i piloti ne riprendano il controllo per poi atterrare a San Francisco.
- 28 marzo – Un Fokker F28 di SATENA si schianta sul fianco di una montagna in Colombia durante l'avvicinamento nella nebbia. 46 vittime.
- 15 aprile – Un Boeing 737 di Thai Airways si schianta contro una montagna durante l'avvicinamento dopo un guasto ad entrambi i motori. Non sopravvive nessuno degli undici a bordo.
- 3 maggio – Nella collisione aerea di Zoločiv, un Tupolev Tu-134 di Aeroflot collide con un Antonov An-26 della Soviet Air Force. Non ci sono superstiti.
- 14 giugno – Il volo TWA 847, un Boeing 727, viene dirottato da militanti Libanesi. Un passeggero viene ucciso nelle trattative, durate tre giorni.
- 21 giugno – Il volo Braathens SAFE 139, un Boeing 737-205, viene dirottato mentre è in viaggio verso Oslo, Norvegia. Non ci sono vittime ne feriti.
- 23 giugno – Il volo Air India 182, un Boeing 747, viene fatto esplodere dagli estremisti dello Sikh. Si schianta nell'oceano vicino all'Irlanda; muoiono tutte le 329 persone a bordo.
- 10 luglio – Il volo Aeroflot 7425, un Tupolev Tu-154B, stalla all'altitudine di crociera di 38 000 piedi (12 000 m) ed entra in una spirale incontrollabile; muoiono tutte le 200 persone sull'aereo.
- 2 agosto – Il volo Delta Air Lines 191, un Lockheed Tristar, si schianta durante l'approccio all'Aeroporto Internazionale di Dallas-Fort Worth a causa di un wind shear provocato da un improvviso temporale. Delle 163 persone a bordo, 29 sopravvivono.
- 12 agosto – Il volo Japan Airlines 123, un Boeing 747, si schianta contro il Monte Osutaka dopo la catastrofica rottura del piano orizzontale che distrugge tutte le linee idrauliche e rende il velivolo incontrollabile. 520 delle 524 persone a bordo muoiono. A gennaio 2022 rimane il peggiore incidente nella storia coinvolgente un singolo aereo.
- 22 agosto – Il volo British Airtours 28M, un Boeing 737-200, abortisce il decollo da Manchester, Regno Unito a causa di un incendio ad un motore. Mentre 63 fra passeggeri ed equipaggio si mettono in salvo, 53 rimangono uccisi, soprattutto a causa dell'inalazione di fumo.
- 25 agosto – Il volo Bar Harbor Airlines 1808, un Beech 99, si schianta vicino a Auburn (Maine) uccidendo le otto persone a bordo, fra le quali Samantha Smith e suo padre.
- 4 settembre – Un Antonov An-26 di Bakhtar Afghan Airlines viene abbattuto da un missile terra-aria durante l'avvicinamento all'aeroporto di Farah. Non ci sono sopravvissuti tra i 52 occupanti.
- 6 settembre – Il volo Midwest Express Airlines 105, un Douglas DC-9, si schianta dopo il decollo da Milwaukee, Wisconsin, a causa del guasto a un motore e di errori del pilota. Tutte le 31 persone a bordo rimangono uccise nell'incidente.
- 23 settembre – Il volo Henson Airlines 1517, un Beech 99, effettua un volo controllato a causa di errori dei piloti. Non ci sono sopravvissuti tra i 14 a bordo.
- 11 ottobre – Uno Yakovlev Yak-40 di Aeroflot si schianta sul fianco di una montagna mentre si trova in un circuito di attesa. 14 vittime.
- 23 novembre – Il volo EgyptAir 648, un Boeing 737, viene dirottato da militanti Palestinesi. Forze speciali egiziane assaltano il velivolo sull'isola di Malta. L'incidente causa la morte di 58 dei 90 passeggeri, mentre solamente un terrorista sopravvive.
- 12 dicembre – Il volo Arrow Air 1285, un Douglas DC-8, precipita dopo il decollo dall'Aeroporto Internazionale di Gander, provocando la morte dei 256 passeggeri ed equipaggio a bordo. È il peggiore disastro aereo in Canada; la causa è uno stallo probabilmente provocato dal ghiaccio sulle ali.

## 1986
- 18 gennaio – Un Sud Aviation Caravelle di Aerovías effettua un volo controllato contro il suolo in Guatemala per cause indeterminate. Tutti i 93 a bordo perdono la vita.
- 28 gennaio – Un Boeing 737 di VASP inizia la corsa di decollo da una taxiway. Quando i piloti se ne accorgono è troppo tardi; l'aereo esce dalla pista e finisce contro una collinetta. Un passeggero perde la vita.
- 16 febbraio – Il volo China Airlines 2265, un Boeing 737-200, precipita nell'Oceano Pacifico durante una riattaccata. Nessuno dei 13 a bordo sopravvive.
- 31 marzo – Il volo Mexicana 940, un Boeing 727, impatta contro delle colline vicino a Santiago Maravatío, Messico. Tutte le 167 persone a bordo periscono nell'incidente.
- 2 aprile – Il volo TWA 840, un Boeing 727, subisce delle esplosioni a causa di bombe introdotte da terroristi Palestinesi, che uccidono quattro dei 121 occupanti. L'aereo riesce ad atterrare ad Atene.
- 3 maggio –
  - Il volo Air Lanka 512, un Lockheed L-1011 TriStar, viene distrutto da una bomba nello Sri Lanka. Il bilancio è di 21 vittime e 41 feriti.
  - Il volo China Airlines 334, un Boeing 747-200F, viene dirottato. Il criminale viene arrestato dopo un atterraggio di emergenza senza vittime ne feriti.
- 18 giugno – Il volo Grand Canyon Airlines 6, un DHC-6 Twin Otter, si schianta contro un Bell 206 della Helitech. In totale 25 persone perdono la vita.
- 22 giugno – Un Tupolev Tu-134 di Aeroflot finisce la corsa di decollo lungo un pendio dopo un guasto al motore. Un passeggero perde la vita per un infarto.
- 2 luglio – Il volo Aeroflot 2306, un Tupolev Tu-134AK, subisce un incendio a bordo durante la fase di volo. 38 persone sopravvivono.
- 3 agosto – Il volo LIAT 319, un de Havilland Canada DHC-6 Twin Otter, precipita in mare in condizioni di maltempo. Non ci sono sopravvissuti.
- 16 agosto – Un Fokker F27 di Sudan Airways viene abbattuto poco dopo il decollo dall'Esercito di Liberazione del Popolo del Sudan. 60 vittime.
- 31 agosto – Il volo Aeroméxico 498, un DC-9, subisce una collisione aerea con un Piper Cherokee sopra Los Angeles, provocando la morte di tutte le 67 persone presenti sui due aeroplani e di 15 persone a terra.
- 5 settembre – Il volo Pan Am 73, un Boeing 747-100, viene assaltato a terra all'aeroporto Internazionale Jinnah a Karachi, Pakistan, da terroristi Palestinesi. Circa venti fra passeggeri ed equipaggio muoiono durante scontri a fuoco sull'aeromobile.
- 14 ottobre – Il volo Aeroflot 763, un Let L 410, subisce un guasto al motore durante il decollo e non riesce a prendere quota. Non ci sono sopravvissuti tra i 14 a bordo.
- 20 ottobre – Il volo Aeroflot 6502, un Tupolev Tu-134A, precipita a causa di errori dei piloti durante l'avvicinamento all'aeroporto di Kuibyshev, provocando la morte di 70 occupanti.
- 26 ottobre – A bordo del volo Thai Airways International 620, un Airbus A300, esplode una granata posta nel bagno in fondo alla cabina. In 62 rimangono feriti, non ci sono vittime e i piloti compiono un atterraggio di emergenza.
- 12 dicembre – Il volo Aeroflot 892, un Tupolev Tu-134A, effettua un volo controllato contro il suolo a causa di errori di comprensione linguistica tra i piloti. Il bilancio è di 72 vittime e 10 sopravvissuti.
- 25 dicembre – Il volo Iraqi Airways 163, un Boeing 737, viene dirottato da militanti di Hezbollah mentre si trova in viaggio verso Amman, Giordania. Una sparatoria con le forze di sicurezza causa lo schianto dell'aereo e la morte di 63 delle 106 persone a bordo.

## 1987
- 3 gennaio – Il volo Varig 797, un Boeing 707-320C, precipita durante la fase di atterraggio. Solo una persona sopravvive.
- 15 gennaio – Il volo Skywest Airlines 1834, uno Swearingen SA226-TC Metro II, collide contro un Mooney M-20 privato. Tutti i dieci occupanti di entrambi i velivoli perdono la vita.
- 16 gennaio – Il volo Aeroflot 505, uno Yakovlev Yak-40, subisce una forte turbolenza a cielo sereno e precipita. Non ci sono sopravvissuti.
- 4 marzo – Il volo Northwest Airlink 2268, un CASA C-212, precipita negli Stati Uniti d'America a causa di errori dei piloti. Il bilancio è di nove vittime e 20 feriti.
- 4 aprile – Il volo Garuda Indonesia 035, un Douglas DC-9-32, si schianta in Indonesia durante la fase di avvicinamento a causa del maltempo. 23 vittime, 22 feriti.
- 13 aprile – Il volo Burlington Air Express 721, un Boeing 707, si schianta durante l'avvicinamento a Kansas City, Stati Uniti, per errori dei piloti. Non ci sono superstiti tra i quattro a bordo.
- 8 maggio – Il volo American Eagle 5452, un CASA C-212, precipita a causa di errori dei piloti e manutenzione inadeguata vicino a Mayagüez, Puerto Rico. In quattro sopravvivono.
- 9 maggio – Il volo LOT Polish Airlines 5055, un Ilyushin Il-62M, precipita vicino a Varsavia durante l'atterraggio per il cedimento di un motore e un incendio a bordo. Periscono tutte le 183 persone a bordo.
- 19 maggio – Il volo Air New Zealand 24, un Boeing 747-200, viene dirottato all'aeroporto Internazionale di Nadi, dove un uomo sale a bordo con dell'esplosivo. I piloti, dopo averlo disarmato, lo consegnano alle forze di polizia.
- 19 giugno – Il volo Aeroflot 528, uno Yakovlev Yak-40, esce di pista durante l'atterraggio a causa di errori dei piloti. Ci sono otto vittime.
- 27 giugno – Il volo Philippine Airlines 206, un Hawker Siddeley HS 748, si schianta sul Monte Ugo, nella Provincia di Benguet, durante la fase finale di avvicinamento all'aeroporto Loakan presso Baguio City a causa della scarsa visibilità; tutte le 50 persone presenti a bordo muoiono.
- 16 agosto – Il volo Northwest Airlines 255, un MD-82, si schianta durante il decollo dall'Aeroporto di Detroit a Romulus, Michigan, 25 miglia ad ovest di Detroit, per un errore del pilota. Delle 155 persone a bordo l'unica a sopravvivere è Cecelia Cichan, una bambina di 4 anni.
- 31 agosto – Il volo Thai Airways 365, un Boeing 737, si schianta nell'oceano al largo della Thailandia per un errore del pilota. Tutte le 83 persone a bordo muoiono.
- 21 agosto – Durante un volo di addestramento, un Airbus A300 di EgyptAir colpisce delle luci durante l'atterraggio, esce di pista e scoppia in fiamme. Tutti i cinque a bordo perdono la vita.
- 15 ottobre – Il volo Aero Trasporti Italiani 460 tra Milano-Linate e l'aeroporto di Colonia/Bonn, operato con un ATR-42-312 Colibrì, precipita, a causa della formazione di ghiaccio sulle ali, sulle montagne del comasco in località Conca di Crezzo, nel territorio di Lasnigo, causando 37 vittime: 3 membri dell'equipaggio e 34 passeggeri. Il fatto è conosciuto anche come l'incidente di Conca di Crezzo. Le indagini sulle scatole nere hanno portato a far modificare la struttura del Colibrì ed introdurre nuovi corsi di aggiornamento dei piloti, nuovi sistemi di avvisatori di stallo, ulteriori strumenti avvisatori di ghiaccio su ali e piani di coda di questi velivoli.
- 15 novembre – Il volo Continental Airlines 1713, un Douglas DC-9, si schianta durante il decollo presso dall'aeroporto Internazionale di Stapleton, Denver. 28 vittime.
- 28 novembre – Il volo South African Airways 295, un Boeing 747, si schianta nell'oceano Indiano dopo un incendio sviluppatosi nel vano bagagli. Tutte le 159 persone presenti sull'aereo perdono la vita.
- 29 novembre – Il volo Korean Air 858, un Boeing 707, precipita nel Mare delle Andamane dopo che una bomba esplode a bordo. Muoiono tutte le 115 persone a bordo.
- 7 dicembre – Il volo Pacific Southwest Airlines 1771, un BAe 146, viene dirottato e fatto deliberatamente schiantare vicino a Cayucos, in California, da un impiegato della stessa compagnia erea. Tutte le 43 persone a bordo, compreso il dirottatore, rimangono uccise.
- 8 dicembre – Nel disastro aereo dell'Alianza Lima, un Fokker F27 precipita sulla catena montuosa delle Ande a causa di errori dei piloti e manutenzione inadeguata. Solo una persona sopravvive.
- 13 dicembre – Il volo Philippine Airlines 443, uno Short 360-300, effettua un volo controllato contro il suolo nelle Filippine. 15 vittime.
- 21 dicembre – Il volo Air France 1919, un Embraer EMB 120, precipita durante l'avvicinamento a Bordeaux a causa di errori dei piloti. Le vittime sono 16.

## 1988
- 2 gennaio – Il volo Condor 3782, un Boeing 737-230, effettua un volo controllato contro il suolo a causa di errori dei piloti. Ci sono 16 vittime.
- 18 gennaio –
  - Il volo China Southwest Airlines 4146, un Ilyushin Il-18D, subisce un incendio a bordo e un cedimento strutturale. Non ci sono sopravvissuti.
  - Un Tupolev Tu-154 di Aeroflot si schianta sulla pista durante l'atterraggio a causa delle condizioni meteorologiche avverse. 11 vittime.
- 19 gennaio – Il volo Trans Colorado Airlines 2286, un Fairchild Metro III, effettua un volo controllato contro il suolo a causa di errori dei piloti. Il bilancio è di nove vittime e otto feriti.
- 24 gennaio – Uno Yakovlev Yak-40 di Aeroflot subisce molteplici guasti ai motori e precipita minuti dopo il decollo. 27 vittime.
- 8 febbraio – Il volo Nürnberger Flugdienst 108, uno Swearingen SA.227BC Metroliner III, viene colpito da un fulmine e precipita dopo un cedimento strutturale. Ci sono 21 vittime.
- 19 febbraio – Il volo AVAir 3378, un Fairchild Swearingen Metroliner, precipita a causa di errori dei piloti. 12 vittime.
- 27 febbraio –
  - Un Boeing 727 di Talia Airways si schianta contro una montagna durante l'avvicinamento a Cipro. 15 vittime.
  - Un Tupolev Tu-134 di Aeroflot oltrepassa la pista dopo che durante l'avvicinamento i piloti ne perdono il contatto visivo. 20 vittime.
- 4 marzo – Il volo TAT 230, un Fairchild FH-227, subisce un guasto al sistema elettrico e precipita, provocando la morte di 23 persone.
- 8 marzo – Il volo Aeroflot 3739, un Tupolev Tu-154, viene dirottato nei cieli dell'Unione Sovietica. Nove vittime.
- 17 marzo – Il volo Avianca 410, un Boeing 727, si schianta al suolo vicino a Cúcuta, Colombia poco dopo il decollo, a causa di un errore del pilota. Tutte le 142 persone a bordo perdono la vita.
- 5 aprile – Il volo Kuwait Airways 422, un Boeing 747-269B, viene dirottato e rimane sotto il controllo del criminale per 15 giorni. Il bilancio finale è di due vittime.
- 28 aprile – Il volo Aloha Airlines 243, un Boeing 737, soffre una decompressione durante il volo ma riesce ad atterrare in sicurezza. delle 95 persone a bordo, una hostess viene risucchiata e rimane uccisa, mentre diversi passeggeri risultano feriti.
- 6 maggio – Il volo Widerøe 710, un de Havilland Canada Dash 7, si schianta a Torghatten, in Norvegia, a causa di una densa nebbia, uccidendo tutti i 36 passeggeri nel peggiore incidente per questo tipo di velivolo.
- 24 maggio – Il volo TACA 110, un Boeing 737-300, soffre un flame-out ai motori mentre è in attesa di atterrare. I piloti riescono a far atterrare il jet su un argine erboso, senza conseguenze per i 38 passeggeri e 7 membri d'equipaggio.
- 12 giugno – Il volo Austral Líneas Aéreas 46, un McDonnell Douglas MD-81, esce di pista durante l'atterraggio, provocando la morte di tutti i 22 a bordo.
- 26 giugno – Il volo Air France 296, un Airbus A320, esegue un passaggio a bassa quota all'aeroporto Mulhouse-Habsheim. il sistema automatico di controllo del volo entra automaticamente in configurazione di atterraggio data la posizione dei flap e il carrello abbassato durante un air show e si schianta contro degli alberi alla fine della pista. Dei 130 a bordo, 3 muoiono.
- 3 luglio – Il volo Iran Air 655, un Airbus A300, viene abbattuto sopra acque Iraniane dall'USS Vincennes vicino a Dubai. Le 290 persone a bordo risultano uccise.
- 13 luglio – Un Sikorsky S-61 di British International Helicopters ammara nel Mare del Nord dopo un incendio al motore. Non ci sono vittime.
- 2 agosto – Uno Yakovlev Yak-40 di Hemus Air esce di pista durante il decollo a causa di errori dei piloti. 29 vittime.
- 31 agosto –
  - Il volo Delta Air Lines 1141, un Boeing 727, si schianta durante il decollo dall'Aeroporto Internazionale di Dallas-Fort Worth a causa di un errore del pilota; delle 108 persone a bordo, 12 passeggeri e due membri dell'equipaggio muoiono.
  - Il volo CAAC Airlines 301, un Hawker Siddeley Trident 2E, precipita a causa del maltempo e di errori dei piloti. Il bilancio è di sette vittime e 15 feriti.
- 9 settembre – Il volo Vietnam Airlines 831, un Tupolev Tu-134, precipita dopo essere stato colpito da un fulmine. 76 persone perdono la vita.
- 15 settembre – Il volo Ethiopian Airlines 604, un Boeing 737-200, tocca il suolo senza carrello di atterraggio a causa di un impatto con volatili. Almeno 30 persone perdono la vita.
- 29 settembre – Il volo VASP 375, un Boeing 737-300, viene dirottato nei cieli brasiliani. Un membro dell'equipaggio muore nel tentativo di fermare il dirottatore, che in seguito viene arrestato.
- 7 ottobre – Un Ilyushin Il-14 di Shanxi Airlines precipita a causa di un cedimento strutturale poco dopo il decollo. Le vittime sono 46.
- 17 ottobre – Il volo Uganda Airlines 775, un Boeing 707, durante l'approccio all'aeroporto di Roma-Fiumicino a causa della scarsa visibilità colpisce alcuni edifici e si schianta nei pressi della via Portuense, nelle immediate vicinanze dell'aeroporto. 33 delle 52 persone a bordo perdono la vita.
- 19 ottobre –
  - Il volo Indian Airlines 113 colpisce un palo elettrico durante l'approccio ad 8 chilometri dall'aeroporto di Ahmeadabad, in India, a causa della scarsa visibilità. 5 dei 129 passeggeri sopravvivono, mentre tutti i sei membri dell'equipaggio risultano deceduti.
  - Il volo Vayudoot 703, un Fokker F27, precipita in India durante l'avvicinamento. Le vittime sono 34.
- 25 ottobre – Un Fokker F28 di AeroPeru non riesce ad alzarsi di quota e precipita poco dopo il decollo. Le vittime sono 12.
- 2 novembre – Il volo LOT Polish Airlines 703, un Antonov An-24B, subisce un guasto al motore dopo la formazione di ghiaccio nello stesso. 28 persone si salvano, una perde la vita.
- 21 dicembre – Il volo Pan Am 103, un Boeing 747, si disintegra in aria sopra Lockerbie, in Scozia dopo che una bomba esplode a bordo. Tutte le 259 persone a bordo e 11 a terra rimangono uccise. L'incidente è anche noto come il disastro di Lockerbie.

## 1989
- 8 gennaio – Il volo British Midland 92, un Boeing 737-400, si schianta a soli 900 metri da una pista di 'atterraggio presso Kegworth, Leicestershire, Regno Unito, dopo il guasto all'elica di uno dei suoi motori. Dei 118 passeggeri e 8 membri dell'equipaggio, 79 sopravvivono. L'incidente è anche noto come il disastro aereo di Kegworth.
- 6 febbraio – Il volo Royal Air Maroc 3132, un Vickers Vanguard, si schianta durante il decollo dopo che i piloti ne perdono il controllo a causa di un'avaria meccanica. Tre vittime.
- 8 febbraio – Il volo Independent Air 1851, un Boeing 707, colpisce una collina durante l'avvicinamento a Santa Maria, nelle Azzorre. Le 144 persone a bordo rimangono uccise.
- 19 febbraio – Il volo Flying Tiger Line 66, un Boeing 747-249F-SCD, precipita durante la fase di avvicinamento. Non ci sono sopravvissuti tra i quattro a bordo.
- 24 febbraio – Il volo United Airlines 811, un Boeing 747, subisce una decompressione poco dopo il decollo da Honolulu, Hawaii, Stati Uniti d'America, causata dall'apertura in volo di una porta del vano cargo. Nove passeggeri vengono risucchiati fuori dall'aereo, i piloti riescono a tornare a Honolulu senza ulteriori incidenti.
- 10 marzo – Il volo Air Ontario 1363, un Fokker F28, precipita immediatamente dopo il decollo da Dryden, Ontario, Canada a causa di ghiaccio sulle ali; muoiono 24 delle 69 persone sull'aeromobile.
- 18 marzo – Il volo Evergreen International Airlines 17, un Douglas DC-9-30, precipita durante l'avvicinamento dopo l'apertura di un portellone non correttamente chiuso. Non ci sono superstiti.
- 21 marzo – Il volo Transbrasil 801, un Boeing 707, stalla durante l'avvicinamento a causa di errori dei piloti. In totale ci sono 25 vittime e oltre 200 feriti.
- 8 maggio – Il volo Holmström Flyg 314, un Beechcraft Model 99, precipita poco prima dell'atterraggio all'aeroporto di Oskarshamn, in Svezia. Muoiono tutti i 16 a bordo.
- 7 giugno – Il volo Surinam Airways 764, un Douglas DC-8, si schianta nel tentativo di atterrare in condizioni di nebbia a Paramaribo, Suriname. L'aereo colpisce degli alberi e si rovescia, provocando la morte di 176 dei 187 occupanti.
- 17 giugno – Il volo Interflug 102, un Ilyushin Il-62, esce di pista durante il decollo a causa di un guasto meccanico agli equilibratori. Le vittime sono 21.
- 19 luglio – Il volo United Airlines 232, un McDonnell Douglas DC-10, subisce la rottura completa dei sistemi idraulici sopra l'Iowa, Stati Uniti, dopo che il motore posto sulla coda si disintegra. I piloti riescono a mantenere un parziale controllo dell'aeroplano utilizzando le manette, ma il velivolo si schianta nell'atterraggio di emergenza all'aeroporto di Sioux City. Delle 296 persone a bordo, 111 perdono la vita.
- 21 luglio – Il volo Philippine Airlines 124, un BAC One-Eleven, esce di pista durante un atterraggio in pessime condizioni meteorologiche, colpendo alcuni veicoli. Il totale è di otto vittime.
- 27 luglio – Il volo Korean Air 803, un McDonnell Douglas DC-10-30, effettua un volo controllato contro il suolo a causa di condizioni di maltempo e nebbia. Il bilancio è di 79 vittime e 124 sopravvissuti.
- 3 agosto – Il volo Olympic Aviation 545, uno Shorts 330-200, precipita durante l'avvicinamento. 34 vittime.
- 25 agosto – Il volo Pakistan International Airlines 404, un Fokker F27, scompare dai radar e non viene più ritrovato. Si presume che tutti i 54 a bordo siano morti dopo lo schianto dell'aereo.
- 3 settembre –
  - Il volo Varig 254, un Boeing 737-200, termina il carburante per via di un errore di navigazione e precipita nella giungla amazzonica in Brasile, uccidendo 13 delle 54 persone a bordo.
  - Il volo Cubana de Aviación 9646, un Ilyushin Il-62, precipita a causa di un wind shear ed errori dei piloti. In totale ci sono 150 vittime.
- 8 settembre – Il volo Partnair 394, un Convair 580, si schianta nel Mare del Nord dopo che una sezione della sua coda si rompe durante il volo. Periscono tutte le 55 persone a bordo.
- 19 settembre – Il volo UTA 772, un McDonnell Douglas DC-10, esplode sopra il deserto del Sahara quando una bomba nascosta nel vano cargo viene detonata. Le 170 persone a bordo rimangono uccise. La responsabilità dell'attentato viene attribuita ad Abdullah Sanussi, imparentato con il leader della Libia Muammar al-Gaddafi, il quale nel 2003 acconsente di pagare una compensazione alle famiglie delle vittime.
- 20 settembre – Il volo USAir 5050, un Boeing 737-401, esce di pista durante la corsa di decollo a causa di errori dei piloti. Il bilancio è di due vittime e 21 feriti.
- 23 settembre – Il volo Vayudoot 624, un Dornier Do 228, precipita dopo aver trovato condizioni meteo avverse e forti turbolenze. 11 vittime.
- 21 ottobre – Il volo Tan-Sahsa 414, un Boeing 727-200 in viaggio da Managua (MGA), Nicaragua a Tegucigalpa (TGU), Honduras, impatta contro una collina (Cerro de Hula) a 4800 piedi durante l'avvicinamento a causa di errori di navigazione dei piloti. Delle 146 persone a bordo, 127 perdono la vita.
- 26 ottobre – Il volo China Airlines 204, un Boeing 737-209, precipita a causa di errori dei piloti. Ci sono 54 vittime.
- 28 ottobre – Il volo Aloha IslandAir 1712, un de Havilland Canada DHC-6 Twin Otter, precipita durante l'avvicinamento all'aeroporto Molokai, nelle Hawaii, a causa delle condizioni meteorologiche proibitive. 20 vittime.
- 27 novembre – Il volo Avianca 203, un Boeing 727, esplode in aria sopra la Colombia, uccidendo tutte le 107 persone a bordo e tre a terra. Il Cartello di Medellín rivendica l'attentato.
- 15 dicembre – Il volo KLM 867, un Boeing 747 in rotta da Amsterdam a Anchorage, Alaska, vola in mezzo ad una nuvola di detriti vulcanici, perdendo tutti e quattro i motori. I piloti riescono a farli ripartire e ad atterrare in sicurezza.
- 26 dicembre – Il volo United Express 2415, un BAe Jetstream 31, stalla a causa di formazione di ghiaccio sulle ali. Non ci sono sopravvissuti.

## 1990
- 4 gennaio – Il volo Northwest Airlines 5, un Boeing 727-251, perde un motore che cade al suolo. Nessuno se ne accorge e i piloti portano l'aereo a destinazione. Non ci sono vittime ne feriti dopo l'atterraggio di emergenza.
- 13 gennaio – Un Tupolev Tu-134 di Aeroflot subisce un incendio a bordo nella fase di crociera. I piloti effettuano un atterraggio di emergenza in un campo. 27 vittime tra i 71 occupanti.
- 16 gennaio – Il volo SANSA 32, un CASA C-212 Aviocar, effettua un volo controllato contro il suolo. 23 vittime.
- 25 gennaio – Il volo Avianca 52, un Boeing 707, esaurisce il carburante e si schianta nel tentativo di effettuare un atterraggio all'Aeroporto Internazionale John F. Kennedy di New York. Sopravvivono 85 delle 158 persone a bordo.
- 14 febbraio – Il volo Indian Airlines 605, un Airbus A320, si schianta durante l'approccio finale all'aeroporto di Bangalore. 92 delle 146 persone sull'aereo perdono la vita.
- 9 aprile – Il volo Atlantic Southeast Airlines 2254, un Embraer EMB 120RT Brasilia, collide con un Cessna 172 della Civil Air Patrol. Il bilancio è di due vittime e sette sopravvissuti.
- 12 aprile – Il volo Widerøe 839, un De Havilland Canada DHC-6 Twin Otter, cede strutturalmente a causa dei forti venti. Non ci sono sopravvissuti.
- 5 maggio – Un Douglas DC-6 di Aerial Transit Company precipita in un quartiere residenziale poco dopo il decollo. Oltre ai tre a bordo, perdono la vita anche 24 residenti.
- 11 maggio – Il volo Philippine Airlines 143, un Boeing 737-3Y0, subisce un'esplosione al serbatoio di carburante per cause ignote. Otto persone perdono la vita, 112 si salvano.
- 18 maggio – Il volo Aerolift Philippines 075, un Beechcraft 1900, si schianta contro una casa dopo il decollo a causa del guasto a un motore. Muoiono tutti i 21 a bordo e 4 persone a terra.
- 10 giugno – Il volo British Airways 5390, un BAC One-Eleven, soffre una decompressione sopra Didcot, Oxfordshire, Regno Unito, quando una delle finestre frontali si rompe. Il capitano viene parzialmente risucchiato dalla cabina, ma un'assistente di volo riesce a mantenere il suo corpo all'interno, mentre il primo ufficiale esegue un atterraggio d'emergenza all'aeroporto di Southampton. L'incidente si conclude senza perdita di vite umane.
- 1º agosto – Il volo Aeroflot E-35D, uno Yakovlev Yak-40, precipita su una collina durante l'avvicinamento. Non ci sono superstiti tra i 46 a bordo.
- 11 settembre – Un Boeing 727 di Faucett scompare mentre è in volo sull'Oceano Atlantico dopo aver lanciato delle richieste di aiuto. A bordo erano in 16.
- 14 settembre – Il volo Aeroflot 8175, uno Yakovlev Yak-42, atterra quasi due chilometri prima della pista dopo che i piloti deviano dal corretto sentiero di discesa. Tre passeggeri e un membro dell'equipaggio muoiono nello schianto.
- 2 ottobre – Nel disastro aereo di Canton, il volo China Airlines 8301, un Boeing 737, viene dirottato. Nell'atterraggio all'aeroporto di Canton, colpisce un Boeing 707 della China Southwest Airlines e impatta contro un Boeing 757 della China Southern Airlines, uccidendo un totale di 128 persone.
- 24 ottobre – Il volo Cubana de Aviación 2886, uno Yakovlev Yak-40, impatta contro terreno montuoso durante l'avvicinamento a Cuba. 11 vittime.
- 14 novembre – Il volo Alitalia 404, un Douglas DC-9 sulla rotta Milano - Zurigo, si schianta contro una collina durante l'avvicinamento. Tutte le 46 persone a bordo perdono la vita. Il malfunzionamento di un sistema e vari errori del comandante causano il disastro.
- 21 novembre – Il volo Bangkok Airways 125, un De Havilland Canada DHC-8-103, precipita a causa di errori dei piloti. Ci sono 38 vittime.
- 3 dicembre – Nel disastro aereo di Detroit, il volo Northwest Airlines 1482, un Douglas DC-9-14, mentre sta rullando sulla pista dell'aeroporto di Memphis, viene colpito da un Boeing 727 in partenza. Un membro dell'equipaggio e 7 passeggeri del DC-9 muoiono.
- 4 dicembre – Un Boeing 707 di Sudania Air Cargo precipita durante una riattaccata a Nairobi, in Kenya. Non ci sono sopravvissuti.

## 1991
- 1º febbraio – Nel disastro aereo di Los Angeles, il volo USAir 1493, un Boeing 737, colpisce un piccolo aeroplano (un Fairchild Metro) che è in attesa di decollare dalla stessa pista su cui il Boeing sta invece atterrando, all'Aeroporto Internazionale di Los Angeles. Delle 101 persone sui due velivoli, 34 rimangono uccise (tutti e 12 a bordo del Metro e 22 passeggeri del Boeing).
- 17 febbraio – Il volo Ryan International Airlines 590, un Douglas DC-9-10, stalla durante il decollo e si schianta a causa della presenza di ghiaccio sulle ali. Due vittime.
- 20 febbraio – Il volo LAN Chile 1069, un British Aerospace BAe 146, esce di pista durante l'atterraggio in Cile per errori dei piloti e condizioni di vento forte. 20 dei 72 a bordo muoiono.
- 3 marzo – Il volo United Airlines 585, un Boeing 737-200, si schianta nell'atterraggio a Colorado Springs, Colorado, uccidendo tutte le 25 persone a bordo. La causa dell'incidente non viene identificata fino all'investigazione del volo USAir 427 del 1994: ambedue gli schianti sono attribuiti ad un difetto di progettazione associato al timone.
- 5 marzo – Il volo Aeropostal Alas de Venezuela 108, un Douglas DC-9-32, precipita a causa di errori dei piloti. Ci sono 45 vittime.
- 26 marzo – Il volo Singapore Airlines 117 viene dirottato da militanti Pachistani mentre in viaggio verso Singapore: all'atterraggio nella città viene assaltato da forze speciali che riescono ad uccidere tutti i terroristi senza fatalità fra i passeggeri e l'equipaggio.
- 5 aprile – Il volo Atlantic Southeast Airlines 2311, un Embraer 120 Brasilia, si schianta durante l'approccio finale a Brunswick, Georgia, provocando la morte di 23 persone, incluso l'ex-senatore del Texas John Tower, sua figlia, e l'astronauta Sonny Carter.
- 18 aprile – Il volo Air Tahiti 805, un Dornier Do 228, precipita durante l'avvicinamento nella Polinesia Francese, causando la morte di 10 dei 22 a bordo.
- 23 maggio – Un Tupolev Tu-154 di Aeroflot atterra prima della pista e l'aereo si spezza in più parti. Dei 178 a bordo, 13 perdono la vita. Ci sono anche due vittime a terra.
- 26 maggio – Il volo Lauda Air 004, un Boeing 767, si disintegra in aria sopra la provincia dello Uthai Thani, Thailandia, uccidendo le 223 persone a bordo. La causa è fatta risalire all'attivazione dell'invertitore di spinta sinistro, forse a causa di un corto circuito.
- 26 giugno – Un BAC One-Eleven di Okada Air è costretto ad atterrare in un campo dopo l'esaurimento del carburante. Il bilancio è di quattro vittime.
- 10 luglio – Il volo L'Express Airlines 508, un Beechcraft C99, precipita a causa del maltempo. Solo due occupanti sopravvivono.
- 11 luglio – Il volo Nigeria Airways 2120, un Douglas DC-8-61 utilizzato per trasportare pellegrini alla Mecca, si schianta poco dopo il decollo da Jeddah, Arabia Saudita, per un incendio causato dalla rottura di uno pneumatico. Le 261 persone a bordo perdono la vita, inclusi i 14 membri dell'equipaggio canadesi.
- 16 agosto – Il volo Indian Airlines 257 colpisce delle cime durante l'approccio a circa 30 km dall'aeroporto diImphal. Muoiono i 63 passeggeri a bordo insieme ai sei membri dell'equipaggio.
- 11 settembre – Il volo Continental Express 2574 si schianta a Eagle Lake in Texas, uccidendo i 14 occupanti. Si scopre che il team di manutenzione aveva cambiato turno durante la riparazione dello stabilizzatore orizzontale, lasciando inavvertitamente 47 bulloni non avvitati.
- 7 novembre – Uno Yakovlev Yak-40 di Aeroflot si schianta contro una collina durante l'avvicinamento in Russia. Non ci sono superstiti tra i 51 a bordo.
- 11 novembre Il volo Nordeste Linhas Aéreas 115, un Embraer EMB 110 Bandeirante, precipita poco dopo il decollo a causa di un guasto a un motore. Non ci sono sopravvissuti, le vittime sono 17.
- 27 dicembre – Entrambi i motori del volo Scandinavian Airlines 751, un MD-81, si guastano poco dopo il decollo da Stoccolma, Svezia. I piloti eseguono con successo un atterraggio di emergenza in un campo; 25 passeggeri si feriscono ma non ci sono vittime.
- 29 dicembre – Il volo China Airlines 358, un Boeing 747-200 cargo, subisce il distacco di due motori a causa di un guasto meccanico. Tutti i cinque membri dell'equipaggio perdono la vita. L'incidente è simile a quello accaduto al volo El Al 1862.

## 1992
- 3 gennaio – Il volo CommutAir 4281, un Beechcraft 1900C, precipita durante l'avvicinamento a Gabriels, New York. Due persone riescono a salvarsi.
- 20 gennaio – Il volo Air Inter 148, un Airbus A320 si schianta sui monti Vosgi a causa di un errore del pilota, mentre eseguiva la rotta Lione - Strasburgo, muoiono 87 persone ma ci sono 9 sopravvissuti.
- 9 febbraio – Un Convair CV-640 di Gambcrest precipita in Senegal dopo che il pilota scambia le luci di un hotel per le luci della pista. Le vittime sono 30.
- 14 febbraio – A bordo del volo Aerolíneas Argentinas 386, un Boeing 747-200, scoppia un'epidemia di colera causata dal cibo servito a bordo. Una persona muore, altre 75 vengono ospedalizzate dopo l'atterraggio.
- 15 febbraio – Il volo Air Transport International 805, un Douglas DC-8-63F, si schianta durante una riattaccata a causa di errori dei piloti. Il bilancio è di 4 vittime e 13 feriti.
- 22 marzo – Il volo USAir 405, un Fokker F28, si schianta durante il decollo da New York a causa del ghiaccio sulle ali. Ventisette delle 51 persone a bordo rimangono uccise.
- 24 marzo – Un Boeing 707 di Golden Star Air Cargo si schianta durante l'avvicinamento all'aeroporto di Atene-Ellinikon, in Grecia, a causa di errori dei piloti. Tutti i sette a bordo perdono la vita.
- 6 giugno – Il volo Copa Airlines 201, un Boeing 737-200, subisce un'avaria alla strumentazione e i piloti perdono il controllo del velivolo. 47 vittime.
- 7 giugno – Il volo American Eagle 5456, un CASA C-212, precipita a causa del maltempo. Cinque persone perdono la vita.
- 8 giugno – Il volo GP Express 861, un Beechcraft Model 99, effettua un volo controllato contro il suolo. Ci sono tre feriti e tre vittime.
- 22 giugno – Un Boeing 737 di VASP precipita nella giungla durante l'avvicinamento dopo che i piloti vengono distratti da un falso allarme di un incendio nella stiva. Muoiono tutti i tre a bordo.
- 24 luglio –
  - Un Tupolev Tu-154 di Tbilisi Aviation Enterprise non riesce a prendere il volo ed esce di pista durante la corsa di decollo poiché sovraccarico. In totale perdono la vita 28 persone.
  - Il volo Mandala Airlines 660, un Vickers Viscount 816, precipita a causa di avverse condizioni meteorologiche. Non ci sono sopravvissuti tra i 70 occupanti.
  - Un Antonov An-12 di Volga-Dnepr Airlines precipita in Macedonia in condizioni meteorologiche avverse. Non ci sono superstiti.
- 30 luglio – Il volo TWA 843 abortisce il decollo dall'Aeroporto Internazionale John F. Kennedy. Il Lockheed L-1011 è costretto a virare fuori dalla pista sull'erba per evitare di colpire un muro di cemento. L'aereo viene distrutto da un incendio poco dopo l'evacuazione di tutti i 292 passeggeri e membri dell'equipaggio.
- 31 luglio –
  - Il volo Thai Airways International 311 si schianta durante l'avvicinamento a Katmandu, Nepal, uccidendo tutti i 99 passeggeri e i 12 membri dell'equipaggio.
  - Il volo China General Aviation 7552, uno Yakovlev Yak-42D, precipita a causa della perdita di controllo da parte dei piloti. Il bilancio è di 108 vittime e 18 feriti.
- 27 agosto – Il volo Aeroflot 2808, un Tupolev Tu-134A, precipita a causa di errori dei piloti e dei controllori di volo. Ci sono 84 vittime.
- 28 settembre – Il volo Pakistan International Airlines 268, un Airbus A300, si schianta presso Katmandu, Nepal, uccidendo i 12 membri dell'equipaggio insieme ai 155 passeggeri.
- 4 ottobre – Il volo El Al 1862, un Boeing 747 cargo, si schianta contro degli appartamenti in Amsterdam dopo che due dei suoi motori si staccano dalle ali. Quarantatré persone, inclusi i 3 membri dell'equipaggio sul velivolo, rimangono uccise. L'incidente è anche noto con il nome di disastro di Bijlmer.
- 18 ottobre – Il volo Merpati Nusantara Airlines 5601, un CASA/IPTN CN-235-100, precipita a causa di errori dei piloti. Non ci sono sopravvissuti.
- 14 novembre – Il volo Vietnam Airlines 474, uno Yakovlev Yak-40, effettua un volo controllato contro il suolo vicino a Son Trung, in Vietnam. C'è solo un sopravvissuto.
- 15 novembre – Un  Ilyushin Il-18 di Aerocaribbean precipita durante l'avvicinamento a Puerto Plata, Repubblica Dominicana. 34 vittime.
- 24 novembre – Il volo China Southern Airlines 3943, un Boeing 737-300, precipita a causa di errori dei piloti a Sud dell'aeroporto di Guilin, in Cina. Ci sono 141 vittime.
- 21 dicembre – Il volo Martinair 495 si schianta a Faro, Portogallo, uccidendo 54 persone e ferendone altre 106.
- 22 dicembre – Il volo Libyan Arab Airlines 1103, un Boeing 727-200, collide con un Mikoyan-Gurevich MiG-23 della Libyan Air Force. Solo gli occupanti dell'aereo militare sopravvivono.

## 1993
- 6 gennaio – Il volo Lufthansa CityLine 5634, un Bombardier DHC-8-300, si schianta poco prima della pista all'aeroporto Charles de Gaulle di Parigi. Il bilancio è di 4 vittime e 19 feriti.
- 8 febbraio – Nella collisione aerea di Teheran, un Tupolev Tu-154M di Iran Air Tours e un Sukhoi Su-24 della Iranian Air Force si scontrano. Tutti i 133 occupanti di entrambi i velivoli perdono la vita.
- 11 febbraio – Il volo Lufthansa 592, un Airbus A310-300, viene dirottato all'aeroporto di Francoforte verso l'aeroporto di New York; una volta atterrato, il dirottatore si arrende pacificamente e viene arrestato e condannato.
- 5 marzo – Il volo Palair Macedonian Airlines 301, un Fokker F100, precipita durante l'avvicinamento all'aeroporto di Skopje, in Macedonia. 83 vittime, 14 feriti.
- 6 aprile – Il volo China Eastern Airlines 583, un McDonnell-Douglas MD-11, effettua un atterraggio di emergenza dopo che i piloti attivano accidentalmente gli slat durante la fase di crociera. Ci sono due vittime.
- 18 aprile – Il volo Japan Air System 451, un Douglas DC-9-41, esce di pista durante l'atterraggio a causa di fenomeni di wind shear. 19 persone rimangono ferite.
- 24 aprile – Il volo Indian Airlines 427, un Boeing 737-200, viene dirottato durante la fase di volo. Dopo un atterraggio di emergenza, il dirottatore viene ucciso dalle forze speciali indiane.
- 26 aprile – Il volo Indian Airlines 491, un Boeing 737-200, colpisce un grosso veicolo su una strada antistante l'aeroporto di Aurangabad e successivamente si schianta, uccidendo 55 delle 118 persone a bordo.
- 19 maggio – Il volo SAM Colombia 501, un Boeing 727-46, a causa di errori di navigazione si schianta al suolo durante la fase di atterraggio. Tutti i 132 a bordo perdono la vita.
- 1º luglio – Il volo Merpati Nusantara Airlines 724, un Fokker F28, precipita a causa di errori dei piloti. Solo due persone sopravvivono.
- 23 luglio – Il volo China Northwest Airlines 2119, un BAe 146-300, subisce un guasto meccanico e precipita subito dopo il decollo. Il bilancio è di 55 vittime e 58 feriti.
- 26 luglio – Il volo Asiana Airlines 733, un Boeing 737-500, si schianta contro una montagna a Haenam, Corea del Sud dopo aver fallito due tentativi di atterraggio, provocando la morte di 68 delle 110 persone a bordo.
- 31 luglio – Un Dornier Do 228 di Everest Air precipita, provocando la morte di tutti i 19 a bordo
- 18 agosto – Il volo American International Airways 808, un Douglas DC-8-61F, precipita nella Baia di Guantánamo durante l'avvicinamento a una Base Americana. Tutti e tre i membri dell'equipaggio sopravvivono.
- 26 agosto – Il volo Sakha Avia 301, un Let L-410 Turbolet, si schianta durante l'atterraggio a causa del sovrappeso dell'aereo. Tutti i 24 a bordo perdono la vita.
- 28 agosto – Uno Yakovlev Yak-40 di Tajik Air esce di pista durante il decollo perché è sovraccarico. 82 vittime, 4 sopravvissuti.
- 14 settembre – Il volo Lufthansa 2904, un Airbus A320, si schianta dopo essere uscito di pista a Varsavia, Polonia, uccidendo 2 persone e ferendo 68 dei 72 a bordo.
- 21-22-23 settembre – Attacchi aerei di Sukhumi
  - 21 settembre – Il volo Transair Georgian Airline (21 settembre), Tupolev Tu-134, viene colpito durante l'avvicinamento all'aeroporto di Sukhumi-Babusheri da un missile terra aria; l'aereo si schianta nel mar Nero uccidendo i 22 passeggeri e 5 membri dell'equipaggio.
  - 22 settembre – Il volo Transair Georgian Airline (22 settembre), un Tupolev Tu-154 che portava dei rifugiati dalla città assediata di Tbilisi, viene abbattuto al decollo dall'aeroporto di Sukhumi-Babusheri; l'aereo si schianta sulla pista, uccidendo 106 delle 132 persone a bordo.
  - 23 settembre – Il volo Transair Georgian Airline (23 settembre), un Tupolev Tu-134, viene colpito da un mortaio durante l'imbarco dei passeggeri: l'aereo prende fuoco, una persona perde la vita.
- 26 ottobre – Il volo China Eastern Airlines 5398, un McDonnell Douglas MD-82, oltrepassa la fine della pista all'aeroporto Internazionale di Fuzhou Changle in cattive condizioni meteorologiche, uccidendo due delle 80 persone a bordo: la responsabilità viene fatta ricadere sul pilota.
- 27 ottobre – Il volo Widerøe 744, un De Havilland Canada DHC-6 Twin Otter, si schianta a Overhalla, Norvegia, durante l'approccio all'aeroporto di Namsos, uccidendo i piloti e quattro passeggeri.
- 4 novembre – Il volo China Airlines 605, un Boeing 747-409, oltrepassa il termine della pista 13 all'aeroporto Kai Tak Airport durante un atterraggio in condizioni di vento estreme per via di un tifone. Nonostante un avvicinamento decisamente errato, il pilota non riprende quota e tocca terra a due terzi della pista. Il 747 non riesce a frenare in tempo e si schianta nel porto di Hong Kong; sopravvivono tutte le 374 persone a bordo.
- 10 novembre – Il volo Air Manitoba 205, un Hawker Siddeley HS 748, precipita poco dopo il decollo a causa di errori dei piloti che non lasciano scampo a i 7 a bordo.
- 13 novembre – Il volo China Northern Airlines 6901, un McDonnell Douglas MD-82, si schianta durante l'avvicinamento all'aeroporto Internazionale Ürümqi Diwopu a Xinjiang, Cina; muoiono 12 delle 102 persone a bordo: la causa viene fatta risalire ad un errore del pilota.
- 20 novembre – Il volo Avioimpex 110, uno Yakovlev Yak-42, precipita a causa di errori dei piloti. Muoiono 116 persone.
- 1º dicembre – Il volo Northwest Airlink 5719, un Jetstream 31, si schianta durante l'avvicinamento a causa di errori di navigazione. 18 vittime.

## 1994
- 3 gennaio – Il volo Baikal Airlines 130, un Tupolev Tu-154M, subisce un guasto incontrollato al motore e un successivo incendio a bordo a causa di errori dei pilot. In 125 perdono la vita.
- 7 gennaio – Il volo United Express 6291, un British Aerospace Jetstream 41, stalla durante l'avvicinamento all'aeroporto Internazionale Port Columbus, Stati Uniti. Tre persone sopravvivono.
- 24 febbraio – Il volo Pulkovo Aviation Enterprise 9045, un Antonov An-12BP, precipita durante la fase di atterraggio. Ci sono 12 vittime.
- 23 marzo – Il volo Aeroflot 593, un Airbus A310, si schianta su una collina nella Siberia sudoccidentale, vicino a Meždurečensk, nell'Oblast' di Kemerovo, dopo che il figlio quindicenne del pilota prende i comandi causando la disconnessione del pilota automatico. Tutti i 75 fra passeggeri e membri dell'equipaggio rimangono uccisi.
- 4 aprile – Il volo KLM Cityhopper 433, un Saab 340B, precipita durante la fase di atterraggio a causa di errori dei piloti. Sopravvivono in 21.
- 7 aprile – Il volo FedEx Express 705, un McDonnell Douglas DC-10, subisce un tentativo di dirottamento da un impiegato della FedEx. I tre membri dell'equipaggio vengono gravemente feriti ma riescono a sopraffare l'uomo; l'aeroplano atterra regolarmente senza perdita di vite.
- 26 aprile – Il volo China Airlines 140, un Airbus A300, si schianta durante l'atterraggio a Nagoya, Giappone, per via di un errore del pilota. 264 delle 271 persone a bordo muoiono.
- 27 aprile – Un Boeing 727 di Transafrik esce di pista durante l'atterraggio e colpisce un bus. Sette vittime, tutte sul veicolo.
- 6 giugno – Il volo China Northwest Airlines 2303, un Tupolev Tu-154M, si disintegra in volo e si schianta presso Xi'an, Cina, uccidendo le 160 persone a bordo. Questo è il più grave incidente aereo del paese, e viene attribuito alla mancata manutenzione.
- 30 giugno – Il volo Airbus Industrie 129, un Airbus A330 in fase di collaudo, precipita per errori dei piloti. Muoiono sette persone.
- 1º luglio – Il volo Air Mauritanie 625, un Fokker F28, precipita al suolo durante una tempesta di sabbia. Il bilancio è di 80 vittime e 13 feriti.
- 2 luglio – Il volo USAir 1016, un Douglas DC-9-31, si schianta nel tentativo di atterrare a Charlotte, Carolina del Nord, durante un temporale. 37 dei 51 occupanti perdono la vita.
- 19 luglio – Il volo Alas Chiricanas 901, un Embraer EMB-110, esplode in volo sopra Panama, uccidendo tutti i 21 a bordo. Le investigazioni concludono che un attentatore suicida ha causato l'esplosione, tuttavia i motivi del gesto rimangono poco chiari.
- 21 agosto – Il volo Royal Air Maroc 630, un ATR 42-312, viene fatto schiantare deliberatamente dal pilota contro delle montagne, provocando la morte di tutti i 44 occupanti.
- 8 settembre – Il volo USAir 427, un Boeing 737-300, si schianta nel tentativo di atterraggio a Pittsburgh, Pennsylvania; muoiono tutti i 132 a bordo. Le indagini mostrano un difetto di costruzione nel timone dei Boeing 737.
- 18 settembre – Un BAC One-Eleven di Oriental Airlines esce di pista durante l'atterraggio in Nigeria in pessime condizioni meteorologiche. Ci sono cinque vittime.
- 26 settembre – Uno Yakovlev Yak-40 di Cheremshanka Airlines precipita dopo l'esaurimento del carburante per errori dei piloti. Il bilancio è di 28 vittime.
- 12 ottobre – Il volo Iran Aseman Airlines 746, un Fokker F28, subisce un guasto a entrambi i motori a causa della contaminazione del carburante. Muoiono 66 persone.
- 29 ottobre – Un Antonov An-12 di Aeronika precipita in Russia in condizioni meteorologiche avverse. Tutti i 23 occupanti perdono la vita.
- 31 ottobre – Il volo American Eagle 4184, un ATR 72-212, si schianta nell'attesa di poter atterrare a Chicago, Illinois, a causa di ghiaccio sulle ali. Le 68 persone a bordo rimangono uccise.
- 3 novembre – Il volo Scandinavian Airlines System 347, un McDonnell Douglas MD-82, viene dirottato poco dopo il decollo da un Bosniaco che richiede carichi di medicine per il suo paese. Dopo che le forze norvegesi accontentano le sue richieste, il dirottatore si arrende ed esce spontaneamente per essere arrestato. Non ci sono né feriti né vittime.
- 5 novembre – Uno Yakovlev Yak-40 di Servicios Aéreos Amazonicos esce di pista per evitare un pedone che la sta attraversando. Sei vittime.
- 22 novembre – Il volo TWA 427, un McDonnell Douglas MD-82, collide con un Cessna 441 privato durante la corsa di decollo a causa di errori dei piloti di quest'ultimo. Entrambi i due occupanti del Cessna perdono la vita, altre otto persone sul MD-82 rimangono lievemente ferite.
- 11 dicembre – Una bomba esplode a bordo del volo Philippine Airlines 434, un Boeing 747, uccidendo un passeggero, come preludio del piano terrorista "Bojinka". Nonostante difficoltà nel controllare l'aereo, i piloti riescono ad eseguire con successo un atterraggio d'emergenza a Naha, Okinawa.
- 13 dicembre – Il volo Flagship Airlines 3379, un British Aerospace Jetstream, precipita negli Stati Uniti. 15 vittime, 5 sopravvissuti.
- 19 dicembre – Il volo Nigeria Airways 9805, un Boeing 707, subisce un incendio a bordo e precipita vicino a Hadejia, Nigeria. Il bilancio è di tre vittime e due feriti.
- 21 dicembre – Il volo Air Algérie 702P, un Boeing 737-200, si schianta in Inghilterra, nel Regno Unito, a causa di errori del pilota. Cinque persone perdono la vita.
- 24 dicembre – Il volo Air France 8969, un Airbus A300, viene assaltato sulla pista a Algeri, Algeria da militanti del Gruppo Islamico Armato. Dopo una trattativa di due giorni, l'aereo viene lasciato volare fino a Marsiglia, Francia, dove forze speciali francesi uccidono i dirottatori.
- 29 dicembre – Il volo Turkish Airlines 278, un Boeing 737-400, si schianta al suolo nel tentativo di atterrare a Van (Turchia) provocando 57 vittime su 76 persone a bordo.

## 1995
- 11 gennaio – Il volo Intercontinental de Aviación 256, un Douglas DC-9-14, precipita dopo un'avaria della strumentazione. Solo una persona sopravvive.
- 31 marzo – Il volo Tarom 371, un Airbus A310, si schianta presso Balotești, Romania; muoiono tutti i 60 a bordo.
- 28 aprile – Il volo Faucett 705, un Douglas DC-8-54F, esce di pista durante l'atterraggio e si schianta in un'area residenziale. Le vittime sono sei.
- 24 maggio – Il volo Knight Air 816, un Embraer EMB 110 Bandeirante, si schianta poco dopo il decollo da Leeds, Regno Unito. Dodici vittime.
- 9 giugno – Il volo Ansett New Zealand 703, un de Havilland DHC-8, si schianta durante l'avvicinamento vicino a Tararua Range, Nuova Zelanda. Muoiono quattro dei 21 a bordo.
- 21 giugno – Il volo All Nippon Airways 857, un Boeing 747SR-81, viene dirottato all'aeroporto di Hakodate. Il dirottatore viene arrestato dopo l'assalto delle forze giapponesi.
- 24 giugno – Un Tupolev Tu-134 di Harka Air Services si schianta durante l'atterraggio all'aeroporto Internazionale Murtala Muhammed. 16 vittime tra gli 80 occupanti.
- 9 agosto – Il volo Aviateca 901, un Boeing 737-2H6, si schianta su una montagna vicino a San Vicente (El Salvador). Tutte le persone a bordo muoiono.
- 21 agosto – Il volo Atlantic Southeast Airlines 529, un Embraer EMB-120 Brasilia, si schianta in un campo vicino a Carrollton, Georgia, negli Stati Uniti; ci sono 19 sopravvissuti.
- 15 settembre – Il volo Malaysia Airlines 2133, un Fokker F50, precipita in Malaysia. Ci sono 34 vittime e 19 feriti.
- 12 novembre – Il volo American Airlines 1572, un McDonnell Douglas MD-83, effettua un volo controllato contro il suolo a causa di errori nell'impostazione degli altimetri. Una persona rimane ferita.
- 13 novembre – Il volo Nigeria Airways 357, un Boeing 737-2F9, esce di pista durante l'atterraggio all'aeroporto di Kaduna, Nigeria. Il bilancio è di 11 vittime e 66 feriti.
- 3 dicembre – Il volo Cameroon Airlines 3701, un Boeing 737-200, si schianta durante il secondo tentativo di atterraggio. Solo in cinque sopravvivono.
- 5 dicembre – Il volo Azerbaijan Airlines 56, un Tupolev Tu-134B-3, precipita dopo un guasto al motore con successivi errori dei piloti. Ci sono 52 vittime e 30 sopravvissuti.
- 7 dicembre – Il volo Khabarovsk United Air Group 3949, un Tupolev Tu-154B, precipita dopo che i piloti perdono il controllo dell'aereo. Tutti i 98 a bordo muoiono.
- 13 dicembre – Il volo Banat Air 166, un Antonov An-24 (numero di registrazione YR-AMR), si schianta dopo il decollo dall'aeroporto di Verona per sovrappeso e ghiaccio sulle ali. I 4 membri dell'equipaggio e 45 passeggeri rimangono uccisi.
- 18 dicembre – Un Lockheed L-188 Electra di Trans Service Airlift si schianta dopo il decollo da Jamba, Angola, per sovrappeso. Solo tre delle 144 persone a bordo sopravvivono.
- 20 dicembre –
  - Il volo American Airlines 965, un Boeing 757, si schianta contro una montagna durante l'approccio a Santiago de Cali, Colombia; dei 164 presenti, solo 4 persone e un cane sopravvivono al disastro.
  - Il volo Tower Air 41, un Boeing 747-100, non riesce a decollare a causa di errori dei piloti che ne perdono il controllo, facendolo uscire di pista. Un membro dell'equipaggio rimane gravemente ferito, 24 passeggeri subiscono lievi lesioni.

## 1996
- 8 gennaio – Un Antonov An-32 di Air Africa, sovraccarico, annulla il decollo e oltrepassa la pista schiantandosi in un mercato di Kinshasa (all'epoca Zaire e attuale Repubblica Democratica del Congo), uccidendo un totale di 237 persone.
- 4 febbraio – Il volo Líneas Aéreas del Caribe 027, un Douglas DC-8-55F, non riesce a decollare e si schianta contro alcune strutture poste oltre la pista. Le vittime sono in totale 22.
- 6 febbraio – Il volo Birgenair 301, un Boeing 757 con 189 persone a bordo, si schianta nell'oceano vicino a Puerto Plata nella Repubblica Dominicana subito dopo il decollo. Tutti i passeggeri e i membri dell'equipaggio perdono la vita.
- 29 febbraio – Il volo Faucett 251, un Boeing 737-200, si schianta contro una collina nel tentativo di atterrare a Arequipa, in Perù. Tutti i 123 a bordo rimangono uccisi.
- 3 aprile – Un Boeing CT-43 dell'USAF esegue un volo controllato contro il suolo mentre tenta di atterrare a Ragusa, in Croazia. Tutte le persone a bordo muoiono.
- 5 aprile – Il volo Formosa Airlines 7613, un Dornier Do 228, precipita in Taiwan durante l'avvicinamento a causa della scarsa visibilità; le vittime sono sei.
- 11 maggio – Il volo ValuJet 592, un McDonnell Douglas DC-9, si schianta nelle Everglades vicino a Miami, Florida, per un incendio sviluppatosi nel vano cargo. Muoiono le 110 persone a bordo.
- 9 giugno – Il volo Eastwind Airlines 517 riesce ad atterrare dopo aver avuto un problema al timone. Una hostess rimane lievemente ferita.
- 13 giugno – Il volo Garuda Indonesia 865, un McDonnell Douglas DC-10-30, subisce un guasto al motore durante la corsa di decollo ed esce di pista. Muoiono tre persone.
- 6 luglio – Il volo Delta Air Lines 1288, un McDonnell Douglas MD-88, subisce un guasto al motore durante la corsa di decollo, e alcuni pezzi di questo penetrano nella cabina uccidendo due persone e ferendone altre cinque.
- 17 luglio – Il volo TWA 800, un Boeing 747, esplode in volo sopra l'oceano oltre East Moriches, New York, a causa di una scintilla scoppiata nel serbatoio centrale, uccidendo tutti i 230 presenti.
- 19 agosto – Il volo Spair Airlines 3601, un Ilyushin Il-76, si schianta vicino a Belgrado; 11 vittime.
- 29 agosto – Il volo Vnukovo Airlines 2801, un Tupolev Tu-154, si schianta contro una montagna a Spitsbergen, un'isola della Norvegia, nell'arcipelago delle Svalbard, uccidendo tutti i 141 a bordo.
- 3 settembre – Il volo Hemus Air 7081, un Tupolev Tu-154, viene dirottato da un palestinese appartenente al Fronte Popolare per la Liberazione della Palestina. Dopo l'atterraggio in Bulgaria, viene arrestato.
- 5 settembre – Il volo FedEx 1406, un McDonnell Douglas DC-10, effettua un atterraggio di emergenza per un incendio a bordo. Nessuna vittima, ma l'aereo viene distrutto dalle fiamme.
- 25 settembre – Un Douglas DC-3 della Dutch Dakota Association precipita dopo un'avaria meccanica. Le vittime sono 32.
- 2 ottobre – Il volo Aeroperú 603, un Boeing 757, si schianta nell'oceano oltre Pasamayo (circa 40 km a NO di Lima), in Perù, per l'errore di un addetto che lascia del nastro isolante sui sensori di altitudine e velocità. Muoiono tutte le 70 persone a bordo.
- 22 ottobre Un Boeing 707 di Millon Air non riesce a decollare e si schianta in una zona residenziale di Manta, Ecuador. Oltre ai quattro a bordo, perdono la vita altre 23 persone.
- 26 ottobre – Uno Yakovlev Yak-40 di Tyumenaviatrans precipita durante l'avvicinamento alla destinazione a causa delle pessime condizioni meteorologiche. 5 vittime.
- 31 ottobre – Il volo TAM 402, un Fokker F100, si schianta poco dopo il decollo dall'aeroporto Internazionale di San Paolo, Brasile, colpendo degli appartamenti e diverse abitazioni. Muoiono i 90 passeggeri e 6 membri dell'equipaggio, insieme a tre persone a terra.
- 7 novembre – Il volo ADC Airlines 86, un Boeing 727, si schianta durante l'atterraggio dopo la perdita di controllo dovuta all'aver evitato una collisione con un altro aeromobile. Muoiono 144 persone.
- 12 novembre – Il volo Saudi Arabian Airlines 763, un Boeing 747, subisce una collisione aerea con il volo Air Kazakhstan 1907, un Ilyushin Il-76, vicino a Charkhi Dadri, India. Tutti i 312 a bordo del Boeing e i 37 a bordo dell'Ilyushin perdono la vita.
- 19 novembre – Il volo United Express 5925, un Beechcraft 1900C, collide con un velivolo privato durante la corsa di decollo. Non ci sono sopravvissuti.
- 23 novembre – Il volo Ethiopian Airlines 961, un Boeing 767, viene dirottato in volo sopra il Kenya. L'aereo termina il carburante ed il pilota tenta di eseguire un atterraggio di emergenza nell'oceano vicino a Moroni, nelle Comore. Delle 175 persone a bordo, 125 muoiono.
- 30 novembre –
  - Un Boeing 707 di Azerbaijan Airlines si schianta a causa dell'esaurimento del carburante. Due dei sei a bordo perdono la vita.
  - Il volo ACES 148, un de Havilland Canada DHC-6 Twin Otter, precipita in Colombia poco dopo il decollo. 14 vittime, solo un sopravvissuto.
- 7 dicembre – Il volo Dirgantara Air Service 5940, un CASA C-212 Aviocar, si schianta contro un fattore di gas poco dopo il decollo dall'aeroporto internazionale Syamsudin Noor, in Indonesia a seguito di un guasto al motore. 16 dei 17 passeggeri e membri dell'equipaggio muoiono, come due a terra.
- 22 dicembre – Il volo Airborne Express 827, un Douglas DC-8, stalla e si schianta durante un test di volo vicino a Narrows, Virginia. Muoiono le 6 persone a bordo del velivolo.

## 1997
- 9 gennaio – Il volo Comair 3272, un Embraer EMB-120 Brasilia, si schianta presso Ida, Michigan durante una tempesta di neve. Tutti i 29 a bordo perdono la vita.
- 1º febbraio – Un Hawker Siddeley HS 748 di Air Senegal precipita poco dopo il decollo. Dei 52 a bordo, 23 muoiono.
- 18 marzo – Il volo Stavropolskaya Aktsionernaya Avia 1023, un Antonov An-24, subisce il cedimento strutturale della coda. Muoiono tutti i 50 a bordo.
- 19 aprile – Il volo Merpati Nusantara Airlines 106, un British Aerospace BAe ATP, precipita per errori dei piloti. 15 vittime, 38 sopravvissuti.
- 8 maggio – Il volo China Southern Airlines 3456, un Boeing 737, esegue un duro atterraggio a Shenzhen, Cina durante cattivo tempo, uccidendo 35 dei 74 a bordo.
- 17 luglio – Il volo Sempati Air 304, un Fokker F27, subisce un guasto al motore durante il decollo a causa di errori del pilota. 28 persone muoiono.
- 30 luglio – Il volo Air Littoral 701, un ATR 42-500, esce di pista durante l'atterraggio. Una persona perde la vita
- 31 luglio – Il volo FedEx Express 14, un MD-11F, si schianta, si capovolge e prende fuoco durante l'atterraggio all'aeroporto di Newark a causa di manovre errate da parte del pilota; tutti e 5 gli occupanti riescono a salvarsi.
- 6 agosto – Il volo Korean Air 801, un Boeing 747, si schianta nel tentativo di atterrare in condizioni di forte pioggia a Hagåtña, Guam. Dei 254 a bordo, 228 rimangono uccisi.
- 7 agosto – Il volo Fine Air 101, un Douglas DC-8-61F, precipita durante il decollo a causa del caricamento errato dell'aereo. Ci sono cinque vittime, di cui una a terra.
- 10 agosto – Il volo Formosa Airlines 7601, un Dornier Do 228, si schianta durante l'avvicinamento in condizioni di vento e pioggia. Ci sono 16 vittime.
- 3 settembre – Il volo Vietnam Airlines 815, un Tupolev Tu-134, si schianta durante l'avvicinamento all'aeroporto internazionale Phnom Penh con pessime condizioni meteorologiche; muoiono 65 delle 66 persone a bordo.
- 6 settembre – Il volo Royal Brunei Airlines 238, un Dornier Do 228, precipita in Malaysia. 10 vittime.
- 26 settembre – Il volo Garuda Indonesia 152, un Airbus A300, si schianta contro una montagna a Buah Nabar, Indonesia uccidendo tutti i 234 a bordo.
- 10 ottobre – Il volo Austral Líneas Aéreas 2553, un Douglas DC-9-30, precipita mentre è in volo verso Buenos Aires a causa di un malfunzionamento nella strumentazione ed errori dei piloti. Muoiono in 74.
- 15 dicembre – Il volo Tajikistan Airlines 3183, un Tupolev Tu-154B-1, effettua un volo controllato contro il suolo a causa di errori del pilota. C'è solo un sopravvissuto.
- 16 dicembre – Il volo Air Canada 646, un Bombardier CRJ-100, si schianta nel tentativo di riprendere quota dopo un atterraggio fallito a Fredericton, Nuovo Brunswick. Tutti i passeggeri e i membri dell'equipaggio sopravvivono.
- 17 dicembre – Il volo Aerosvit 241, uno Yakovlev Yak-42, precipita a Tessalonica in Grecia. Tutti i 70 a bordo perdono la vita.
- 19 dicembre – Il volo SilkAir 185, un Boeing 737, impatta con forza nel fiume Musi vicino a Palembang, Indonesia, provocando la morte dei 102 a bordo. Il pilota avrebbe spinto il proprio aereo in una picchiata.
- 28 dicembre – Il volo United Airlines 826, un Boeing 747-122, subisce una turbolenza durante la fase di volo. Una donna giapponese perde la vita, altre 102 persone rimangono ferite.

## 1998
- 2 febbraio – Il volo Cebu Pacific 387, un Douglas DC-9, impatta contro una montagna vicino al Monte Sumagaya, nelle Filippine. L'aereo stava volando una rotta non famigliare e non ben documentata sulle mappe dopo una fermata imprevista a Leyte per lasciare due meccanici a terra. Tutti i 104 fra passeggeri ed equipaggio rimangono uccisi.
- 4 febbraio – Il volo Air Luxor 513, un Antonov An-12, precipita dopo errori dei piloti con i comandi del circuito di carburante. Tutti i sette a bordo periscono.
- 16 febbraio – Il volo China Airlines 676, un Airbus A300, si schianta in una zona residenziale nel tentativo d'atterraggio a Taipei, Taiwan. Tutti i 196 a bordo muoiono, oltre a sette persone a terra.
- 10 marzo – Un Boeing 707 di Air Memphis si schianta poco dopo il decollo dopo aver colpito alcune strutture oltre la pista. Nessuno dei sei a bordo sopravvive.
- 18 marzo – Un volo Formosa Airlines 7623 precipita a Taiwan dopo la perdita di consapevolezza situazionale dei piloti. Tutti i 13 a bordo perdono la vita.
- 19 marzo – Un Boeing 727 di Ariana Afghan Airlines precipita su una montagna. Nessuno tra i 45 occupanti sopravvive.
- 22 marzo – Il volo Philippine Airlines 137, un Airbus A320, supera la fine della pista nell'atterraggio a Bacolod City nelle Filippine, colpendo diverse abitazioni. Nessuno a bordo rimane ferito, ma a terra tre persone rimangono uccise e diverse altre ferite.
- 22 aprile – Il volo Air France 422, un Boeing 727, si schianta contro delle montagne ad est di Bogotà, Colombia mentre stava decollando dall'aeroporto Internazionale El Dorado International di Bogotà. L'aeroplano era di proprietà della TAME, un'aerolinea ecuadoriana, ma noleggiata dalla Air France. L'incidente fu causato dalla nebbia e tutto l'equipaggio e i passeggeri persero la vita.
- 5 maggio – Un Boeing 737-200 di Occidental Petroleum si schianta durante la fase di avvicinamento a causa del maltempo. Il bilancio è di 75 vittime e 13 feriti.
- 25 maggio – Il volo Pakistan International Airlines 544, un Fokker F27, viene dirottato e costretto a volare sopra Nuova Delhi, in India. Dopo le negoziazioni, 3 dirottatori vengono arrestati. Non ci sono vittime.
- 18 giugno – Il volo Propair 420, un Fairchild Metroliner SA226, subisce un cedimento strutturale con successivo incendio durante la fase di volo. Non ci sono sopravvissuti.
- 29 luglio – Un Embraer EMB 110 di Selva Taxi Aéreo, sovraccarico e con un guasto a un motore, precipita durante il ritorno all'aeroporto di partenza. Le vittime sono 12 dei 27 a bordo.
- 30 luglio –
  - Il volo Proteus Airlines 706, un Beechcraft 1900D, collide sopra la baia di Quiberon con un Cessna 177RG Cardinal. Tutti i quindici occupanti di entrambi i velivoli muoiono nello schianto.
  - Il volo Alliance Air 503, un Dornier Do 228, precipita poco dopo il decollo in India. Le vittime sono in totale nove.
- 5 agosto – Il volo Korean Air 8702, un Boeing 747-4B5, esce di pista durante l'atterraggio a Seul, in Corea del Sud. Ci sono 25 feriti, tra cui 12 con gravi lesioni.
- 24 agosto – Il volo Myanma Airways 635, un Fokker F27, precipita in Myanmar. 27 persone perdono la vita.
- 29 agosto – Il volo Cubana de Aviación 389, un Tupolev Tu-154M, esce di pista durante l'atterraggio, abbatte alcune strutture e finisce in un campo da calcio. Il bilancio è di 80 vittime e 21 feriti.
- 2 settembre – Il volo Swissair 111, un McDonnell Douglas MD-11, si schianta nel mare vicino a Halifax, Nuova Scozia, in Canada, per un incendio scoppiato a bordo. Periscono tutti i 229 a bordo.
- 25 settembre – Il volo PauknAir 4101, un British Aerospace 146, precipita in Marocco. Non ci sono sopravvissuti.
- 29 settembre – Il volo Lionair 602, un Antonov An-24RV, viene abbattuto da un lanciarazzi. Tutti i 55 a bordo perdono la vita. 41 vittime.
- 10 ottobre – Un Boeing 727 di Lignes Aériennes Congolaises viene abbattuto dalle forze ribelli nella Repubblica Democratica del Congo
- 11 novembre – Un Antonov An-12 di Viluy precipita in Russia a causa della formazione di ghiaccio sulle ali. Nessuno dei 13 a bordo sopravvive.
- 11 dicembre – Il volo Thai Airways International 261, un Airbus A310, si schianta per il cattivo tempo vicino a Surat Thani, Thailandia. Dei 146 a bordo, 102 perdono la vita.

## 1999
- 2 febbraio – Un Antonov An-12 di Savanair precipita in una zona residenziale di Luanda, in Angola, dopo problemi a un motore. Tutti gli 11 a bordo e altri 13 a terra, per un totale di 24 persone, perdono la vita.
- 24 febbraio – Il volo China Southwest Airlines 4509, un Tupolev Tu-154M, si spezza in più parti durante la fase di avvicinamento. Tutti i 61 occupanti muoiono.
- 15 marzo – Il volo Korean Air 1533, un McDonnell Douglas MD-83, esce di pista durante l'atterraggio in Corea del Sud. Non ci sono vittime, 76 persone si feriscono.
- 7 aprile – Il volo Turkish Airlines 5904, un Boeing 737-4Q8, precipita nel Sud della Turchia. Non ci sono sopravvissuti tra i 6 a bordo.
- 15 aprile – Il volo Korean Air Cargo 6316, un McDonnell Douglas MD-11F, precipita poco dopo il decollo in Cina. Il bilancio è di 40 feriti e 8 vittime.
- 1º giugno – Il volo American Airlines 1420, un McDonnell Douglas MD-82, scivola fuori dalla pista durante l'atterraggio a Little Rock, Arkansas per via di venti forti. Undici dei 145 a bordo muoiono.
- 7 luglio – Il volo Hinduja Airlines 8533, un Boeing 727, effettua un volo controllato contro il suolo poco dopo il decollo. Sei vittime.
- 23 luglio – Il volo All Nippon Airways 61, un Boeing 747, viene dirottato da un passeggero, Yuji Nishizawa, che brandisce un coltello: dopo aver accoltellato a morte il capitano, viene aggredito e messo sotto controllo dall'equipaggio. Il primo ufficiale atterra senza ulteriori incidenti a Haneda, Giappone.
- 24 luglio – Il volo Air Fiji 121, un Embraer EMB 110, precipita a causa di errori dei piloti. 17 vittime, nessun superstite.
- 7 agosto – Il volo TACV 5002, un Dornier Do 228, precipita durante un forte temporale. Non ci sono sopravvissuti.
- 22 agosto – Il volo China Airlines 642, un McDonnell Douglas MD-11, si schianta durante l'atterraggio all'aeroporto Internazionale di Hong Kong durante un ciclone tropicale. Dei 315 presenti, in tre perdono la vita.
- 24 agosto – Il volo Uni Air 873, un McDonnell Douglas MD-90, esplode dopo l'atterraggio a Xincheng, Taiwan, a causa di un contatto tra materiali esplosivi che non avrebbero dovuto essere autorizzati al trasporto. Una persona perde la vita.
- 26 agosto – Uno Yakovlev Yak-40 di Uzbekistan Airways si scontra con delle linee elettriche durante una riattaccata. Dei 33 a bordo, sopravvivono in 31.
- 31 agosto – Il volo LAPA 3142, un Boeing 737, supera la fine della pista a Buenos Aires, Argentina e si schianta in un campo da golf. Dei 103 a bordo muoiono in 64, insieme ad ulteriori dieci a terra.
- 5 settembre – Il volo Necon Air 128, un Hawker Siddeley HS 748, precipita a ovest di Kathmandu, in Nepal. 15 vittime.
- 14 settembre – Il volo Britannia Airways 226A, un Boeing 757, esce fuori pista a Gerona, Catalogna (Spagna) durante un atterraggio nel mezzo di un temporale, e si ferma in un campo, rompendosi in tre pezzi: nessuno riporta ferite mortali.
- 23 settembre – Il volo Qantas 1, un Boeing 747, supera i confini della pista durante l'atterraggio a Bangkok, Thailandia. Nessuna delle 410 persone a bordo viene ferita gravemente.
- 31 ottobre – Il volo EgyptAir 990, un Boeing 767 sulla rotta per Il Cairo, Egitto, si schianta nell'Oceano Atlantico al largo di Nantucket, Massachusetts. Periscono tutti i 217 fra passeggeri e membri dell'equipaggio a bordo.
- 9 novembre – Il volo TAESA 725, un McDonnell Douglas DC-9, si schianta presso Uruapan, Messico. Muoiono i 18 a bordo.
- 12 novembre – Il volo Si Fly 3275, un ATR 42-300, si schianta a causa del maltempo ed errori dei piloti. Ci sono 24 vittime.
- 7 dicembre – Il volo Asian Spirit 100, un Let L-410 Turbolet, precipita per cause indeterminate nelle Filippine. Non ci sono sopravvissuti.
- 11 dicembre – Il volo SATA Air Açores 530M, un British Aerospace ATP, in rotta fra gli aeroporti di Ponta Delgada e di Horta, stava scendendo durante una violenta pioggia e turbolenza, quando si schiantò nella falda settentrionale del Pico da Esperança. Tutte le 35 persone a bordo perirono.
- 21 dicembre – Il volo Cubana de Aviación 1216, un McDonnell Douglas DC-10, esce di pista all'aeroporto nella Città del Guatemala. Il bilancio è di 16 vittime e 37 feriti.
- 22 dicembre – Il volo Korean Air Cargo 8509, un Boeing 747-2B5F, precipita a causa di avaria della strumentazione. Tutti i 4 occupanti perdono la vita.
- 24 dicembre – Il volo Indian Airlines 814, un Airbus A300, viene dirottato sulla rotta per Delhi, India. Un ostaggio viene ucciso.
- 25 dicembre – Il volo Cubana de Aviación 310, uno Yakovlev Yak-42, effettua un volo controllato contro il suolo a causa di errori dei piloti. Non ci sono sopravvissuti tra i 22 a bordo.

## 2000
- 10 gennaio – Il volo Crossair 498, un Saab 340, si schianta due minuti dopo il decollo a Niederhasli, Svizzera, uccidendo tutte le 10 persone presenti.
- 13 gennaio – Uno Short 360 della Sirte Oil Company precipita dopo la formazione di ghiaccio sulle ali. Il bilancio è di 22 vittime.
- 30 gennaio – Il volo Kenya Airways 431, un Airbus A310 che trasportava 169 passeggeri e 10 membri dell'equipaggio, si inabissa nell'Oceano Atlantico al largo della Costa d'Avorio poco dopo il decollo da Abidjan. Solo dieci persone vengono tratte in salvo.
- 31 gennaio – Il volo Alaska Airlines 261, un MD-83, precipita nell'Oceano Pacifico al largo di Point Mugu, California dopo aver subito problemi con lo stabilizzatore orizzontale. Tutti gli 83 passeggeri e 5 membri dell'equipaggio muoiono.
- 16 febbraio – Il volo Emery Worldwide 17, un Douglas DC-8, si schianta dopo il decollo per il distaccamento dell'equilibratore destro.I 3 piloti perdono la vita.
- 5 marzo – Il volo Southwest Airlines 1455, un Boeing 737, atterra oltre i confini della pista a Burbank, California. Dei 142 a bordo, 43 rimangono feriti, due seriamente.
- 9 marzo – Uno Yakovlev Yak-40 di Vologoda Air stalla durante il decollo a causa di errori dei piloti. Nessuno dei nove a bordo sopravvive.
- 24 marzo – Il volo Sky Cabs 702, un Antonov An-12, precipita nello Sri Lanka a causa dell'esaurimento del carburante. Il bilancio è di nove vittime e due feriti.
- 19 aprile – Il volo Air Philippines 541, un Boeing 737-200, si schianta in una piantagione di cocco sull'Isola di Samal, Davao del Norte, Filippine, durante l'approccio all'aeroporto Internazionale di Davao, uccidendo tutti i 131 presenti sull'aereo.
- 21 maggio – Un British Aerospace JetStream di East Coast Aviation Services precipita nell'Est degli Stati Uniti dopo l'esaurimento del carburante. 19 vittime, nessun sopravvissuto.
- 25 maggio –
  - Il volo Philippine Airlines 812, un Airbus A330-301, subisce un tentativo di dirottamento da una persona che dice di avere delle granate a bordo. Dopo che i piloti rifiutano di farlo entrare in cabina, il criminale rapina i passeggeri e si lancia dall'aereo con un paracadute fatto in casa; muore a causa dell'impatto.
  - Il volo Streamline Aviation 200, uno Short 330, si scontra in pista con un McDonnell Douglas MD-80 durante la corsa di decollo. Un membro dell'equipaggio perde la vita.
- 22 giugno – Il volo Wuhan Airlines 343, uno Xian Y-7, viene colpito da un fulmine e precipita al suolo. Ci sono 49 vittime.
- 4 luglio – Il volo Malév 262, un Tupolev Tu-154, effettua un belly landing a causa di errori dei piloti. Non ci sono vittime.
- 8 luglio – Il volo Aerocaribe 7831, un British Aerospace Jetstream, si schianta vicino a Near Chulum Juarez, Messico. Tutte le 19 persone a bordo muoiono.
- 12 luglio – Il volo Hapag-Lloyd 3378, un Airbus A310, atterra 500 metri prima della pista a Vienna dopo aver terminato il carburante durante il tragitto. Non ci sono feriti gravi o decessi.
- 17 luglio – Il volo Alliance Air 7412, un Boeing 737-200, si schianta in residenze popolari a Patna, India durante l'approccio all'aeroporto, provocando la morte di 55 dei 58 a bordo nonché cinque persone a terra.
- 25 luglio – Il volo Air France 4590, un Aérospatiale-BAC Concorde, si schianta dopo il decollo dall'aeroporto di Parigi Charles de Gaulle su un hotel a Gonesse Francia, uccidendo i 9 dell'equipaggio e i 100 passeggeri insieme a quattro persone a terra; l'intera flotta dei Concorde smette di volare per un anno, e alla fine verrà ritirata.
- 27 luglio – Un DHC-6 Twin Otter di Royal Nepal Airlines precipita in un bosco in Nepal. 25 vittime.
- 23 agosto – Il volo Gulf Air 072, un Airbus A320, si schianta nel Golfo Persico al largo di Manama, Bahrein, dopo una riattaccata a causa di errori dei piloti. Muoiono tutti i 143 a bordo.
- 6 ottobre – Il volo Aeroméxico 250, un Douglas DC-9-30, esce di pista durante l'atterraggio e impatta contro alcune case al di fuori dell'aeroporto. Le vittime sono quattro.
- 31 ottobre – Il volo Singapore Airlines 006, un Boeing 747-400, in partenza da Taipei, Taiwan, dopo aver imboccato una pista chiusa al traffico urta in fase di decollo del materiale da costruzione e si incendia uscendo di pista, uccidendo 83 dei 179 a bordo.
- 5 novembre – Il volo Cameroon Airlines 070, un Boeing 747-200, esce di pista durante l'atterraggio all'aeroporto di Parigi Charles de Gaulle. I tre piloti rimangono feriti, ma non ci sono vittime.
- 18 novembre – Il volo Dirgantara Air Service 3130, un Britten-Norman BN-2 Islander, precipita a causa del sovraccarico e di errori dei piloti. Non ci sono vittime.
- 20 dicembre – Il volo British Airways 2069, un Boeing 747-436, subisce un tentativo di dirottamento da parte di un passeggero mentalmente instabile. A causa di manovre improvvise causate dalla sua irruzione nella cabina di pilotaggio, 5 persone rimangono lievemente ferite.

## 2001

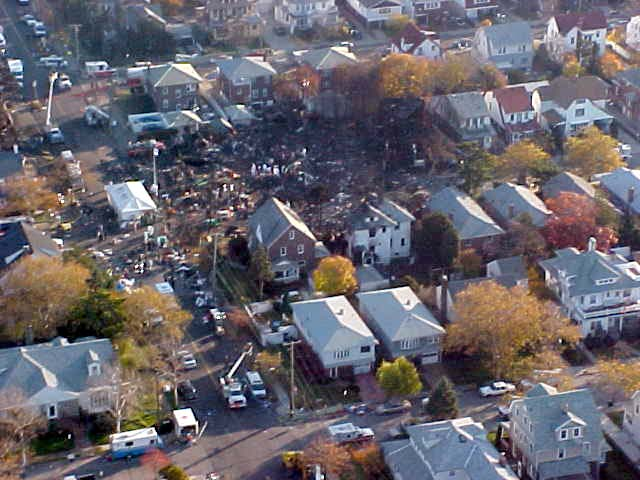
Il sito dello schianto del Volo American Airlines 587 a New York, avvenuto a due mesi di distanza dall'attacco terroristico al World Trade Center

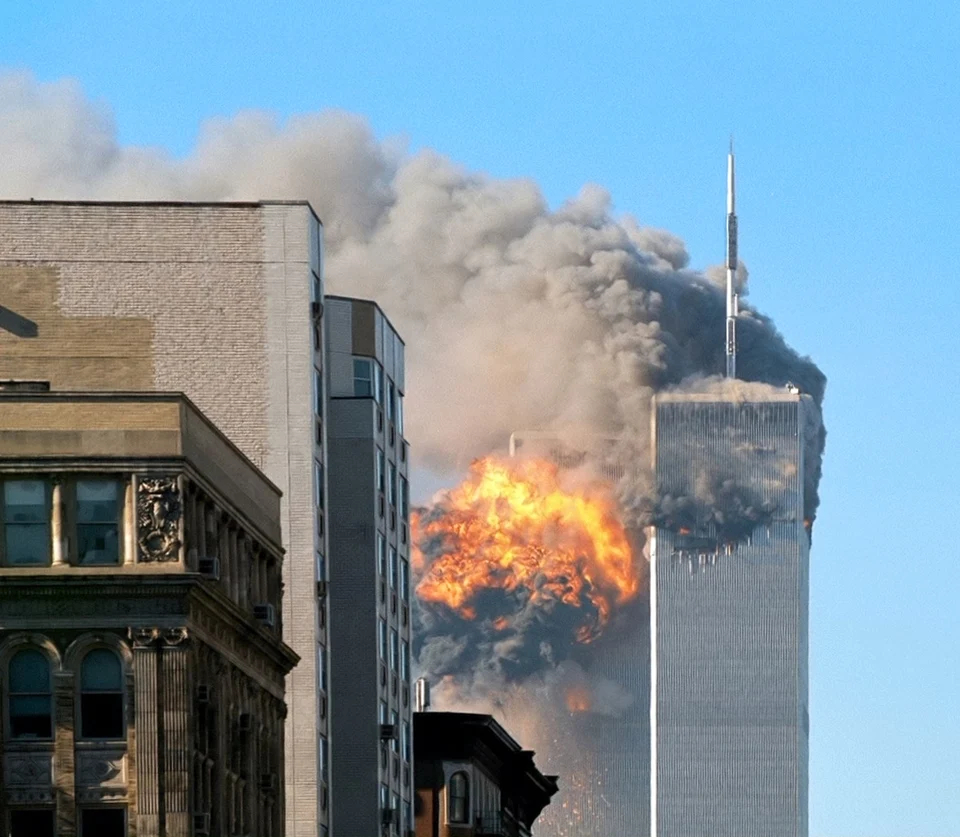
il Volo United Airlines 175 e il Volo American Airlines 11 appena schiantati sulle torri

- il Volo United Airlines 175 e il Volo American Airlines 11 appena schiantati sulle torri23 gennaio – Il volo Yemenia 448, un Boeing 727, viene dirottato poco dopo il decollo da Sana'a, Yemen. Dopo un atterraggio di emergenza, il dirottatore viene arrestato.
- 25 gennaio – Il volo RUTACA Airlines 225, un Douglas DC-3, subisce un guasto al motore con successiva perdita di controllo. In totale perdono la vita 25 persone.
- 7 febbraio – Il volo Iberia 1456, un Airbus A320, effettua un atterraggio duro a Bilbao a causa di un wind shear, con il conseguente collasso del carrello d'atterraggio. 25 feriti.
- 27 febbraio – Il volo Loganair 670A, uno Short 360-100, ammara dopo lo spegnimento di entrambi i motori. Entrambi i piloti perdono la vita.
- 3 marzo – Il volo Thai Airways International 114, un Boeing 737-4D7, viene distrutto dall'esplosione di un serbatoio di carburante mentre si trova ancora a terra. Un assistente di volo perde la vita.
- 24 marzo – Il volo Air Caraïbes 1501, un de Havilland Canada DHC-6-300 Twin Otter, precipita in Guadalupe a causa di errori del pilota. Il bilancio è di 20 vittime.
- 17 maggio – Uno Yakovlev Yak-40 di Faraz Qeshm Airlines precipita in condizioni meteorologiche avverse e scarsa visibilità. 30 vittime.
- 4 luglio – Il volo Vladivostok Air 352, un Tupolev Tu-154M, stalla a causa di errori del pilota. Muoiono 145 persone.
- 24 agosto – Il volo Air Transat 236 finisce il carburante sopra l'Oceano Atlantico ed è costretto ad un atterraggio di emergenza alle Azzorre. Al momento del tocco al suolo, alcune gomme esplodono causando un incendio che viene estinto dal personale dell'aeroporto. Nessuna delle 306 persone a bordo dell'Airbus A330 risulta ferita gravemente.
- 29 agosto – Il volo Binter Mediterráneo 8261, un CASA CN-235, si schianta durante l'atterraggio a Malaga, in Spagna. Ci sono 4 vittime.
- 11 settembre – Attentati dell'11 settembre 2001
  - Il volo American Airlines 11, un Boeing 767 con 92 persone a bordo, viene dirottato dopo il decollo da Boston, Massachusetts, e viene fatto impattare contro la torre nord del World Trade Center a New York. Tutti a bordo rimangono uccisi, insieme a molti altri a terra e nell'edificio.
  - Il volo United Airlines 175, un Boeing 767 con 65 persone a bordo, viene dirottato dopo il decollo da Boston, Massachusetts e viene schiantare contro la torre sud del World Trade Center a New York. Tutti a bordo risultano uccisi, insieme a molti altri a terra e nell'edificio. Il crollo di ambedue le torri porta il numero di vittime totali ad almeno 2759, inclusi i terroristi e ben 343 vigili del fuoco.
  - Il volo American Airlines 77, un Boeing 757 con 64 persone a bordo, viene dirottato dopo il decollo dall'Aeroporto internazionale di Washington-Dulles e viene fatto schiantare contro Il Pentagono a Arlington County, Virginia. Tutti a bordo rimangono uccisi insieme a 125 persone nell'edificio e a terra.
  - Il volo United Airlines 93, un Boeing 757 con 44 persone a bordo, viene dirottato dopo il decollo da Newark, New Jersey. Dopo che i passeggeri lottano contro i terroristi, l'aereo si schianta in un campo vicino a Shanksville, Pennsylvania, provocando la morte di tutte le persone a bordo.
- 12 settembre – Un Let L-410 di Aero Ferinco precipita poco dopo il decollo a seguito di un guasto al motore. Le vittime sono 19.
- 15 settembre – Il volo TAM 9755, un Fokker F100, subisce un guasto incontenuto a uno dei due motori. Una persona perde la vita.
- 4 ottobre – Il volo Siberia Airlines 1812, un Tupolev Tu-154 della russa Siberia Airlines (ora S7 Airlines), viene abbattuto da un missile terra-aria SA-5 Gammon ucraino sopra il Mar Nero. Tutti i 66 passeggeri e 12 membri dell'equipaggio rimangono uccisi.
- 8 ottobre – Nel disastro aereo di Linate, un MD-87 diretto all'aeroporto di Copenaghen, si schianta contro un Cessna privato a Milano, in Italia. L'MD-87 va a sbattere contro un edificio di controllo dei bagagli e causa lo scoppio di un incendio. Tutti i 110 a bordo del volo 686 della SAS AB periscono insieme ai quattro occupanti del Cessna. Anche quattro persone a terra vengono uccise. Solo una persona è sopravvissuta a questo disastro.
- 12 novembre – Il volo American Airlines 587, un Airbus A300, si schianta nel distretto del Queens a New York quando il timone verticale si stacca poco dopo il decollo. Tutti i 251 passeggeri e 9 membri dell'equipaggio muoiono insieme a cinque persone a terra.
- 24 novembre – Il volo Crossair 3597, un British Aerospace BAe 146, si schianta a Birchwil, Svizzera, nel tentativo di atterrare a Zurigo. Dei 28 passeggeri e cinque membri dell'equipaggio, 24 persone (inclusa la cantante pop Melanie Thornton) perdono la vita.
- 27 novembre – Un Boeing 747 di MK Airlines si schianta al suolo toccando terra 700 metri prima della pista. Una vittima.
- 16 dicembre – Un Let L-410 di Heliandes precipita in una tempesta, non lasciando scampo ai 16 a bordo.

## 2002
- 14 gennaio – Il volo Lion Air 386, un Boeing 737-200, si schianta nel tentativo di decollare da Riau, Indonesia. Tutti i 103 a bordo sopravvivono.
- 16 gennaio – Il volo Garuda Indonesia 421, un Boeing 737-300, incappa in una forte tempesta che fa spegnere entrambi i motori a causa dell'ingente quantitativo di acqua tra le turbine. L'aereo atterra nel fiume Solo, Indonesia; solo una persona muore tra le 60 a bordo, 13 si feriscono.
- 28 gennaio – Il volo TAME 120, un Boeing 727, impatta contro un vulcano durante l'avvicinamento a Cali, Colombia. Tutti i 94 a bordo periscono nell'incidente.
- 12 febbraio – Il volo Iran Air Tours 956, un Tupolev Tu-154M, precipita durante la fase finale di avvicinamento a Khorramabad, Iran. Ci sono 119 vittime.
- 15 aprile – Il volo Air China 129, un Boeing 767, impatta contro una collina durante l'atterraggio a Pusan, Corea del Sud, in condizioni di nebbia. Dei 155 passeggeri e 11 dell'equipaggio, in 38 riescono a salvarsi.
- 4 maggio – Il volo EAS Airlines 4226, un BAC One-Eleven, si schianta sul quartiere di Gwammaja dopo il decollo dall'Aeroporto Mallam Aminu International di Kano, in Nigeria, distruggendo 23 abitazioni insieme ad una scuola ed una moschea, incendiandosi ed uccidendo 78 persone a terra oltre a 64 dei 69 passeggeri e 7 degli 8 membri dell'equipaggio.
- 7 maggio –
  - Il volo China Northern Airlines 6136, un McDonnell Douglas MD-82, si schianta presso Dalian, Cina, dopo che un passeggero provoca un incendio con della benzina. Tutti i 103 passeggeri e 9 membri dell'equipaggio perdono la vita.
  - Il volo EgyptAir 843, un Boeing 737-566, si schianta contro una collina. Il bilancio è di 14 vittime e 28 feriti.
- 25 maggio – Il volo China Airlines 611, un Boeing 747, si disintegra sopra lo stretto di Taiwan, apparentemente a causa di un cedimento strutturale. Tutti i 206 passeggeri e 19 membri dell'equipaggio muoiono.
- 1º luglio – Nella collisione aerea di Überlingen, il volo Bashkirian Airlines 2937, un Tupolev Tu-154 con 57 passeggeri e 14 dell'equipaggio a bordo, si scontra con il volo DHL 611, un Boeing 757 cargo con 2 piloti a bordo, sopra al Lago di Costanza, in Germania. Tutte le persone presenti sui due velivoli periscono nel disastro.
- 4 luglio – Un Boeing 707 di Prestige Airlines si schianta durante l'atterraggio a causa di un malfunzionamento al carrello. Dei 30 a bordo, solo in due sopravvivono.
- 10 luglio – Il volo Swiss International Air Lines 850, un Saab 2000, precipita durante l'atterraggio. Solo una persona si ferisce.
- 16 luglio – Un Sikorsky S-76 di Bristow Helicopters precipita nel Mare del Nord dopo un guasto al rotore principale. Non ci sono sopravvissuti.
- 26 luglio – Il volo FedEx Express 1478, un Boeing 727-200, esce di pista durante l'atterraggio all'aeroporto Internazionale di Tallahassee. Non ci sono vittime.
- 28 luglio – Il volo Pulkovo Aviation Enterprise 9560, un Ilyushin Il-86, precipita dopo un malfunzionamento dello stabilizzatore orizzontale. Dei 16 a bordo, solo in 2 sopravvivono.
- 22 agosto – Un DHC-6 Twin Otter di Shangri-La Air effettua un volo controllato contro il suolo in Nepal. Non ci sono sopravvissuti.
- 28 agosto – Il volo America West Airlines 794, un Airbus A320, esce di pista durante l'atterraggio a causa di un errore del pilota che causa una spinta asimmetrica degli inversori. Almeno cinque passeggeri rimangono feriti, l'aereo si danneggia irreparabilmente.
- 30 agosto – Il volo Rico Linhas Aéreas 4823, un Embraer EMB 120 Brasilia, precipita al suolo durante una tempesta. Solo otto persone sopravvivono all'incidente.
- 14 settembre – Il volo Total Linhas Aereas 5561, un ATR 42, precipita in Brasile dopo che i piloti ne perdono il controllo. Nessuno sopravvive.
- 9 ottobre – Il volo Northwest Airlines 85, un Boeing 747-451 in rotta da Detroit, Stati Uniti, a Tokyo, Giappone, con 404 persone a bordo, subisce un guasto al timone a causa di fatica del metallo. I piloti riescono a far atterrare l'aereo ad Anchorage, in Alaska.
- 6 novembre – Il volo Luxair 9642, un Fokker F50, si schianta prima della pista di atterraggio vicino a Niederanven, Lussemburgo in condizioni nebbiose. Dei 19 passeggeri e tre membri dell'equipaggio, solo in due sopravvivono.
- 11 novembre – Il volo Laoag International Airlines 585, un Fokker F27 Friendship, precipita poco dopo il decollo a causa di errori del pilota. Solo 15 persone sopravvivono.
- 21 dicembre – Il volo TransAsia Airways 791, un ATR 72, precipita in Taiwan dopo la formazione di ghiaccio sulle ali. Due vittime, entrambi i piloti.
- 23 dicembre – Il volo Aeromist-Kharkiv 2137, un Antonov An-140, precipita vicino a Ardestan, Iran. Non ci sono sopravvissuti.

## 2003
- 8 gennaio –
  - Il volo Air Midwest 5481, un Beechcraft 1900, si schianta nel decollo da Charlotte, Carolina del Nord; tutti i 19 passeggeri e i 2 piloti rimangono uccisi.
  - Il volo Turkish Airlines 634, un BAe Avro RJ100, precipita a causa di errori dei piloti. Perdono la vita 75 persone.
- 9 gennaio – Il volo TANS Perú 222, un Fokker F28-1000 Fellowship, durante la fase di avvicinamento si schianta al suolo. Non ci sono sopravvissuti.
- 6 marzo – Il volo Air Algerie 6289, un Boeing 737, si schianta poco dopo il decollo da Tamanrasset, Algeria; 96 dei 97 passeggeri e tutti i 6 membri nell'equipaggio perdono la vita.
- 21 marzo – Il volo TransAsia Airways 543, un Airbus A321, colpisce un camion per lavori presente sulla pista durante l'atterraggio. Non ci sono vittime, ma due dei lavoratori rimangono feriti. È la prima perdita di un Airbus A321.
- 26 maggio – Il volo UM Airlines 4230, uno Yakovlev Yak-42, precipita al suolo in condizioni di maltempo e fitta nebbia. Non ci sono sopravvissuti tra i 75 a bordo.
- 29 maggio – Un uomo tenta di dirottare il Volo Qantas 1737 a Melbourne, Australia, con l'intenzione di farlo schiantare in Tasmania. Viene fermato dal personale di bordo e da alcuni passeggeri, ma ferisce tre persone.
- 22 giugno – Il volo Air France 5672, un Bombardier CRJ100ER, durante una riattaccata cade in un campo nelle vicinanze dell'aeroporto. Il bilancio è di una vittima e nove feriti.
- 8 luglio – Il volo Sudan Airways 139, un Boeing 737-200, precipita a causa di un guasto meccanico ed errori dei piloti. 116 vittime, solo una persona sopravvive.
- 24 agosto – Il volo Tropical Airways 1301, un Let L-410UVP-E3, stalla durante la fase di avvicinamento, provocando la morte di 21 persone.
- 26 agosto – Il volo Colgan Air 9446, un Beechcraft 1900, precipita in mare dopo errori dei piloti ed errori di manutenzione. Entrambi i membri dell'equipaggio, gli unici due occupanti, muoiono.
- 17 novembre – Il volo Sarit Airlines 044, un Antonov An-12, precipita in Sudan del Sud mentre trasporta un carico di cibo e una spedizione per la Bank of Sudan. 13 vittime.
- 22 novembre – Il volo DHL OO-DLL, un Airbus A300, viene colpito da un missile vicino a Baghdad, Iraq e perde i sistemi idraulici, ma riesce ad atterrare con i soli controlli dei motori senza provocare fatalità. È il primo caso di un atterraggio riuscito in queste condizioni disperate.
- 18 dicembre –
  - Il volo FedEx Express 647, un McDonnell Douglas DC-10-10F, collassa sulla pista di atterraggio a causa di errori dei piloti. Tutti i sette a bordo sopravvivono.
  - Un Douglas DC-9 di Líneas Aéreas Suramericanas precipita dopo un cedimento strutturale indeterminato avvenuto durante la fase di crociera vicino a Mitù, in Colombia. Le vittime sono tre.
- 25 dicembre – Il volo Union des Transports Aériens de Guinée 141, un Boeing 727, supera il termine della pista nell'atterraggio a Cotonou, Benin e si schianta nella spiaggia antistante, uccidendo 141 dei suoi 163 occupanti.

## 2004
- 3 gennaio – Il volo Flash Airlines 604, un Boeing 737-300, si schianta nel Mar Rosso, uccidendo tutti i 148 occupanti.
- 13 gennaio – Il volo Uzbekistan Airways 1154, uno Yak-40 partito da Termez, precipita nei pressi della capitale dell'Uzbekistan, Taskhent, dove era diretto. Tutte le 37 persone a bordo muoiono. Al momento dell'incidente, le condizioni del tempo non erano buone, con una visibilità ridotta, fra i 200 e i 350 metri. È il primo incidente aereo avvenuto in Uzbekistan, da quando l'ex repubblica sovietica è diventata uno Stato indipendente nel 1991.
- 10 febbraio – Il volo Kish Air 7170, un Fokker F50, precipita a causa dell'attivazione in volo degli inversori di spinta. Dei 46 a bordo, solo tre sopravvivono.
- 11 maggio – Un Antonov An-12 di El Magal Aviation precipita in territorio sudanese dopo l'esaurimento del carburante. Sette vittime.
- 14 maggio – Il volo Rico Linhas Aéreas 4815, un Embraer EMB 120 Brasilia, precipita nella foresta amazzonica. Ci sono 33 vittime.
- 8 giugno – Il volo Gabon Express 221, un Hawker Siddeley HS 748, si schianta in mare a causa di un guasto al sistema idraulico. Il bilancio è di 19 vittime e undici feriti.
- 13 agosto – Il volo Air Tahoma 185, un Convair CV-580, si schianta vicino a Covington, Kentucky, durante l'approccio, uccidendo il secondo pilota.
- 24 agosto – Abbattimento degli aerei russi dell'agosto 2004
  - Il volo Siberia Airlines 1047, un Tupolev Tu-154 partito dall'aeroporto di Mosca-Domodedovo, esplode in volo sopra Oblast' di Rostov, in Russia europea uccidendo i 38 passeggeri e 8 membri dell'equipaggio.
  - Il volo Volga-Aviaexpress 1303, un Tupolev Tu-134 partito dall'aeroporto di Mosca-Domodedovo, esplode in volo sopra Oblast' di Tula, in Russia europea uccidendo i suoi 34 passeggeri e i 9 membri del personale di bordo.
- 14 ottobre –
  - Il volo MK Airlines 1602, un Boeing 747-244B/SF, si schianta durante la corsa di decollo a causa di calcoli errati della velocità di rotazione. Muoiono sette persone.
  - Il volo Pinnacle Airlines 3701, un Bombardier CRJ-200, precipita dopo un guasto al motore a causa di procedure inadeguate da parte dei piloti. Entrambi perdono la vita.
- 19 ottobre – Il volo Corporate Airlines 5966, un Handley Page Jetstream, si schianta presso Kirksville, Missouri negli Stati Uniti; 13 delle 15 persone a bordo muoiono.
- 21 novembre – Il volo China Eastern Airlines 5210, un Bombardier CRJ-200LR, stalla e si schianta vicino a Baotou, Cina poco dopo il decollo a causa del ghiaccio; tutti i 53 presenti sul velivolo e due persone a terra perdono la vita.
- 30 novembre – Il volo Lion Air 583, un McDonnell Douglas MD-82, si schianta durante l'atterraggio a Solo City, Indonesia, provocando la morte di 25 dei suoi 154 occupanti.

## 2005
- 8 gennaio – Un Antonov An-12 di Services Air precipita in Uganda. Non ci sono sopravvissuti tra i sei occupanti.
- 3 febbraio – Il volo Kam Air 904, un Boeing 737, si schianta durante una tempesta di neve in Afghanistan. Tutti i 96 passeggeri e otto membri dell'equipaggio perdono la vita.
- 6 marzo – Il volo Air Transat 961, un Airbus A310, subisce un cedimento strutturale al timone, in coda; tutti i 271 occupanti sopravvivono dopo un atterraggio di emergenza.
- 16 marzo – Il volo Regional Airlines 9288, un Antonov An-24RV, precipita durante la fase di avvicinamento. Ci sono 28 vittime.
- 25 marzo – Il volo West Caribbean Airways 9955, un Let L-410 Turbolet, entra in uno stallo aerodinamico poco dopo il decollo a causa dello spegnimento di entrambi i motori. Il bilancio è di nove vittime e cinque feriti.
- 20 aprile – Il volo Saha Airlines 171, un Boeing 707-320C, esce di pista durante l'atterraggio all'aeroporto Internazionale di Teheran-Mehrabad, in Iran. Tre persone perdono la vita scivolando in un fiume durante l'evacuazione.
- 3 maggio – Il volo Airwork 23, un Fairchild Swearingen Metroliner, si schianta a Taranaki, Nuova Zelanda, provocando la morte di ambedue i piloti.
- 7 maggio – Il volo Aero-Tropics Air Services 675, un Fairchild Metro, effettua un volo controllato contro il suolo vicino all'aeroporto di Lockhart River, in Australia. Nessuno dei 15 a bordo sopravvive.
- 25 maggio – Un Antonov An-12 di Victoria Air precipita su una collina nella Repubblica Democratica del Congo. Non ci sono superstiti tra i 27 a bordo.
- 16 luglio – Un Antonov An-24 di Equatorial Express Airlines non riesce a decollare poiché è in sovrappeso ed esce di pista. 60 vittime.
- 2 agosto – Il volo Air France 358, un Airbus A340, esce di pista durante l'atterraggio a Toronto, Ontario, e scoppia in fiamme; tutti i 309 presenti sull'aereo riescono a fuggire senza feriti gravi, ma il velivolo viene completamente distrutto dall'incendio.
- 6 agosto- Il volo Tuninter 1153, un ATR 72 in volo tra Bari e Gerba, effettua un ammaraggio di fortuna vicino a Palermo dopo aver terminato il carburante. 16 su 43 presenze muoiono.
- 10 agosto – Il volo Copterline 103, un elicottero Sikorsky S-76, si schianta presso Tallinn, Estonia, uccidendo i 14 a bordo.
- 14 agosto – Il volo Helios Airways 522, un Boeing 737, si schianta sulle montagne a nord di Maratona e Varnava, Grecia, con 115 passeggeri e 6 nel personale di bordo; non ci sono sopravvissuti. L'incidente è stato causato dalla mancata pressurizzazione della cabina e dal finale esaurimento di carburante.
- 16 agosto – Il volo West Caribbean Airways 708, un MD-82, si schianta nell'ovest del Venezuela. Periscono tutti i 152 passeggeri e 8 membri dell'equipaggio.
- 23 agosto – Il volo TANS Perú 204, un Boeing 737-200, si schianta vicino a Pucallpa, in Perù. Quaranta dei 92 passeggeri, insieme a 4 dei 6 nell'equipaggio, rimangono uccisi.
- 5 settembre –
  - Il volo Mandala Airlines 091, un Boeing 737-200, precipita pochi secondi dopo il decollo a Medan, Indonesia, provocando la morte di 95 dei 112 passeggeri e tutti i 5 membri dell'equipaggio, insieme ad altre 49 persone a terra.
  - Un Antonov An-26 di Kavatshi Airlines effettua un volo controllato contro il suolo durante l'avvicinamento all'aeroporto di Matari. Non ci sono sopravvissuti.

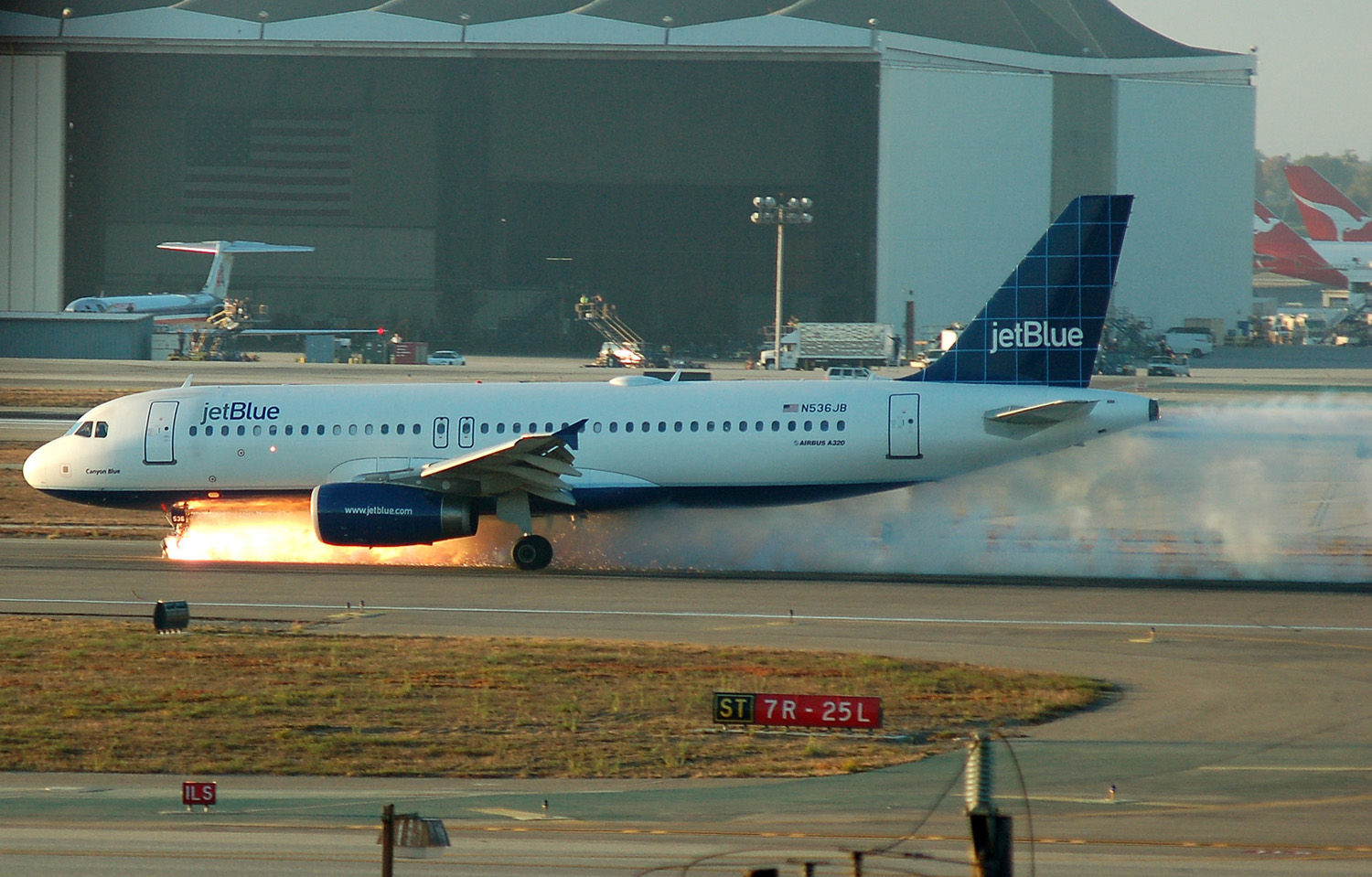
Il Volo JetBlue Airways 292 durante l'atterraggio d'emergenza a Los Angeles

- 9 settembre – Un Antonov An-26 di Air Kasai precipita nella Repubblica Democratica del Congo. Non ci sono sopravvissuti.
- 21 settembre – Il volo JetBlue Airways 292, un Airbus A320, esegue un atterraggio di emergenza a Los Angeles, California a causa della rottura del carrello. Non ci sono feriti fra i 139 passeggeri e sei membri dell'equipaggio.
- 4 ottobre – Un Antonov An-12 di Wimbi Dira Airways atterra bruscamente su una pista nella Repubblica Democratica del Congo. Il carrello, spinto nella fusoliera, provoca la morte di due persone. Altre tre perdono la vita durante l'evacuazione.
- 22 ottobre – Il volo Bellview Airlines 210, un Boeing 737, si schianta nella Nigeria centrale, uccidendo i 117 presenti.
- 30 ottobre – Il volo Trade Air 729, un Let L-410 Turbolet operante un volo cargo diretto a Zagabria, precipita poco dopo il decollo dall'aeroporto di Bergamo-Orio al Serio. Muoiono tutti i tre membri dell'equipaggio a bordo.
- 8 dicembre – Il volo Southwest Airlines 1248, un Boeing 737, scivola fuori dalla pista durante l'atterraggio all'aeroporto di Chicago, Illinois durante una forte nevicata. Nessuna delle persone a bordo rimane ferita, ma l'aereo colpisce due automobili provocando la morte di un bambino di sei anni.
- 10 dicembre – Il volo Sosoliso Airlines 1145, un Douglas DC-9 con 110 persone a bordo, si schianta nell'atterraggio a Port Harcourt, Nigeria. 107 persone muoiono.
- 19 dicembre – Il volo Chalk's Ocean Airways 101, un Grumman Mallard, si schianta al largo della costa di Miami Beach, Florida, uccidendo tutti i 20 a bordo.
- 23 dicembre – Il volo Azerbaijan Airlines 217, un Antonov An-140-100, precipita in mare a causa di un'avaria della strumentazione. Non ci sono sopravvissuti.

## 2006
- 8 febbraio – Il volo UPS Airlines 1307, un Douglas DC-8-71F, effettua un atterraggio di emergenza dopo di un incendio a bordo che consuma in seguito l'aereo. I tre membri dell'equipaggio rimangono feriti.
- 31 marzo – Il volo TEAM Linhas Aéreas 6865, un Let L-410 Turbolet, precipita in Brasile. 17 vittime.
- 3 maggio – Il volo Armavia 967, un Airbus A320, precipita nel Mar Nero vicino alla città di Soči, in Russia, provocando la morte di tutti i 113 a bordo.
- 21 giugno – Un DHC-6 Twin Otter di Yeti Airlines precipita all'aeroporto di Jumla, in Nepal. Nove vittime.
- 9 luglio – Il volo S7 Airlines 778, un Airbus A310 della russa S7 Airlines (ex-Siberian Airlines), si schianta contro una barriera di cemento e prende fuoco durante l'atterraggio all'aeroporto di Irkutsk, nella Russia asiatica. Dei 203 a bordo, 128 rimangono uccisi.
- 10 luglio – Il volo Pakistan International Airlines 688, un Fokker F27, si schianta in un campo vicino a Multan, Pakistan dieci minuti dopo essere decollato, uccidendo tutti i 41 passeggeri e quattro membri dell'equipaggio.
- 28 luglio – Il volo FedEx Express 630, un McDonnell Douglas DC-10-10F, collassa durante l'atterraggio a Memphis, nel Tennessee, a causa di fatica del metallo dovuta a manutenzione inadeguata. Tutti i tre occupanti sopravvivono.
- 13 agosto – Il volo Air Algérie 2208, un Lockheed L-100 Hercules, precipita nella periferia di Piacenza. Tutti i 3 membri dell'equipaggio muoiono.
- 22 agosto – Il volo Pulkovo Airlines 612, un Tupolev Tu-154 della russa Rossija Airlines (ex-Pulkovo Airlines), si schianta vicino a Donec'k, in Ucraina, uccidendo tutti i 170 a bordo.
- 27 agosto – Il volo Comair 5191, un CRJ-100, si schianta durante il decollo da Lexington, Kentucky, provocando la morte di 49 dei 50 a bordo.
- 1º settembre – Il volo Iran Airtour 945, un Tupolev Tu-154M con 148 persone a bordo, si incendia dopo l'atterraggio all'aeroporto Internazionale di Mashhad, Mashhad, Iran, uccidendo 28 persone.
- 29 settembre – Il volo Gol Transportes Aéreos 1907, un Boeing 737, ha una collisione in volo contro un jet privato Embraer Legacy e si schianta contro il Mato Grosso, Brasile. L'Embraer, con sette a bordo, atterra senza problemi, mentre tutti i 154 a bordo del Boeing 737 perdono la vita nel successivo schianto.
- 3 ottobre – Il volo Turkish Airlines 1476, un Boeing 737, viene dirottato sopra la Grecia. L'aeroplano atterra a Brindisi, in Italia. Nessuno dei 113 a bordo rimane ferito.
- 10 ottobre – Il volo Atlantic Airways 670, un British Aerospace BAe 146, fuoriesce dalla pista di Stord, Norvegia, uccidendo quattro dei 16 presenti.
- 28 ottobre – Il volo Continental Airlines 1883, un Boeing 757, atterra per sbaglio su una taxiway invece che sull'effettiva pista di atterraggio. Non ci sono vittime ne feriti.
- 29 ottobre – Il volo ADC Airlines 53, un Boeing 737-200, si schianta vicino ad Abuja, Nigeria, uccidendo 96 dei 105 a bordo.
- 18 novembre – Il volo Aerosucre 142, un Boeing 727-23F, si schianta durante l'avvicinamento in Colombia. Non ci sono superstiti tra i sei a bordo.

## 2007
- 1º gennaio – Il volo Adam Air 574, un Boeing 737 con 102 a bordo, precipita nell'oceano al largo dell'isola di Sulawesi in Indonesia, uccidendo tutti a bordo.
- 9 gennaio – Un Antonov An-26 di AerianTur-M si schianta presso Balad, Iraq, uccidendo 34 delle 35 persone a bordo. La causa ufficiale dell'incidente è la cattiva condizione del tempo, ma altre fonti indicano che l'aereo sia stato abbattuto da un missile.
- 24 gennaio – Il volo Air West 612, un Boeing 737 con 103 persone a bordo viene dirottato sopra il Sudan poco dopo il decollo da Khartoum, ma atterra normalmente a N'Djamena, Ciad.
- 25 gennaio – Il volo Régional 7775, un Fokker F100, effettua un volo controllato contro il suolo in un campo causato dalla contaminazione di ghiaccio. Una vittima, un guidatore di un camion colpito dall'ala dell'aereo.
- 21 febbraio – Il volo Adam Air 172, un Boeing 737, soffre un cedimento strutturale durante l'atterraggio a Surabaya, in Indonesia. Nessuno dei 149 a bordo risulta ferito gravemente.
- 7 marzo – Il volo Garuda Indonesia 200, un Boeing 737, supera la fine della pista e si schianta durante l'atterraggio a Yogyakarta, in Indonesia, uccidendo 22 dei 140 a bordo.
- 17 marzo – Il volo UTair 471, un Tupolev Tu-134, soffre un cedimento strutturale durante l'atterraggio all'aeroporto di Samara-Kurumoč, nella Russia europea, uccidendo sei dei 63 presenti.
- 23 marzo – Un Ilyushin Il-76 di TransAVIAexport Airlines si schianta a Mogadiscio, in Somalia uccidendo tutti gli 11 a bordo; l'incidente avviene durante un atto di guerra e si ritiene che il velivolo possa essere stato abbattuto.
- 5 maggio – Il volo Kenya Airways 507, un Boeing 737 con 114 persone a bordo, si schianta vicino a Douala, in Camerun, provocando la morte di tutti i presenti.
- 3 giugno – Un Mil Mi-8 della Paramount Airlines si schianta a Lungi, in Sierra Leone uccidendo i 22 a bordo.
- 25 giugno – Il volo PMTair 241, un Antonov An-24 della PMTair, si schianta nella Cambogia sudorientale uccidendo tutti i 22 a bordo.
- 28 giugno – Un Boeing 737-200 di TAAG Angola Airlines, con 78 persone a bordo, precipita poco prima dell'atterraggio a M'banza-Kongo, Angola, dopo che i piloti ne perdono il controllo; muoiono almeno sei persone sull'aereo.

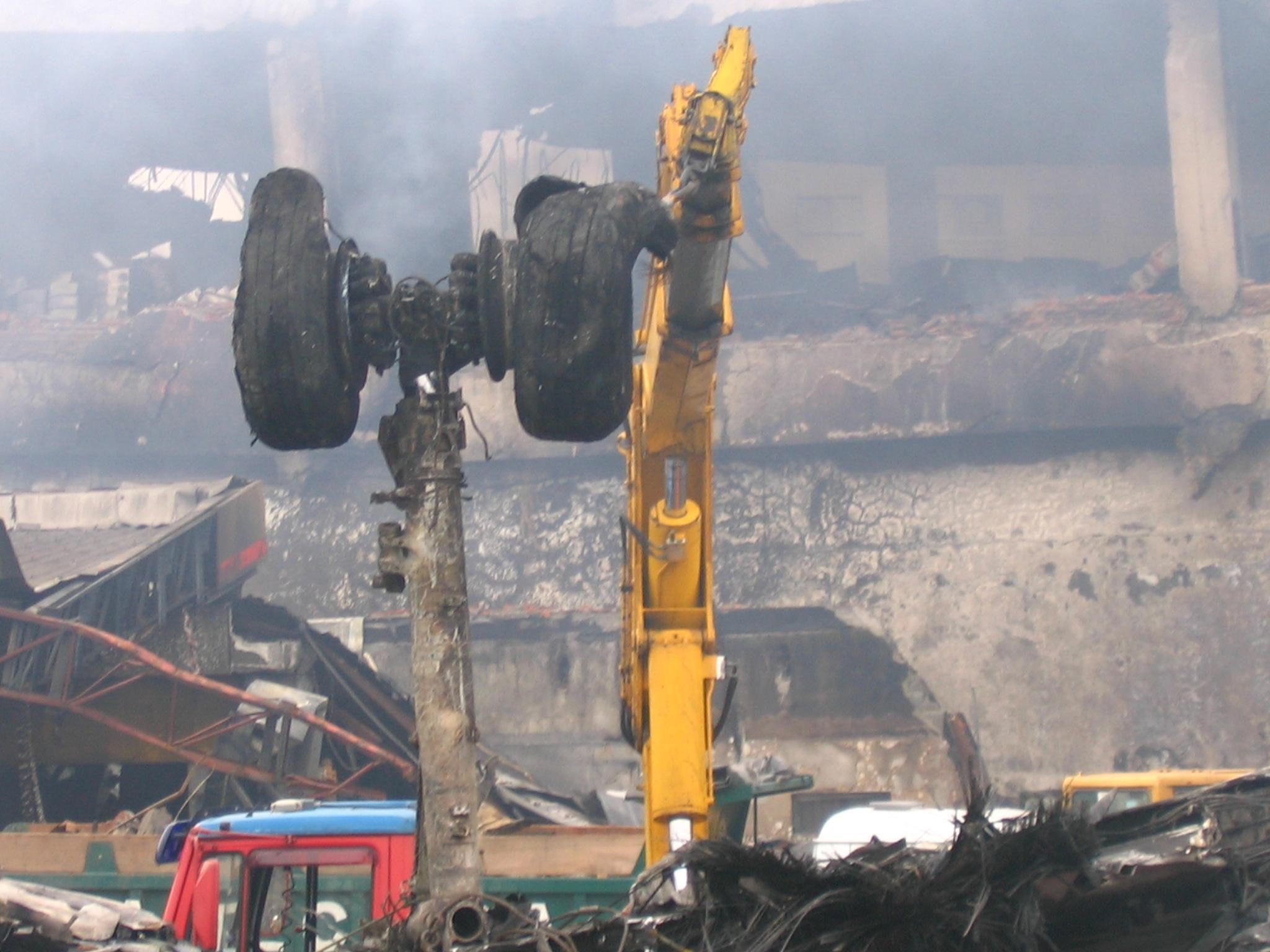
I resti del Volo TAM 3054

- 17 luglio – Il volo TAM 3054, un Airbus A320, si schianta a San Paolo, in Brasile, uccidendo tutti i 187 a bordo insieme a 12 a terra.
- 9 agosto – Il volo Air Moorea 1121, un de Havilland Canada DHC-6 Twin Otter, si schianta sull'isola di Moorea, nella Polinesia francese, uccidendo tutti i 20 a bordo.
- 12 agosto – Il volo Jeju Air 502, un Bombardier Dash 8, esce di pista durante l'atterraggio all'aeroporto internazionale di Busan-Gimhae, in Corea del Sud. Tutti i 79 occupanti sopravvivono, ma l'aereo è distrutto.
- 20 agosto – Il volo China Airlines 120, un Boeing 737, scoppia in fiamme durante l'atterraggio a Naha, in Giappone. Nessuno dei 165 passeggeri rimane ferito gravemente.
- 16 settembre – Il volo One-Two-GO Airlines 269, un McDonnell Douglas MD-82 con 130 persone, si schianta e scoppia in fiamme dopo il tentativo di atterraggio a Phuket, Thailandia in condizioni avverse di meteo, uccidendo 90 persone.
- 4 ottobre – Un Antonov An-26 di Malift Air si schianta in un'area residenziale subito dopo il decollo dall'aeroporto di N'djili Repubblica Democratica del Congo. Rimangono uccise 21 delle 22 persone a bordo (si salva un meccanico) e 30 persone a terra, dove si contano anche 29 feriti.
- 26 ottobre – Il volo Philippine Airlines 475, un Airbus A320, esce di pista durante l'atterraggio a causa di errori dei piloti. 19 feriti, nessuna vittima.
- 9 novembre – Il volo Iberia 6463, un Airbus A340-600 esce di pista durante l'atterraggio all'aeroporto Internazionale Mariscal Sucre, in Ecuador. Fortunatamente non ci sono vittime, in due rimangono feriti.
- 30 novembre – Il volo Atlasjet 4203, un McDonnell Douglas MD-83, impatta contro una montagna presso Isparta, in Turchia uccidendo i 57 a bordo.
- 30 dicembre – Il volo TAROM 3107, un Boeing 737-300, colpisce una macchina per la manutenzione sulla pista durante la corsa di decollo; nessun ferito tra i 123 a bordo, ma l'aereo è danneggiato oltre le possibilità di riparazione.

## 2008

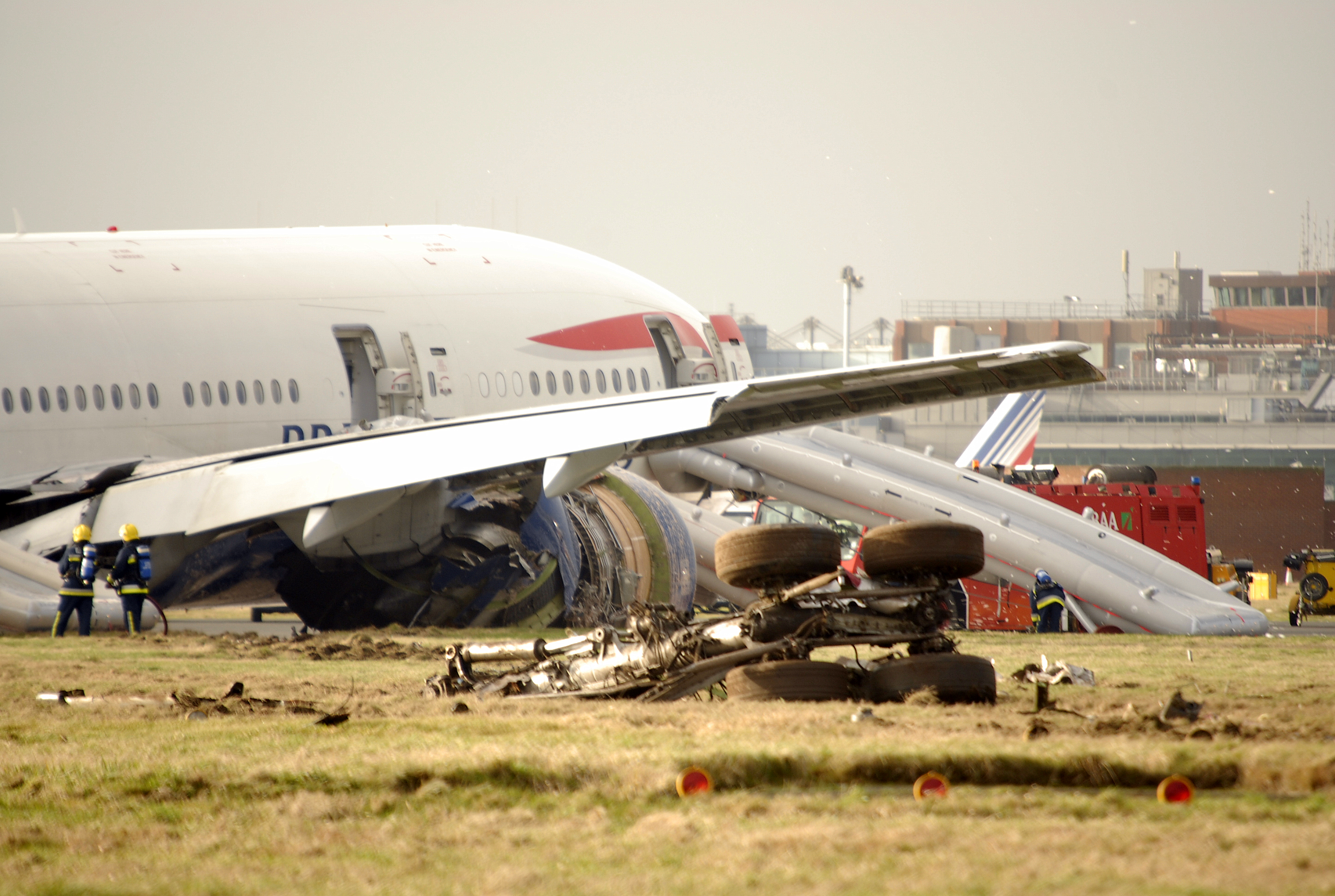
Il Volo British Airways 38

- 4 gennaio – Nell'incidente aereo di Los Roques, un Let L-410 Turbolet della Transaven, precipita vicino all'arcipelago di Los Roques, al largo del Venezuela, uccidendo tutti i 14 presenti.
- 17 gennaio – Il volo British Airways 38, un Boeing 777, atterra prima della pista all'aeroporto di Londra-Heathrow nel Regno Unito a causa del ghiaccio formatosi durante il volo nei serbatoi. Nove dei 152 passeggeri vengono ricoverati per le ferite riportate, ma non ci sono fatalità.
- 8 febbraio – Il volo Eagle Airways 2279, un British Aerospace JetStream, subisce un tentativo di dirottamento all'aeroporto di Christchurch, in Nuova Zelanda. In 3 rimangono feriti, il dirottatore viene arrestato.
- 14 febbraio – Il volo Belavia 1834, un Bombardier CRJ-100ER, stalla durante la fase di salita a causa della formazione di ghiaccio e precipita a causa della perdita di controllo da parte dei piloti. Non ci sono vittime, sette persone rimangono ferite.
- 21 febbraio – Il volo Santa Bárbara Airlines 518, un ATR 42-300, si schianta poco dopo il decollo da Mérida, Venezuela uccidendo i 46 a bordo.
- 25 marzo – Il volo Saudi Arabian Airlines 810, un Boeing 747-300 noleggiato da Air Atlanta Icelandic, prende fuoco poco dopo l'atterraggio all'aeroporto Internazionale di Dacca-Hazrat Shahjalal, in Bangladesh. L'aereo viene evacuato, in 17 rimangono intossicati dal fumo.

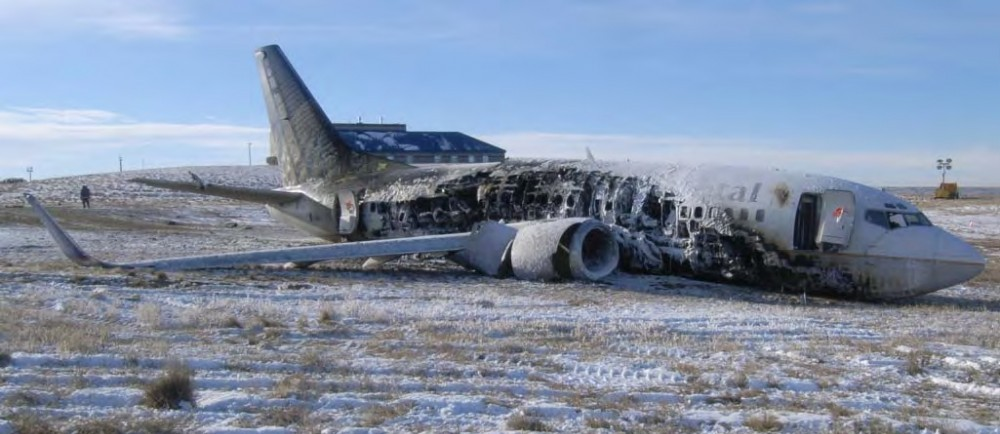
Il volo Continental Airlines 1404

- 3 aprile – Un Antonov An-28 di Blue Wing Airlines si schianta presso in Suriname. Rimangono uccisi tutti i diciannove a bordo.
- 15 aprile – Il volo Hewa Bora Airways 122, un Douglas DC-9-51, precipita in un mercato a Goma, Repubblica Democratica del Congo, provocando la morte di 40 persone, inclusi tre dei passeggeri.
- 25 maggio Il volo Kalitta Air 207, un Boeing 747-200F, non riesce a decollare a causa di un impatto con volatili ed esce di pista all'aeroporto di Bruxelles-National. Nessuna vittima.
- 26 maggio - Un Antonov An-12 di Moskovia Airlines subisce un incendio a bordo con la conseguente distruzione dei comandi di volo. Non ci sono sopravvissuti tra i nove occupanti.
- 30 maggio – Il volo TACA 390, un Airbus A320, oltrepassa la pista all'aeroporto Internazionale Toncontín a Tegucigalpa, in Honduras, uccidendo cinque persone (incluse due a terra).
- 10 giugno – Il volo Sudan Airways 109, un Airbus A310, si schianta all'aeroporto Internazionale di Khartoum e si rompe in più pezzi, prendendo fuoco. Almeno 30 persone risultano decedute.
- 6 luglio – Il volo USA Jet Airlines 298043, un Douglas DC-9-10, si schianta durante l'avvicinamento dopo che i piloti perdono il contatto visivo con la pista a causa delle condizioni meteorologiche. Solo uno dei due sopravvive.
- 7 luglio – Il volo Centurion Air Cargo 164, un Boeing 747-209BSF, precipita poco dopo il decollo a causa di un guasto ai motori. Otto persone rimangono ferite.
- 25 luglio – Il volo Qantas 30, un Boeing 747-438 sulla rotta da Hong Kong a Melbourne, esegue un atterraggio d'emergenza a Manila dopo che la rottura di una parte della carlinga aveva provocato una decompressione. Sopravvivono tutte le persone a bordo.
- 13 agosto – Un Fokker F27 di Fly540 precipita in condizioni meteorologiche avverse in Somalia. Le vittime sono tre.
- 20 agosto – Il volo Spanair 5022, un McDonnell Douglas MD-82 si schianta al decollo dall'aeroporto di Barajas a Madrid, in Spagna. Dei 172 a bordo, 153 rimangono uccisi.
- 24 agosto –
  - Il volo Iran Aseman Airlines 6895, un Boeing 737-200, si schianta poco dopo il decollo dall'aeroporto di Manas nella capitale del Kirghizistan, Bishkek. 71 persone rimangono uccise mentre in 19 riescono a salvarsi.
  - Un Cessna 208 di Aéreo Ruta Maya subisce un guasto all'unico motore e precipita. 11 vittime, 3 sopravvissuti.
- 27 agosto – Il volo Sriwijaya Air 62, un Boeing 737-200, esce di pista e si schianta contro una casa durante l'atterraggio a causa di un malfunzionamento del sistema idraulico. A terra una persona perde la vita e due si feriscono, degli occupanti dell'aereo 24 rimangono feriti.
- 30 agosto – Un Boeing 737 di Conviasa effettua un volo controllato contro il suolo a causa di un errore del pilota. Il bilancio è di 3 morti.
- 14 settembre – Il volo Aeroflot-Nord 821, un Boeing 737-500 della russa Aeroflot-Nord, si schianta durante l'approccio all'aeroporto di Perm'. Muoiono tutti gli 88 a bordo.
- 7 ottobre – Il volo Qantas 72, un Airbus A330-300, esegue un atterraggio d'emergenza a Exmouth, in Australia dopo una rapida discesa, ferendo 70 persone, di cui 14 in modo grave.
- 8 ottobre – Il volo Yeti Airlines 103, un De Havilland Canada DHC-6 Twin Otter, si schianta non lontano dall'Everest in Nepal uccidendo 18 dei 19 a bordo.
- 10 novembre – Il volo Ryanair 4102, un Boeing 737-800, subisce un bird strike durante la fase di atterraggio; tutti i 172 occupanti sopravvivono.
- 27 novembre – Il volo XL Airways Germany 888T, un Airbus A320, precipita dopo uno stallo aerodinamico causato dalla formazioni di ghiaccio sui sensori dell'angolo di attacco. Muoiono tutti i 7 a bordo.
- 20 dicembre – Il volo Continental Airlines 1404, un Boeing 737-500 con 115 persone a bordo, esce di pista all'aeroporto Internazionale di Denver, e si ferma in un avvallamento prendendo fuoco. Non ci sono morti ma 38 persone rimangono ferite.

## 2009

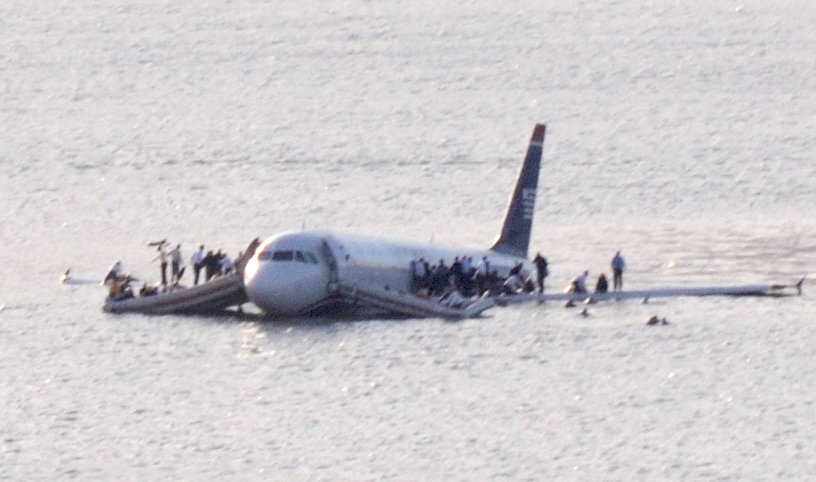
Il volo US Airways 1549

- 15 gennaio – Il volo US Airways 1549, un Airbus A320, atterra sull'acqua del fiume Hudson di new york poco dopo esser decollato dall'aeroporto LaGuardia di New York dopo la rottura dei motori dovuta ad un bird strike: tutte le persone a bordo riescono a mettersi in salvo.
- 27 gennaio – Il volo Empire Airlines 8284, un ATR 42-320, si schianta durante la fase di atterraggio a causa di errori del pilota. Nessuno dei due membri dell'equipaggio perde la vita.
- 7 febbraio – Un Embraer EMB 110 di Manaus Aerotáxi precipita nel fiume Manacapuru, in Brasile, a causa del sovraccarico dell'aereo. 24 vittime e 4 feriti.
- 12 febbraio – Il volo Colgan Air 3407, un Bombardier Dash 8 Q400 in rotta da Newark nel New Jersey a Buffalo,nello stato di New York, si schianta contro un'abitazione a Clarence, provocando la morte dei 49 a bordo insieme ad una persona a terra.
- 25 febbraio – Il volo Turkish Airlines 1951, un Boeing 737-800 in volo dall'aeroporto di Atatürk in Istanbul all'aeroporto di Schiphol di Amsterdam si schianta in un campo nella fase finale di avvicinamento; dei 127 passeggeri e 7 membri dell'equipaggio, in nove rimangono uccisi e 85 feriti.
- 12 marzo – Il volo Cougar Helicopters 91, un Sikorsky S-92, precipita nell'Oceano Atlantico, vicino alle coste canadesi, dopo un guasto al rotore principale. Solo una persona sopravvive allo schianto.i resti del Volo FedEx Express 80

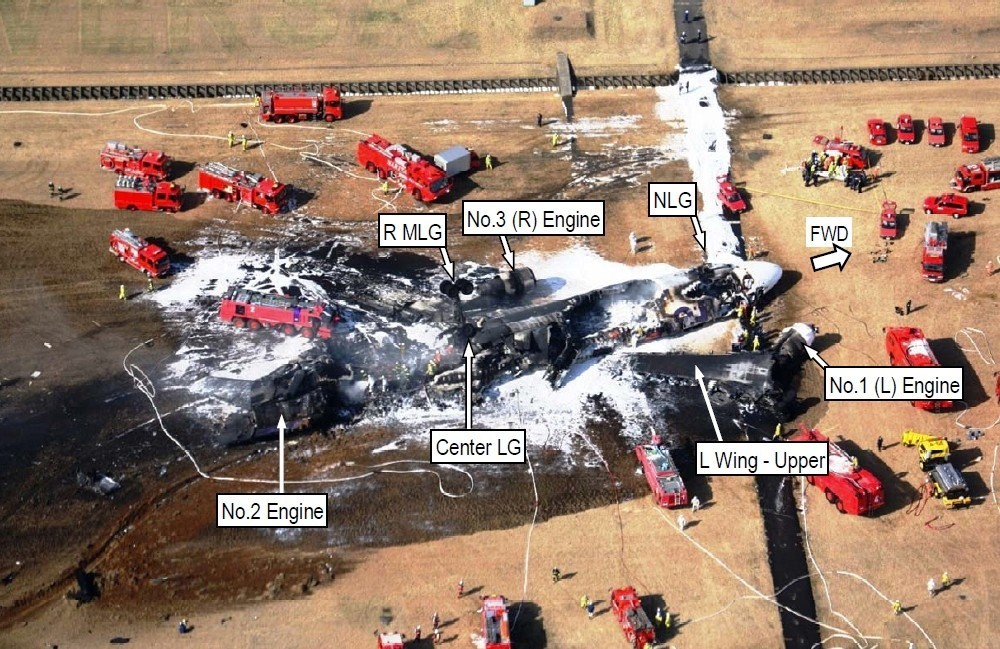
i resti del Volo FedEx Express 80

- 20 marzo – Il volo Emirates 407, un Airbus A340-500 in partenza da Melbourne verso Dubai, ha difficoltà a decollare e riesce a prendere il volo solo 150 metri dopo la fine della pista. Non ci sono feriti ne vittime, ma l'aereo si danneggia gravemente.
- 23 marzo – Il volo FedEx Express 80, un McDonnell Douglas MD-11F partito da Canton, Cina, si schianta all'Aeroporto Internazionale Narita, Giappone; il capitano ed il co-pilota rimangono uccisi.
- 9 aprile – Un BAe 146 di Aviastar Mandiri si schianta sul monte Tengah durante l'avvicinamento alla sua destinazione. Non ci sono sopravvissuti.
- 19 aprile – Il volo CanJet 918, un Boeing 737-800, subisce un tentativo di dirottamento. Dopo una fase di negoziazione, le forze speciali giamaicane assaltano l'aereo e arrestano il criminale.
- 27 aprile – Il volo Magnicharters 585, un Boeing 737-200, effettua un belly landing all'aeroporto di Guadalajara a causa di un'avaria meccanica. Non ci sono vittime, alcuni passeggeri rimangono feriti.
- 1º giugno – Il volo Air France 447, un Airbus A330-200 in volo da Rio de Janeiro, Brasile a Parigi, Francia, precipita nell'Oceano Atlantico uccidendo tutti i 228 occupanti, inclusi i 12 del personale di bordo; alcuni corpi e i resti del velivolo vengono ritrovati solo alcuni giorni dopo, mentre altri vengono ritrovati solo nel 2011. Formazione di ghiaccio ed errori dei piloti hanno contribuito al verificarsi dell'incidente.
- 30 giugno – Il volo Yemenia 626, un Airbus A310-300 in volo da Sana'a, Yemen a Moroni, Comore, si schianta nell'Oceano Indiano con 153 persone a bordo; una bambina di 14 anni risulta l'unica sopravvissuta.
- 13 luglio – Il volo Southwest Airlines 2294, un Boeing 737-300, subisce un cedimento strutturale con conseguente decompressione, durante la fase di crociera a 35 000 piedi (11 000 m). L'aereo effettua un atterraggio di emergenza,;non ci sono vittime ne feriti.
- 15 luglio – Il volo Caspian Airlines 7908, un Tupolev Tu-154, si schianta 16 minuti dopo il decollo vicino a Qazvin, Iran, uccidendo i 153 passeggeri e 15 membri dell'equipaggio.
- 24 luglio – Il volo Aria Air 1525, un Ilyushin Il-62, scivola fuori da una pista in Iran, uccidendo almeno 17 persone con 136 sopravvissuti.
- 2 agosto – Il volo Merpati Nusantara Airlines 9760, un de Havilland Canada DHC-6 Twin Otter impatta contro una montagna in Indonesia, uccidendo i 13 passeggeri e 3 membri dell'equipaggio.
- 4 agosto – Il volo Bangkok Airways 266, un ATR 72-200 con 68 passeggeri si schianta in cattive condizioni meteorologiche durante l'atterraggio all'aeroporto di Samui in Thailandia, provocando la morte di una persona e il ferimento di altre 37.
- 11 agosto – Il volo PNG Air 4684, un de Havilland Canada DHC-6 Twin Otter con 11 passeggeri e 2 membri dell'equipaggio, si schianta contro una montagna in Papua Nuova Guinea; tutte le persone a bordo periscono nell'incidente.
- 26 agosto - Un Antonov An-12 di Aéro-Frêt subisce un incendio a bordo con conseguente cedimento strutturale. Sei vittime.
- 9 settembre – Il volo Aeroméxico 576, un Boeing 737-800 con 104 passeggeri a bordo, viene dirottato sulla rotta da Cancún a Città del Messico; dopo l'atterraggio all'aeroporto Internazionale di Città del Messico, l'aereo viene assaltato da forze speciali; 5 persone vengono arrestate e nessuno rimane ferito.
- 24 settembre – Il volo SA Airlink 8911, un British Aerospace Jetstream, subisce un guasto a un motore durante il decollo e si schianta poco dopo il decollo. Dei tre a bordo, in due si salvano.
- 21 ottobre – Il volo Azza Transport 2241, un Boeing 707-330C, si schianta al decollo dall'Aeroporto Internazionale di Sharjah, Emirati Arabi Uniti; tutti i 6 membri dell'equipaggio rimangono uccisi.
- 22 ottobre – Il volo Divi Divi Air 014, un Britten-Norman BN-2 Islander, ammara dopo un guasto a un motore. In otto sopravvivono.
- 12 novembre – Il volo RwandAir 205, un Bombardier CRJ100 in volo da Kigali, Ruanda, a Entebbe, Uganda, si schianta per un guasto meccanico alla manetta di potenza di un motore; dei 14 a bordo, 1 muore e 6 rimangono feriti.
- 28 novembre – Il volo Avient Aviation 324, un McDonnell Douglas MD-11F, esce di pista durante la corsa di decollo. Tre membri dell'equipaggio muoiono, gli altri quattro rimangono feriti.
- 22 dicembre – Il volo American Airlines 331, un Boeing 737-800, esce di pista all'aeroporto Internazionale Norman Manley, Giamaica, a causa del maltempo, di mancato addestramento e di errori dei piloti. Il bilancio è di 85 feriti.
- 25 dicembre – Il volo Northwest Airlines 253, un Airbus A330-200 è bersaglio di un attacco da parte di un uomo con un ordigno esplosivo, che tuttavia causa solo un piccolo incendio estinto da una hostess; l'uomo viene fermato da alcuni passeggeri: tre persone rimangono ferite.

## 2010
- 21 gennaio – Il volo Cargolux 7933, un Boeing 747-4R7F (SCD), collide con un veicolo della manutenzione delle luci di pista a causa di un errore della torre di controllo. L'unico ferito è l'addetto, rimasto shockato, che si trovava a pochi metri dal van colpito dal carrello anteriore dell'aereo.
- 24 gennaio – Il volo Taban Air 6437, un Tupolev Tu-154M, si schianta durante la fase di atterraggio in Iran. Non ci sono vittime, 47 si feriscono.
- 25 gennaio – Il volo Ethiopian Airlines 409, un Boeing 737-800, si schianta nel mar Mediterraneo poco dopo il decollo dall'aeroporto Internazionale di Beirut; l'aereo era diretto alla capitale etiope, Addis Abeba; tutte le 90 persone a bordo rimangono uccise.
- 11 febbraio – Il volo Trigana Air Service 168, un ATR 42-300, esaurisce il combustibile e atterra in una risaia in Indonesia. Tra i 56 occupanti ci sono solo 2 feriti.
- 1º marzo – Il volo ACT Airlines 521, un Airbus A300, subisce il cedimento del carrello sinistro durante l'atterraggio. Non ci sono vittime, ma l'aereo viene irreparabilmente danneggiato.
- 22 marzo – Il volo Aviastar-TU 1906, un Tupolev Tu-204, si schianta durante la fase di atterraggio a Mosca, Russia. Tutti gli 8 occupanti, feriti, sopravvivono.
- 13 aprile –
  - Il volo Cathay Pacific 780, un Airbus A330, ha un guasto ad entrambi i motori a causa della contaminazione del carburante avvenuta a Surabaya, Indonesia. Il velivolo compie un atterraggio di emergenza a Hong Kong; ci sono 57 feriti ma nessuno tra i 322 occupanti perisce.
  - Il volo AeroUnion 302, un Airbus A300B4-203F, precipita poco prima dell'atterraggio per uno stallo aerodinamico causato da errori del pilota. Non sopravvive nessuno dei 5 a bordo.
  - Il volo Merpati Nusantara Airlines 836, un Boeing 737-300, esce di pista durante una tempesta.Tra i 109 occupanti ci sono 44 feriti ma nessuna vittima.
- 12 maggio – Il volo Afriqiyah Airways 771, un Airbus A330, si schianta all'Aeroporto di Tripoli uccidendo 103 persone; l'unico sopravvissuto è un bambino olandese.
- 17 maggio – Il volo Pamir Airways 112, un Antonov An-24 con 38 passeggeri e 5 membri dell'equipaggio, scompare dai radar 10 minuti dopo il decollo da Kunduz, Afghanistan. Nessun sopravvissuto quando i resti del velivolo vengono ritrovati giorni dopo.

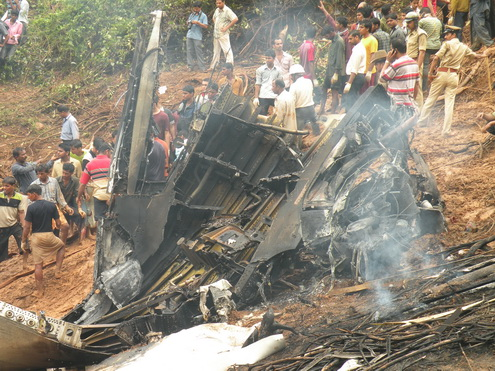
Resti del volo Air India Express 812

- 22 maggio – Il volo Air India Express 812, un Boeing 737-800, si schianta nell'atterraggio all'aeroporto Internazionale di Mangalore con 160 passeggeri e 6 membri dell'equipaggio. Un totale di 158 persone rimangono uccise con soli 8 sopravvissuti.
- 19 giugno –
  - Un CASA C-212 di Cameroon Aéro Service precipita in Camerun. Non ci sono sopravvissuti.
  - Un Douglas C-47 di Air Service Berlin si schianta poco dopo il decollo dall'aeroporto di Berlino-Schönefeld. Non ci sono vittime ma in sette rimangono feriti.
- 27 luglio – Il volo Lufthansa Cargo 8460, un MD-11F, esce di pista a Riad, Arabia Saudita, a causa di un errore del pilota. I 2 membri dell'equipaggio sopravvivono.
- 28 luglio –
  - Il volo Airblue 202, un Airbus A321, si schianta contro una collina a nord-est di Islamabad a causa di errori dei piloti. Tutti i 146 passeggeri e sei membri dell'equipaggio rimangono uccisi. È il primo incidente mortale per un Airbus A321, e il peggior incidente aereo nella storia del Pakistan.
  - Il volo Mauritania Airways 620, un Boeing 737-700, esce di pista in condizioni meteorologiche pessime durante l'atterraggio all'aeroporto di Conakry, in Guinea. Dieci passeggeri rimangono feriti.
- 31 luglio – Un Convair CV-580 di Conair Aviation precipita in Canada. Entrambi i piloti perdono la vita.
- 3 agosto – Il volo Katekavia 9357, un Antonov An-24RV, effettua un volo controllato contro il suolo poco prima dell'atterraggio in condizioni di maltempo e fitta nebbia. Ci sono solo tre superstiti.

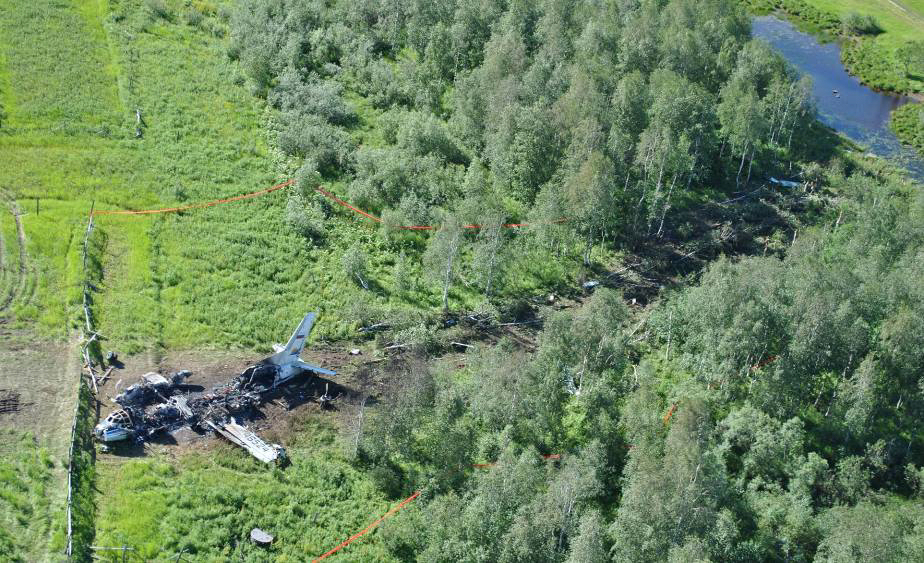
Il volo Katekavia 9357 schiantatosi in un campo

- 16 agosto – Il volo AIRES 8250, un Boeing 737-700, si spezza in tre parti dopo essere atterrato un centinaio di metri prima della pista dell'Aeroporto Gustavo Rojas Pinill, a San Andrés, in Colombia, a causa di errori dei piloti. Dei 125 passeggeri e 6 membri dell'equipaggio, in 2 periscono e in 129 rimangono feriti.
- 24 agosto –
  - Il volo Henan Airlines 8387, un Embraer E-190, oltrepassa il termine della pista e si schianta all'Aeroporto di Lindu, ad Yichun (Cina del nord-est), causando 43 morti fra i 91 passeggeri e 5 dell'equipaggio.
  - Il volo Agni Air 101, un Dornier Do 228-101, precipita a causa di un malfunzionamento dei generatori elettrici e del conseguente disorientamento spaziale dei piloti. Muoiono tutti i 14 a bordo.
- 25 agosto – Un Let L-410 di Filair si schianta in fase di atterraggio per una perdita di controllo causata da un coccodrillo entrato in cabina che ha spostato il baricentro dell'aereo. C'è solo un sopravvissuto.
- 3 settembre – Il volo UPS Airlines 6, un Boeing 747-400 versione cargo, precipita a causa di un incendio a bordo. Entrambi i piloti perdono la vita.
- 7 settembre – Il volo Alrosa 514, un Tupolev Tu-154M, ha un guasto che gli fa perdere totalmente l'energia elettrica durante la fase di avvicinamento. Non ci sono vittime né feriti.
- 13 settembre – Il volo Conviasa 2350, un ATR-42, si schianta poco prima dell'attarraggio a Ciudad Guayana, Venezuela, uccidendo 17 delle 51 persone a bordo.
- 24 settembre – Il volo Wind Jet 243, un Airbus A319 in volo tra Roma e Palermo, impatta contro gli impianti di illuminazione posti prima della pista. Non ci sono vittime, 35 persone rimangono ferite. L'aereo viene in seguito demolito.
- 4 novembre –
  - Il volo Aero Caribbean 883, un ATR 72, si schianta sull'isola di Cuba provocando la morte di tutte le 68 persone a bordo.
  - Il volo Qantas 32, operato dall'icona dell'aviazione mondiale, l'Airbus A380, esegue un atterraggio di emergenza all'aeroporto di Singapore a causa dell'esplosione di un motore che trancia i sistemi del Fly by Wire dell'aereo. Si è rischiato uno dei più letali disastri della storia: a bordo c'erano 440 passeggeri, tutti salvi e nessun ferito.
- 5 novembre – Il volo JS Air 201, un Beechcraft 1900C-1, precipita poco dopo il decollo dall'aeroporto Internazionale Jinnah, Pakistan, a causa di un guasto al motore e successiva perdita di controllo. Nessun sopravvissuto tra i 21 a bordo.
- 11 novembre – Un Antonov An-24 di Tarco Airlines all'aeroporto di Zalingei, Sudan. Ci sono due vittime e sei feriti.
- 28 novembre – Il volo Sun Way 4412, un Ilyushin Il-76TD, precipita poco dopo il decollo a causa di un incendio al motore. Muoiono tutti gli otto a bordo.
- 4 dicembre – Il volo Dagestan Airlines 372, un Tupolev Tu-154M, si schianta poco prima dell'atterraggio a causa dello spegnimento di due motori dovuto a mancanza di carburante. Il bilancio è di due morti e 92 feriti.
- 15 dicembre – Un de Havilland Canada DHC-6 Twin Otter di Tara Air si schianta in Nepal poco dopo il decollo, per cause ancora ignote. Non c'è alcun superstite.

## 2011

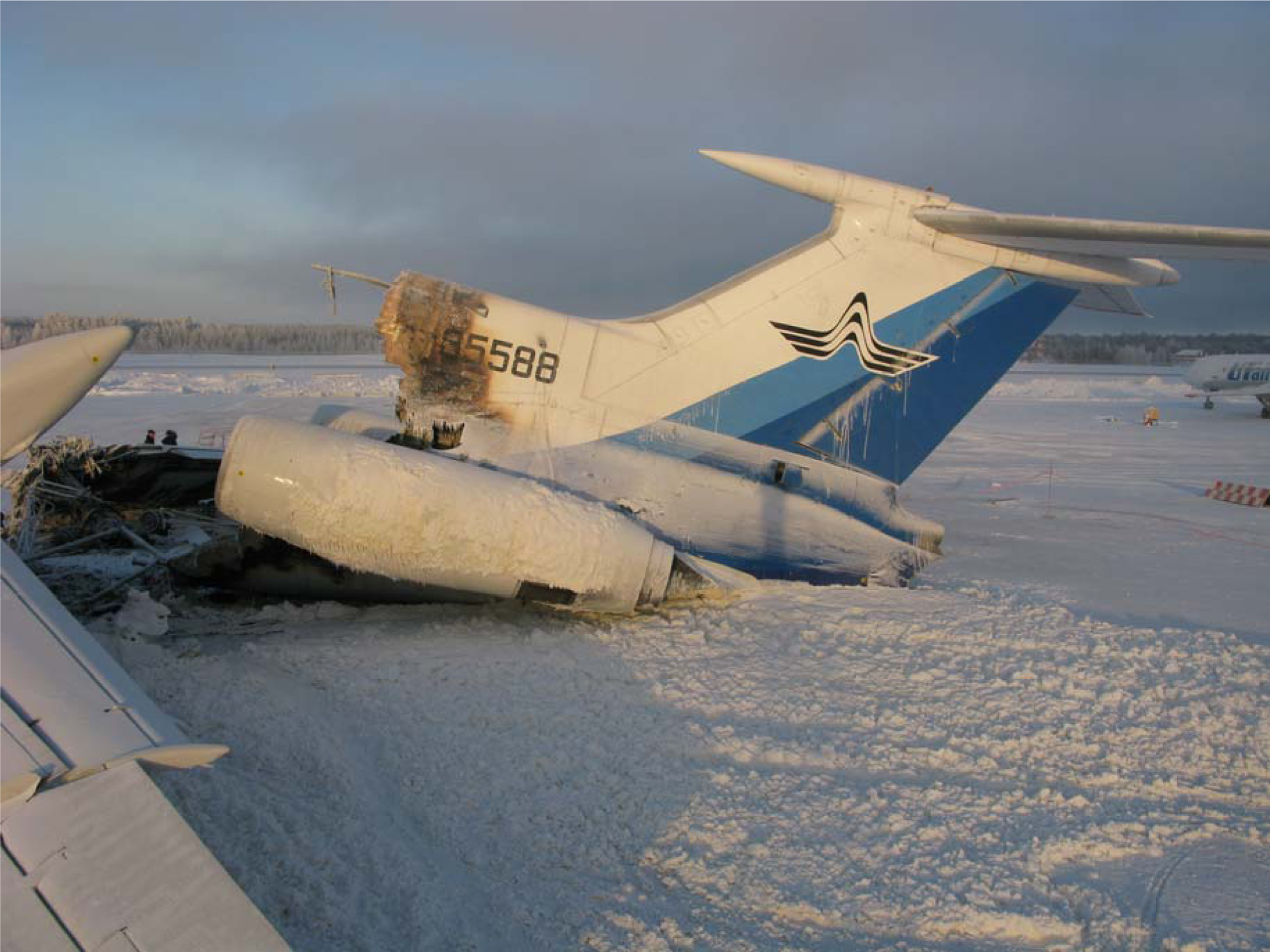
La carcassa bruciata del volo Kolavia 348

- 1 gennaio – Il volo Kolavia 348, un Tupolev Tu-154, subisce un incendio di origine elettrica durante la fase di taxi. Il bilancio è di 3 vittime e 43 feriti.
- 9 gennaio – Il volo Iran Air 277, un Boeing 727, si schianta in fase di atterraggio, presumibilmente a causa delle avverse condizioni meteorologiche, presso l'aeroporto di Urmia, Iran. Dei 105 fra equipaggio e passeggeri 78 perdono la vita sul colpo.[2]
- 10 febbraio – Il volo Manx2 7100, un Fairchild Metro, precipita a Cork, nel sud dell'Irlanda. Il bilancio è di 6 morti e 6 feriti.
- 14 febbraio – Il volo Central American Airways 731, un Let L-410UVP-E20, precipita durante l'avvicinamento a Tegucigalpa, Honduras. Ci sono 14 vittime.
- 5 marzo – Un Antonov An-148 di VASO precipita in Russia dopo un cedimento strutturale. Non ci sono sopravvissuti.
- 21 marzo – Un Antonov An-12 di Trans Air Congo precipita in una zona densamente popolata di Pointe-Noire. Oltre ai quattro a bordo, perdono la vita anche 19 persone a terra.
- 1 aprile – Il volo Southwest Airlines 812, un Boeing 737-300, cede strutturalmente e subisce una rapida decompressione durante la fase di crociera a 34 000 piedi (10 000 m), ed effettua un atterraggio di emergenza. Ci sono solo due feriti.
- 4 aprile – Nell'incidente del Bombardier CRJ-100 dell'ONU muoiono 32 persone; la sciagura aerea colpisce la missione Monusco delle Nazioni Unite nella Repubblica democratica del Congo. L'aereo, un Fokker 100 proveniente da Goma nell'est del paese, con a bordo una trentina di dipendenti ONU, si schianta a Kinshasa durante l'atterraggio, mentre sulla zona infuria un temporale. A bordo ci sono 29 passeggeri e tre membri di equipaggio. Si tratta del primo incidente ad un aereo della missione dell'ONU in Congo dall'inizio del dispiegamento nel 1999.[3]
- 7 maggio – Il volo Merpati Nusantara Airlines 8968, uno Xian MA60 con 25 persone a bordo, 21 passeggeri e 4 membri di equipaggio, precipita in mare durante l'atterraggio nella remota provincia indonesiana della Papua Occidentale. Non ci sono sopravvissuti. Al momento dell'incidente le condizioni meteorologiche erano cattive con scarsissima visibilità.[4]

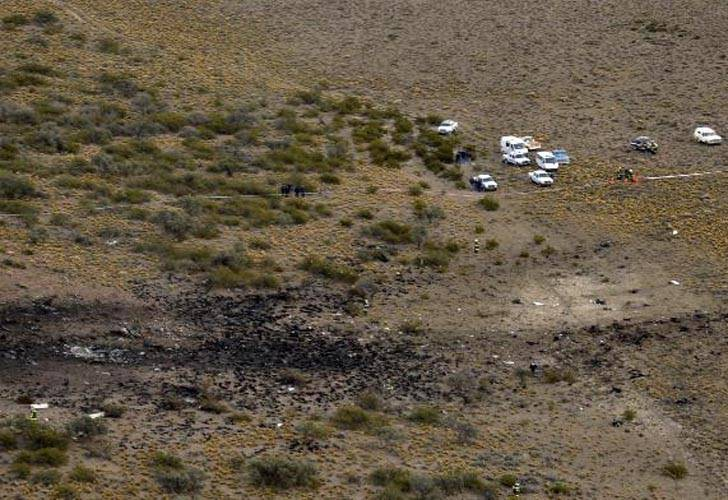
Sito dello schianto del volo Sol Líneas Aéreas 5428

- 18 maggio – Il volo Sol Líneas Aéreas 5428, un Saab 340, precipita nella Patagonia argentina a causa di errori del pilota e formazione di ghiaccio. Nessuna delle 22 persone a bordo sopravvive, 19 passeggeri e 3 membri dell'equipaggio.
- 12 giugno - Nell'Incidente del dirigibile della Lightship Europe del 2011 un dirigibile American Blimp A-60+ prende fuoco durante l'atterraggio a Reichesleim in Germania. Dei 4 a bordo muore il pilota.
- 20 giugno – Il volo RusAir 9605, operato da un Tupolev Tu-134, si schianta su di un'autostrada durante l'avvicinamento finale, provocando la morte di 44 delle 52 persone a bordo.
- 4 luglio – Un Cessna 208 di Missinippi Airways esce di pista dopo un tentativo di decollo abortito. Una persona perde la vita.
- 6 luglio – Un Ilyushin Il-76 di Silk Way Airlines si schianta contro una montagna mentre stava volando ad un'altitudine di 3.500 metri in direzione della base aerea di Bagram in Afghanistan; ci sono 9 vittime.
- 8 luglio – Il volo Hewa Bora Airways 952, un Boeing 727, si schianta in fase di atterraggio all'aeroporto di Bangoka, nella Repubblica del Congo. Il bilancio è di 74 morti e 44 sopravvissuti.
- 11 luglio – Il volo Angara Airlines 9007, un Antonov An-24RV, effettua un ammaraggio dopo un incendio al motore, provocando la morte di sette tra le 37 persone a bordo.
- 13 luglio – Il volo Noar Linhas Aéreas 4896, un Let L-410UVP-E20, si schianta poco dopo il decollo a causa di un guasto al motore. Tutti i 16 occupanti perdono la vita.
- 28 luglio – Il volo Asiana Airlines 991, un Boeing 747-400 cargo, precipita in mare dopo un incendio a bordo. Muoiono entrambi i membri dell'equipaggio.
- 29 luglio – Il volo EgyptAir 667, un Boeing 777, subisce un incendio al cockpit scaturito dal sistema dell'ossigeno del primo ufficiale mentre l'aereo è ancora a terra. In sette rimangono feriti, nessuno perde la vita. Le cause delle fiamme non vengono determinate.
- 30 luglio – Il volo Caribbean Airlines 523, un Boeing 737-800, esce di pista al Cheddi Jagan International Airport, in Guyana. Ci sono sette feriti.
- 9 agosto – Un Antonov An-12 di Avis Amur subisce un incendio al motore e precipita nel tentativo di tornare all'aeroporto di partenza. 11 vittime.
- 20 agosto – Il volo First Air 6560, un Boeing 737-200, precipita in fase di atterraggio a Resolute, Canada: muoiono dodici delle quindici persone a bordo.
- 6 settembre – Il volo Aerocon 238, un Fairchild SA227-BC Metro III, si schianta contro una montagna durante la discesa verso l'aeroporto. C'è solo un sopravvissuto.
- 7 settembre – Nell'incidente aereo della Lokomotiv Jaroslavl', uno Yakovlev Yak-42 con a bordo l'intera squadra di hockey su ghiaccio del Lokomotiv Jaroslavl' si schianta poco dopo il decollo; Sopravvivono solo due persone
- 25 settembre – Il volo Buddha Air 103, un Beechcraft 1900D, si schianta sulle montagne nepalesi durante la fase di avvicinamento. 19 persone perdono la vita.
- 29 settembre – Il volo Nusantara Buana Air 823, un CASA C-212 Aviocar, precipita in Indonesia. Non ci sono sopravvissuti tra i 18 occupanti.
- 13 ottobre – Il volo PNG Air 1600, un de Havilland Canada DHC-8-102, subisce un guasto al motore ed effettua un atterraggio di emergenza in una foresta. Ci sono solo quattro sopravvissuti.
- 18 ottobre – Il volo Iran Air 742, un Boeing 727, atterra a Teheran, Iran, senza il carrello d'atterraggio anteriore esteso a causa di un guasto. Non ci sono feriti ne vittime.
- 1º novembre – Il volo LOT Polish Airlines 016, un Boeing 767, atterra senza carrello di atterraggio a causa di un guasto. Non ci sono né feriti né vittime tra le 231 persone a bordo.
- 28 dicembre – Il volo Kyrgyzstan Airlines 3, un Tupolev Tu-134, si capovolge dopo un duro atterraggio nella fitta nebbia. Ci sono decine di feriti, nessuna vittima.

## 2012
- 2 aprile – Il volo UTair 120, un ATR 72, precipita e prende fuoco dopo il decollo provocando la morte di 32 passeggeri e il ferimento di altri 12.
- 20 aprile – Il volo Bhoja Air 213, operato da un Boeing 737-200, si schianta in fase di atterraggio a Islamabad, Pakistan. Tutte le 127 persone a bordo perdono la vita.
- 9 maggio – Un volo dimostrativo del Shukoi Superjet 100 si schianta dopo 22 minuti dal decollo in una zona montuosa nel territorio di Giacarta, Indonesia. Per le 46 persone a bordo non c'è stata alcuna possibilità di salvarsi.
- 14 maggio – Un Dornier Do 228 di Agni Air si schianta contro una collina dopo una riattaccata. 15 persone delle 21 a bordo perdono la vita.
- 2 giugno – Il volo Allied Air 111, un Boeing 727-200, dopo essere atterrato all'aeroporto internazionale Kotoka di Accra, proveniente dall'aeroporto Internazionale Murtala Muhammed di Lagos, non riesce ad arrestarsi e percorre tutta la pista, la oltrepassa e continua oltre le recinzioni dell'aeroporto concludendo la corsa travolgendo un minibus e alcune auto. I morti sono 10, tutti occupanti di autovetture e minibus.

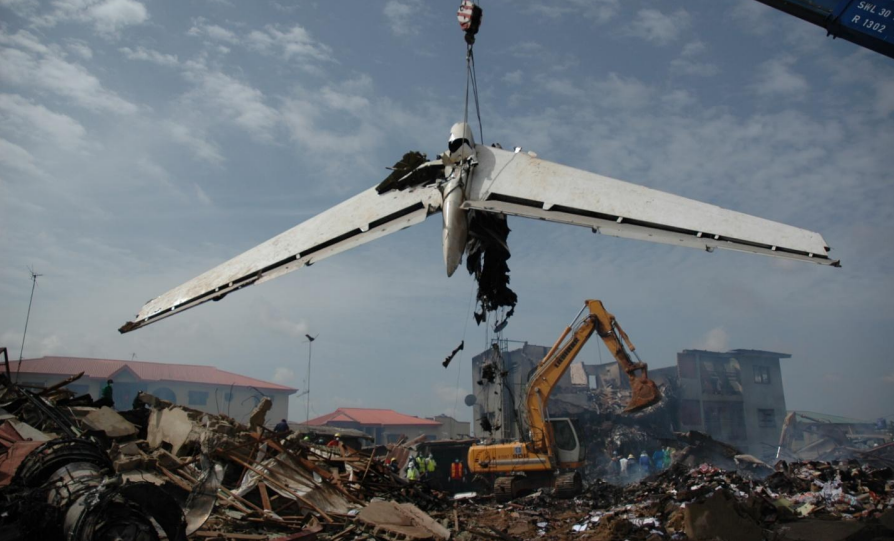
Coda del volo Dana Air 992

- 3 giugno – Il volo Dana Air 992, un McDonnell Douglas MD-83, precipita su alcuni edifici durante l'approccio finale a Lagos, in Nigeria. Perdono la vita le 153 persone a bordo e almeno 6 che si trovavano sul luogo dell'impatto.
- 29 giugno – Sei persone tentano di dirottare il Volo Tianjin Airlines 7554, un Embraer E-190, 10 minuti dopo il decollo; i passeggeri e l'equipaggio riescono a bloccare i dirottatori e l'aereo compie un atterraggio di emergenza; delle 101 persone a bordo, 2 dei dirottatori muoiono e 11 passeggeri più un membro dell'equipaggio rimangono feriti.
- 19 agosto – Un Antonov An-26 di Alfa Airlines si schianta contro una montagna durante la fase di atterraggio. Non ci sono superstiti.
- 12 settembre – Il volo Petropavlovsk-Kamchatsky Air 251, un Antonov An-28, si schianta in Kamchatka, Russia, uccidendo 10 delle 14 persone a bordo.
- 28 settembre – Il volo Sita Air 601, un Dornier Do 228, precipita sulle sponde del fiume Manhora, a Kathmandu, Nepal dopo un bird strike; muoiono tutte le 19 persone a bordo.
- 16 novembre Il volo DHL 6321, un Airbus A300, subisce il cedimento del carrello d'atterraggio anteriore ed esce di pista durante l'atterraggio. Non ci sono vittime, ma l'aereo viene danneggiato irreparabilmente.
- 30 novembre – Un Ilyushin Il-76T Cargo di Aéro-Service si distrugge durante la fase di atterraggio all'aeroporto Maya-Maya, Brazzaville, Repubblica del Congo, a causa delle cattive condizioni meteorologiche, uccidendo tutte e sei i membri dell'equipaggio, 26 a terra, e ferendone 14.
- 25 dicembre – Il volo Air Bagan 011, un Fokker 100, compie un atterraggio di emergenza su una strada vicina all'aeroporto di Meho, Myanmar, uccidendo una persona a bordo, una a terra e ferendone 11.
- 29 dicembre – Il volo Red Wings Airlines 9268, un Tupolev Tu-204, durante un volo di ricognizione supera la pista in fase di atterraggio all'aeroporto di Mosca Vnukovo International, supera le barriere e prende fuoco; 5 degli 8 assistenti muoiono nel primo incidente con vittime in cui è coinvolto un Tu-204.

## 2013
- 4 gennaio - Un Britten-Norman Islander della Transaereo 5074 si schianta tra Los Roques e Caracas in Venezuela uccidendo tutti i 6 a bordo.
- 29 gennaio – Il volo SCAT Airlines 760, un Bombardier CRJ200, si schianta, per cause ignote, durante l'atterraggio all'aeroporto di Almaty, Kazakhstan, provocando la morte di tutti i 16 passeggeri e i 5 membri dell'equipaggio a bordo.

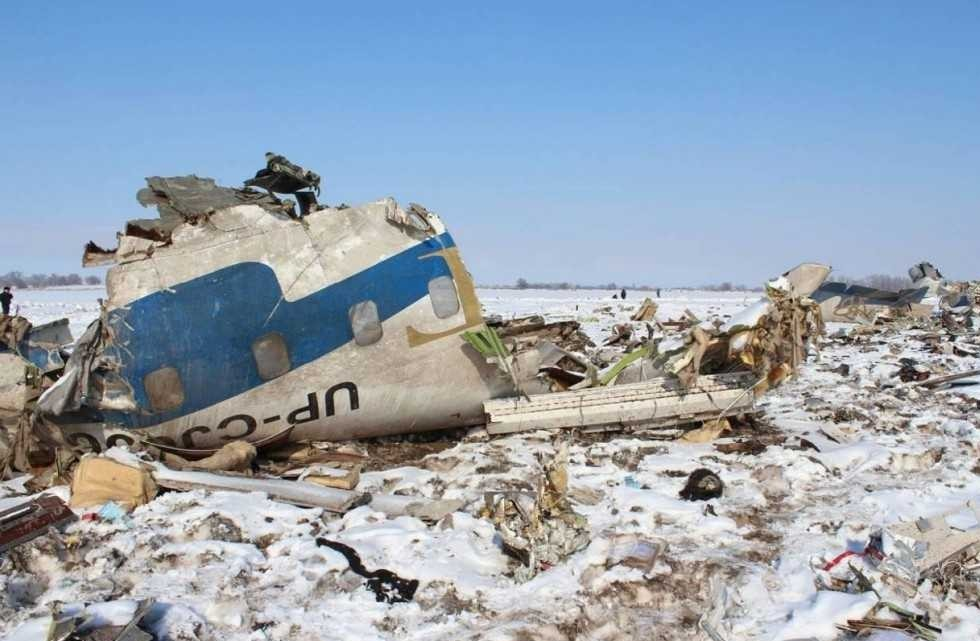
Resti del volo SCAT Airlines 760

- 2 febbraio - Il volo Alitalia 1670, un ATR-72 operato dalla Carpatair, finisce fuori pista all'aeroporto di Roma-Fiumicino dopo un volo da Pisa. Non ci sono vittime tra i 34 a bordo ma in 16 rimangono feriti.
- 13 febbraio – Il volo South Airlines 8971, un Antonov An-24, si schianta in fasi di atterraggio a causa della nebbia nei pressi dell'aeroporto di Donec'k, Ucraina, uccidendo 5 delle 52 persone a bordo.
- 4 marzo – Un Fokker F50 di Compagnie Africaine d'Aviation precipita durante l'avvicinamento in condizioni meteorologiche pessime nella Repubblica Democratica del Congo. Il bilancio è di sei vittime e tre feriti.
- 13 aprile – Il volo Lion Air 904, un Boeing 737 con 101 passeggeri e 7 membri dell'equipaggio, si schianta nell'oceano durante l'atterraggio al Ngurah Rai International Airport, Indonesia, sull'isola di Bali, ferendo 46 persone.
- 29 aprile – Il volo National Airlines 102, un Boeing 747 Cargo, stalla e si schianta subito dopo il decollo dal campo di volo di Bagram, Afghanistan, a causa dello spostamento del carico durante il volo, uccidendo tutti e sette i membri dell'equipaggio.
- 16 maggio – Il volo Nepal Airlines 555, un de Havilland Canada DHC-6 Twin Otter, esce di pista dopo l'atterraggio. Ci sono sette feriti.
- 10 giugno – Il volo Merpati Nusantara Airlines 6517, uno Xian MA60, si schianta durante l'avvicinamento. 25 delle 50 persone a bordo rimangono ferite.

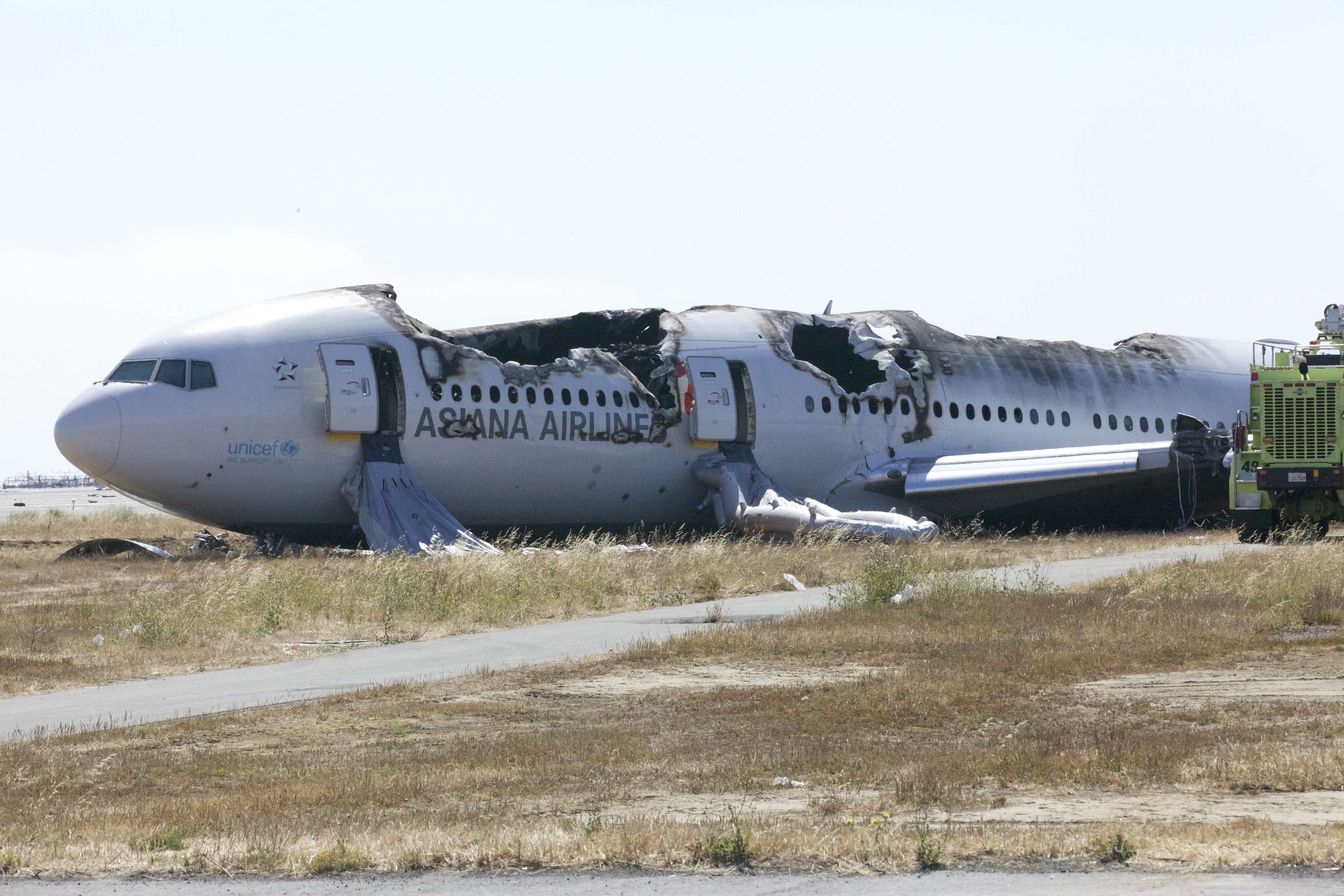
Il volo Asiana Airlines 214

- 6 luglio – Il volo Asiana Airlines 214, un Boeing 777-300ER, si schianta sulla pista dell'aeroporto internazionale di San Francisco, Stati Uniti, uccidendo 3 delle 304 persone a bordo e ferendone 182. L'incidente è il primo in cui è coinvolto un Boeing 777.
- 22 luglio – Il volo Southwest Airlines 345, un Boeing 737-700, tocca terra prima con il carrello d'atterraggio anteriore, invece che con quello principale, che collassa causando danni considerevoli all'aeromobile. Nove persone si feriscono, non ci sono vittime.
- 14 agosto – Il volo UPS Airlines 1354, un Airbus A300 Cargo, si schianta durante l'atterraggio all'aeroporto Internazionale di Birmingham-Shuttlesworth, Stati Uniti, provocando la morte dei 2 membri dell'equipaggio a bordo.
- 8 settembre – Il volo Thai Airways International 679, un Airbus A330-300, esce di pista durante l'atterraggio all'aeroporto Internazionale di Bangkok-Suvarnabhumi, in Thailandia. Non ci sono vittime, ma l'aereo viene danneggiato irreparabilmente.
- 3 ottobre – Il volo Associated Aviation 361, un Embraer 120, precipita subito dopo il decollo dal Murtala Muhammed International Airport, Lagos, uccidendo 15 persone a bordo.
- 16 ottobre – Il volo Lao Airlines 301, un ATR-72, si schianta dopo l'atterraggio al Pakse International Airport, Laos, a causa delle avverse condizioni climatiche, uccidendo 44 passeggeri e 5 membri dell'equipaggio.
- 19 ottobre – Il volo Air Niugini 2900, un ATR 42, esce di pista durante l'atterraggio in Papua Nuova Guinea. Un ferito, nessuna vittima.
- 17 novembre – Il volo Tatarstan Airlines 363, un Boeing 737, precipita durante la fase di atterraggio al Aeroporto di Kazan', Russia, uccidendo 50 persone a bordo.
- 29 novembre – Il volo LAM Mozambique Airlines 470, un Embraer 190, in volo da Maputo, Mozambico, verso Luanda, Angola, precipita nel parco nazionale Bwabwata nel Namibia del nord, a causa del gesto volontario del comandante, uccidendo tutte e 33 le persone a bordo.

## 2014

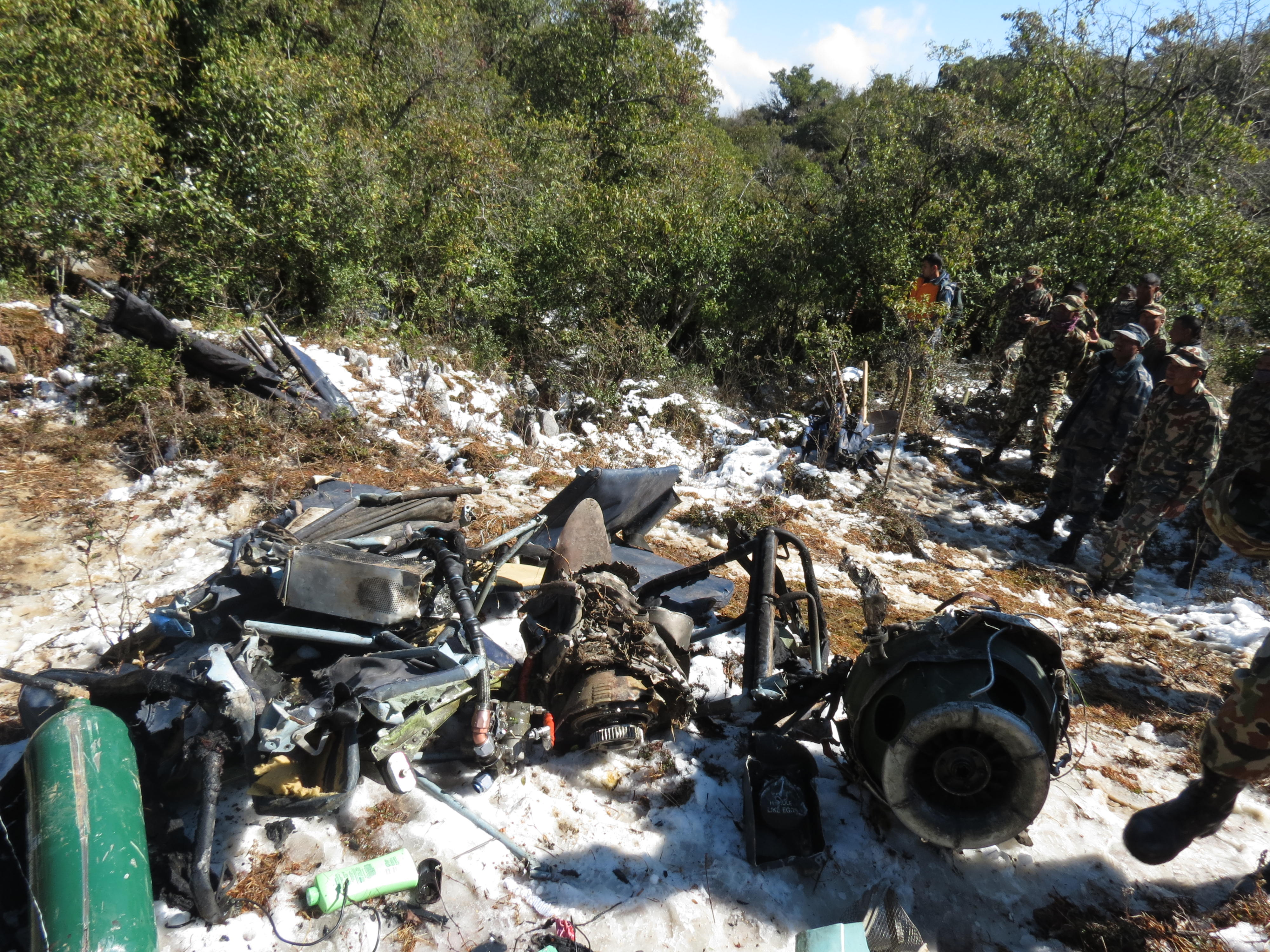
Resti del volo Nepal Airlines 183

- 16 febbraio – Il volo Nepal Airlines 183, un De Havilland Canada DHC-6, precipita vicino a Khidim circa 40 miglia nautiche sud-est da Pokhara, Nepal, uccidendo 18 persone.
- 17 febbraio – Il volo Ethiopian Airlines 702, un Boeing 767-300ER, viene dirottato dal copilota durante il volo da Addis Abeba, Etiopia, a Roma, riuscendo ad atterrare in sicurezza a Ginevra. Tutti i 202 passeggeri rimangono illesi, il copilota è stato arrestato subito dopo l'atterraggio.
- 17 febbraio – Un Hawker Siddeley HS 748 dell'Organizzazione Internazionale per le Migrazioni si schianta all'Aeroporto di Rubkona in Sud Sudan uccidendo un membro dell'equipaggio, gli altri 3 sono gravemente feriti ma sopravvivono.
- 8 marzo – Il volo Malaysia Airlines 370, un Boeing 777 in volo dall'aeroporto di Kuala Lumpur verso Pechino con 239 persone a bordo, scompare dai radar sopra il Golfo di Tailandia. Il 24 marzo, il governo malese conferma che l'aereo è precipitato nell'Oceano Indiano, provocando la morte di tutte le persone a bordo. Nonostante anni di ricerche, il relitto non è mai stato trovato e la causa dell'inabissamento è tuttora ignota.
- 2 luglio – Un Fokker F50 di Skyward International Aviation precipita poco dopo il decollo per la negligenza dei piloti, che hanno proseguito nonostante evidenti problemi dell'aereo. Le vittime sono quattro.
- 17 luglio – Il volo Malaysia Airlines 17, un Boeing 777 in volo da Amsterdam a Kuala Lumpur, precipita in Ucraina dopo esser stato abbattuto da un missile terra-aria. Muoiono tutte le 298 persone a bordo.
- 23 luglio – Il volo TransAsia Airways 222, un ATR-72, si schianta a causa del tifone Matmo durante l'atterraggio a Magong, nelle isole Penghu, alle ore 17:58. 47 persone muoiono, 12 sopravvivono.
- 24 luglio – Il volo Air Algérie 5017, un McDonnell Douglas MD-83 di 18 anni, si schianta nell'area di Gossi, nello stato africano del Mali, uccidendo 116 persone, di cui 110 passeggeri e 6 membri dell'equipaggio.
- 10 agosto – Il volo Sepahan Airlines 5915, un HESA IrAn-140 (un Antonov An-140 costruito sotto licenza), precipita poco dopo il decollo dall aeroporto Internazionale di Teheran-Mehrabad, Iran, uccidendo 39 delle 48 persone a bordo.
- 31 agosto – Un Fokker F27 di Safari Express Cargo precipita per cause ignote in Tanzania. Tre vittime.
- 29 ottobre – Il volo Skyway Enterprises 7101, uno Short 360, precipita in mare vicino a Saint Martin. Entrambi i piloti perdono la vita.
- 28 dicembre – Il volo Indonesia AirAsia 8501, un Airbus A320 in volo da Surabaya a Singapore con 155 passeggeri e 7 membri dell'equipaggio a bordo, scompare dai radar alle ore 16:18 UTC+6, 40 minuti dopo il decollo. Successivamente si scopre che tutte le persone a bordo sono morte.

## 2015
- 10 gennaio – Il volo ASKY Airlines 4016, un Boeing 737-400, esce di pista durante l'atterraggio all'aeroporto Internazionale Kotoka, in Ghana. Non ci sono vittime, i tre piloti rimangono feriti e l'aereo viene demolito.
- 20 gennaio;- Nell'Incidente dell'Antonov An-2P della Olimp Air un Antonov An-2P che trasportava lavoratori di una miniera si schianta vicino a Shatyrkul in Kazakistan, muoiono 6 dei 7 a bordo.
- 4 febbraio – Il volo TransAsia Airways 235, un ATR-72, si schianta nel fiume Keelung in Taiwan. 42 delle 58 persone a bordo tra passeggeri e membri delle equipaggio rimangono uccise.
- 4 marzo – Il volo Turkish Airlines 726, un Airbus A330-300, esce di pista durante l'atterraggio all'aeroporto Internazionale Tribhuvan, in Nepal. Non ci sono vittime, una persona rimane ferita, l'aereo viene in seguito demolito.
- 5 marzo – Il volo Delta Air Lines 1086, un McDonnell Douglas MD-88, esce di pista durante l'atterraggio all'aeroporto La Guardia, New York, anche a causa del maltempo; non ci sono vittime tra i 132 a bordo, solo 24 feriti.

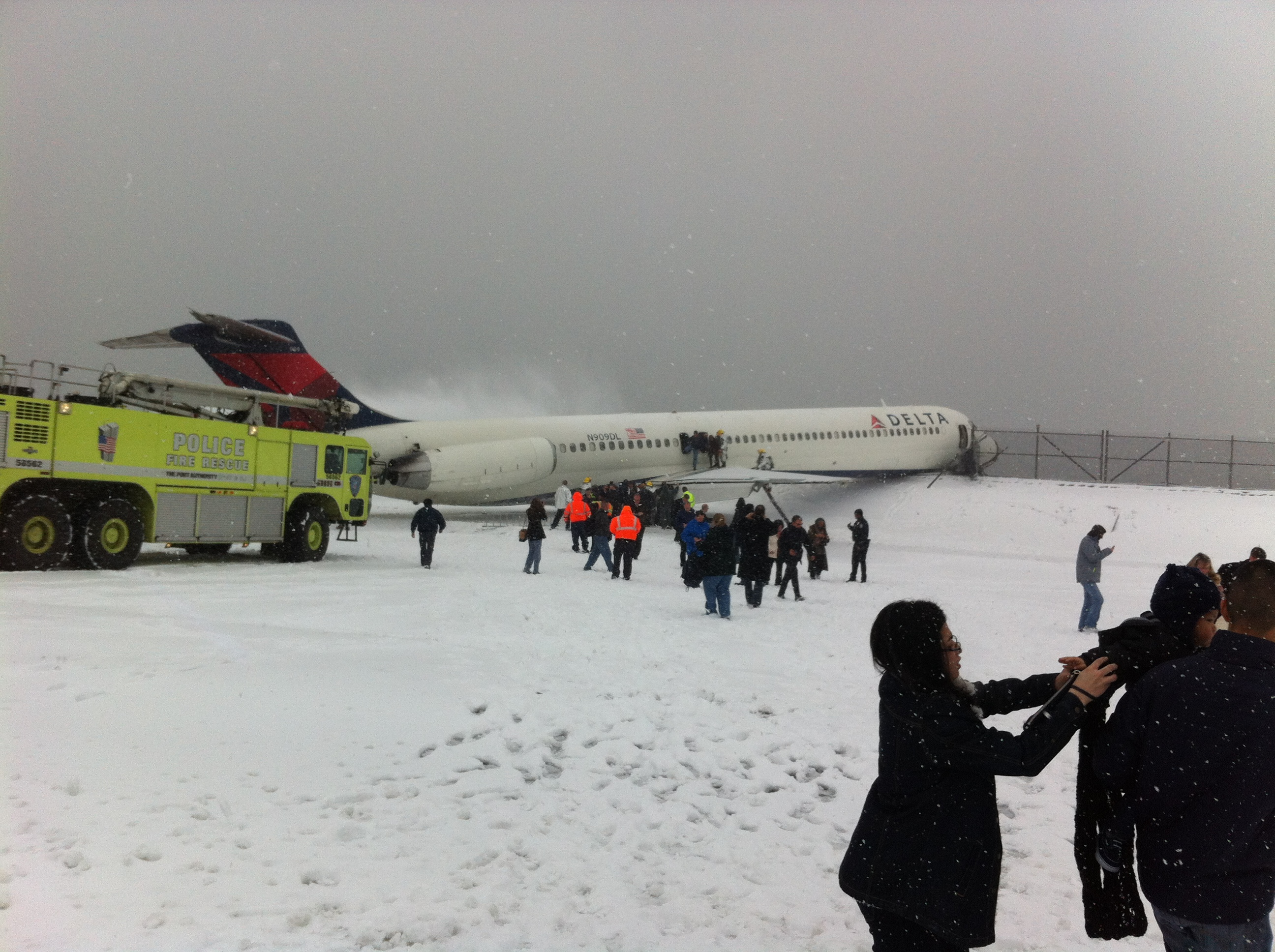
Il volo Delta Air Lines 1086 fuori pista

- 24 marzo – Il volo Germanwings 9525, un Airbus A320, si schianta nel sud della Francia durante un volo da Barcellona, Spagna a Düsseldorf, Germania. Tutti i 144 passeggeri e i 6 membri dell'equipaggio a bordo del velivolo muoiono nello schianto. Il disastro è attribuito a un atto suicida del primo ufficiale.
- 29 marzo – Il volo Air Canada 624, un Airbus A320, si schianta al suolo poco prima della pista, colpendo diverse strutture ad essa antecedenti. Ci sono 26 feriti, ma nessuna vittima tra i 138 occupanti.
- 14 aprile – Il volo Asiana Airlines 162, un Airbus A320, impatta contro delle strutture a terra poco prima dell'atterraggio. Ci sono 27 feriti.
- 25 aprile – Il volo Turkish Airlines 1878, un Airbus A320, effettua un atterraggio duro a Istanbul, Turchia, subendo danni al carrello di atterraggio e ai motori. Non ci sono né feriti né vittime.
- 16 agosto – Il volo Trigana Air 267, un ATR 42-300, si schianta nell'est della Papua, Indonesia, durante un volo da Jayapura, a Oksibil. Tutti i 49 passeggeri e i 5 membri dell'equipaggio a bordo del velivolo muoiono nello schianto contro una montagna.
- 20 agosto – Nella collisione aerea di Červený Kameň due Let L-410 Turbolet di Dubnica Air si scontrano sopra Červený Kameň, in Slovacchia. In totale sette persone perdono la vita.
- 5 settembre – Nella collisione aerea di Lougoundo, un Boeing 737-800 e un Hawker Siddeley HS-125-700A si scontrano a causa di un probabile malfunzionamento degli strumenti dell'aereo più piccolo. Sul Boeing non ci sono vittime, mentre non ci sono sopravvissuti tra i sette sull'altro velivolo.
- 8 settembre – Il volo British Airways 2276, un Boeing 777, subisce un guasto incontrollato e un incendio al motore destro che lo costringono a interrompere la corsa di decollo all'aeroporto di Las Vegas; 20 persone rimangono ferite durante l'evacuazione ma nessuno muore.
- 2 ottobre – Il volo Aviastar 7503, un de Havilland Canada DHC-6 Twin Otter, precipita al suolo undici minuti dopo il decollo. Non ci sono sopravvissuti tra i 10 a bordo.
- 12 ottobre Il volo Tristar Air 810, un Airbus A300, atterra in un campo dopo aver tentato svariate volte di atterrare su una pista dell'aeroporto Internazionale Aden Adde, in Somalia, senza mai riuscirci per problemi al carrello d'atterraggio. Due dei sei a bordo rimangono feriti, non ci sono vittime.
- 29 ottobre – Il volo Dynamic Airways 405, un Boeing 767, subisce un incendio alla parte sinistra della fusoliera, al motore e all'ala di sinistra a causa di una perdita di carburante; 22 feriti, nessuna vittima.

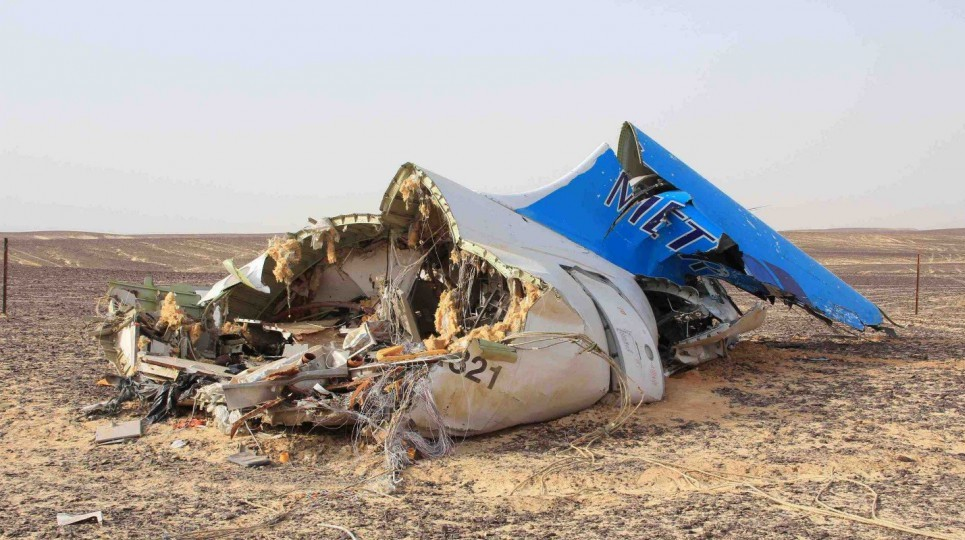
Resti del volo Metrojet 9268

- 31 ottobre – Il volo Metrojet 9268, un Airbus A321 diretto a San Pietroburgo, precipita al suolo poco dopo il decollo dall'aeroporto Internazionale di Sharm el-Sheikh, verosimilmente per l'esplosione di una bomba in una valigia. L'attacco terroristico è stato rivendicato dall'ISIS. A bordo vi erano 217 passeggeri e 7 membri dell'equipaggio, tutti deceduti.
- 4 novembre – Un Antonov An-12 di Allied Services non riesce a decollare ed esce di pista all'aeroporto Internazionale di Giuba poiché sovraccarico. 37 vittime, 2 sopravvissuti.
- 22 novembre – Il volo Avia Traffic Company 768, un Boeing 737-300, effettua un atterraggio duro in un aeroporto del Kirghizistan. 14 persone rimangono ferite, 4 in modo grave.
- 24 dicembre – Un Airbus A310 di Services Air esce di pista in un aeroporto nella Repubblica del Congo. Nessun ferito o vittima tra i 5 a bordo; a terra perdono la vita in otto e in nove rimangono feriti.

## 2016
- 8 gennaio – Il volo West Air Sweden 294, un Bombardier CRJ200, scompare dai radar a 20 000 piedi (6 100 m) tra le montagne norvegesi; tutti e 2 i piloti muoiono.
- 2 febbraio – Il volo Daallo Airlines 159, un Airbus A321, subisce una rapida decompressione a causa di un'esplosione di una bomba nella cabina, l'aereo riesce a compiere un atterraggio di emergenza. L'unica vittima è l'attentatore che viene risucchiato fuori dal velivolo.
- 24 febbraio – Il volo Tara Air 193, 9N-AHH, scompare poco dopo il decollo mentre viaggia tra Pokhara e Jomsom. Viene trovato schiantato tra le montagne del nord. Tutte le 23 persone (tra cui i 3 membri dell'equipaggio) muoiono nell'incidente.
- 9 marzo – Un Antonov An-26 di True Aviation si schianta poco dopo il decollo a causa di un guasto a un motore. C'è solo un sopravvissuto.
- 19 marzo – Il volo Flydubai 981, un Boeing 737-800, precipita a Rostov sul Don, in Russia. 62 le vittime.
- 29 marzo – Il volo EgyptAir 181, un Airbus A320, viene dirottato verso Cipro; il dirottatore viene arrestato dopo l'atterraggio a Larnaca.
- 4 aprile – Il volo Batik Air 7703, un Boeing 737-800, si scontra durante il decollo con un ATR-42 che invade la pista; nessuna vittima.
- 13 aprile – Un BN-2 Islander di Sunbird Aviation precipita dopo un guasto a un motore e poiché sovraccarico. 12 vittime.
- 20 aprile;- Durante l'atterraggio all'aeroporto di Gander, il carrello del Beechcraft 1900D operante il volo Air Canada Express 7804, proveniente da Goose Bay, collassa. L'atterrare senza carrello causa danni anche alle eliche e alla fusoliera dell'aereo. Dei 16 a bordo 3 rimangono feriti.
- 18 maggio – Un Antonov An-12 di Silk Way Airlines precipita poco dopo il decollo a causa di un guasto al motore; dei 9 a bordo, solo 2 sopravvivono.
- 19 maggio – Il volo EgyptAir 804, un Airbus A320, diretto da Parigi a Il Cairo della compagnia aerea Egyptair precipita nel Mar Mediterraneo poco prima di raggiungere l'Egitto. Morte le 66 persone a bordo di cui 10 membri dell'equipaggio.
- 27 maggio – Il volo Korean Air 2708, un Boeing 777, subisce un guasto al motore e un conseguente incendio durante la corsa di decollo; ci sono 12 feriti.
- 6 giugno – Il Volo UPS Airlines 61, un McDonnell Douglas MD-11, diretto da Seul a Anchorage, durante il decollo il carrello anteriore cade ed esce di pista; i 4 occupanti sopravvivono ma l'aereo viene demolito.
- 3 agosto – Il volo Emirates 521, un Boeing 777, si schianta e prende fuoco sulla pista dell'aeroporto internazionale di Dubai, Emirati Arabi Uniti, durante una riattaccata, a causa di un errore del pilota che non ha portato al massimo le manette di potenza. A bordo nessuna vittima e 24 feriti, a terra muore un vigile del fuoco durante le operazioni di spegnimento e altri 8 si feriscono.
- 5 agosto – Il volo ASL Airlines Hungary 7332, un Boeing 737-400 versione cargo, esce di pista all'aeroporto di Bergamo-Orio al Serio a causa del maltempo e di errori del pilota.I due piloti sopravvivono.
- 27 agosto – Il volo Southwest Airlines 3472, un Boeing 737-700 decollato da New Orleans e diretto a Orlando, perde parte del motore, costringendolo a un atterraggio di emergenza all'aeroporto di Pensacola (Florida). Nessun ferito tra i 99 passeggeri e i cinque membri dell'equipaggio.
- 28 ottobre –
  - Il volo American Airlines 383, un Boeing 767, interrompe il decollo a causa di un guasto con successivo incendio al motore; tra i 170 occupanti, ci sono 21 feriti anche a causa dei ritardi nella procedura di evacuazione.
  - Il volo FedEx Express 910, un McDonnell Douglas DC-10-10F, subisce un incendio al motore e il collasso del carrello di atterraggio a causa di fatica del metallo; i due membri dell'equipaggio riescono a fuggire.
- 31 ottobre – Un de Havilland Canada DHC-4 Caribou di Alfa Indonesia precipita nella Papua, Indonesia; nessuno dei 4 a bordo sopravvive.
- 28 novembre – Il volo Lamia 2933, un RJ-85, precipita durante la fase di avvicinamento all’aeroporto José María Cordoba della città colombiana di Medellín. Delle 77 persone a bordo solo 6 sono sopravvissute. Fra i passeggeri anche i giocatori di una squadra di calcio della massima serie brasiliana, la Chapecoense.
- 7 dicembre – Il volo Pakistan International Airlines 661, un ATR 42-500, precipita a pochi minuti dall'atterraggio a Islamabad, Pakistan. Ci sono 47 vittime.
- 20 dicembre – Il volo Aerosucre 157, un Boeing 727-200 cargo, si schianta durante la fase di decollo a Puerto Carreño; dei 6 occupanti, solo 1 sopravvive;
- 23 dicembre – Il volo Afriqiyah Airways 209, un Airbus A320, viene dirottato verso Malta da terroristi libici; le forze maltesi riescono a farli desistere e li arrestano senza provocare feriti o vittime.

## 2017
- 16 gennaio – Il volo Turkish Airlines 6491, un Boeing 747 versione cargo, si schianta al suolo durante una riattaccata; Oltre ai 4 membri dell'equipaggio, muoiono 35 persone a terra e altre 37 si feriscono.
- 10 marzo – Un Sikorsky S-76 di Swan Aviation effettua un volo controllato contro il suolo vicino a Istanbul, in Turchia. Tutti i sette a bordo perdono la vita.
- 20 marzo – Un Antonov An-26 di South Supreme Airlines subisce un incendio a bordo, perdono la vita 45 persone.
- 28 marzo – Il volo Peruvian Airlines 112, un Boeing 737-300, subisce il collasso del carrello di atterraggio, sia anteriore che posteriore, durante l'atterraggio a Jauja, Perù. 39 persone rimangono ferite.
- 28 aprile – Un Antonov An-26 di Aerogaviota precipita vicino a Candelaria, Cuba. Non ci sono sopravvissuti.
- 5 maggio – Il volo Air Cargo Carriers 1260, uno Short 330, precipita durante l'avvicinamento a Charleston per errore dei piloti. Entrambi perdono la vita.
- 27 maggio – Il volo Summit Air 409, un Let L-410, si schianta in fase di avvicinamento a causa di scarsa visibilità; dei 3 occupanti, 2 muoiono.
- 7 luglio - Il volo Air Canada 759, un Airbus A320-211, si allinea su una pista di rullaggio invece che sulla pista d'atterraggio assegnata, effettuando una riattaccata appena prima di schiantarsi contro quattro aerei, tre americani e uno filippino, parcheggiati lì.
- 30 settembre – Il volo Air France 66, un Airbus A380-861, subisce un guasto ad un motore mentre trova a 150 km a sud-est di Paamiut, in Groenlandia, ed effettua un atterraggio di emergenza alla base aerea di Goose Bay, in Canada. La causa del guasto al motore N°4, un Engine Alliance GP7000 del velivolo è ancora indeterminata; la compagnia aerea afferma che ha subito "gravi danni ad uno dei suoi quattro motori". Nessuna vittima.
- 14 ottobre – Un Antonov An-26 di Valan International Cargo Charter si schianta su una spiaggia poco prima dell'atterraggio; delle 10 persone a bordo, 6 sopravvivono.
- 15 novembre – Il volo Khabarovsk Airlines 463, un Let L-410, esce di pista all'aeroporto di Nelkan, Russia. Dei sette occupanti, solo uno sopravvive.
- 13 dicembre – Il Volo West Wind Aviation 282, un ATR 42-320, precipita poco dopo il decollo da Fond du Lac Denesuline, Canada. 24 persone rimangono ferite, una muore.
- 31 dicembre – Il volo Nature Air 9916, un Cessna 208 Caravan, precipita poco dopo il decollo; tutti i 12 occupanti muoiono nell'impatto.

## 2018
- 13 gennaio – Il volo Pegasus Airlines 8622, un Boeing 737-800, esce di pista a causa di un guasto al motore all'aeroporto di Trebisonda, Turchia; non ci sono vittime o feriti tra i 168 a bordo.
- 11 febbraio – Il volo Saratov Airlines 703, un Antonov An-148, precipita dopo il decollo dall'Aeroporto di Mosca-Domodedovo, a Mosca. Morte 71 persone, di cui 65 passeggeri e 6 membri dell'equipaggio. Secondo le prime indagini, i piloti avrebbero disinserito il riscaldamento dei tubi di Pitot che ghiacciandosi hanno fornito errate indicazioni sulla velocità del velivolo.
- 18 febbraio – Il volo Iran Aseman Airlines 3704, un ATR-72, decolla da Teheran con destinazione Yasuj, Iran. Precipita pochi minuti prima dell'atterraggio in una zona montuosa dell'Iran centrale, vicino alla cittadina di Semirom, uccidendo tutti i 66 passeggeri a bordo. Secondo le indagini i piloti sono scesi al di sotto dell'altitudine minima consentita per quella zona, non accorgendosi delle montagne a causa della fitta nebbia presente.
- 12 marzo – Il volo US-Bangla Airlines 211, un Bombardier Q-400, si schianta in fase di atterraggio per un errore del pilota; tra i 71 occupanti solo 21 sopravvivono.
- 17 aprile – Il volo Southwest Airlines 1380, un Boeing 737-700, subisce un guasto al motore che provoca la rottura di un finestrino con conseguente rapida decompressione. Un passeggero viene parzialmente eiettato dall'aereo e muore poco dopo il ricovero in ospedale; 8 persone rimangono ferite.
- 14 maggio – Il volo Sichuan Airlines 8633, un Airbus A319, subisce una decompressione a causa della rottura del parabrezza; il primo ufficiale e un assistente di volo rimangono feriti.
- 16 maggio – Incidente del Cessna 208 Caravan della Malaku Air del 2018, un Cessna 208 Grand Caravan operante un volo cargo in Nepal si schianta a 3900 m di altitudine mentre era in rotta da Surkhet a Simikot. Muoiono i 2 membri dell'equipaggio.
- 18 maggio –
  - Il volo Cubana 972, un Boeing 737-200 della compagnia messicana Global Air noleggiato a Cubana de Aviación precipita poco dopo il decollo dall'Aeroporto Internazionale José Martí di L'Avana, Cuba. I testimoni riferiscono d'aver notato il velivolo effettuare una brusca virata subito dopo il decollo, probabilmente per far ritorno all'aeroporto: 112 persone, di cui 103 passeggeri e 9 membri del equipaggio, perdono la vita, mentre sopravvive soltanto una donna.
  - Il volo Saudi Arabian Airlines 3818, un Airbus A330-200, subisce il collasso del carrello anteriore durante l'atterraggio all'aeroporto Internazionale di Gedda-Re Abd al-Aziz, in Arabia Saudita. In 53 rimangono feriti, non ci sono vittime.
- 5 giugno – Il volo Fly-SAX 102, un Cessna 208 Caravan, precipita in Kenya a causa di errori dei piloti. Muoiono tutti i 10 a bordo.
- 24 giugno -Un Let L-410 della Eagle Air si schianta vicino a Sougeta in Guinea durante un volo di risposizionamento da Conakry a Lero. Tutti i 4 membri dell'equipaggio muoino e l'aereo è distrutto.
- 9 luglio — Il Volo Royal Air Maroc Express 439, un ATR 72, colpisce l’acqua del mare nei pressi dell’Aeroporto di al-Hoseyma, Marocco, a causa della non osservanza da parte dei piloti dei protocolli di sicurezza. L’aereo rimase danneggiato ma riuscì comunque ad atterrare nel vicino aeroporto di Nador. Nessuna vittima.
- 10 luglio – Nell'incidente del Convair CV 340 della Rovos Air del 2018 un Convair CV 340 si schianta durante un volo di test vicino a Pretoria in Sudafrica. L'aereo doveva essere consegnato a un nuovo operatore. Muoiono 2 delle 19 persone a bordo e una persona a terra, l'aereo è distrutto.
- 28 luglio – Il volo Air Vanuatu 241, un ATR-72, subisce un incendio al motore poco dopo il decollo. Durante l'atterraggio di emergenza, collide con altri due aerei a lato della pista. Non c'è nessuna vittima, 13 persone rimangono ferite.
- 31 luglio – Il volo Aeroméxico Connect 2431, un Embraer 190, precipita pochi istanti dopo il decollo dall'Aeroporto Internazionale di Durango in un campo a poche centinaia di metri dalla pista, probabilmente a causa delle condizioni meteorologiche avverse. Tutte le 103 persone a bordo (tra cui 4 membri dell'equipaggio) sopravvivono allo schianto.
- 4 agosto – Uno Junkers Ju 52 di Ju-Air precipita sul Piz Segnas, in Svizzera; ci sono 20 vittime.
- 10 agosto – Un Bombardier Dash 8-400 di Horizon Air viene rubato all'aeroporto di Seattle da un uomo che compie un'azione suicida.
- 16 agosto – Il volo Xiamen Airlines 8667, un Boeing 737-800, esce di pista durante l'atterraggio all'aeroporto di Manila, Filippine; non ci sono feriti ne vittime.
- 1º settembre – Il volo Utair 579, un Boeing 737-800, sbaglia l'atterraggio a Sochi e finisce fuoripista: 1 morto e 18 feriti.
- 9 settembre – Un Let L 410 di Slav-Air si schianta nel lago di Yirol, Sudan del Sud; ci sono 20 vittime e 3 feriti.
- 25 settembre – Il volo Kalitta Charters 85, un Beechcraft 1900D, si schianta durante l'avvicinamento all'aeroporto di Oscoda, in Michigan, a causa di errori dell'equipaggio. L'unico pilota a bordo muore.
- 28 settembre – Il volo Air Niugini 73, un Boeing 737-800, ammara in fase di atterraggio sull'isola di Chuuk, in Micronesia, fortunatamente salvi quasi tutti i passeggeri e i membri dell'equipaggio, solo una vittima.
- 29 ottobre – Il volo Lion Air 610, un Boeing 737-8 MAX, precipita in mare 13 minuti dopo il decollo da Giacarta: nessun superstite tra le 189 persone a bordo.
- 7 novembre – Il volo Sky Lease Cargo 4854, un Boeing 747-400F, esce di pista durante l'atterraggio all'aeroporto Internazionale di Halifax, in Canada. Non ci sono vittime, l'aereo viene danneggiato irreparabilmente.
- 9 novembre – Il volo Fly Jamaica Airways 256, un Boeing 757, esce di pista dopo un atterraggio di emergenza a causa di un guasto idraulico; una persona muore, cinque rimangono ferite.
- 20 dicembre – Nell'incidente dell'An-26 della Gomair un Antonov An-26, operante un volo cargo, si schianta a 37 km da Kinshasa nella Repubblica Democratica del Congo. Tutti i 7 a bordo perdono la vita.

## 2019
- 14 gennaio – Un Boeing 707 di Saha Airlines confonde una base militare con l'aeroporto di destinazione ed esce di pista; dei 16 occupanti solo uno sopravvive.
- 25 gennaio – Nella collisione aerea di La Thuile, un SAN Jodel D.140 collide con un AS 350 sopra il paese di La Thuile.
- 23 febbraio – Il volo Atlas Air 3591, un Boeing 767 di Amazon Air, precipita nella baia di Galveston, in Texas. Non ci sono sopravvissuti tra i 3 occupanti.
- 24 febbraio – Il volo Biman Bangladesh Airlines 147, un Boeing 737-800, subisce un tentativo di dirottamento; dopo aver evacuato i passeggeri, le forze speciali bangladesi irrompono e uccidono il dirottatore.
- 9 marzo – Un DC-3 della Latinoamericana de Servicios Aéreo si schianta durante un tentativo di atterraggio di emergenza.
- 10 marzo – Il volo Ethiopian Airlines 302, un Boeing 737-8 MAX, precipita vicino Biscioftù, Etiopia, poco dopo il decollo dall'Aeroporto di Addis Abeba-Bole. Muoiono tutte le 157 persone a bordo.
- 3 maggio – Il volo Miami Air 293, un Boeing 737-800, esce di pista durante l'atterraggio a Jacksonville, Florida, e finisce nel fiume St.Johns.
- 5 maggio – Il volo Aeroflot 1492, un Sukhoi Superjet 100 con a bordo 79 persone, decollato dall'aeroporto di Mosca-Šeremet'evo e diretto a Murmansk, rientra all'aeroporto di partenza a causa di non precisati problemi tecnici; durante il secondo tentativo di atterraggio prende fuoco, causando la morte di 41 persone tra passeggeri e membri dell'equipaggio.
- 8 maggio – Il volo Biman Bangladesh Airlines 060, un Bombardier Dash-8-Q400, esce di pista durante l'atterraggio a Yangon, Myanmar. 18 persone rimangono ferite.
- 13 maggio – Nella collisione aerea dell'insenatura di George un de Havilland Canada DHC-2 Beaver di Mountain Air Service e un de Havilland Canada DHC-3 Otter di Taquan Air si scontrano; 6 persone muoiono, 10 rimangono ferite.
- 27 giugno – Il volo Angara Airlines 200, un Antonov An-24, esce di pista all'aeroporto di Nizhneangarsk, Russia. 2 persone tra le 47 a bordo perdono la vita.
- 15 agosto – Il volo Ural Airlines 178, un Airbus A321, subisce un impatto con volatili appena dopo il decollo. I piloti fanno atterrare l'Airbus in un campo di grano a pochi chilometri dall'aeroporto; non ci sono vittime tra i 233 occupanti, in 74 rimangono feriti.
- 2 ottobre – Un Boeing B-17 della Collings Foundation precipita all'aeroporto Internazionale Bradley. Sette vittime.
- 4 ottobre – Il volo Ukraine Air Alliance 4050, un Antonov An-12, precipita in Ucraina durante l'avvicinamento a destinazione. 5 persone muoiono, 3 rimangono ferite.
- 17 ottobre – Il volo PenAir 3296, un Saab 2000, esce di pista sull'isola di Amaknak, Alaska. Tra le 42 persone a bordo ci sono 12 feriti e una vittima.
- 24 novembre – Un Dornier Do 228 di Busy Bee precipita poco dopo il decollo a Goma, nella Repubblica del Congo; tutti i 19 occupanti muoiono nello schianto.
- 27 dicembre – Il volo Bek Air 2100, un Fokker F100 decollato dall'aeroporto di Almaty, si schianta poco dopo il decollo, colpendo un muro di un edificio in costruzione. 12 persone hanno perso la vita, si contano 66 feriti, di cui alcuni molto gravi.

## 2020
- 8 gennaio – Il volo Ukraine International Airlines 752, un Boeing 737-800 della Ukraine Airlines sulla rotta Teheran - Kiev, precipita pochi minuti dopo il decollo dall’aeroporto Internazionale di Teheran Imam Khomeini. Tutte e 176 le persone a bordo, tra passeggeri ed equipaggio, perdono la vita nello schianto. Due missili iraniani lanciati contro l'aeromobile lo hanno abbattuto.
- 14 gennaio – Il volo Delta Air Lines 89, un Boeing 777 in rotta tra Los Angeles e Shanghai, subisce un guasto al motore a causa di uno stallo al compressore. L'aereo torna all'aeroporto di origine, a bordo non ci sono né vittime né feriti; a terra, a Los Angeles, 56 persone rimangono intossicate dal carburante scaricato dall'aereo durante una manovra di fuel dumping non autorizzata.
- 24 gennaio - Un Lockheed C-130 Hercules della Coulson Aviation si schianta vicino a Cooma in Australia mentre svolgeva un'operazione anti incendio. Muoiono i 3 a bordo.
- 27 gennaio – Il volo Caspian Airlines 6936, un McDonnell Douglas MD-83, esce di pista all'aeroporto Bandar Mahshahr, Iran, fermandosi su una strada; nessuno dei 144 occupanti muore dell'incidente, 2 persone rimangono ferite.
- 5 febbraio – Il volo Pegasus Airlines 2193, un Boeing 737-800, esce di pista e finisce in un avvallamento durante l'atterraggio all'aeroporto Internazionale di Istanbul-Sabiha Gökçen spezzandosi in più parti; il bilancio è di 3 vittime e 179 feriti.
- 9 febbraio – Il volo Utair 595, un Boeing 737-500, atterra prima della pista all'aeroporto di Mosca-Vnukovo, in Russia, dopo aver urtato dei cumuli di neve; ciò provoca il collasso del carrello di atterraggio principale. Tutti i 100 occupanti vengono evacuati dall'aereo in sicurezza.
- 4 maggio – Un Embraer EMB 120 di East African Express Airways viene abbattuto da un missile durante l'avvicinamento a Berdale, in Somalia. Tutti i 6 a bordo perdono la vita.
- 22 maggio – Il volo Pakistan International Airlines 8303, un Airbus A320-214, si schianta in un quartiere residenziale durante un secondo avvicinamento all'aeroporto Internazionale Jinnah di Karachi, dopo che aveva interrotto il primo per un problema al carrello di atterraggio. Dei 99 a bordo, solo in 2 sopravvivono.
- 7 agosto – Il volo Air India Express 1344, un Boeing 737-800, scivola fuori pista durante l'atterraggio a Kerala, India, in pessime condizioni meteorologiche. Tra i 190 a bordo si registrano 21 vittime e più di 160 feriti.
- 22 agosto – Un Antonov An-26 della South West Aviation si schianta in una zona residenziale dopo essere decollato per un volo charter cargo dall'aeroporto internazionale di Giuba, nel Sudan del Sud, uccidendo 8 delle 9 persone a bordo.

## 2021
- 9 gennaio – Il volo Sriwijaya Air 182, un Boeing 737-500, precipita in mare poco dopo il decollo da Giacarta perdendo 10 000 piedi (3 000 m) di quota in un minuto. Le vittime sono 62, nessuno sopravvive.
- 20 febbraio – Il volo United Airlines 328, un Boeing 777-200, subisce un guasto non contenuto al motore destro (un PW4000) poco dopo il decollo; i detriti sono caduti nel sobborgo di Commons Park di Broomfield, Colorado, e dintorni. Il volo è tornato e atterrato in sicurezza a Denver. A seguito dell'incidente, tutti i 777 equipaggiati con PW4000 sono stati temporaneamente messi a terra dal governo giapponese; la United Airlines ha preso la stessa decisione.
- 23 maggio – Il volo Ryanair 4978 viene dirottato verso Minsk da un caccia bielorusso per arrestare un passeggero. Questo dà il via a una serie di ripercussioni riguardanti le compagnie e lo spazio aereo bielorusso.
- 2 luglio – Il volo Transair 810, operato da un Boeing 737-200, ammara nell'Oceano Pacifico dopo un guasto a un motore. Entrambi i piloti, pur feriti, sono stati tratti in salvo.
- 6 luglio – Il volo Petropavlovsk-Kamchatsky Air 251, operato da un Antonov An-26, si schianta contro una scogliera durante un tentativo di atterraggio nel territorio della Kamčatka, in Russia. Le vittime sono 28.
- 16 luglio – Il volo Siberian Light Aviation 42, operato da un Antonov An-28, precipita al suolo dopo lo spegnimento di entrambi i motori.
- 12 settembre – Il volo Siberian Light Aviation 51, operato da un Let L 410, precipita in avvicinamento a Kazachinskoye nella fitta nebbia, causando la morte di 4 occupanti.
- 3 novembre – Il volo Grodno Aviakompania 1252, operato da un Antonov An-12, precipita durante un tentativo di riattaccata.

## 2022
- 8 gennaio - Un Tupolev Tu-204 della Avistar-TU viene distrutto da un incendio scaturito dal sistema di ossigeno all'aeroporto di Hangzhou. Tutti gli 8 a bordo sopravvivono ma ci sono 3 feriti.
- 26 febbraio – Il volo AB Aviation 1103, un Cessna 208 Caravan con rotta Moroni - Mohéli, Comore precipita nell'Oceano Indiano. Nessuno dei 12 passeggeri e 2 membri dell'equipaggio sopravvive.
- 21 marzo – Il volo China Eastern Airlines 5735, un volo domestico cinese operato da un Boeing 737-800 da Kunming a Canton, si schianta nella regione del Guangxi, Cina meridionale. Non ci sono sopravvissuti tra i 132 a bordo (123 passeggeri e 9 membri dell'equipaggio).
- 7 aprile – Il volo DHL Aero Expreso 7216, un Boeing 757-27A(PCF), dopo avere avuto problemi al sistema idraulico in seguito al decollo dall'aeroporto Internazionale Juan Santamaría presso San José, Costa Rica ha effettuato un atterraggio di emergenza nello stesso aeroporto. L'aereo ha sbandato infilandosi in una fossa accanto alla pista e si è spezzato in due tronchi. Nessuno dei 2 occupanti ha riportato ferite gravi.
- 12 maggio – Il volo Tibet Airlines 9833 esce di pista durante il decollo da Chongqing, in Cina. Ne scaturisce un incendio e nell'evacuazione in molti rimangono feriti.
- 29 maggio – Il volo Tara Air 197, un De Havilland Canada DHC-6 Twin Otter operante un volo interno da Pokhara a Jomsom, Nepal, precipita in cattive condizioni meteorologiche, provocando la morte di tutti i 19 passeggeri e 3 membri dell'equipaggio.
- 21 giugno – il volo RED Air 203, un McDonnell Douglas MD-82, subisce il collasso del carrello d'atterraggio sinistro e l'uscita di pista, causando l'impatto dell'ala sinistra dell'aereo con un'antenna aeroportuale, seguito da un successivo incendio sul lato destro dell'aereo. L'incidente ha causato il ricovero in ospedale di tre persone con ferite minori.
- 16 luglio – Il volo Meridian 3032, un Antonov An-12 che trasportava armi e munizioni da Niš, Serbia a Dacca, Bangladesh è precipitato presso Kavala, Grecia, uccidendo tutti gli 8 occupanti.
- 18 luglio – Un Fokker F50 di Jubba Airways si capovolge poco dopo l'atterraggio a seguito di un contatto tra l'ala dell'aereo e la pista. Non ci sono vittime, in molti rimangono feriti.
- 23 ottobre – Il volo Korean Air 631, in volo da Seul, Corea del Sud, a Cebu, Filippine, esce di pista dopo tre tentativi di atterraggio. Nessuno è rimasto ferito durante l'incidente. Tutti i 162 passeggeri e gli 11 membri dell'equipaggio a bordo dell'Airbus A330 sono stati immediatamente evacuati e curati dal personale di emergenza aeroportuale. L'aereo è andato distrutto.
- 6 novembre – Il volo Precision Air 494, un ATR 42-500 che volava su un volo interno da Dar Es Salaam, è atterrato nel lago Vittoria mentre tentava di atterrare all'aeroporto di Bukoba, in Tanzania. Delle 43 persone a bordo, 19 sarebbero morte.
- 18 novembre – Il volo LATAM Perú 2213, un Airbus A320neo operato da LATAM Airlines Chile in decollo da Lima a Juliaca, si scontra con un camion dei vigili del fuoco, uccidendo due vigili del fuoco e ferendone un terzo. Tutti i 102 passeggeri e 6 membri dell'equipaggio a bordo sono rimasti illesi.

## 2023
- 15 gennaio – Il volo Yeti Airlines 691, un ATR 72-210 in rotta da Katmandu a Pokhara, Nepal, si schianta in fase di atterraggio presso l'aeroporto Internazionale di Pokhara, provocando la morte di tutti e 68 passeggeri e 4 membri dell'equipaggio.
- 1 maggio – Un piccolo Cessna 206 monomotore si schianta nella foresta amazzonica, in Colombia, uccidendo una madre e il pilota, sopravvivono i quattro figli durante il ritrovamento.
- 17 agosto – Un Beechcraft 390 privato si schianta su un'autostrada vicino Elmina, Malaysia, tutti gli 8 passeggeri e 2 persone a terra periscono.
- 23 agosto - Un piccolo jet con a bordo il fondatore del Gruppo Wagner Evgenij Prigožin e altre 9 persone, si schianta al suolo nella regione di Tver, in Russia, probabilmente abbattuto da un missile o da una bomba. Non ci sono superstiti.
- 12 settembre - Il volo Ural Airlines 1383, un Airbus A320 che operava un volo da Sochi a Omsk in Russia, ha effettuato un atterraggio di emergenza su un campo dopo aver segnalato problemi idraulici. Tutti i 165 a bordo sono sopravvissuti senza ferite.
- 16 settembre - Un aerotaxi Embraer Bandeirante di Manaus si schianta contro un terrapieno durante l'avvicinamento all'aeroporto di Barcelos, in Brasile, mentre effettua una riattaccata, uccidendo tutti i 14 occupanti a bordo.
- 22 ottobre - Il volo Alaska Airlines 2059, un Embraer 175 operato da Horizon Air da Everett a San Francisco, devia su Portland dopo che un pilota fuori servizio ha tentato di spegnere entrambi i motori con le maniglie antincendio. Il pilota viene bloccato e arrestato dopo l'atterraggio. Non ci sono feriti.
- 29 ottobre - Nell'incidente del Rio Branco Cessna Grand Caravan, un Cessna 208B Caravan gestito da ART Táxi Aéreo si schianta ed esplode poco dopo il decollo dall'aeroporto internazionale di Rio Branco, in Brasile, uccidendo tutte le 12 persone a bordo.

## 2024
- 2 gennaio - Il volo Japan Airlines 516 operato da un Airbus A350-900 si è scontrato durante l'atterraggio con un Bombardier Q400 della Guardia Costiera giapponese che stava rullando sulla pista ed era prossimo al decollo all'Aeroporto Internazionale di Tokyo Haneda. Tutti a bordo dell'Airbus sopravvivono, morti invece 5 dei 6 a bordo dell'aereo della Guardia Costiera.
- 5 gennaio - Il volo Alaska Airlines 1282, operato da un Boeing 737 MAX9, pochi minuti dopo il decollo da Portland (Oregon) verso Ontario (California) con 177 persone a bordo (171 passeggeri e 6 membri dell’equipaggio) ha dovuto effettuare un atterraggio di emergenza all'aeroporto di Portland a causa della perdita in volo di uno dei portelloni.
- 18 gennaio - Un Fokker 50 della Jetways Airlines con 4 persone a bordo esce di pista all'pista di atterraggio di Ceel Barde, in Somalia uccidendo il pilota.
- 23 gennaio - Il volo Northwestern Air 738, un British Aerospace Jetstream si è schiantato poco dopo il decollo dall'aeroporto di Fort Smith. L'aereo non è riuscito a riprendere quota e si è schiantato nei pressi del fiume Salve, al termine della pista di partenza. Si è verificato un incendio post-impatto e l'aereo è stato distrutto. Quattro passeggeri e due membri dell'equipaggio sono rimasti uccisi su 7 occupanti.
- 18 febbraio - Il volo Air Serbia 324 operato da un Embraer 195, in collaborazione con Marathon airlines, esce di pista all'aeroporto di Belgrado e colpisce alcune luci al termine di essa, subendo gravi danni alla fusoliera, all'ala sinistra e allo stabilizzatore sinistro. Non vi sono feriti.
- 5 marzo - Nella collisione aerea di Nairobi, il volo Safarilink Aviation 53, un De Havilland Canada Dash 8, entra in collisione con un Cessna 172. Il Cessna 172 successivamente si schianta, uccidendo entrambi gli occupanti, mentre il Dash 8 atterra in sicurezza.
- 11 marzo - un Boeing 787, operante il Volo LATAM Airlines 800 entra in una picchiata mentre opera un volo da Sidney a Santiago del Cile. Vi sono 50 feriti, tra cui un passeggero che sostiene di essere stato scaravenato indietro di 5 file di sedili.
- 17 marzo - Un Let L 410 della Cetraca Aviation Service è uscito di pista durante l'atterraggio a Butembo e si è fermato con il carrello principale destro crollato e danni allo stabilizzatore orizzontale destro e all'ala destra. Diversi passeggeri hanno riportato ferite lievi, l'aereo è stato sostanzialmente danneggiato.
- 31 marzo - Nella collisione dell'Aeroporto di Malakal, un Boeing 727-200 della Safe Air si è schiantato durante l'atterraggio dopo che il pilota ha perso il controllo e l'aereo cargo si è schiantato contro un aereo precedentemente precipitato in Sud Sudan. L'incidente è avvenuto mentre aereo stava all’aeroporto di Malakal, mentre trasportava rifornimenti da Juba. 1 persona su 7 è rimasta ferita a seguito dell'incidente.
- 23 aprile - Un Douglas C-54D della Alaska Air Fuel si schianta a sette miglia dall'Aeroporto Internazionale di Fairbanks, da dove era decollato. L'aereo cargo che trasportava carburante aveva iniziato a perdere quota fino ad schiantarsi, scivolando su una ripida collina sulla riva del fiume Tatana dove poi ha preso fuoco. Per i 2 piloti non ci fu scampo.
- 9 maggio - Il volo Air Senegal 301, un Boeing 737-300, è uscito di pista dell'aeroporto internazionale Blaise Diagne dopo un decollo interrotto. 10 degli 85 occupanti a bordo sono rimasti feriti, tuttavia alcune fonti parlano di 11 feriti.
- 21 maggio - Il volo Singapore Airlines 321, un Boeing 777-300ER in volo da Londra a Singapore con 229 occupanti, incontra una grave turbolenza uccidendo un passeggero e ferendone altri 104. L'aereo ha effettuato un atterraggio di emergenza a Bangkok.
- 12 luglio - Il volo Gazpromavia 9608, un Sukhoi Superjet 100 si schianta durante un volo di trasferimento vicino a Kolomna in Russia. Muoiono tutti i 3 membri dell'equipaggio.
- 15 luglio - Un BN-2 Islander della Air Taxi Vanuatu si schianta in una piantagione vicino Port Vila a Vanuatu uccidendo una delle 5 persone a bordo.
- 24 luglio - Un Bombardier CRJ-200 della Saurya Airlines si schianta subito dopo la fase di decollo dall'aeroporto di Kathmandu in Nepal. Il bilancio è di 18 vittime; l'unico sopravvissuto è il pilota.
- 9 agosto - Il volo Voepass Linhas Aéreas 2283, un ATR 72-500, entra in stallo e diventa incontrollabile, schiantandosi a Vinhedo, in Brasile. Muoiono tutti i 62 occupanti del velivolo.
- 22 agosto - Il volo Thai Flying Service 209, un Cessna 208 Grand Caravan partito da Bangkok e diretto a Ko Mai Si, si schianta in una palude di mangrovie uccidendo tutti i 9 occupanti a bordo.
- 31 agosto - Incidente del Mil Mi-8 di Vityaz Aero del 2024, un elicottero Mil Mi-8 della Vityaz Aero si schianta in Kamchatka mentre trasportava dei turisti vicino a un vulcano. Muoiono tutti i 22 a bordo.
- 9 novembre - Il Volo Total Linhas Aéreas 5682, un volo cargo della compagnia aerea brasiliana Total Linhas Aéreas effettua un atterraggio di emergenza dopo un incendio a bordo. I piloti sopravvivono ma l'aereo viene distrutto dalle fiamme.
- 25 novembre - Il Volo Swiftair 5960, un Boeing 737-476 (SF) operato per DHL dalla succursale spagnola Swiftair, partito da Lipsia e diretto a Vilnius, in Lituania, si è schiantato in fase di avvicinamento uccidendo uno dei quattro membri dell'equipaggio.
- 23 dicembre – il Volo Swiss International Air Lines 1885, un Airbus A220-300 con marche HB-JCD, in rotta da Bucharest a Zurigo è stato costretto ad effettuare un atterraggio di emergenza all'aeroporto di Graz dopo che si è sviluppato del fumo in cabina. L'aereo è stato evacuato utilizzando gli scivoli e le uscite di emergenza, e 17 passeggeri e 5 membri dell'equipaggio sono stati ricoverati. SWISS ha successivamente annunciato che un'assistente di volo ha perso la vita in ospedale per via dell'incidente.
- 25 dicembre - Il volo Azerbaijan Airlines 8243, un Embraer ERJ-190 partito da Baku e diretto a Grozny, in Russia, ha dichiarato un'emergenza e decide di atterrare a Aktau, in Kazakistan. Mentre tenta di atterrare, l'aereo perde il controllo e si schianta spezzandosi in 2 tronconi. Dei 67 occupanti, 38 muoiono. È confermato che l’aereo sia stato erroneamente colpito dalla contraerea russa.
- 28 dicembre - il volo KLM 1204, un Boeing 737-800, esce di pista all'aeroporto di Oslo Torp. Il volo era partito da Oslo Gardermoen con destinazione Amsterdam, ma subito dopo il decollo erano stati segnalati problemi idraulici al velivolo. Arrivata subito dopo la richiesta di dirigersi al secondo aeroporto di Oslo, ma dopo l'atterraggio l'aereo lascia la pista per fermarsi nell'erba. Non si contano vittime.[5]
- 29 dicembre - il volo Jeju Air 2216, operato da un Boeing 737-800, esce di pista dopo un belly landing all'aeroporto di Muan, in Corea del Sud. Ci sono solo 2 sopravvissuti tra i 181 a bordo.

## 2025
- 28 gennaio - il volo Air Busan 391, operato da un Airbus A321-200, prende fuoco prima della partenza dall'aeroporto Internazionale di Busan-Gimhae. Non ci sono vittime.
- 29 gennaio -
  - il volo American Eagle 5342, un CRJ-700 operato dalla PSA Airlines, si scontra con un elicottero militare Sikorsky H-60 e precipitano nel fiume Potomac. 64 i civili, 3 i militari coinvolti.
  - un Beechcraft 1900 che trasporta operatori del settore petrolifero precipita poco dopo il decollo mentre era diretto a Giuba. Dei 21 a bordo solo uno sopravvive.
- 31 gennaio - Un jet privato Learjet 55, diretto allo Springfield-Branson National Airport in Missouri, è precipitato in un centro abitato di Filadelfia. Fra i 6 cittadini a bordo di origine Messicana nessun sopravvissuto, c'è stata un'ulteriore vittima a terra.
- 6 febbraio - Il volo Bering Air 445, un Cessna 208 Caravan in volo da Unalakleet a Nome in Alaska, scompare dai radar con 10 persone a bordo sopra la Baia di Norton. Il giorno dopo l'aereo è trovato e viene confermato che non ci sono sopravvissuti.
- 17 febbraio – Il volo Delta Connection 4819, un Bombardier CRJ-900 partito da Minneapolis, si è schiantato in fase di atterraggio all'aeroporto internazionale di Toronto-Pearson. Tra gli 80 occupanti non ci sono vittime.
- 17 marzo – Il volo Aerolínea Lanhsa 018, un British Aerospace Jetstream, precipita in mare poco dopo il decollo da Roatán, in Honduras. Muoiono 12 delle 18 persone a bordo.
- 22 marzo – Un DHC-5 della Trident Aviation si schianta vicino a Ceel Xabaaloow, Somalia. Muoiono tutti i 5 a bordo.
- 17 aprile – Il volo Tropic Air 711, un Cessna 208 Caravan, viene dirottato da un uomo armato di coltello. L'aereo fa un atterraggio di emergenza a Belize City, poco prima di finire il carburante. Dei 16 a bordo il dirottatore viene ucciso e ci sono 3 feriti.
- 16 maggio - Il volo Air Panama 982, un Fokker F50, esce di pista dopo l'atterraggio all'Aeroporto Bocas del Toro, Panama. Non ci sono vittime.
- 12 giugno - Il volo Air India 171, un Boeing 787 Dreamliner, si schianta dopo il decollo all'Aeroporto Internazionale Sardar Vallabhbhai Patel. C'è un solo superstite. Muoiono 241 persone occupanti e altre 29 persone a terra.
- 24 luglio - Il volo Angara Airlines 2311, un Antonov An-24 in arrivo da Blagoveshchensk, si schianta durante l'avvicinamento a Tynda, nell'estremo oriente russo. Muoiono tutti i 48 a bordo del velivolo.